# Rafael Nadal
Rafael Nadal Parera (Manacor, Baleares, 3 de junio de 1986), i marqués del Llevant de Mallorca, es un extenista español. Está considerado ampliamente como el mejor tenista de la historia en pistas de tierra batida y uno de los mejores de todos los tiempos. Es el segundo tenista masculino con mayor número de títulos de Grand Slam en individuales, con 22, solo superado por el serbio Novak Djokovic, con 24, y por delante del suizo Roger Federer, con 20. Consiguió el Abierto de Australia en dos ocasiones, el Torneo de Roland Garros en catorce ediciones (siendo el tenista que más veces lo ha conseguido en toda la historia del torneo), el Campeonato de Wimbledon en dos ocasiones y el Abierto de Estados Unidos en cuatro ocasiones. Se encuentra en segunda posición, tras Novak Djokovic (40), como jugador con más títulos de Masters 1000 en modalidad individual, con 36; y por delante de otros célebres tenistas como Roger Federer (28), el checo Ivan Lendl (22) y los estadounidenses John McEnroe (19), Jimmy Connors (17) y Andre Agassi (17).
Es el tenista masculino más joven de la historia en conseguir el Golden Slam en la carrera, que consiste en lograr los cuatro Grand Slam y la medalla de oro en los Juegos Olímpicos a lo largo de la carrera (logro únicamente compartido con Andre Agassi y Novak Djokovic). Es, junto a Novak Djokovic, uno de los dos tenistas masculinos en toda la Era Abierta en conseguir el Doble Grand Slam en carrera, que consiste en ganar, al menos dos veces, cada uno de los cuatro Grand Slam a lo largo de la carrera. Además, ambos tenistas son los únicos que han sido capaces de ganar en un mismo año (Nadal en 2010, y Djokovic en 2021) tres Grand Slams en tres superficies distintas. Nadal es el tenista que más veces ganó desde el comienzo de la Era Abierta un mismo torneo de Grand Slam y Masters 1000: Roland Garros y Montecarlo (el primero en catorce ocasiones y el segundo en once); y el primero en ganar al menos un título de Grand Slam durante diez temporadas consecutivas: desde 2005 hasta 2014.
Ocupa la quinta posición en la lista de jugadores con más títulos ATP con 92, sólo por detrás de Jimmy Connors (109), de Roger Federer (103), de Novak Djokovic (100) y de Ivan Lendl (94). Es el tenista con más títulos (90) y victorias (985) en outdoor y el tenista con más títulos conseguidos en tierra batida (63) de toda la Era Abierta. Adicionalmente, se encuentra en segunda posición como jugador con más títulos ATP Tour 500 ganados (23), sólo por detrás de Roger Federer (24). 
Es el cuarto tenista por cantidad de victorias en toda la historia, con 1080, y cuenta con el segundo mejor rendimiento de la historia con un 82,5 % de victorias, llegando a alcanzar un pico de 83,84 % después de Roland Garros 2014. Es el tenista masculino con más semanas consecutivas dentro del top 10 del ranking ATP (912), y posee la mayor racha de victorias consecutivas en una misma superficie (81 en tierra batida).
Es el tenista español con el mayor número de títulos individuales (92, superando a Manuel Orantes y a Conchita Martínez, con 33), más títulos de Grand Slam (22, superando a Carlos Alcaraz, con 5, y a Manolo Santana y Arantxa Sánchez Vicario, con 4), más títulos de Masters 1000 (36, superando a Conchita Martínez, con 9) y con más semanas en el número uno del ranking mundial de la ATP, con 209. Es el único tenista en la historia en ser número uno en tres décadas diferentes: 2000, 2010 y 2020.
Galardonado como Premio Princesa de Asturias, Premio Laureus al deportista del año, Estrella deportiva del año por la BBC, Campeón de campeones del año por L'Équipe, Mejor atleta internacional por ESPY, deportista europeo del año por la PAP, Time 100 personas más influentes del mundo y atleta más dominante del siglo XXI por votación de los aficionados en ESPN.

## Biografía
Nació el 3 de junio de 1986 en Manacor, Isla de Mallorca, Baleares, España. Sus padres son Ana María Parera y Sebastián Nadal Homar; tiene una hermana menor, María Isabel. Nació en una familia de deportistas, su tío Miguel Ángel Nadal fue jugador de fútbol del FC Barcelona y del RCD Mallorca y su tío Toni Nadal había sido jugador de tenis. Fue con este con quien se inició con los primeros golpes de raqueta a los tres años de edad. Practicó también fútbol, baloncesto y otros deportes.
A los ocho años de edad ganó un título sub-12 de tenis en Baleares mientras continuaba jugando al fútbol como delantero. Ganó torneos en las categorías inferiores, entre ellos, el campeonato mundial júnior «Les Petits As», disputado en Francia. Con doce años su padre lo impulsó a decidir entre el tenis o el fútbol para que no descuidase sus estudios, y se decidió por el tenis. A los catorce años, su familia se enfrentó a la decisión de desplazarse a Barcelona para continuar su carrera, como demandaba la federación. Su tío Toni fue partidario de quedarse en Mallorca, lo que supuso que la federación les concediese menor financiación para jugar torneos. Ante esta situación su tío conformó un grupo de confianza para proyectar su carrera, con personas como su médico Ángel Ruiz Cotorro y le impuso el rigor y la disciplina necesaria para ser un deportista de élite. En un partido de exhibición que Pat Cash y Boris Becker celebraron en Mallorca sobre tierra batida, el alemán se lesionó y se le ofreció a Nadal la oportunidad de disputarlo. Con aquella oportunidad, demostró su potencial en arcilla al vencer el 14 de mayo de 2001 a un excampeón de Wimbledon como Pat Cash. Al año siguiente dejó su huella en torneos júnior, como su plaza de semifinalista en 2002 en Wimbledon jugando contra chicos mayores que él, y se inició en torneos Challenger cosechando varias victorias.
En 2010 protagonizó el videoclip de la canción Gitana, de la cantante colombiana Shakira. En 2016 participó en el videoclip de la canción Don't You Need Somebody, del productor discográfico marroquí RedOne en colaboración con Enrique Iglesias, R. City, Serayah McNeill y Shaggy.
Contrajo matrimonio el 19 de octubre de 2019 con María Francisca "Mery" Perelló Pascual (nacida en Manacor el 7 de julio de 1988), con quien formaba pareja desde hacía catorce años, y que conoció cuando era compañera de clase de su hermana Maribel. El enlace se celebró en Sa Fortalesa, antiguo bastión militar del siglo XVII, reconvertido en una gran villa residencial en el Puerto de Pollensa (Mallorca). Ofició la ceremonia el conocido sacerdote mallorquín Tomeu Català y contó con invitados ilustres como los reyes don Juan Carlos y doña Sofía, además de compañeros del circuito tenístico como David Ferrer, Marc López y Feliciano López.
La pareja tiene dos hijos, Rafael y Miquel, nacidos el 8 de octubre de 2022 y el 7 de agosto de 2025, respectivamente.
El 19 de junio de 2025, la Casa Real anunció que el rey Felipe VI le había concedio el título de marqués del Llevant de Mallorca en honor a su trayectoria deportiva.

## Trayectoria deportiva

### 2002-2004: Comienzos como profesional

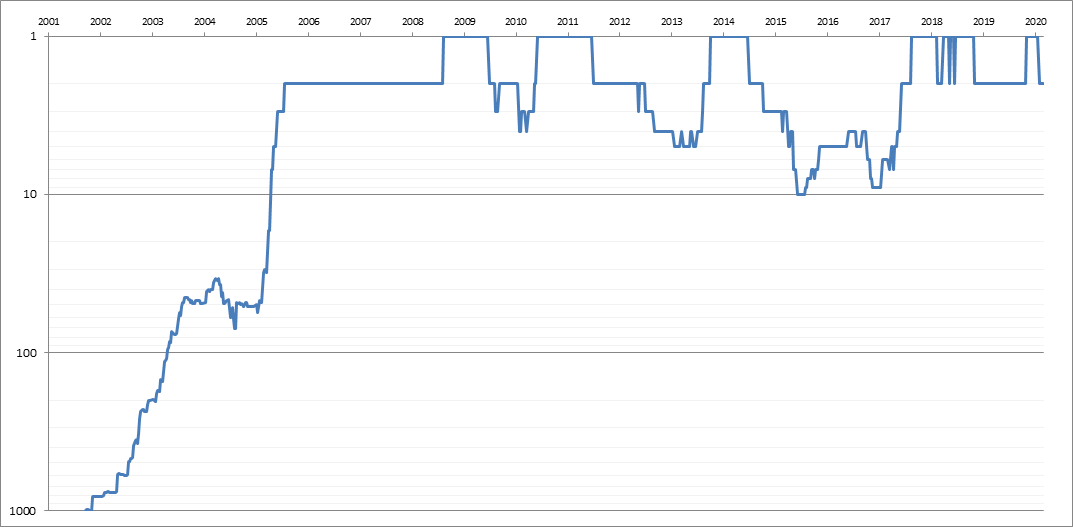
Gráfica histórica del ranking de Rafael Nadal.

En 2002, y avalado por sus buenas actuaciones en los Challenger, un quinceañero Nadal tuvo su primera oportunidad de jugar un torneo del ATP Tour accediendo como invitado al Internacional Series de Mallorca. A la edad de quince años y 330 días se convirtió en el jugador más joven en ganar un partido en un torneo oficial de la ATP con su victoria en primera ronda al paraguayo Ramón Delgado, de veinticinco años y 81.º jugador mundial en ese momento, por 6-4 y 6-4. Rafael Nadal ocupaba el puesto 762.º del escalafón mundial. En su encuentro de segunda ronda, frente al belga Olivier Rochus, pierde por 2-6 y 2-6.
Al comienzo de 2003, continuó en torneos Challenger, proclamándose campeón del Challenger de Barletta en el mes de marzo y quedando como finalista en otros cuatro. Tras aquella victoria participó en su segundo torneo profesional en el Masters de Montecarlo, donde ganó en primera ronda al eslovaco Karol Kučera, entonces número 22 del mundo, y en segunda ronda le tocó enfrentarse al vigente campeón del Grand Slam de tierra batida, el ilerdense Albert Costa. Aquel partido, disputado el 16 de abril de 2003, supuso su primera victoria ante un Top10 del ranking ATP. Tras su victoria no pudo continuar el sueño al ser derrotado por Guillermo Coria por 7-6, 6-2, pero le sirvió para convertirse en el jugador más joven en llegar al Top100 del ranking ATP desde Michael Chang. En septiembre, se impuso en la final del Trofeo Ciudad de Albacete en 2003 a un jovencísimo Feliciano López con un 6-1, 6-4. Su presencia en el circuito profesional empezó a ser frecuente, participando en el trofeo Conde de Godó. Tras no poder participar en el Torneo de Roland Garros por una lesión en su codo derecho, debutó en un Grand Slam de Wimbledon, donde venció en primera ronda al croata Mario Ančić por 6-3, 6-4, 4-6 y 6-4, y en segunda ronda al británico Lee Childs por 6-2, 6-4 y 6-3. Cayó en la tercera ronda contra el tailandés Paradorn Srichaphan por 4-6, 4-6 y 2-6, pero su actuación le valió la reputación de ser el jugador más joven —a los diecisiete años— en llegar a la tercera ronda de Wimbledon, algo que solo había conseguido el germano Boris Becker. Mientras que en el Abierto de Estados Unidos ganó en la primera ronda a Fernando Vicente por 6-4, 6-3 y 6-3, para caer en la segunda ante el marroquí Younes El Aynaoui por 6-7, 3-6 y 6-7. De esta temporada quedan sus victorias ante los Top10 como Albert Costa (en el TMS de Montecarlo) y Carlos Moyá, en el TMS de Hamburgo. Cerró el año con un récord de 14-11.

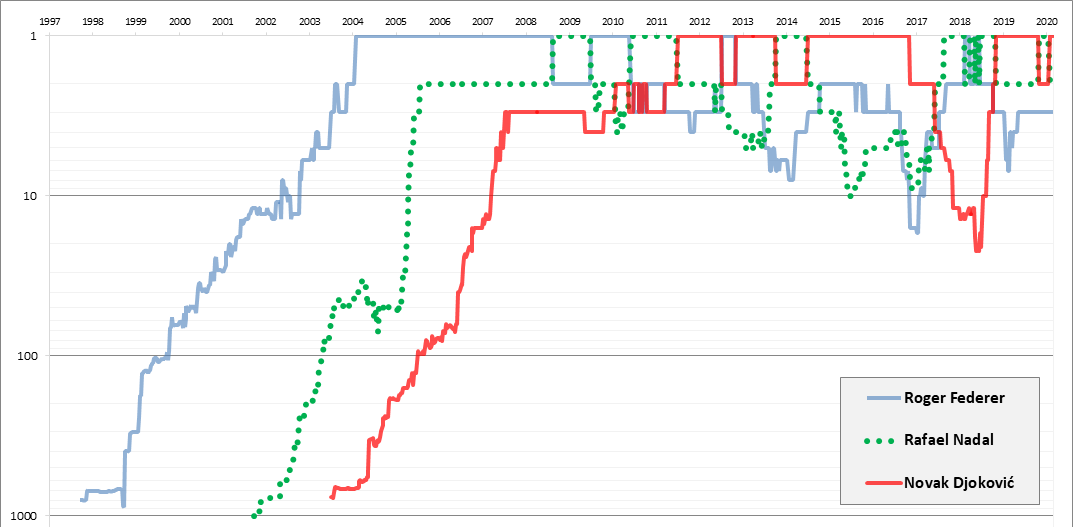
Gráfica histórica del ranking de Roger Federer, Rafael Nadal y Novak Djokovic.

Gracias a su buena temporada, preparó el inicio de la temporada 2004 como su primera temporada como profesional. En enero debutó en el Abierto de Australia venciendo a Michal Tabara por 6-1, 6-2 y 6-2 en primera ronda, en la segunda ronda venció a Thierry Ascione por 6-4, 3-6, 7-5 y 6-1, y en tercera ronda perdió contra Lleyton Hewitt por 6-7, 6-7 y 2-6. En febrero se disputaron las eliminatorias de octavos de final de Copa Davis y a España le había tocado disputarse el pase con República Checa. El equipo hispano no contaba con sus dos hombres más fuertes en ese momento, Juan Carlos Ferrero y Carlos Moyá, por lo que Rafael Nadal tuvo que afrontar la enorme responsabilidad de jugar tres partidos. Pese a que perdió su primer enfrentamiento y el partido de dobles, en el momento más complicado logró el pase para su país tras ganarle a Radek Štěpánek (7-6, 7-6, 6-4) en el quinto y definitivo partido, ganado en moqueta en pista cubierta como visitante.
En marzo, jugó su primer partido contra Roger Federer (que desde el mes anterior era número uno por primera vez en su carrera), en el Masters de Miami, con un resultado de 6-3, 6-3 a su favor. De nuevo se perdió el Torneo de Roland Garros, en esta ocasión por una fractura de tobillo que le tuvo apartado de la gira en tierra batida. En agosto logró su primer título ATP en Sopot (Polonia). En el Abierto de Estados Unidos, ganó la primera ronda a Ivo Heuberger por 6-0, 6-3, 4-6, 2-6 y 6-3, en la segunda ronda perdió contra Andy Roddick por 0-6, 3-6 y 4-6. En dobles hizo pareja con Tommy Robredo y llegaron hasta las semifinales, donde perdieron contra la pareja formada por Leander Paes y David Rikl por 6-3 y 6-3, siendo hasta el momento su mejor resultado en la modalidad dobles en Grand Slam. Se hizo popular para el gran público en la disputa de la final de la Copa Davis 2004 frente a EE. UU., cuando derrotó al estadounidense Andy Roddick acercando al equipo español a la que fue su segunda ensaladera. Para finalizar el año venció en el primer Torneo Master Ciudad de León, no puntuable para el circuito ATP, imponiéndose en la final a Fernando Verdasco y no cediendo ningún set en todo el torneo. Cerró el año con un récord de 30-17.

### 2005: Primer Roland Garros
En 2005 alcanzó la élite del tenis mundial con una temporada espectacular. En el primer Grand Slam de la temporada, el Abierto de Australia, venció en la primera ronda a Julien Benneteau por 6-0, 6-4 y 6-2, en la segunda ronda vence a Mijaíl Yuzhny por 6-1, 4-6, 4-6,7-5 y 6-3, en la tercera ronda vence a Bobby Reynolds por 6-1, 6-1 y 6-3, para caer en la cuarta ante Lleyton Hewitt por 5-7, 6-3, 6-1, 6-7 y 2-6.
En Montecarlo se adjudicó el primer Masters Series de su carrera al ganar en la final a Guillermo Coria por 6-3, 6-1, 0-6 y 7-5. Se convirtió en el segundo jugador más joven en ganar un torneo Masters Series tras Michael Chang. En Roma volvió a ganar otro Masters Series al triunfar en la final ante Guillermo Coria por 6-4, 3-6, 6-3, 4-6 y 7-6, en una final que duró 5 horas y 14 minutos. En mayo, disputó su primer Roland Garros, en la primera ronda venció a Lars Burgsmüller por 6-1, 7-6 y 6-1, en la segunda ronda venció a Xavier Malisse por 6-2, 6-4 y 6-4, en la tercera ronda venció al francés Richard Gasquet por 6-4, 6-3 y 6-2, en la cuarta ronda venció al francés Sébastien Grosjean por 6-4, 3-6, 6-0 y 6-3, en cuartos de final venció a David Ferrer por 7-5,6-2 y 6-0, en semifinales derrotó al número uno Roger Federer (6-3, 4-6, 6-4 y 6-3) y alcanzó su primera final de Grand Slam. El domingo 5 de junio se convirtió en el cuarto jugador más joven de la historia en ganar ese torneo (a la edad de diecinueve años y dos días), al vencer al argentino Mariano Puerta en la final, por 6-7, 6-3, 6-1, 7-5. Además se convirtió en el segundo jugador en ganar Roland Garros en su primera participación por detrás de Mats Wilander.
En Wimbledon, ganó en primera ronda a Vince Spadea por 6-4, 6-3 y 6-0, y en segunda ronda perdió contra Gilles Müller por 4-6, 6-4, 3-6 y 4-6. El agosto, ganó en Montreal su primer Masters Series sobre pista rápida al derrotar en la final a toda una leyenda como André Agassi por 6-3, 4-6 y 6-2 en la que fue su última final de Masters Series que disputó el estadounidense antes de anunciar su retirada del circuito profesional. En el Abierto de Estados Unidos, Nadal venció en la primera ronda a Bobby Reynolds por 6-3, 6-3 y 6-4, en la segunda ronda vence a Scoville Jenkins por 6-4, 7-5 y 6-4 para finalmente caer derrotado en la tercera ante James Blake por 4-6, 6-4, 3-6 y 1-6.
En octubre protagonizó una de las finales más épicas del año al derrotar al croata Ivan Ljubičić en la final del Tenis Masters Series de Madrid, Nadal remontó dos sets en contra para ganar su primer TMS en pista cubierta. Una inoportuna lesión, fruto de malos apoyos, le dejó fuera del torneo de Maestros, privando su primera participación en el torneo por excelencia de la ATP. Sin embargo, este año igualó al número uno Roger Federer como el tenista del circuito ATP con más títulos ganados, ganando un total de 11 torneos a lo largo de 2005 (Costa Do Sauípe, Acapulco, Barcelona, TMS Montecarlo, TMS Roma, Roland Garros, Bastad, Stuttgart, TMS Montreal, Abierto de China y TMS Madrid). Codiciado por las marcas comerciales, y admirado y querido por millones de personas, se convirtió en la nueva imagen del tenis masculino, joven, con garra y talento. Cerró el año con un récord de 79-10.

### 2006: Segundo Roland Garros

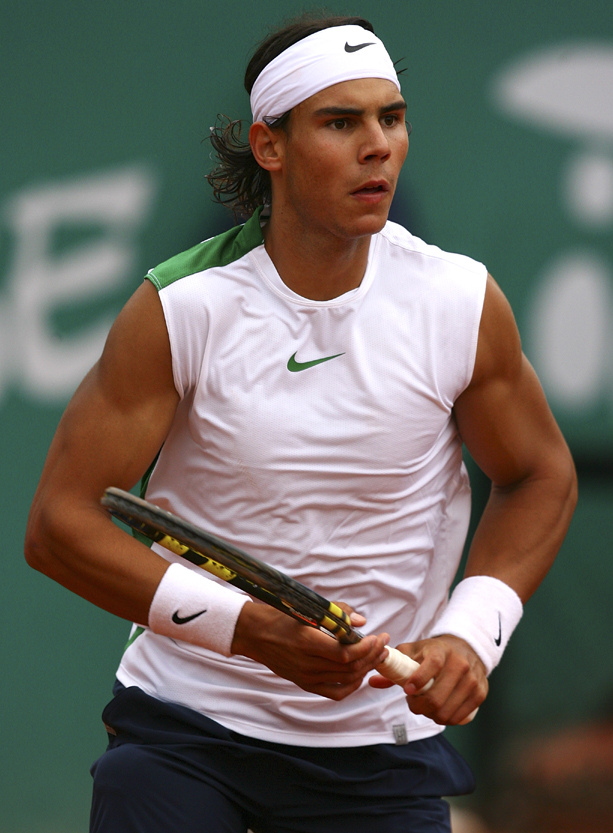
Rafa Nadal en el Torneo Conde de Godó 2006.

El año 2006 lo inició con problemas; debido al exigente 2005, tuvo que estar casi cuatro meses sin jugar (se perdió por lesión la Masters Cup del año anterior y el Abierto de Australia de este año). Reapareció en Marsella, alcanzando las semifinales (derrota ante Arnaud Clément), y conquistó el título en Dubái ante el número uno del mundo, Roger Federer, en un vibrante encuentro que se resolvió en el tercer set despejando las dudas surgidas sobre su futuro rendimiento tras su lesión.
Durante la gira de pista dura estadounidense los resultados no le acompañaron, en Indian Wells tras derrotar a Sébastien Grosjean y Marcos Baghdatis fue derrotado en semifinales por James Blake y en Miami fue derrotado sorprendentemente en su primer encuentro ante su compatriota Carlos Moyá pese a ganar la primera manga.
El 22 de mayo de 2006 recibió el prestigioso premio Laureus a la mejor promesa mundial del año.
Con la llegada de la tierra batida es cuando comenzó a desplegar toda su potencia. Campeón en Barcelona por segundo año consecutivo tras deshacerse de Tommy Robredo en la final, y campeón también consecutivamente en los Masters Series de Montecarlo tras derrotar sucesivamente a Guillermo Coria, Gastón Gaudio y Roger Federer y en Roma venciendo nuevamente a Federer en la final tras cinco mangas, dos bolas de partido salvadas y cinco horas de juego.
El 29 de mayo de 2006 batió el récord de victorias consecutivas en tierra batida que hasta ese momento ostentaba Guillermo Vilas con 53 victorias quién le entregó un obsequio conmemorativo. La marca finalizó al año siguiente en los 81 encuentros.

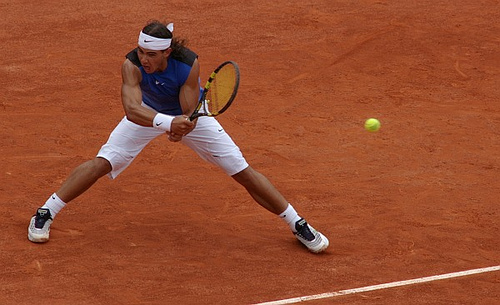
Rafael Nadal en Roland Garros 2006 obtendría su segundo Grand Slam tras vencer a su clásico rival Roger Federer por 1-6, 6-1, 6-4 y 7-6(4).

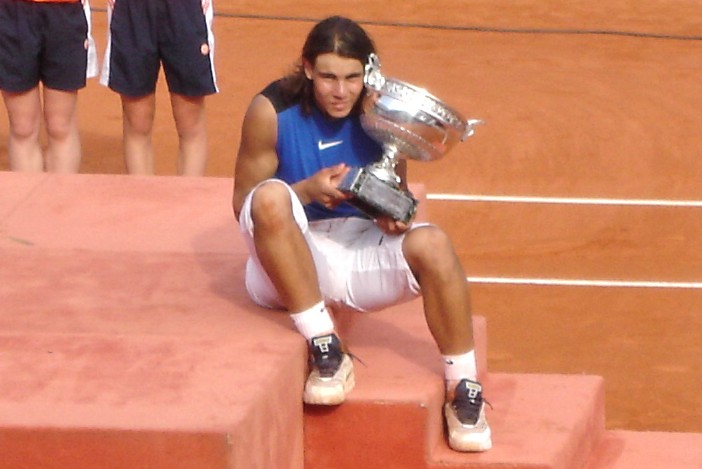
Nadal posa junto a su segundo Roland Garros.

El 11 de junio de 2006 conquistó su segundo título del Grand Slam ganando a Roger Federer, número uno del mundo, en la final del torneo francés de Roland Garros. Durante las dos semanas de competición se deshizo de Robin Söderling en la primera ronda por 6-2, 7-5 y 6-1, de Kevin Kim en la segunda ronda por 6-2, 6-1 y 6-4, en cuatro mangas a Paul-Henri Mathieu en la tercera ronda por 5-7, 6-4, 6-4 y 6-4, y también en cuatro mangas a Lleyton Hewitt en la cuarta ronda por 6-2, 5-7, 6-4 y 6-2, en cuartos a Novak Djoković por 6-4, 6-4 y retirada de Djokovic, y en semifinales en tres sets al croata Ivan Ljubičić por 6-4, 6-2 y 7-6. y en la final se enfrentó a Roger Federer yendo de menos a más, le ganó por 1-6, 6-1, 6-4 y 7-6(4) y por segundo año consecutivo dominó la temporada de tierra batida con autoridad.

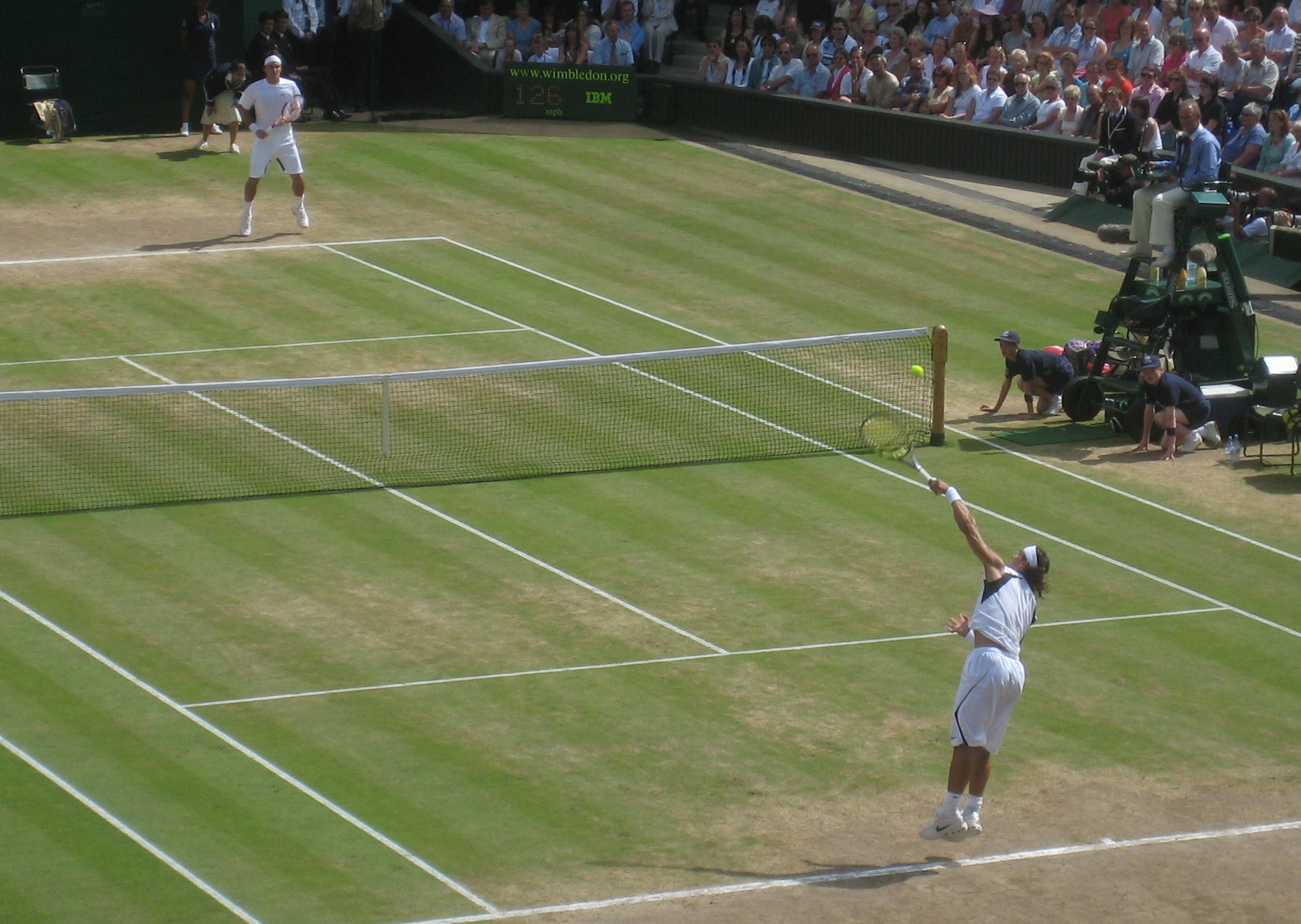
Nadal sirve en la final del torneo de Wimbledon sobre la hierba del All England Club. El suizo Roger Federer se impondría en cuatro mangas.

Apenas un mes más tarde y tras caer en cuartos de final de Queens Club ante Lleyton Hewitt, en Wimbledon llegó la sorpresa. En primera ronda derrotó a Alex Bogdanovic por 6-4, 7-6 y 6-4, en la segunda ronda derrotó a Robert Kendrick por 6-7, 3-6, 7-6, 7-5 y 6-4 en la tercera ronda derrotó al ex número uno Andre Agassi, por 7-6, 6-2 y 6-4, en la cuarta ronda venció a Irakli Labadze por 6-3, 7-6, 6-3, en cuartos de final ganó a Jarkko Nieminen por 6-3, 6-4 y 6-4 y en semifinales venció a Marcos Baghdatis por 6-1, 7-5 y 6-3, convirtiéndose en el primer español en cuarenta años en alcanzar una final de Wimbledon ya que desde que Manolo Santana ganó el título en 1966 ningún otro español había llegado a la ronda final; el 9 de julio de 2006, se volvió a enfrentar contra todo pronóstico a suizo Federer en la final del torneo londinense de Wimbledon, aunque en esta ocasión la victoria fue para el número uno del mundo por 0-6, 6-7, 7-6 y 3-6. De esta manera, Federer conquistó su cuarto título en el All England Club consecutivo.

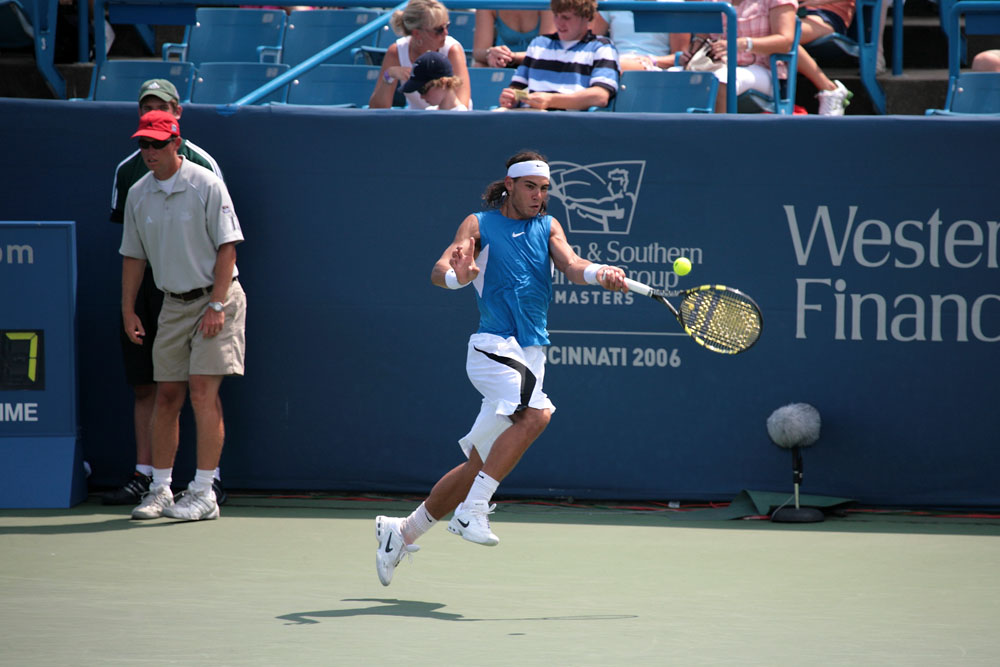
Nadal en el Masters de Cincinnati 2006 donde caería ante Juan Carlos Ferrero.

Ya en agosto Nadal cayó ante Tomáš Berdych en tercera ronda y Juan Carlos Ferrero en cuartos sucesivamente en los Masters Series de Toronto y Cincinnati.

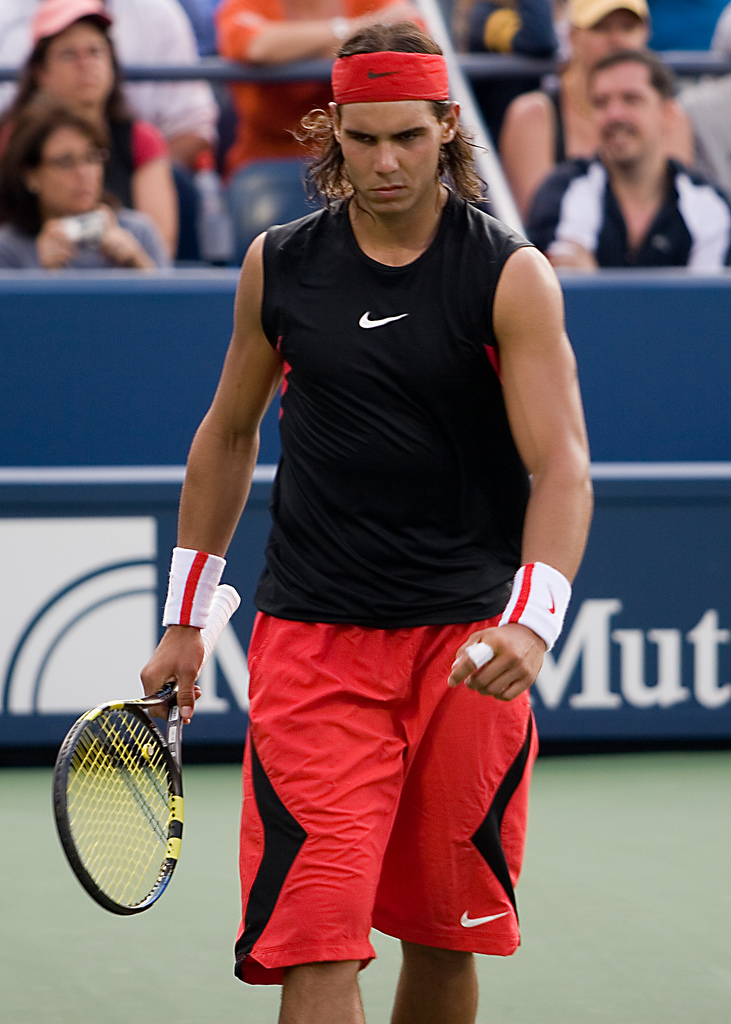
Rafael Nadal en el último Grand Slam del año el Abierto de Estados Unidos 2006.

En septiembre, en el Abierto de Estados Unidos 2006, último Grand Slam de la temporada. En la primera ronda venció a Mark Philippoussis por 6-4, 6-4 y 6-4, en la segunda ronda venció a Luis Horna por 6-4, 4-6, 6-4 y 6-2, en la tercera ronda venció a Wesley Moodie por 6-4, 7-6 y 7-6, en la cuarta ronda venció a Jiří Novák por 6-1, 7-6 y 6-4, para caer en cuartos de final ante el ruso Mijaíl Yuzhny por 3-6, 7-5, 6-7 y 1-6.
En la eliminatoria por la permanencia en el Grupo Mundial de Copa Davis fue quien, al igual que el año anterior ante el mismo rival, Italia, tiró del equipo de España para lograr mantenerse en el Grupo Mundial. Resolvió la eliminatoria con tres victorias en tres partidos. Andreas Seppi fue el primero en morder el polvo en un grandísimo partido que se decantó del lado español por 6-0, 6-4 y 6-3. Posteriormente, el decisivo encuentro de dobles (con la eliminatoria empatada a un punto Nadal y Fernando Verdasco lograron imponerse a Daniele Bracciali y Giorgio Galimberti por 6-2, 3-6, 6-3 y 7-6, lo que dejó al propio Nadal con la opción de sentenciar la eliminatoria; y no falló. Se impuso en cuatro sets (3-6, 7-5, 6-3 y 6-3) a Filippo Volandri y clasificó a España (4-1) para disputar en 2007 el Grupo Mundial de Copa Davis.

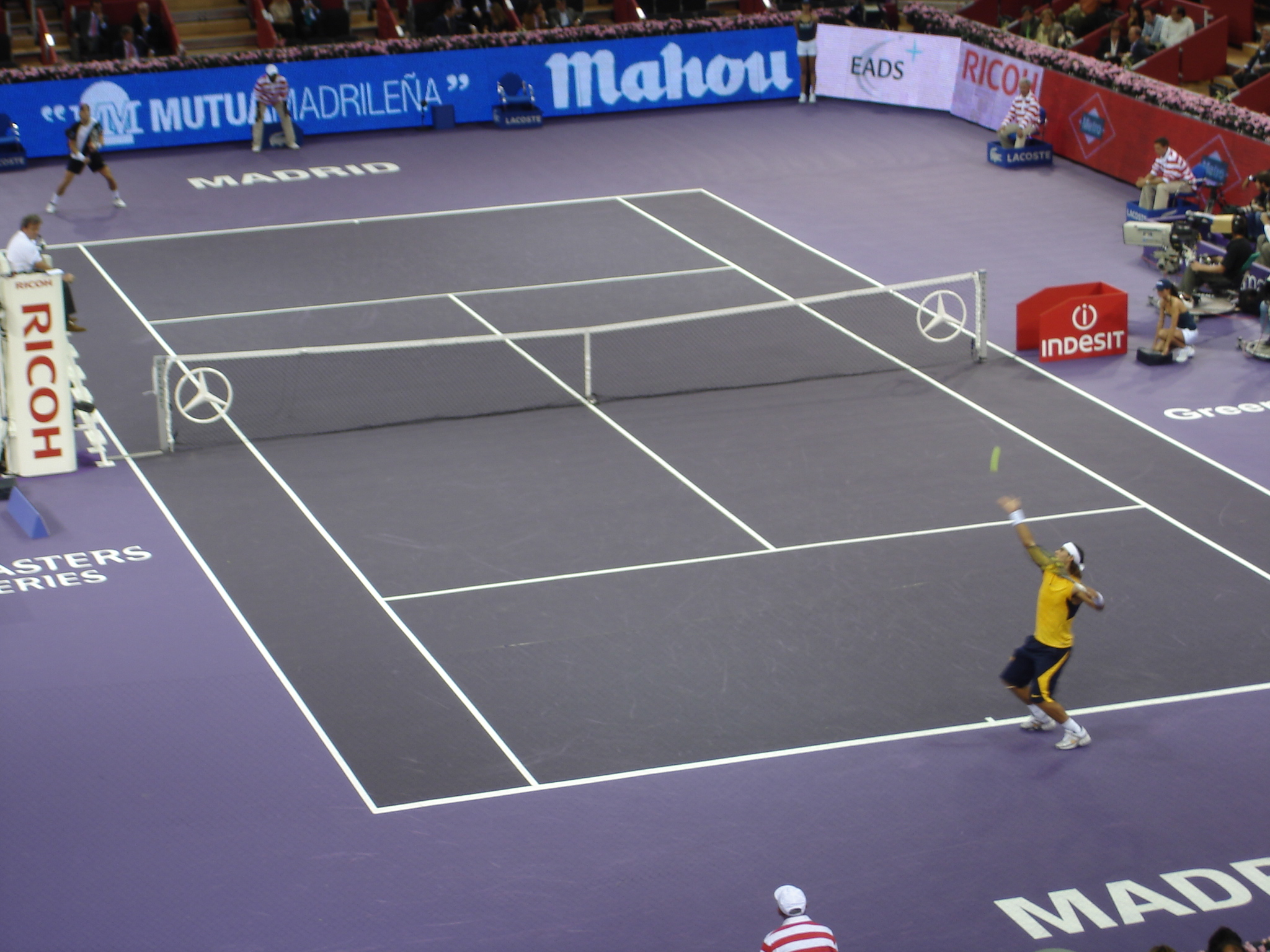
Nadal sirviendo en el encuentro ante Tommy Haas por el Masters de Madrid 2006.

Como colofón a la temporada jugó en Estocolmo y Madrid sin pasar de octavos y cuartos respectivamente y disputaría su primera Tennis Masters Cup, clasificándose para semifinales tras derrotar a Nikolái Davydenko y Tommy Robredo y caer ante James Blake; en estas no pudo con Roger Federer y cedió por 4-6 y 5-7.
Su tenis está basado en la constancia, en no dar ningún punto por perdido y en no temer a ningún rival. No obstante también reconoce que siente fascinación por el juego de Federer, y aunque tenga balance favorable en cuanto a enfrentamientos y mejore día a día en todas las superficies, según Nadal «en 2007 es más fácil que Federer gane Roland Garros que yo Wimbledon».... Cerró el año con una marca de 59-12.
Finalizó la temporada con un récord de 6-2 vs Top-5 y 10-3 vs Top-10.

### 2007: Tercer Roland Garros

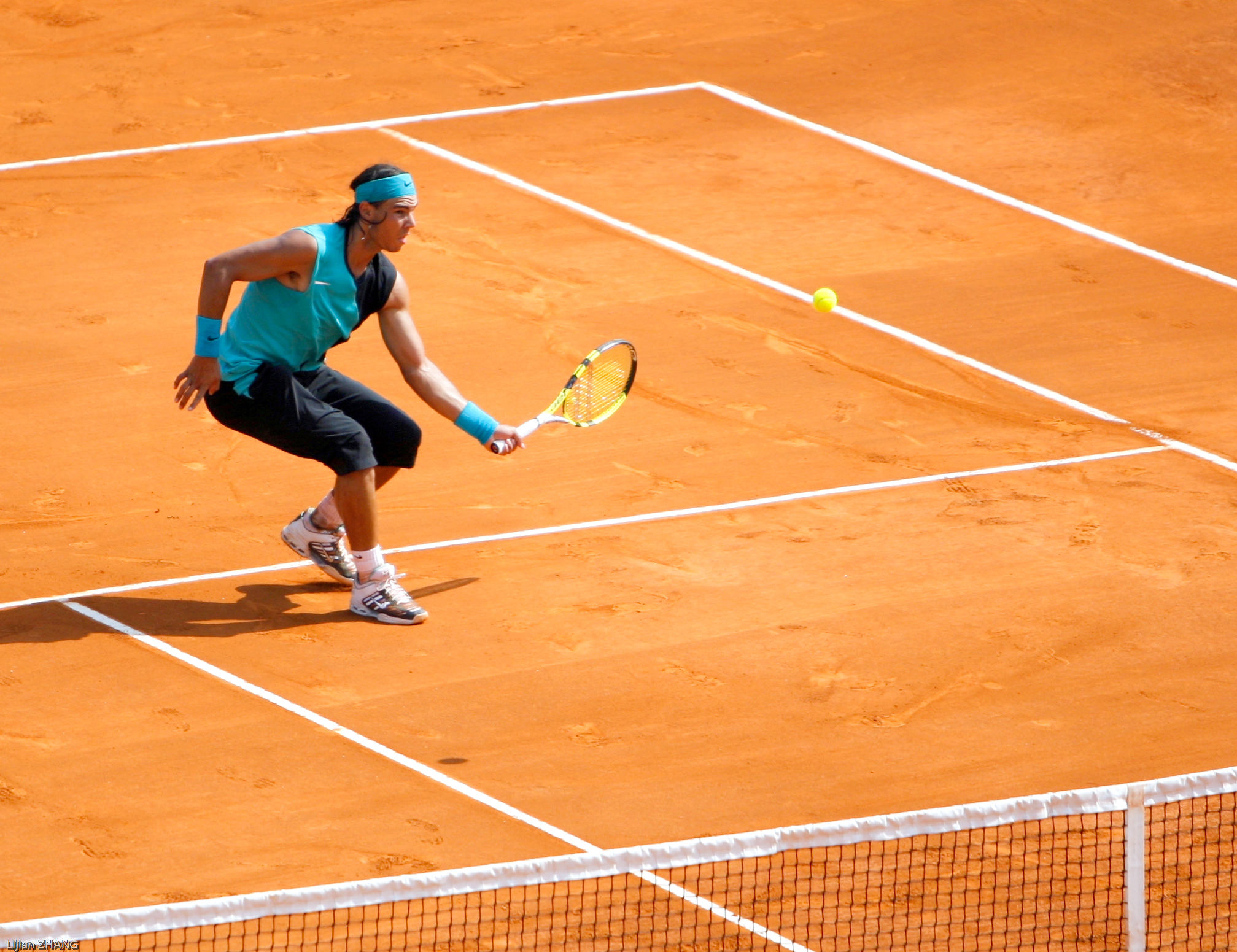
Nadal durante la disputa de la final Masters de Montecarlo en la que se impondría al suizo Roger Federer por doble 6-4.

La temporada del año 2007 la comenzó en pista dura, con derrota en las semifinales y la primera ronda de sus dos primeros torneos, el de Chennai y el de Sídney. Luego perdió en los cuartos de final del Abierto de Australia, contra el chileno Fernando González, y en cuartos de final en Dubái. Finalmente ganó su primer título de la temporada en el Masters de Indian Wells, ante Novak Djokovic quien después lo derrotó en los cuartos de final del Masters de Miami.
En tierra batida jugó cinco torneos en Europa, ganando los títulos de Montecarlo, Barcelona, y el Masters Series de Roma. Perdió la final del Masters Series de Hamburgo ante Roger Federer, quien puso fin a su racha de 81 victorias consecutivas sobre tierra batida. Se recuperó de esta derrota ganando su tercer Roland Garros consecutivo, derrotando a Federer esta vez en la final. En el transcurso de la temporada, disputó la Batalla de las superficies en una cancha mitad césped y mitad arcilla en Mallorca contra Federer, venciendo el primero.
Nadal jugó por segundo año consecutivo el Torneo de Queen's Club en Londres, y al igual que en 2006, cayó en los cuartos de final. Luego ganó partidos consecutivos de cinco sets durante la tercera y cuarta ronda de Wimbledon, antes de ser derrotado por Federer en una final de cinco sets. En julio ganó su último título de la temporada, el Torneo de Stuttgart. Jugó tres torneos durante la temporada de canchas duras norteamericanas. Fue semifinalista en el Masters Series de Montreal en Canadá, perdió su primer partido en el Masters de Cincinnati y fue derrotado en la cuarta ronda del Abierto de EE. UU.
Durante la segunda mitad del año, luchó contra una lesión de rodilla sufrida durante la final de Wimbledon y hubo rumores de que la lesión en el pie que sufrió durante 2005 causó daños a largo plazo, algo a lo que su entrenador y tío Toni Nadal dio crédito.
Después de un mes de descanso, regresó en el Masters de Madrid en octubre y en el Masters de París en noviembre. David Nalbandian lo derrotó en los cuartos de final y final de esos torneos. Para finalizar el año, ganó 2 de sus 3 partidos de round robin para avanzar a las semifinales de la Tennis Masters Cup en Shanghái, siendo derrotado por Federer en sets corridos. Terminó el año segundo en la clasificación ATP por tercer año consecutivo.
Finalizó el año con un récord de 8-4 vs Top-5 y 11-7 vs Top-10.

### 2008: Cuarto Roland Garros, primer Wimbledon, medalla de oro Olímpica y número uno
Empieza en la temporada 2008 su tercer año consecutivo como Número 2 en un nuevo intento por destronar a Roger Federer de la cima del tenis, aunque sus objetivos para la temporada eran ganar Wimbledon y los Juegos Olímpicos por primera vez y ganar una segunda Copa Davis. Comenzó su temporada en el Torneo Internacional de Chennai, India, como el principal cabeza de serie. En 1.ª ronda venció al francés Mathieu Montcourt por un cómodo 6-2, 6-4. En 2.ª ronda batió al estadounidense Rajeev Ram por 6-2 y 6-1. En cuartos de final le ganó a su compatriota Guillermo García López por 6-3 y 6-2. En las semifinales se midió a otro español, a su ídolo Carlos Moyá, a quien batió por un sufrido 6(3)-7, 7-6(8) y 7-6(1) en 3 horas y 55 minutos, salvando 4 bolas de partido en la muerte súbita del segundo set y ganando el partido de la ATP más largo de la historia (el que sería superado después en la semifinal del Masters de Madrid de 2009 cuando Nadal se impuso a Djokovic en 4 horas y 3 minutos). Al día siguiente jugó la final contra el ruso Mijaíl Youzhny; agotado y sin energías producto de su largo partido el día anterior, cayó por un claro 6-0 y 6-1 en solo 57 minutos de juego.
Tras una merecida semana de descanso, el 14 de enero empezó el primer Grand Slam de la temporada: el Abierto de Australia, donde le tocaba defender cuartos de final tras caer ante el chileno Fernando González en esa instancia el año pasado. Llegaba al Slam asiático con una mínima oportunidad de ser número uno por primera vez si Federer caía antes de semifinales y el mallorquín se hacía con el título australiano, tras el sorteo del cuadro obviamente quedó en la parte inferior del cuadro al ser #2 cabeza de serie, quedando situado en el mismo lado que el estadounidense Andy Roddick, a quien podría enfrentar en cuartos de final, y el ruso Nikolái Davydenko, a quien podría enfrentar en semifinales. En 1.ª ronda ganó al serbio Viktor Troicki por 7-6(3), 7-5 y 6-1, en segunda ronda venció al francés Florent Serra por un claro 6-0, 6-2 y 6-2, en tercera ronda, venció a otro francés, a Gilles Simón por 7-5, 6-2 y 6-3 en un partido un poco trabajado llegando a salvar hasta 6 bolas de set en la primera manga. En octavos de final se enfrentó por tercera vez consecutiva a un francés en el torneo, a Paul-Henri Mathieu, quien venía de un duro partido de 5 sets contra el austriaco Stefan Koubek, venció al francés por 6-4, 3-0 y retirada del galo por problemas físicos, en solo 57 minutos, así avanzaba a la segunda semana en Melbourne jugando un buen tenis y sin ceder sets. En cuartos de final se enfrentó al finlandés Jarkko Nieminen, a quien venció por 7-5, 6-3 y 6-1 para llegar a su primera semifinal en un Grand Slam sobre cancha dura y además sin ceder un solo set en el camino. En las semifinales se midió con la sorpresa del torneo, el N.º 38 del mundo y francés de solo 20 años, Jo-Wilfried Tsonga, quien venía de vencer a Murray (9.º) y Gasquet (8.º) en 1.ª y 4.ª ronda respectivamente, desplegando un tenis fantástico, el francés logró eliminar al español por un claro 6-2, 6-3 y 6-2 en solo 1 hora y 56 minutos, Tsonga jugó tan inspirado que Nadal no pudo quebrarle el saque en todo el partido (teniendo solo 3 breaks points a favor). A pesar de esta clara derrota el "balear" logró una gran actuación en el primer Grand Slam del año, llegando a su 1.º semifinal en Melbourne y además alcanzando los 5980 puntos en el ranking ATP, quedando a solo 650 puntos de Roger Federer luego que el suizo cayera antes Novak Djokovic en semifinales, aunque a la vez también se acorto la ventaja de puntos que tenía con el serbio, quedando el "balcánico" a solo 815 puntos del español, de todos modos, con los resultados en Australia, Rafa podía alcanzar la cima del mundo durante el circuito en pista cubierta en Europa en caso de lograr buenos resultados.
Tras 3 semanas de descanso, acudió al Internacional Series Gold de Róterdam en Países Bajos, al que acudía como principal cabeza de serie y con la esperanza de lograr buenos resultados para acercarse al número uno. Debutó en la pista cubierta batiendo al ruso Dmitri Tursúnov por doble 6-4 llegando a diez triunfos en la presente temporada, increíblemente perdió en la segunda ronda contra el italiano Andreas Seppi por 6-3, 3-6, 4-6. Dos semanas después jugó en Dubái (ya con muchas menos chances de acercarse), llegando a cuartos de final perdiendo ante el futuro campeón Andy Roddick por 6-7(5) y 2-6, esfumándose sus esperanzas de ser 1.
Inmediatamente viajó a Estados Unidos para disputar el primer Masters Series de la temporada: Indian Wells, donde debe defender el título para no alejarse tanto del suizo. Debutó en 2.ª ronda contra el colombiano Santiago Giraldo, a quien batió doble 6-3 en 66 minutos, después en 3.ª ronda venció al WC local Donald Young por 6-1 y 6-3. En 4.ª ronda se midió al francés Jo-Wilfried Tsonga, vengando su derrota en Australia al vencerlo por 6-7(4), 7-6(5) y 7-5 en 3 horas y 3 minutos. En cuartos de final también necesitó 3 sets para vencer al local James Blake por 7-5, 3-6 y 6-3 lográndolo vencer por primera vez tras haber perdido en sus 3 primeros enfrentamientos. En semifinales se enfrentó al n.º 3 del mundo y que venía siendo la revelación de la temporada: Novak Djokovic, contra quien cayó por 3-6 y 2-6 en 1 hora y 28 minutos quien a la postre sería el campeón del torneo.

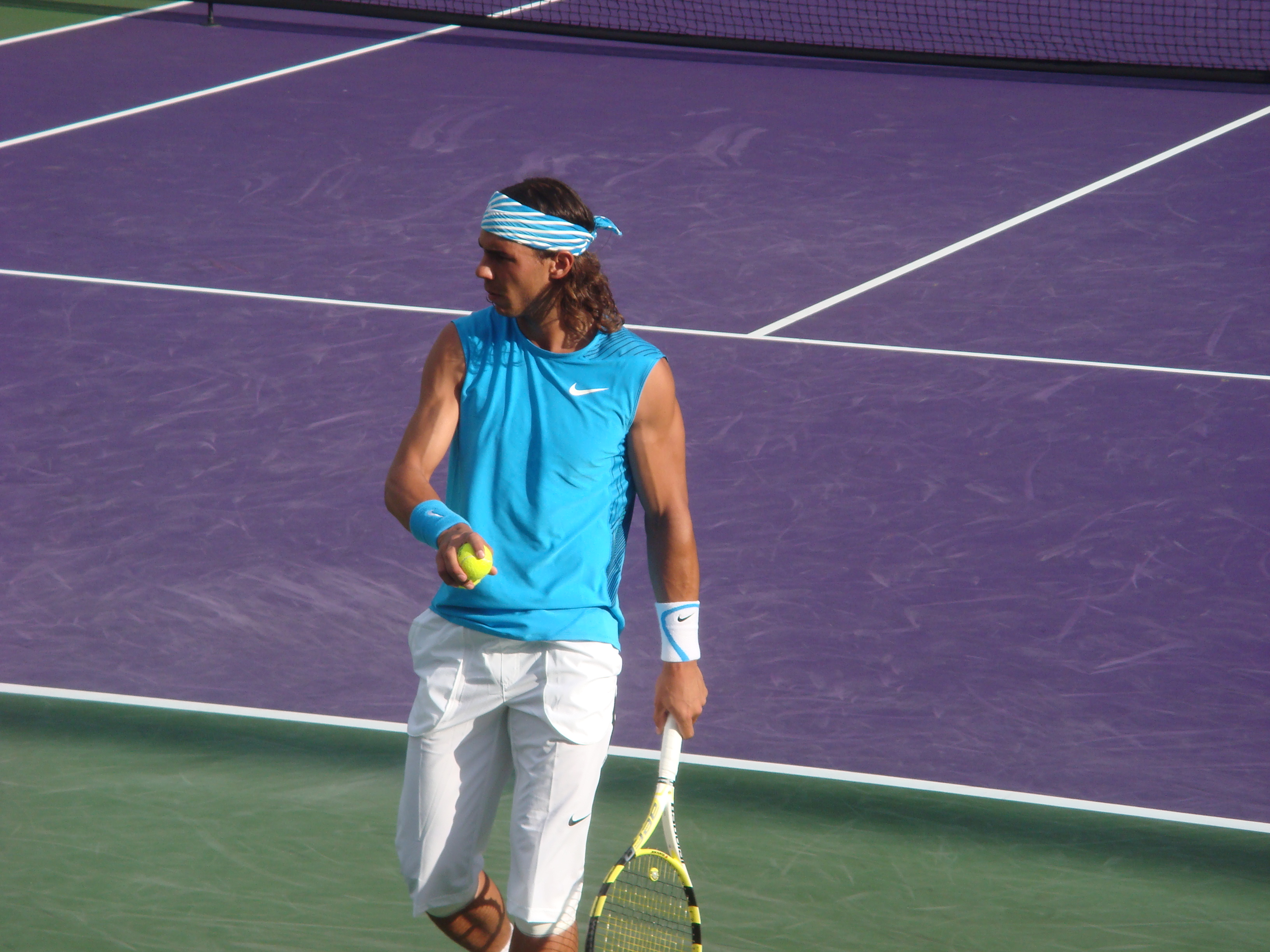
Nadal durante el Masters de Miami 2008.

A la semana siguiente jugó el Masters de Miami. Debutó en 2.ª ronda batiendo al Qualy alemán Benjamin Becker, después venció a Nicolas Kiefer y Paul-Henri Mathieu (todos en sets corridos) para avanzar a cuartos de final en Key Biscayne, allí se midió nuevamente al local James Blake, a quien venció nuevamente en 3 sets por 3-6, 6-3 y 6-1. En semifinales batió al checo Tomáš Berdych por 7-6(6) y 6-2 para acceder a su segunda final del año y también segunda en Miami. Allí se enfrentó a su "bestia negra" Nikolái Davydenko quien no le dio opciones batiéndole por 6-4 y 6-2. De esta forma el mallorquín empezaba el año con una marca de 22-6 en sus primeros 6 torneos, logrando 2 finales y una semifinal de Grand Slam, estas buenas actuaciones sumadas a la imposibilidad de Federer de conquistar ninguno de los 2 torneos estadounidenses, reflotaron las esperanzas de alcanzar el n.º 1 quedando a solo 670 puntos del suizo y para mejor con el inicio de la gira de tierra batida europea en la mira.
Cinco días después de su derrota, decidió jugar la serie de cuartos de final contra Alemania en AWD-Dome (Bremen) sobre cancha dura bajo techo, serie a disputarse entre el 11 y 13 de abril. Debutó el viernes, abriendo la serie contra Nicolas Kiefer, batiéndolo por 7-6(5), 6-0 y 6-3, después de los triunfos de David Ferrer y la dupla Fernando Verdasco/Feliciano López, Rafa decidió guardar energías para la gira de tierra batida y no jugó el domingo.
Una semana después inicio su gira de tierra batida en el primer Masters Series de la superficie de la temporada: Montecarlo, del cual era tricampeón defensor. En 2.ª ronda vence al WC croata Mario Ančić por un claro 6-0 y 6-3. En 3.ª ronda vence a su compatriota Juan Carlos Ferrero por 6-4 y 6-1. En cuartos de final vence a otro español, David Ferrer (5.º) por 6-1 y 7-5 en 1 hora y 40 minutos. En semifinales se venga de su derrota en Miami contra el ruso Nikolái Davydenko (4.º) y le gana por un cómodo 6-3 y 6-2 en 1 hora y 41 minutos. En la final se midió por primera vez en la temporada al suizo y n.º 1 del mundo Roger Federer, con un Head To Head favorable al español por 8-6 (6-1 en tierra batida) y enfrentándose por tercer año consecutivo en la final del Principado (las 2 anteriores triunfos de Rafa en 2006 y 2007), Nadal logró revalidar su título al vencer al suizo por un ajustado 7-5 y 7-5 en 1 hora y 43 minutos para lograr su primer título del año, convirtiéndose así en el primer tenista en ganar cuatro títulos consecutivos en Mónaco desde que lo hiciera Anthony Wilding en 1914 y el primero en lograrlo en la Era Open. Además de llegar a 300 triunfos como profesional y lograr su décimo título de Masters Series, sin ceder un set en el camino. La alegría fue por doble, ya que también ganó el torneo en la modalidad de dobles junto a Tommy Robredo, avanzaron hasta la final y allí vencieron a la dupla Mahesh Bhupathi/Mark Knowles por 6-3, 6-3 completando así su semana perfecta en la arcilla monegasca ganando su primer Masters Series en la modalidad de dobles, además se convirtió en el segundo tenista desde Jim Courier en el Masters de Indian Wells 1991 en salir campeón en una misma edición de un Masters Series tanto en individual como en dobles.
Apenas sin descanso, a la semana siguiente jugó el International Series Gold de Conde de Godó en Barcelona, su natal España, del cual también es tricampeón defensor. Debutó en 2.ª ronda venciendo al italiano Potito Starace por 6-4 y 6-2. En 3.ª ronda batió al español Feliciano López por 6-4 y 6-3. En cuartos de final venció al argentino Juan Ignacio Chela por un cómodo 6-4 y 6-2. En semifinales se enfrentó a la sorpresa del torneo, el alemán Denis Gremelmayr, con quien no tuvo compasión y aplastó por 6-1 y 6-0 en 51 minutos. En la final se enfrentó al 2.º cabeza de serie y #5 del mundo David Ferrer, a quien venció por 6-1, 4-6 y 6-1 en 2 horas y 14 minutos para conquistar su segundo título de la temporada, cuarto consecutivo en el Godó (primero en lograrlo), convirtiéndose en el tenista que más veces lo ha ganado, gracias a este triunfo se posicionó en el 1.er lugar de la ATP Race, delante de Novak Djokovic y Roger Federer. Como dato, Ferrer le cortó una racha de 31 sets consecutivos sobre tierra batida (no perdía uno desde la final de Roland Garros 2007 contra Roger Federer).
Decidió jugar por tercera semana consecutiva, jugando el Masters de Roma, del cual también era tricampeón defensor y con el objetivo de convertirse en el primer hombre en ganar este torneo 4 veces consecutivas. Debutó en la 2.ª ronda contra su compatriota Juan Carlos Ferrero, contra quien cayó sorpresivamente por 5-7 y 1-6 en 1 hora y 54 minutos en un partido que se le vio muy mermado físicamente por unas ampollas en su pie derecho, perdiendo su invicto de 17 partidos en el Foro Italico (siendo esta su primera derrota en el Masters de Roma), esta es además su segunda derrota en sus últimos 105 partidos sobre tierra batida, de este modo se va sin lograr defender el campeonato y perdiendo una importante cantidad de puntos en su objetivo de destronar al helvético y además cayó al segundo lugar en la Race.

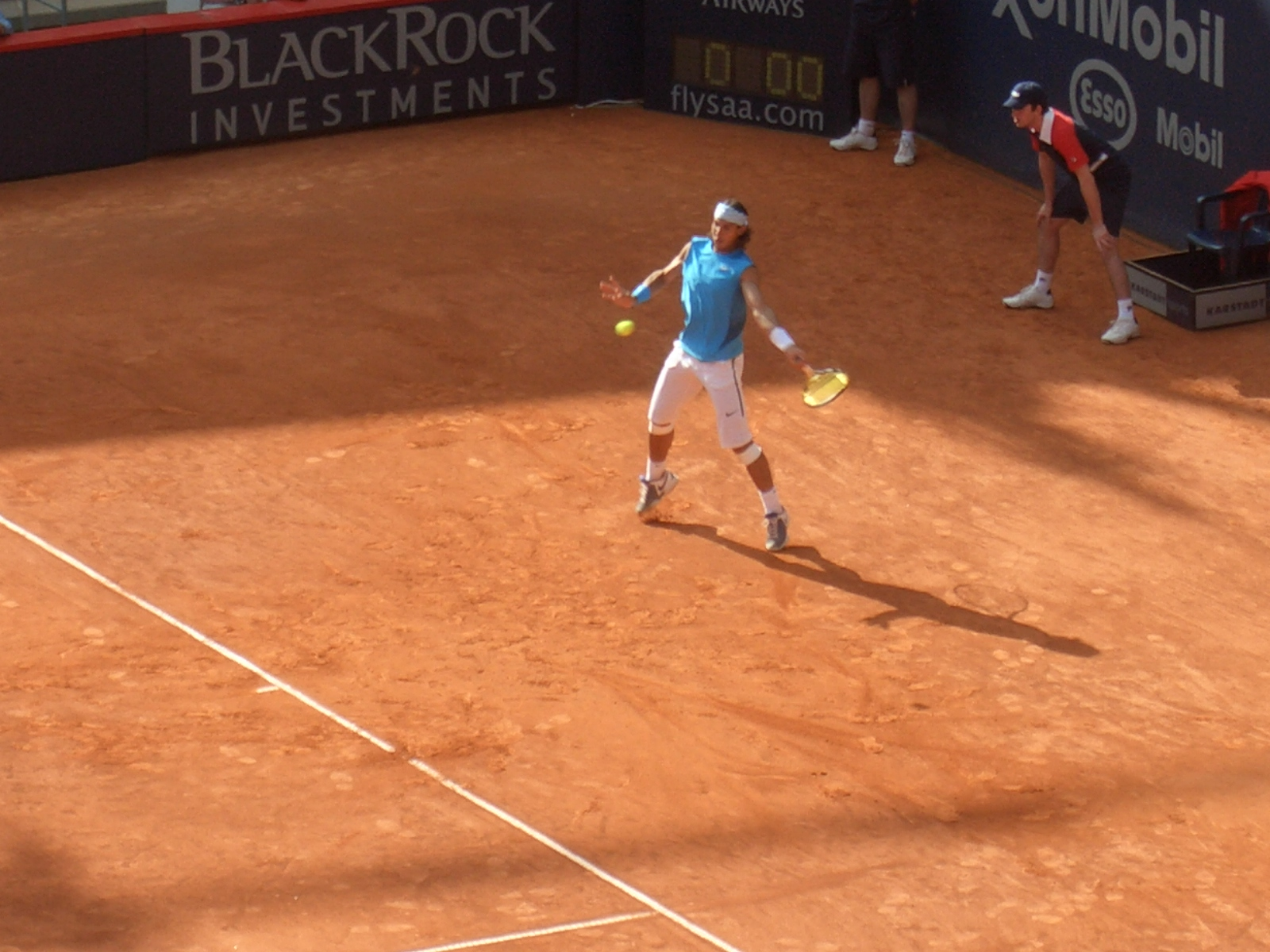
Rafa Nadal durante la final del Masters de Hamburgo 2008, único Masters Series sobre tierra batida que aún no tenía en su palmarés el manacorí, en la final se enfrentó una vez más al n.º 1 del mundo Roger Federer, vengando su derrota del año anterior.

Tras varios días de tratamiento y recuperación para su pie, regresó a la semana siguiente en el Masters de Hamburgo, único Masters Series sobre arcilla que faltaba en su palmarés, Nadal llegaba con la presión de poder perder su condición de n.º 2 del ranking, hecho que no se producía desde que ascendiera a ese puesto el 25 de julio de 2005. En 2.ª ronda, su rival sería el italiano Potito Starace, al que doblegaría por un luchado 6-4 y 7-6(6). En octavos, se enfrentaría al británico Andy Murray, a quien venció con más facilidad por 6-3 y 6-2. En cuartos de final se enfrentó a su compatriota Carlos Moyá, a quien también venció fácilmente por 6-1, 6-3 en 1 hora y 15 minutos. En semifinales iba a producirse el duelo más esperado, con la recompensa del n.º 2 en juego; el mallorquín logró imponerse al serbio Novak Djokovic (1.º en la Race tras su título en Roma) en 3 sets y en más de 3 horas de partido por un resultado global de 7-5, 2-6 y 6-2. En la final su rival sería el suizo Roger Federer, n.º 1 del mundo. Tras un inicio dubitativo, Nadal consiguió remontar un 1-5 y servicio del suizo para adjudicarse la primera manga por 7-5. El segundo set tuvo que aplazarse hasta la muerte súbita, donde el suizo se impuso por 6-7(3). La última manga cayó del lado del español por 6-3 venciendo en 2 horas y 52 minutos logrando su undécimo Masters Series con solo 21 años. Así consiguió el único Masters Series en tierra batida que le faltaba tras su derrota del año anterior contra el suizo, tomándose revancha de esa derrota y llegando con muy buenas sensaciones a Roland Garros, además cortándole una racha de 41 victorias seguidas en territorio alemán y de 21 victorias en Hamburgo al suizo. Como dato, Nadal se convirtió en el tercer jugador en ganar los 3 Masters Series sobre tierra batida (Montecarlo, Roma y Hamburgo) después de Gustavo Kuerten y Marcelo Ríos, el primer europeo en lograrlo.

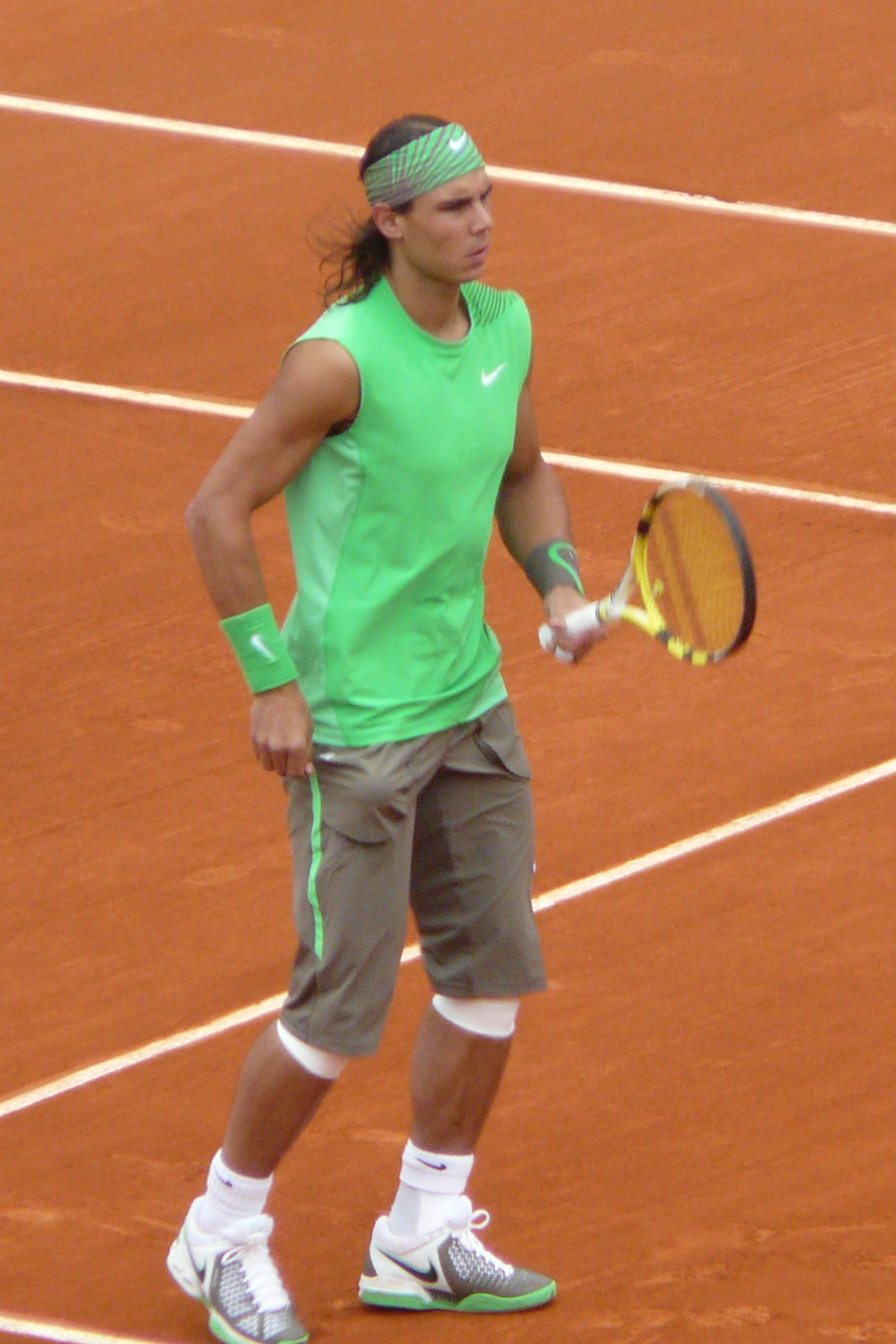
Nadal en Roland Garros 2008 jugó una de sus mejores versiones en Grand Slam, ganando su cuarta Copa de los Mosqueteros tras vencer a Roger Federer por 3.º año consecutivo en la final por un claro 6-1, 6-3 y 6-0, ganando el torneo sin ceder sets.

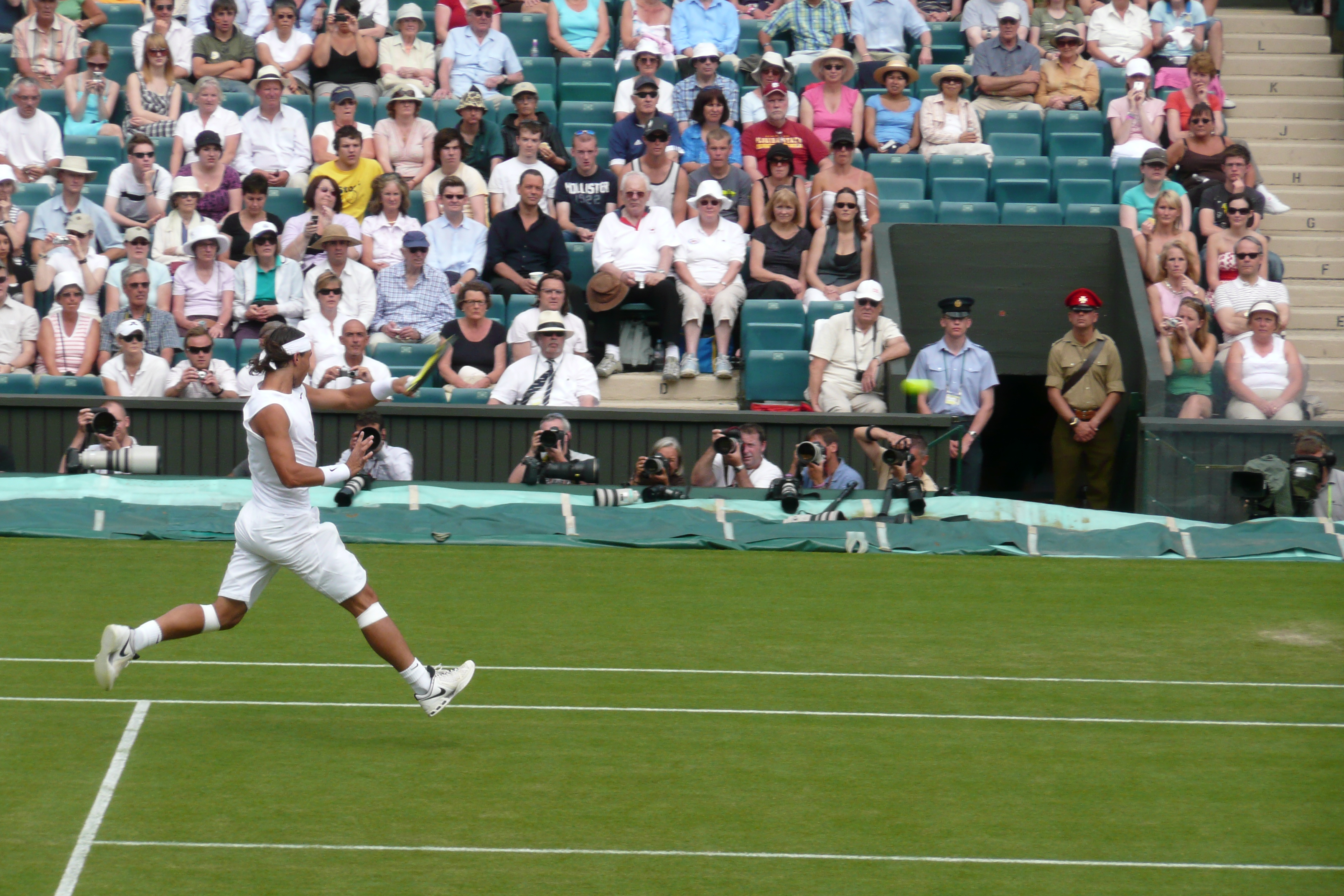
Rafa Nadal durante la final de Wimbledon 2008, tras sendas derrotas en los dos años precedentes ante el suizo Roger Federer, en 2008 consiguió alzarse con el más prestigioso de los Grand Slam derrotando al cinco veces campeón defensor por 6-4, 6-4, 6-7, 6-7 y 9-7 en un encuentro épico que se prolongó durante casi 5 horas.

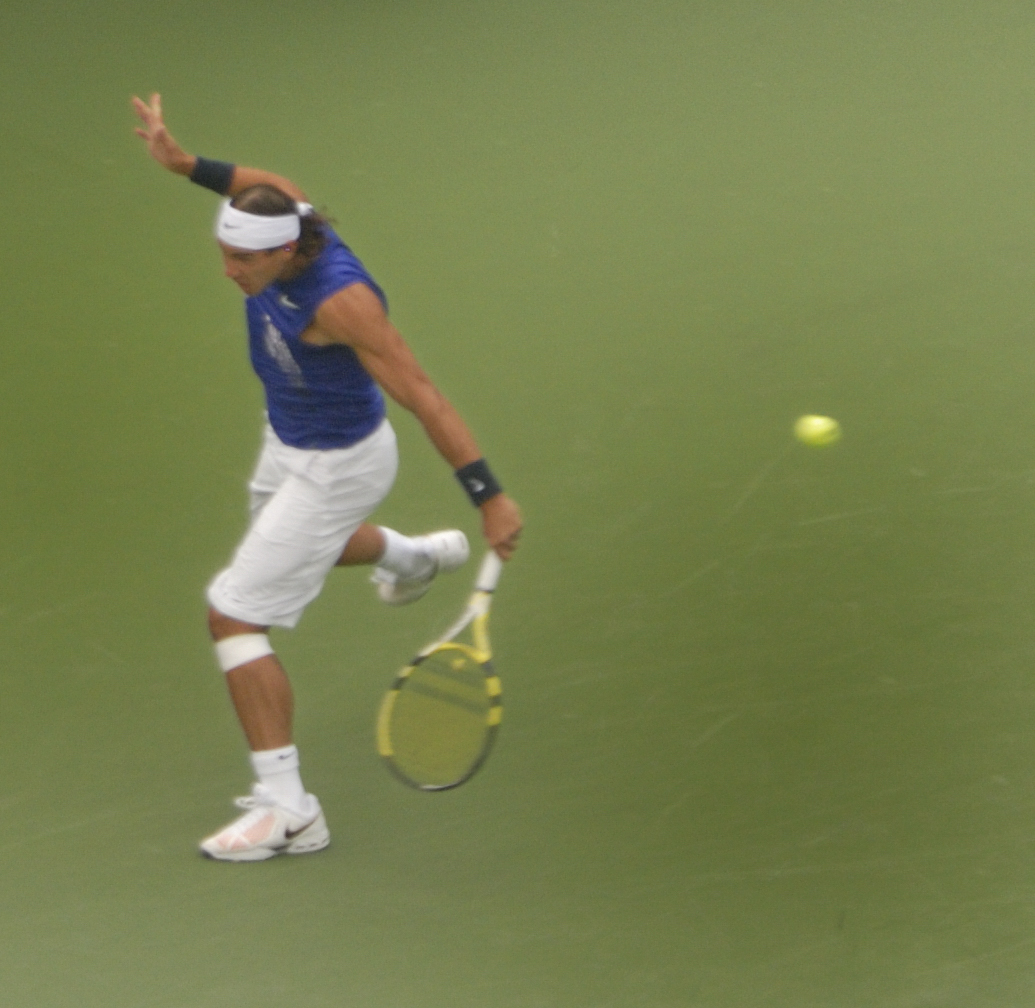
Nadal durante el US Open 2008, en el que caería ante Andy Murray en un partido de dos días tras retraso por lluvia.

Tras una semana de descanso, el domingo 25 de mayo empieza el segundo Grand Slam de la temporada: Roland Garros, donde era el tricampeón defensor y una vez más, máximo favorito al título. Tras el sorteo del cuadro, obviamente quedó en la parte inferior, quedando situado en el mismo lado del cuadro que el británico Andy Murray y el serbio Novak Djokovic, a quien podría en una hipotética semifinal. En la 1.ª ronda se enfrentó al brasileño proveniente de la clasificación, Thomaz Bellucci, a quien derrotó por 7-5, 6-3 y 6-1. En 2.ª ronda enfrentó a otro jugador proveniente de la clasificación, el francés Nicolas Devilder, a quien venció con suma facilidad por 6-4, 6-0 y 6-1. En 3.ª ronda se enfrentó al finlandés Jarkko Nieminen, a quien ganó por un claro 6-1, 6-3 y 6-1. En 4.ª ronda se enfrentó a su compatriota Fernando Verdasco, siendo este el 4.º tenista zurdo que enfrentaba de forma consecutiva, a quien ganó por un claro 6-1, 6-0 y 6-2 avanzando a la segunda semana en París de forma categórica. En cuartos de final, se enfrentó a otro español, Nicolás Almagro (20.º del mundo), en el día de su cumpleaños 22, Rafa aplastó al murciano por un triple 6-1 en solo 1 hora y 44 minutos avanzando a semifinales sin ceder un solo set y jugando un tenis fantástico. En semifinales se enfrentó al serbio y 3.º del mundo, Novak Djokovic, a quien venció por 6-4, 6-2 y 7-6(3) en su partido más trabajado del torneo, llegando a salvar un punto de set en el 5-6 AV mientras estaba al saque, de este modo llega a la final en París sin ceder sets por segundo año consecutivo, convirtiéndose en el primer jugador desde Ivan Lendl en 1987 en alcanzar la final de Roland Garros durante 4 años consecutivos y aumentado su diferencia a 8-3 en el H2H frente al serbio (4-0 en Grand Slam), además de asegurarse continuar siendo el N.º 2 del mundo tras este triunfo. En la final se enfrentó al suizo y N.º 1 del mundo Roger Federer, enfrentándose por tercer año consecutivo en la final de París, y al igual que las 2 anteriores, Nadal se quedó con el triunfo, pero siendo este el más desequilibrado de todos sus partidos al vencerlo por un apabullante 6-1, 6-3 y 6-0 en solo 1 hora y 48 minutos, logrando ganar su cuarto Roland Garros consecutivo igualando el histórico récord de Björn Borg, único jugador que hasta ese momento había conseguido ganar 4 Roland Garros consecutivos, quien estuvo presente en la ceremonia y le entregó el trofeo al español, esta fue la mayor derrota de Federer en una final de Grand Slam y propinándole su primer rosco desde 1999, también ganando su cuarto trofeo de la temporada (todos en tierra batida) y en 3 de ellos venciendo a Federer en la final. Este resultado se convirtió en el segundo más claro en una final en la historia del torneo parisino, solo superado por el que en 1977 le endosó Guillermo Vilas a Brian Gottfried (6-0, 6-3 y 6-0). Nadal por su parte conquistó su 1.º Grand Slam sin ceder un solo set durante el camino, convirtiéndose en el quinto hombre en la Era Abierta en ganar un Major sin ceder sets (detrás de Ken Rosewall, Ilie Năstase, Björn Borg y Roger Federer) y el primero en Roland Garros desde que lo hiciera Borg en 1980, también fue el cuarto tenista en la Era Abierta en ganar un Grand Slam 4 veces consecutivas (detrás Borg, Pete Sampras y Roger Federer) y el primer desde Borg en el periodo 1978-81. Finalmente, solo cedió 41 juegos en total durante sus 7 partidos, promediando solo 6 games cedidos por partido y así también vuelve al número uno en la ATP Race. Como dominador absoluto del polvo de ladrillo en los últimos años, ahora ira a la gira de césped con el objetivo de ganar su primer título en esa superficie.
Solo tres días después de su título en Roland Garros, empieza inmediatamente su gira de césped con el Torneo de Queen's, con el objetivo de empezar a tomar rodaje para Wimbledon. Debuta el miércoles en la 2.ª ronda venciendo al WC sueco Jonas Björkman por 6-2 y 6-2 en 75 minutos. En 3.ª ronda se enfrenta por primera al joven japonés de 18 años Kei Nishikori, a quien vence ajustadamente por 6-4, 3-6 y 6-3. En cuartos de final se enfrenta al cañonero croata Ivo Karlović, ganando otro difícil partido por 6-7(5), 7-6(5) y 7-6(4) en 2 horas y 24 minutos. En semifinales se enfrenta al campeón defensor, el especialista en esta superficie y Andy Roddick (quien además había campeonado 4 veces aquí), venciéndolo con dificultades por 7-5 y 6-4 en 1 hora y 27 minutos clasificándose para la tercera final en césped de su carrera, la primera fuera de Wimbledon. En la final se enfrenta a uno de los mejores jugadores del momento, el serbio y 3.º del mundo Novak Djokovic, volviendo a verse las caras solo 9 días después de su duelo en Roland Garros, las cosas no empezaron bien, ya que el serbio llegó a estar 3-0 arriba en el primero, pero Nadal logró recuperar el break e igualar a 3 y se fueron a la muerte súbita donde Rafa logró llevárselo por un estrecho 8-6, en el segundo set Novak llegó a sacar 5-4, pero el español quebró en el momento justo, sumado a esto ganó 2 games más y se llevó un durísimo partido por 7-6(6) y 7-5 en 2 horas y 16 minutos para lograr su primer título sobre césped, 5.º del año y 28.º de su carrera, estirando su ventaja en el H2H a 9-3 (1-0 en césped y 2-0 en finales) sobre el serbio, convirtiéndose además en el único jugador en ganar Roland Garros y a la semana siguiente vencer en Queen's Club además de acabar con una sequía de 36 años de los tenistas españoles sobre pistas de hierba, habiendo sido Andrés Gimeno en Eastbourne 1972 el último en coronarse campeón sobre esta superficie. También se une a Lleyton Hewitt, Andy Roddick, Roger Federer y Richard Gasquet como los únicos jugadores en activo con al menos un título en todas las superficies (dura (en piesta abierta y en pista cubierta), tierra batida y césped), esta victoria le permite sumar más puntos de cara al ranking de la ATP que en estos momentos lidera el suizo Roger Federer, quedando a 1145 puntos de suizo y logrando alejarse a 395 puntos de su rival de hoy, el serbio Novak Djokovic.
Tras una semana de descanso, el 23 de junio empezó el tercer Grand Slam del año: Wimbledon al que Nadal llegaba como uno de los favoritos, solo detrás del 5 veces campeón defensor Roger Federer: como era obvio quedó en la parte baja del cuadro compartiendo cuadro contra Andy Roddick, Nikolái Davydenko y Andy Murray como sus rivales más peligrosos camino a la final. Debutó contra el alemán proveniente de la clasificación Andreas Beck, a quien ganó por un trabajado 6-4, 6-4 y 7-6(0) para llegar a los 50 triunfos en la presente temporada. En 2.ª se midió al talentoso letón de 19 años Ernests Gulbis, contra quien si tuvo que batallar para ganarle por 5-7, 6-2, 7-6(2) y 6-3 en casi 3 horas de partido. En 3.ª ronda batió al alemán Nicolas Kiefer más fácilmente por 7-6(3), 6-2 y 6-3 para acceder a la segunda semana por décima vez consecutiva en un Grand Slam. En octavos de final, su rival fue el ruso Mijaíl Yuzhny a quien eliminó demostrando un gran nivel por 6-3, 6-3 y 6-1. En cuartos de final se enfrentó al local Andy Murray (11.º) venciéndolo con un tenis sublime por 6-3, 6-2 y 6-4 en solo 1 hora y 55 minutos para acceder a las semifinales en La Catedral por tercer año consecutivo. Ya en semifinales, se enfrentaría a la sorpresa del torneo, el alemán Rainer Schuettler quien, con puesto 94.º en la ATP, logró colarse hasta la semifinal, el mallorquín lo venció por 6-1, 7-6(3) y 6-4 en 2 horas y 2 minutos, clasificándose para su tercera final londinense consecutiva.
En la gran final, se volvió a enfrentar con Roger Federer por tercera vez consecutiva, Nadal llegaba a la final con una racha de 23 victorias consecutivas sumando arcilla y césped y con su primer título sobre césped conseguido en Queen's hace 3 semanas, mientras que Federer venía de ganar su quinto título consecutivo en Halle, y llegaba a la final de Wimbledon sin ceder sets, torneo del que es pentacampeón defensor además, aunque a pesar de todos estos números, algunos extenistas y casas de apuestas veían más favorito a Nadal para esta final. El comienzo del partido fue demorado por lluvia, Nadal comenzó muy bien el encuentro llevándose los primeros dos parciales por un idéntico 6-4. Ya en la tercera manga, Nadal tuvo oportunidad de romper el servicio del suizo en el séptimo juego cuando estuvo en ventaja por 0-40, pero Federer logró recuperarse y no hubo más errores en toda la tercera manga. El partido fue suspendido por la lluvia cuando Federer lideraba el tercer set por 5-4, una vez reanudado, tuvieron que decidirlo en una muerte súbita que se llevó Federer por 7-5. En el cuarto tampoco hubo roturas del servicio de ninguno de los dos jugadores, y llegaron a otra muerte súbita, donde Nadal contó con los primeros dos puntos para proclamarse campeón, pero Federer se supo reponer y se llevó el set por 10 a 8 en el desempate. El quinto set fue un recital de buen tenis, pero otra vez la lluvia se presentó y se volvió a suspender el partido cuando el marcador estaba empatado 2-2, sacando Federer y 40 a 40 en el quinto juego. El partido se extendió hasta límites insospechados, pero finalmente Nadal se llevó el quinto set por 9-7 prácticamente de noche, con un marcador final de 6-4, 6-4, 6-7(5), 6-7(8) y 9-7, siendo esta la segunda final más larga en la historia de Wimbledon (4 horas, 48 minutos) solo superada por la final de 2019 entre Djokovic y Federer (4 horas, 57 minutos) y considerada por la famosa publicación deportiva, Sports Illustrated, como el mejor partido de la historia del tenis, además este partido es considerado por muchos como su mejor partido entre ambos. Esta fue la primera vez que un español consigue ganar Wimbledon masculino desde Manolo Santana, en 1966 rompiendo una sequía de 42 años. Al ganar su primer título de Wimbledon, Nadal se convirtió en el tercer tenista en la Era Abierta en triunfar el mismo año en la tierra de París y en el césped de Londres desde que lo hiciera por última vez el sueco Björn Borg en 1980 y previamente el australiano Rod Laver en 1962 y 1969 y en el único jugador en la historia en lograr el triplete Roland Garros-Queen's-Wimbledon, siendo esta la primera vez que Nadal ganó 2 torneos de Grand Slam consecutivos. También puso fin a la racha de Federer de cinco títulos consecutivos en Wimbledon y 65 victorias consecutivas en canchas de césped, impidiéndole lograr un sexto título consecutivo en el césped londinense, Björn Borg había sido el único hasta la fecha en quedar a 1 partido de ganar 6 Wimbledon seguidos, curiosamente fue John McEnroe, zurdo de 22 años y segundo en el Ranking ATP en ese entonces (igual que Nadal ahora y con la misma edad también irónicamente) quien se lo impidió en 1981. Una vez concluido el torneo, Nadal quedó solo a 545 puntos de Federer en el Ranking ATP, lo más cerca que ha estado del número uno hasta el momento, superando la barrera de los 6000 puntos por primera vez en su carrera al llegar a 6055 (muy cerca de los 6600 pts de Federer).
Al día siguiente comunicó su renuncia al Torneo de Stuttgart, donde le tocaba defender el título de 2007, argumentado que estaba muy cansado y con algunas molestias en la rodilla, por lo que prefería perder 300 puntos en la lucha por el 1 a cambio de descansar unos días y afrontar con todas sus energías los Masters de Toronto, Cincinnati, los Juegos Olímpicos de Pekín y el US Open.

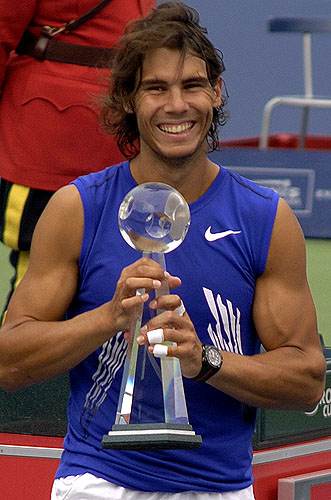
Rafa obtendría su segundo Masters de Canadá en julio derrotando al alemán Nicolas Kiefer en la final sobre la superficie dura de Toronto, quedando a un pasito de convertirse en número uno por primera vez en su carrera.

Tras dos merecidas semanas de descanso inicia su gira de canchas duras norteamericanas en el Masters de Toronto (que empezó el 19 de julio y empieza normalmente en agosto), gira que se adelantó 2 semanas debido a la celebración de los Juegos Olímpicos en Pekín. Al ser 2.º cabeza de serie empieza en la 2.ª ronda batiendo al Qualy estadounidense Jesse Levine por 6-4 y 6-2. En 3.ª ronda venció al ruso Ígor Andréyev por 6-2 y 7-6(1). En cuartos de final a su compañero de generación Richard Gasquet (12.º), venciéndolo por 6-7(12), 6-2 y 6-1 en 2 horas y 20 minutos, aumentando su ventaja en el Head to Head a 5-0. En semifinales venció al británico Andy Murray (9.º) por 7-6(3) y 6-2 en un poco más de 2 horas para jugar su cuarta final de Masters Series de la temporada, allí se vio las caras con la sorpresa del torneo, el alemán Nicolas Kiefer, n.º 37 del Ranking ATP, Rafa no tuvo problemas para vencerle ganándole cómodamente por 6-3 y 6-2 en 1 hora y 30 minutos, logrando su 2.º título en el Masters canadiense, 7.º del año y 1.º en canchas duras y su tercer Masters Series de la temporada llegando a 12 en total, deshaciendo el empate con 11 que tenía con Pete Sampras y quedando en el tercer lugar histórico, a 2 de Roger Federer (14) y a 5 de Andre Agassi (17). Con esta victoria Nadal logró ganar los últimos cinco torneos en los que compitió y llegó a una racha de 29 partidos sin conocer la derrota. También se consagró como el tercer jugador más joven en ganar 30 títulos (con solo 22 años), superado únicamente por Björn Borg y Jimmy Connors, además con este triunfo y la derrota de Federer en su debut quedó a solo 300 puntos del suizo en su intensa lucha por convertirse en número uno.
Apenas sin descanso, decide jugar el Masters de Cincinnati y con toda la motivación de lograr convertirse en #1 por primera vez, para esto Rafa debía lograr una buena actuación en el territorio estadounidense (si salía campeón podía ser el número uno del mundo la próxima semana incluso). En 2.ª ronda vence al francés Florent Serra por un claro 6-0 y 6-1 en únicamente 46 minutos. En 3.º tiene un partido más exigido con el alemán Tommy Haas a quien derrota por 6-4 y 7-6(0) en 2 horas para acceder a la siguiente ronda. En cuartos enfrenta al ecuatoriano y ex top-ten Nicolás Lapentti, con la derrota de Federer en tercera ronda, Nadal quedaba nada más que un solo triunfo de destronarlo y con 3 posibilidades: si salía campeón del torneo, se convierte en el nuevo número uno a próxima semana, si llega a la final y pierde desde el 11 de agosto y si solo vence a Lapentti, desde el 18 de agosto. El partido terminó con un score de 7-6(3) y 6-1 a favor del mallorquín en 1 hora y 48 minutos, poniendo fin oficialmente al reinado de Roger Federer tras 3 años seguidos como número 2 y el suizo saliendo del primer lugar tras 4 años y medio, ahora desde cuando iba a ser el #1 dependía de hasta donde llegará en el torneo. En semifinales se enfrentó al serbio Novak Djokovic con la ilusión de ser número uno lo más antes posible, lamentablemente cayó ante el serbio por 1-6 y 5-7 en 1 hora y 26 minutos, poniendo fin a su racha de 32 victorias consecutivas sobre las 3 superficies (récord absoluto en la historia del tenis) y volviendo a perder prácticamente después de 3 meses, de todos modos será el nuevo número uno del mundo el 18 de agosto una vez finalizado los Juegos Olímpicos de Pekín, poniendo fin a la racha de 237 semanas consecutivas de Roger Federer en la cima del tenis mundial.
Una semana después, viajó hasta China para jugar los Juegos Olímpicos de Pekín, al cual llegaba como máximo favorito a la medalla debido a sus grandes resultados en los últimos meses. Debutó el lunes 11 de agosto contra el austriaco Potito Starace ganándole por 6-2, 3-6 y 6-2. En 2.ª ronda venció al experimentado tenista australiano y excampeón de Grand Slam Lleyton Hewitt por un cómodo 6-1 y 6-2. En octavos de final derrotó al ruso Ígor Andréiev por 6-4 y 6-2. En cuartos de final venció fácilmente al austriaco Jürgen Melzer por 6-0 y 6-4. En semifinales se enfrentó al serbio Novak Djokovic, número 3 del mundo en ese momento. Rafa empezó rompiendo con cierta facilidad el saque del jugador serbio en el primer set, que acabó ganando por 6-4. Durante el segundo set, Djokovic no renunció al partido, pues se repuso de sus fallos en el primero y dominó por completo esta segunda manga, ganando el set por un contundente 6-1 y todo quedaba para el tercer y definitivo set, que se antojaba dramático por la fuerza, posición, energía y calidad de los contrincantes, pues habría que ganar por diferencia de 2 juegos. Rafa pudo romper el saque del jugador serbio en varias ocasiones, pero este siempre acababa reponiéndose y manteniéndolo, al igual que ocurría con Rafa, ya que el serbio también disfrutó de ocasiones para romper el servicio del tenista español sin fortuna. El primer break fue el que decidió el partido, pues con 4-5 en el marcador, y al saque Novak, el partido se puso de cara para Nadal, con un parcial de 40-Ventaja, en el que el serbio, tras una falta de saque, en el segundo intento, sacó correctamente, Rafa le devolvió la bola con un revés perfecto, este se acercaba a la red y cuando todo apuntaba a que el serbio se haría con el punto que pondría el iguales en el juego, ejecutó erróneamente un remate que fue a botar al pasillo y el partido fue para Nadal, con un resultado final de 6-4, 1-6 y 6-4 en 2 horas y 11 minutos aumentando además su diferencia en el H2H a 10—4 y cobrándose revancha de lo ocurrido en Cincinnati hace poco y reduciendo a 3-4 su H2H en Hard frente al serbio, además de conseguir derrotarle en las 3 superficies por segundo año consecutivo y haberle ganado en todas las categorías de torneos profesionales en el tenis que se han enfrentado. En la final le esperaba el chileno Fernando González, la final fue al mejor de 5 sets y Rafa venció al chileno en sets corridos por 6-3, 7-6(2) y 6-3 en 2 horas y 23 minutos, consiguiendo así el primer Oro Olímpico en la modalidad de tenis masculino en la historia del tenis español y logrando el 8.º de su maravillosa temporada. Nadal también se convirtió en el primer jugador en la historia del tenis masculino en lograr el triplete Roland Garros-Wimbledon-Juegos Olímpicos en el mismo año. Hay que mencionar también, su participación en el dobles masculino junto a Tommy Robredo, llegando hasta la segunda ronda.
El lunes 18 de agosto de 2008, Rafael Nadal se convierte oficialmente en el número uno del mundo por primera vez en su carrera, destronando a Roger Federer del primer lugar, quien se mantuvo en una racha récord de 237 semanas consecutivas en este lugar (desde el 2 de febrero de 2004 hasta el 17 de agosto de 2008) al superarle por más de 700 puntos en el (ganó 400 en los JJ. OO.) en el ranking de la ATP al llegar a 6700 puntos (en desmedro de los 5930 de Federer), cabe destacar que Nadal fue su perseguidor durante 160 semanas consecutivas en ese lapso de tiempo desde el 25 de julio de 2005 hasta el 17 de agosto de 2008, así Nadal se convirtió en el nuevo monarca del tenis mundial, posición en la que se mantendría durante 46 semanas consecutivas.
Tras una semana de descanso, viaja hasta Estados Unidos para jugar el último Grand Slam de la temporada: el US Open en el que Nadal fue el primer cabeza de serie por primera vez en un torneo de Grand Slam y llegaba como máximo favorito al título debido a sus grandes resultados en cancha dura en sus últimos torneos, tras el cuadro del sorteo quedó en la parte superior del cuadro con David Nalbandian, David Ferrer, Gilles Simon y Andy Murray como potenciales rivales rumbo a la final, y evitando a Novak Djokovic y Roger Federer mínimo hasta la final. Debuta en 1.ª ronda contra el alemán proveniente de la clasificación Björn Phau, a quien venció en un exigido partido por 7-6(4), 6-3 y 7-6(4) en 3 horas de partido, siendo este su duelo donde estreno el número uno. En 2.ª ronda enfrenta a otro jugador proveniente de la clasificación, el local Ryler DeHeart, a quien venció con más facilidad por 6-1, 6-2 y 6-4. En 3.ª ronda vence al serbio Viktor Troicki por 6-4, 6-3 y 6-0 así avanzaba a la cuarta ronda en Nueva York ganando sus 3 primeros partidos sin ceder sets. En 4.ª ronda se enfrentó a otro estadounidense Sam Querrey, a quien venció en un duro partido por 6-2, 5-7, 7-6(2) y 6-3 en 3 horas y 12 minutos para clasificar a la segunda semana de todos los Grand Slam por segundo año consecutivo. En cuartos de final se enfrentó a un tercer estadounidense durante su participación en el torneo, Mardy Fish (n.º 35 del mundo), al que ganó por 3-6, 6-1, 6-4 y 6-2 en 2 horas y 38 minutos en un partido que terminó pasado las 2 AM en Estados Unidos, para así acceder a las semifinales en Flushing Meadows por primera vez en su carrera, pero sin jugar un tenis brillante, además logró llegar a las semifinales de los 4 Grand Slam en un mismo año por primera vez en su carrera y a la vez, con 22 años y 2 meses se convirtió en el tenista más joven en llegar a semifinales en cada Grand Slam en una misma temporada, ese mismo día el miércoles 3 de septiembre (aunque ya era jueves 4 en USA) se le fue otorgado el Premio Príncipe de Asturias de los Deportes. En la final venció a otras candidaturas como la de la Selección Española de Fútbol, Yelena Isinbáyeva, Michael Phelps (ganador de ocho medallas de oro en Pekín 2008) o Usain Bolt (récord en los 100 m, 200 m y 4x100 con Jamaica) tras un fallo del jurado polémico y discutido por la edad de un tenista que puede ampliar su palmarés y por los méritos que hicieron ese año los deportistas citados anteriormente y Roger Federer que le supera en palmarés y récords logrados. En fin, regresando al tenis, en semifinales se enfrentó al n.º 6 del mundo Andy Murray, quien le eliminó en un partido de 2 días terminado de jugar el domingo, esto debido a las fuertes lluvias sufridas el viernes, por un marcador de 2-6, 6-7(5), 6-4 y 4-6 en 3 horas y 31 minutos en un duelo en el que se le vio a Rafa falto de piernas y algo cansado, seguramente por su exigente calendario durante la temporada. De todos modos al llegar a semis por primera vez en Nueva York, el mallorquín se convirtió en el primer tenista en la historia del tenis en alcanzar las semifinales a nivel individual en todas las competencias principales (los 4 Grand Slam, los 9 Masters Series, la Tennis Masters Cup, los Juegos Olímpicos y la Copa Davis). Por su parte el británico cayó en sets corridos en la final del US Open contra Roger Federer, duelo que fue jugado un lunes.
Tras casi dos semanas de descanso, viaja hasta su natal España para participar en la llave de semifinales de Copa Davis contra los Estados Unidos en Madrid sobre tierra batida, que se jugara del 19 al 21 de septiembre específicamente en la Plaza de Toros de Las Ventas. Debuta en el primer día inaugurando la serie contra Sam Querrey volviendo a verse las caras 3 semanas después de su partido en el US Open, nuevamente otro partidazo Nadal logra prevalecer por 6-7(5), 6-4, 6-3 y 6-4 en 3 horas y 18 minutos para adelantar a su nación en la serie. Dos días después abrió el último día de la serie enfrentándose a Andy Roddick (n.º 8 del mundo) en el "duelo de raquetas No. 1 de cada país", en ese momento España iba 2-1 arriba por lo que si ganaba este punto clasificarían a la final, algo que efectivamente logró al vencer al estadounidense por un claro 6-4, 6-0 y 6-4 en 2 horas y 13 minutos para así regresar a la final de la Copa Davis luego de 4 años, en la que enfrentaran a Argentina como visitante.
Tras 3 merecidas semanas de descanso vuelve a la competición en el 8.º Masters Series de la temporada: el Masters de Madrid en su natal España. Inicia su temporada de canchas duras bajo techo en la 2.ª ronda venciendo al letón Ernests Gulbis por un apretado 7-5, 3-6 y 6-3. En 3.ª ronda vence más fácilmente al francés Richard Gasquet por 6-4 y 6-2. En cuartos de final venció al español Fernando Verdasco por 6-4 y 6-4 para llegar a 80 triunfos en la presente temporada y solo 9 derrotas. En semifinales se enfrentó al francés especialista en la superficie Gilles Simon, contra quien cayó en un partidazo por 6-3, 5-7 y 6-7(6) en 3 horas y 23 minutos de batalla, de todos modos, al llegar a semifinales se aseguró en ser el primer español en la Era Abierta en terminar el año como número uno del mundo y el primer tenista zurdo desde John McEnroe en 1984.

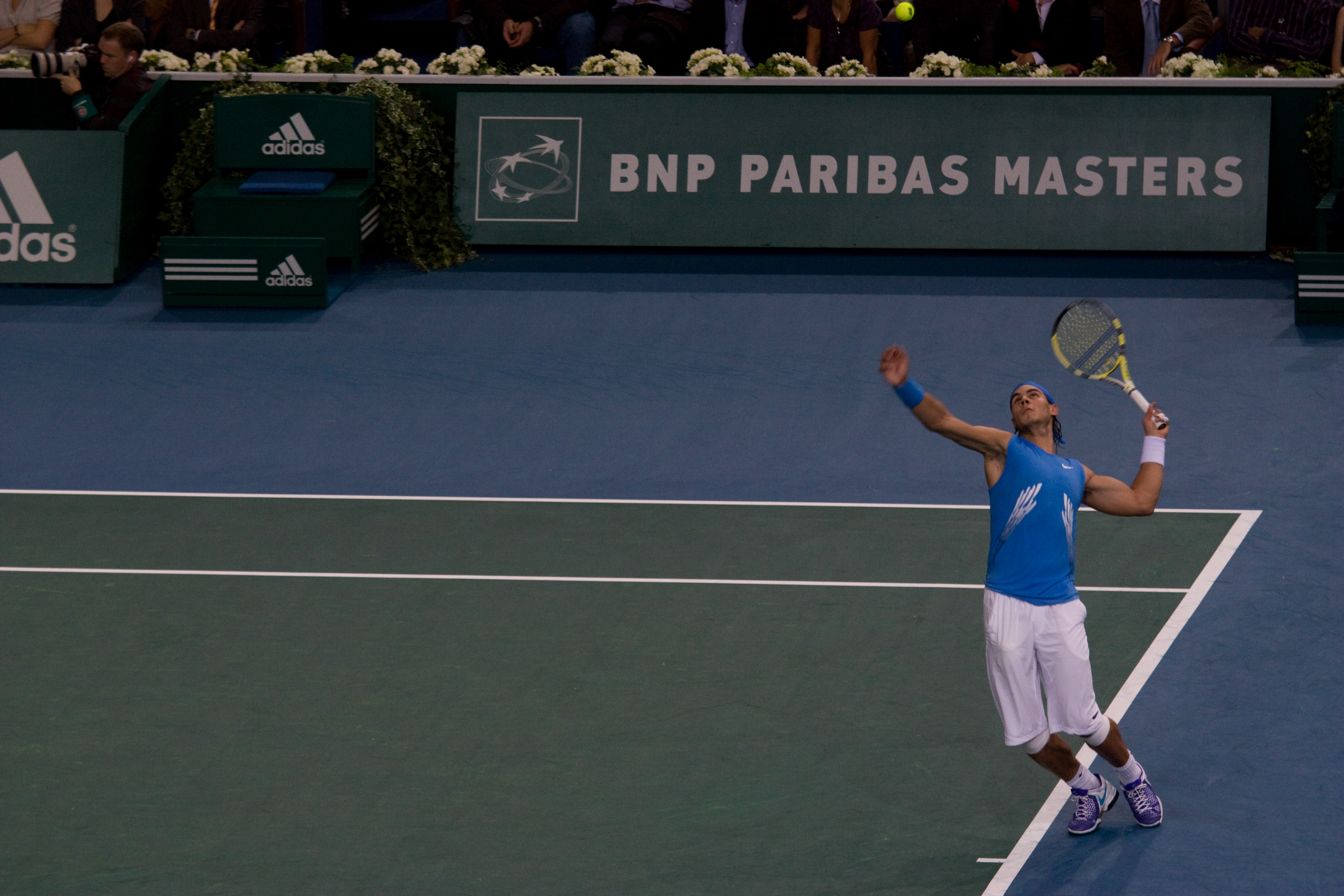
Nadal en el último torneo de su temporada el Masters de París-Berçy, teniendo que retirarse en su encuentro de cuartos de final ante Nikolái Davydenko por una tendinitis, debido a esto se perdió la Tennis Masters Cup y la final de la Copa Davis 2008 ante Argentina, que de todos modos España ganaría en territorio argentino y término la temporada como número uno por primera vez.

Una semana después empezó el último Masters Series de la temporada: París-Berçy, donde le tocaba defender subcampeonato pero ya con el número uno amarrado hasta final de año. Debuta en la 2.ª ronda contra el Perdedor afortunado local Florent Serra, ganándole por un claro 6-2 y 6-4. En 3.ª ronda se enfrenta a otro local, Gaël Monfils a quien vence por 6-3 y 6-2. En cuartos de final se mide con el ruso Nikolái Davydenko, tras perder el primer por set por 1-6 en 48 minutos se retiraría del partido fruto de una tendinitis en la rodilla derecha, motivo por el cual se vio obligado a renunciar a su participación en la Masters Cup de Shanghái (en la que sería sustituido por Gilles Simon) y en la final de la Copa Davis ante la selección argentina (su reemplazo fue Marcel Granollers).
Cierra el año con un récord de 82-11 (60-5 de Montecarlo hasta final de año) siendo el tenista masculino que más partidos jugó en individuales con 93 y 111 sumando el dobles, con marcas por superficie de 46-10 en Hard (su mejor en cemento en ese entonces), 24-1 en tierra batida y 12-0 en césped (su mejor marca sobre esa superficie en una temporada), logrando una estratosférica marca de 141-4 en tierra batida desde 2005, también quedando 23-11 en muerte súbita y con un notable registro de 13-0 vs tenistas zurdos y además de un registro de 17-6 contra Top 10 (8-2 vs Top 3). Nadal a sus cortos 22 años cierra una temporada casi perfecta logrando 8 títulos (en 10 finales), 2 Grand Slam (Roland Garros y Wimbledon), 3 Masters Series (Montecarlo, Hamburgo y Toronto), la medalla de oro en los Juegos Olímpicos de Pekín, también logrando la victoria en otros 2 torneos menores (Barcelona y Queen's) y también ganando la Copa Davis y el Masters de Montecarlo en la sencillos masculinos, además de acumular $ 6 773 773 y logrando sus 3 objetivos propuestos a inicios de 2008. Terminando el año como número uno con 6675 puntos, sacándole 1370 puntos de ventaja al número 2 Roger Federer, quien solo le sacó 10 puntos al número 3 Novak Djokovic.
Nadal finaliza el año con un récord de 11-3 vs Top-5 y 17-6 vs Top-10.

### 2009: Abierto de Australia y primera derrota en Roland Garros
En este año presenta un cambio de aspecto y una nueva imagen, utilizando en sus partidos camisetas con los hombros cubiertos, dejando atrás la famosa camiseta sin mangas. También los pantalones cambian puesto que ahora los lleva por encima de las rodillas, a diferencia de los piratas que usaba con anterioridad. Empieza el año jugando el reciente creado torneo de exhibición llamado Capitala World Tennis Championship en Abu Dhabi sobre canchas duras. En este nuevo torneo, al ser número uno del mundo parte desde las semifinales (los 2 mejores rankeados parten desde semifinal), debuta en este nuevo torneo contra Nikolái Davydenko, derrotándolo por 6-2, 6-3. En la final cayó ante Andy Murray por un luchado 4-6, 7-5 y 3-6 empezando de buena forma el año.
Su primer torneo oficial del año empezó el 5 de enero, jugando el ATP 250 de Doha en Catar. Debutó en 1.ª ronda enfrentando al veterano francés Fabrice Santoro, ganándole por un claro 6-0 y 6-1. En 2.ª ronda venció al qualy eslovaco Karol Beck por un fácil 6-1, 6-2. En cuartos de final enfrentó al francés Gaël Monfils contra quien cayó por 4-6, 4-6. Aunque en la modalidad de dobles salió campeón del torneo catarí por segunda vez en su carrera, primera junto a su compatriota Marc López. En 1.ª vencieron a los españoles Óscar Hernández y Albert Montañés por doble 6-3. En cuartos de final a los alemanes Christopher Kas y Philipp Kohlschreiber por 6-7(7), 6-4 y 10-3 en la super-muerte súbita. En semifinales al francés Fabrice Santoro y al ruso Mijaíl Yuzhny por 1-6, 7-6(2) y 11-9 en la súper-la muerte súbita. Y en la final al serbio Nenad Zimonjic (1.º del mundo en dobles) y al canadiense Daniel Nestor (2.º del mundo en dobles) por 4-6, 6-4 y 10-8 en la súper-la muerte súbita logrando ganar por segunda vez el torneo catarí en dobles y cerrando de buena forma su preparación de cara al Abierto de Australia.

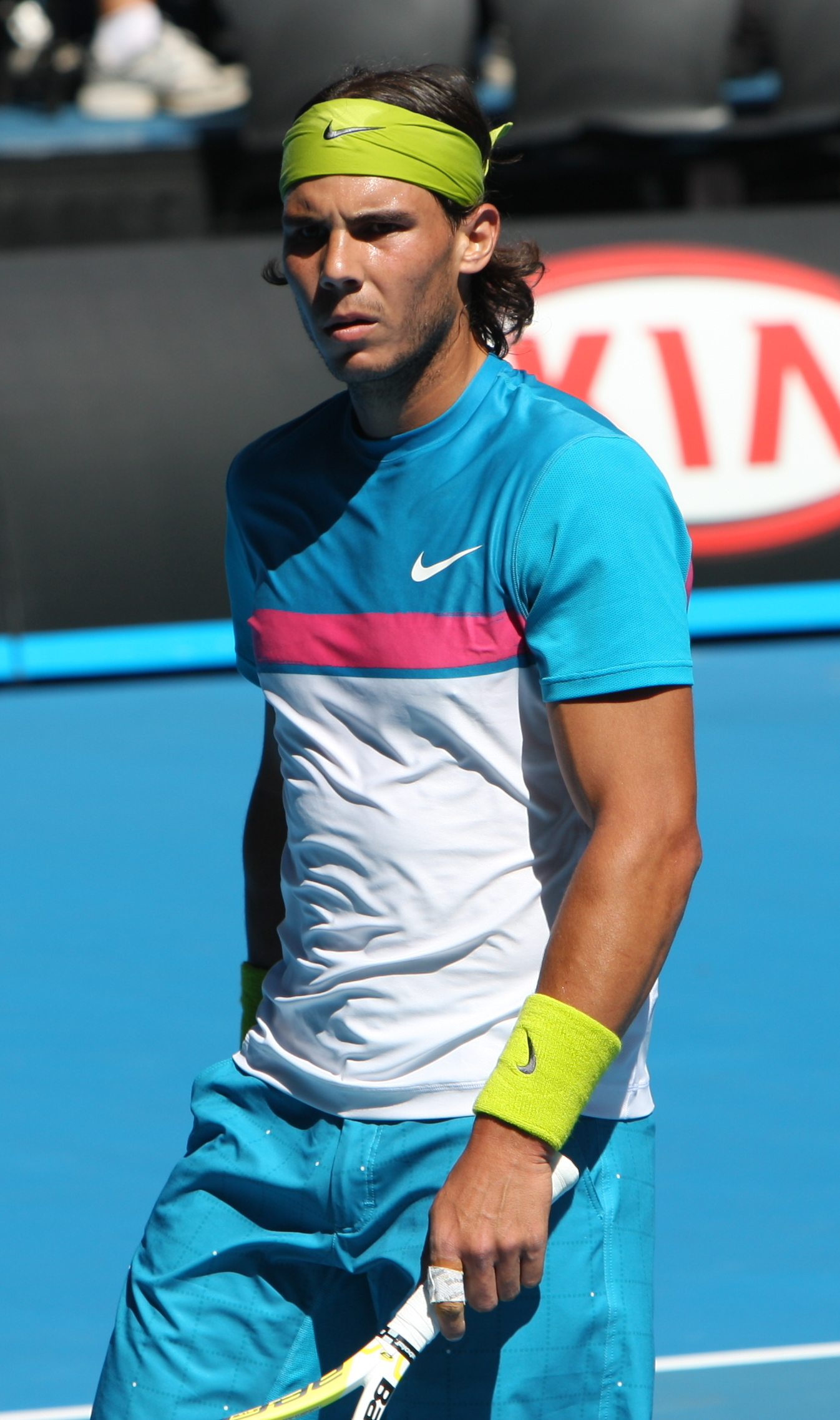
Rafael Nadal en el Abierto de Australia 2009 se coronó campeón del torneo ganando su primer Grand Slam sobre superficie dura. Tan solo el propio Nadal, Mats Wilander, Jimmy Connors, Andre Agassi, Roger Federer y Novak Djokovic han sido capaces de lograr imponerse en Grand Slams en tres superficies diferentes (tierra batida, hierba y dura).

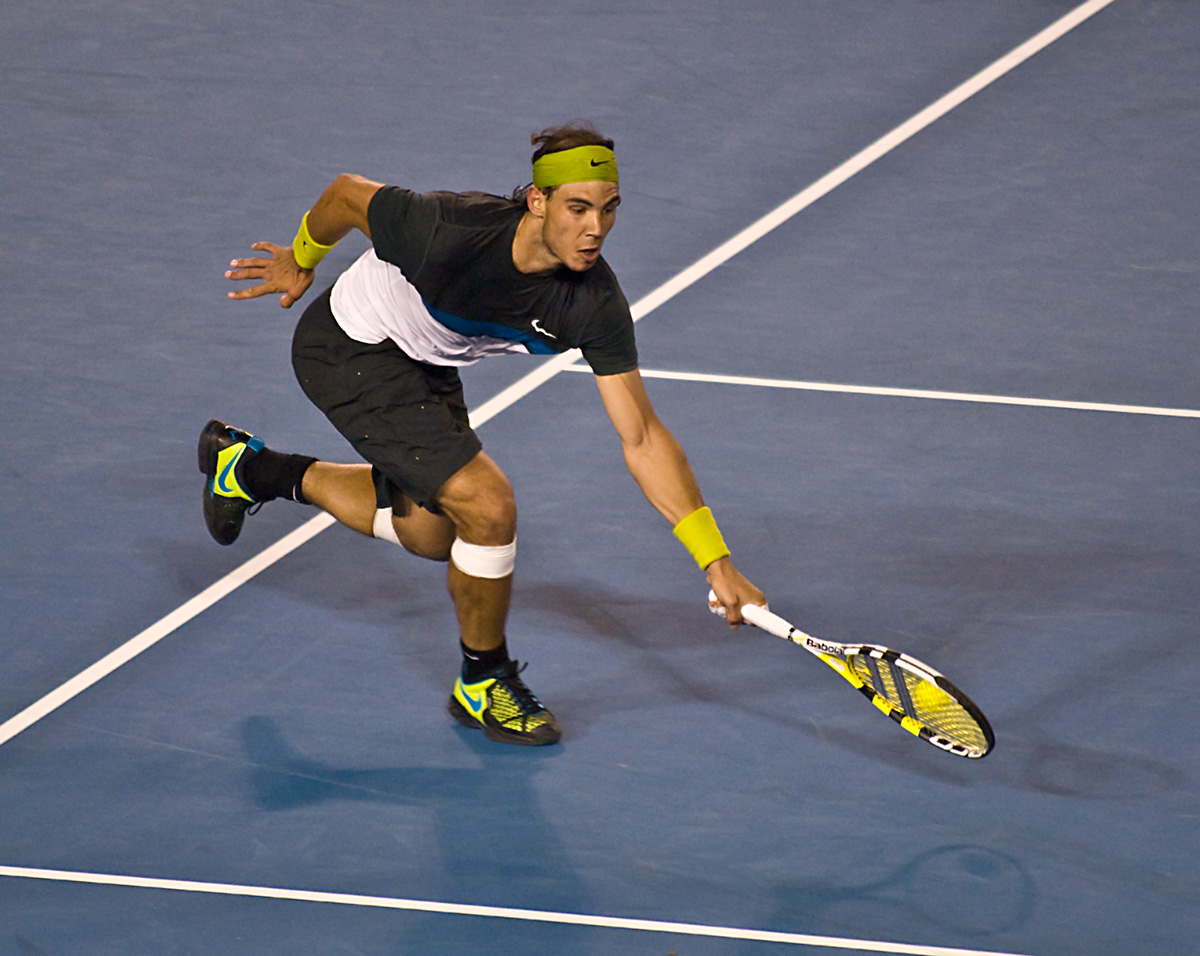
Nadal en la final del Abierto de Australia 2009, en un luchado partido vencería a Roger Federer por 7-5, 3-6, 7-6(3), 3-6 y 6-2 en más de 4 horas de partido, ganándole por tercera vez un Grand Slam en los últimos 8 meses (y en las 3 superficies), logrando su 6.º título de Grand Slam.

El 19 de enero empezó el primer Grand Slam del año: el Abierto de Australia, donde le tocaba defender semifinales, siendo derrotado a manos de Jo-Wilfried Tsonga el año anterior. Siendo primer cabeza de serie por segunda vez en un Grand Slam, tras el sorteo del cuadro obviamente quedó en la parte superior del cuadro situado en el mismo lado que el británico Andy Murray y el francés Jo-Wilfried Tsonga, a quienes podría enfrentar en una hipotética semifinal. Debutó en 1.ª ronda batiendo al belga Christophe Rochus por un claro 6-0, 6-2 y 6-2. En 2.ª ronda venció al croata Roko Karanušić por 6-2, 6-3, 6-2. En 3.ª ronda venció al alemán excampeón de Grand Slam, Tommy Haas por un claro 6-4, 6-2 y 6-2, en 4.ª ronda venció al chileno y n.º 13 del mundo Fernando González por un fácil 6-3, 6-2 y 6-4 cobrándose revancha de lo ocurrido en los cuartos de final del Abierto de Australia 2007 y de esta forma accediendo a la segunda semana del torneo australiano mostrando un gran tenis. En cuartos de final llegó su primera prueba de fuego, ahí tuvo que medirse al francés y 8.º del mundo, Gilles Simon, a quien venció con algo de facilidad por 6-2, 7-5 y 7-5 para así acceder a semifinales sin ceder ningún set, siendo también esta la primera vez que le ganaba a un Top 10 en un Grand Slam sobre canchas duras. En semifinales le tocó medirse con su compatriota y n.º 15 del mundo Fernando Verdasco (quien venía de vencer a Murray y a Tsonga llegando con un gran nivel), a quien venció en una maratón de 5 horas y 10 minutos por 6-7(4), 6-4, 7-6(2), 6-7(1) y 6-4 tras una doble falta del madrileño para así acceder a su primera final en Melbourne y en canchas duras en el partido más largo de la historia del torneo australiano (Después sería superado por la final Djokovic-Nadal de 2012), en un duelo que terminó sobre la medianoche de Melbourne. En la final se enfrentó a un viejo conocido, el suizo y n.º 2 del mundo Roger Federer, quien llegaba con 1 día más de descanso y venía de despachar a Andy Roddick en sets corridos, siendo este su decimonoveno enfrentamiento entre ambos y séptimo duelo en una final de Grand Slam (primera en cancha dura), en otro épico partido de 5 sets, Nadal logró quedarse con la victoria por 7-5, 3-6, 7-6(3), 3-6 y 6-2 en 4 horas y 23 minutos para ganar el Abierto de Australia por primera vez en su carrera, además de ganar su 1.er Grand Slam sobre canchas duras y propinarle a Federer su primera derrota en una final de GS sobre canchas duras (previo a la final venía con un récord perfecto de 8-0), también el mallorquín le propinó su primera derrota en una final de Grand Slam en tierra batida y césped al helvético, quedando 13-6 arriba en el Frente a Frente sobre Federer y 5-2 en finales de Grand Slam (ganándole las 3 últimas y en las 3 superficies en un lapso de 8 meses), convirtiéndose también en el primer español en vencer en una final individual del Abierto de Australia, logrando su 6.º trofeo de Grand Slam, siendo además el cuarto jugador en lograr Grand Slams en tres superficies diferentes tras Andre Agassi, Mats Wilander y Jimmy Connors. Esta victoria también convirtió a Nadal en el primer tenista masculino en tener 3 Grand Slam en tres superficies diferentes al mismo tiempo. También en el tercer jugador bajo los 22 años en ganar tres de los 4 Grand Slams, junto a Jimmy Connors y Pete Sampras. También logrando ser el primer jugador en ganar el Abierto de Australia ganando partidos a cinco sets en semifinales y final desde Mats Wilander en 1988. Y para concluir, Nadal llegó a 14.260 puntos en el ranking, sacándole 3.260 puntos a su más cercano perseguidor Roger Federer (con 11.000) en la lucha por ser el número uno del ranking.
Una semana después de ganar el primer título de su temporada, jugó el ATP 500 de Róterdam sobre superficie ultrarrápida (Hard Indoor). En 1.ª ronda le tocó jugar contra el italiano Simone Bolelli, ganando por un ajustado 4-6, 6-2 y 7-5. En 2.ª se midió por primera vez contra el WC búlgaro Grigor Dimitrov, de apenas 17 años, quien le hizo partido y el español volvió a ganar en 3 mangas por 7-5, 3-6 y 6-2. En cuartos de final se enfrentó al francés y especialista en esta superficie Jo-Wilfried Tsonga, necesitando nuevamente 3 sets para prevalecer por 6-4, 6-7(5), 6-4. En semifinales se volvió a medir a otro francés y especialista en la superficie, Gaël Monfils, derrotándolo por doble 6-4 para clasificar a su primera final en el torneo neerlandés. En la final se midió al británico y n.º 4 del mundo, Andy Murray, en su primera final ATP entre ambos, contra quien perdió por 3-6, 6-4 y 0-6 viéndose visiblemente con problemas físicos en la rodilla derecha en el último set del encuentro, quedando con una marca de 1-2 en finales bajo techo. Por precaución decidió bajarse del Torneo de Dubái que empezaba en 1 semana más.
Tras 2 semanas y media de descanso y recuperación, decidió volver en el duelo de primera ronda de Copa Davis 2009 entre España y Serbia a disputarse en Benidorm (España) entre el 6 y el 8 de marzo sobre tierra batida, en la cual su país venció por 4-1 a los serbios. En el primer día de la serie, Nadal debutó en el segundo partido venciendo a Janko Tipsarević por un claro 6-1, 6-0 y 6-2 dejando a España 2-0. Y cerró la serie en el cuarto partido, el primero del último día, venciendo al n.º 3 del mundo Novak Djokovic por 6-4, 6-4 y 6-1 en 2 horas y 27 minutos para clasificar a España a cuartos de final del certamen, logrando ganar 12 partidos consecutivos en individuales de Copa Davis desde que perdiera en su debut en 2004. Por tanto, dio 2 de los 4 puntos que consiguió España. Los otros dos fueron a cargo de un gran David Ferrer que derrotó a Novak Djokovic y a Viktor Troicki.
Una vez concluido la llave, viajó a Estados Unidos inmediatamente para disputar el primer Masters 1000 del año: el Masters 1000 de Indian Wells en California, donde debía defender semifinal. Al ser cabeza de serie, debutó en la 2.ª ronda, venciendo al fase de clasificación alemán Michael Berrer por un fácil 6-2 y 6-1. En 3.ª ronda despacho al ruso Dmitri Tursúnov por doble 6-3. En 4.ª ronda salvó 5 bolas de partido (la mayor cantidad en toda su carrera) en el segundo set frente al argentino David Nalbandian para terminar imponiéndose por 3-6, 7-6(5) y 6-0. En cuartos de final, venció a otro argentino, al n.º 6 del mundo Juan Martín del Potro por un fácil 6-2 y 6-4. En semifinales venció al local y n.º 7 del mundo Andy Roddick por un parejo 6-4 y 7-6(4) para alcanzar por segunda vez la final del torneo. En la final le tocó medirse con el británico y n.º 4 del mundo Andy Murray, en su segunda final ATP entre ambos y solo 1 mes después de lo ocurrido en Róterdam, Nadal se tomó revancha de lo ocurrido y ganó por un claro 6-1 y 6-2 en 1 hora y 21 minutos en un encuentro en el que el viento fue protagonista para ganar el Masters de Indian Wells por segunda vez en 3 años, venciendo a tres Top 8 de forma consecutiva, logrando su 13.er título Masters 1000, empezando el año con una increíble marca de 21-2, además logró sumar 640 puntos más en el Ranking ATP, aumentando su puntuación a 14.990, superando por 4.080 puntos a Federer. De esta manera y con 33 títulos ATP en su haber, se convertía en el jugador español con más títulos individuales igualando a Manuel Orantes y Conchita Martínez.

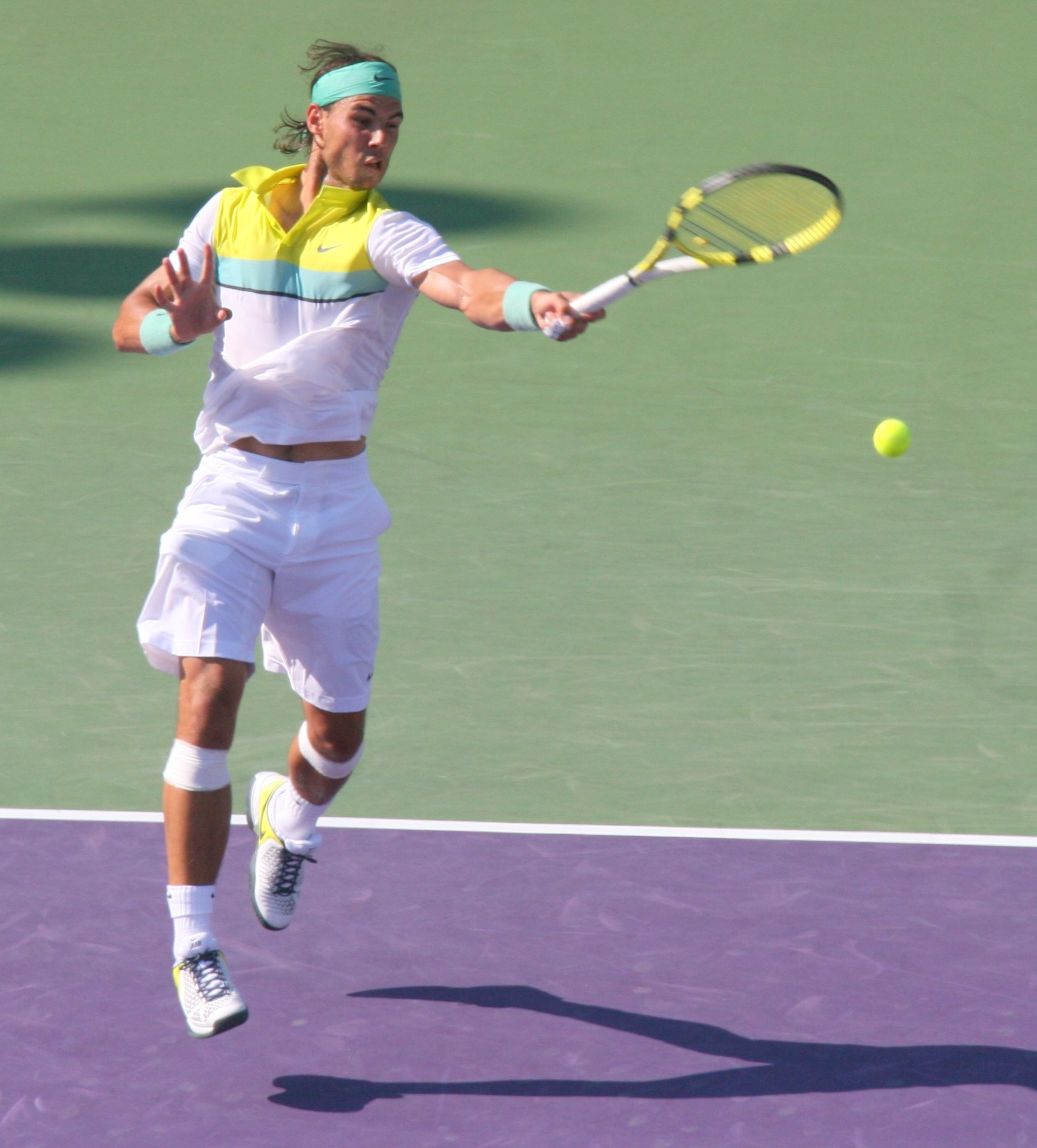
Nadal en el Masters de Miami 2009.

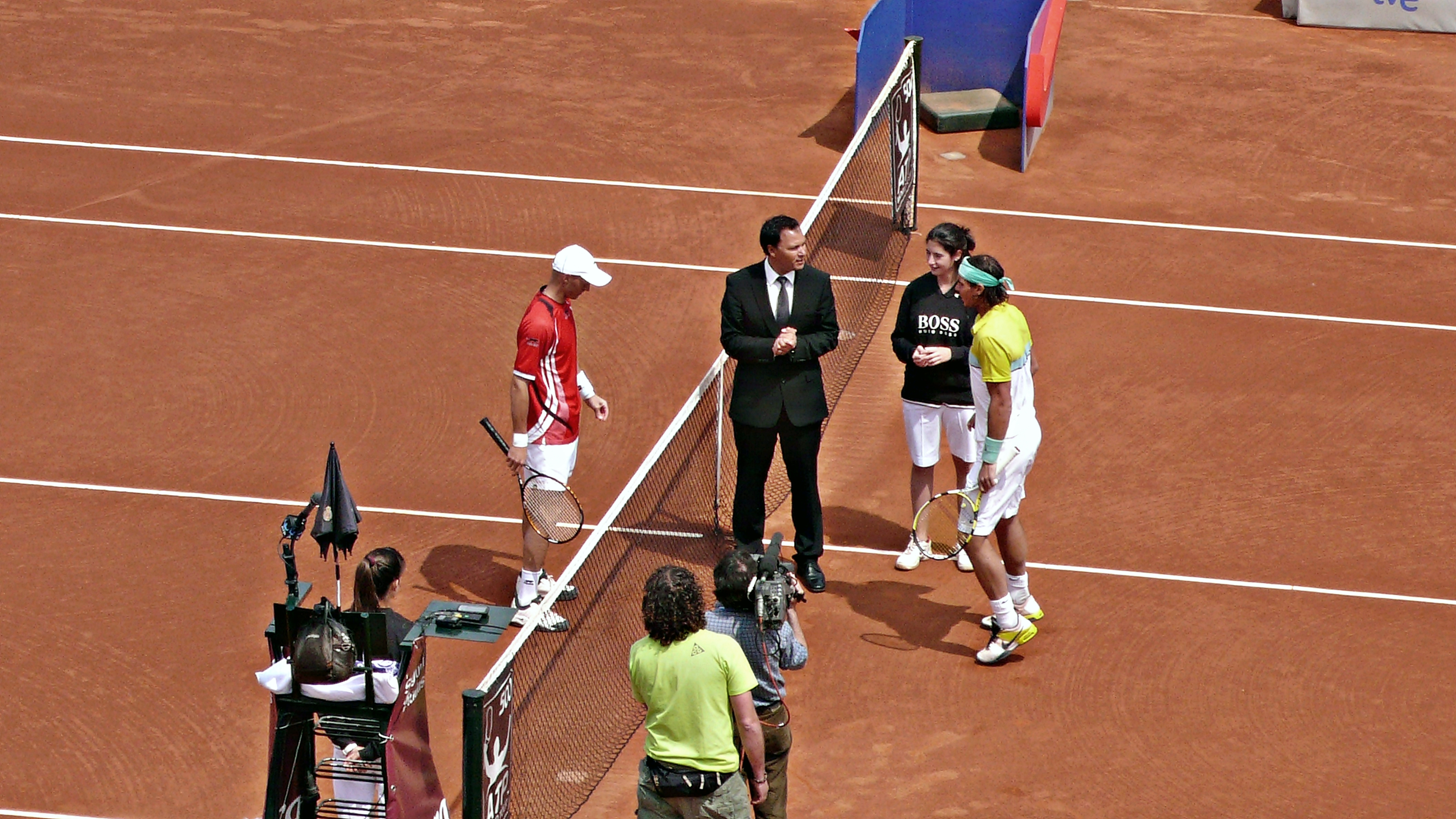
Nadal previo a las semifinales del Conde de Godó ante Nikolái Davydenko, en dicho torneo ganaría su quinta corona de forma consecutiva tras vencer por segundo año consecutivo a David Ferrer en la final.

Apenas sin descanso, a la semana siguiente jugó el Masters 1000 de Miami, entremedio del torneo, el 26 de marzo fue nombrado Jugador del Año 2008 por parte de la ATP, sucediendo a Roger Federer. Debutó en la 2.ª ronda venciendo al ruso Teimuraz Gabashvili por doble 6-2, en 3.ª ronda batió al Qualy portugués Frederico Gil por 7-5 y 6-3. En 4.ª ronda venció al suizo Stanislas Wawrinka por un ajustado 7-6(2) y 7-6(4). En cuartos de final enfrentó al argentino Juan Martín del Potro, en una repetición de su duelo de cuartos en Indian Wells, esta vez el triunfo cayó del lado de Del Potro quien ganó por 6-4, 3-6, 7-6(3) en 3 horas de partido en un partido en el Nadal desperdició una increíble ventaja de 3-0 en el inicio del 3.º set, con 2 quiebres a favor.
Una semana después, empezó su gira de tierra batida europea en el primer Masters 1000 del año sobre esta superficie: Montecarlo. Debutó en 2.ª ronda enfrentando al argentino de Ranking Protegido, Juan Ignacio Chela, ganándole por un claro 6-2 y 6-3. En 3.ª ronda venció al ecuatoriano Nicolás Lapentti, proveniente de la clasificación, por un fácil 6-3 y 6-0. En cuartos de final venció al WC croata Ivan Ljubičić por doble 6-3. En semifinales venció al n.º 4 del mundo Andy Murray por 6-2, 7-6(4) para acceder a su quinta final consecutiva en el Principado. La final se jugó el 19 de abril, allí venció al serbio y n.º 3 del mundo Novak Djokovic por 6-3, 2-6 y 6-1 en 2 horas y 43 minutos para ganar por quinta vez consecutiva el Masters de Montecarlo (un récord en la Era Abierta). El set perdido en la final fue el primero que cedía en este torneo desde la final de 2006. Gracias a esta victoria en Montecarlo, Nadal consiguió su decimocuarto M1000 y con tan solo 22 años igualó el registro de Roger Federer, además llegó a 34 títulos ATP en su haber, convirtiéndose en el tenista español con más títulos individuales, rompiendo el empate que tenía con Manuel Orantes y Conchita Martínez con 33 cada uno.
Apenas sin descanso, a la semana siguiente jugó el ATP 500 de Barcelona en su natal España, a la cual llegaba como el 4 veces campeón defensor. Empezó desde la segunda ronda venciendo al Qualy portugués Frederico Gil por doble 6-2, en 3.ª ronda venció al belga Christophe Rochus por un claro 6-2 y 6-0. En cuartos de final debía medirse con David Nalbandian, pero el argentino no se presentó por lesión, de esta forma Rafa avanzaba a semifinales sin jugar, allí le tocó medirse contra su bestia negra, el ruso Nikolái Davydenko, a quien logró vencer sin contratiempos por un claro 6-3 y 6-2 para acceder a la final del torneo barcelonés por quinta vez consecutiva. En la final se midió a su compatriota y amigo David Ferrer, en una reedición de la final del año pasado, Nadal nuevamente logró hacerse con el triunfo por 6-2 y 7-5 logrando su quinto título en el Godó y cuarto de la temporada.
Decidió jugar por tercera semana consecutiva, jugando el Masters 1000 de Roma, donde llegaba con la opción de sumar muchísimos puntos ya que en el año anterior cayó ante Juan Carlos Ferrero en 2.ª ronda debido a una ampolla en el pie (Siendo la primera vez que caía en su partido debut sobre arcilla). Como es habitual, empezó desde la 2.ª al ser cabeza de serie, venciendo al arcillero italiano Andreas Seppi por 6-2, 6-3. En 3.ª ronda se midió al sueco Robin Söderling, venciéndolo por un claro 6-1 y 6-0 en la jornada nocturna. En cuartos de final, se volvió a medir contra el español y n.º 6 del mundo Fernando Verdasco, 4 meses después de su maratónico partido en semifinales del Abierto de Australia 2009, el mallorquín nuevamente se quedó con la victoria y de forma algo más cómoda por doble 6-3 en 2 horas de partido. En semifinales venció al chileno y cabeza de serie 12 Fernando González, también por doble 6-3 en solo 75 minutos para regresar a la final del torneo italiano tras 2 años. Allí nuevamente se enfrentó al serbio Novak Djokovic, solo 14 días después de su enfrentamiento en Montecarlo, nuevamente Nadal venció al serbio aunque de forma algo ajustada por 7-6(2) y 6-2 en 2 horas de partido logrando ganar su 4.º título en el Foro Italico convirtiéndose en el tenista con más títulos en el Masters de Roma, logrando a la vez su 15.ª corona de Masters 1000, deshaciendo el empate que tenía con Roger Federer de 14 entorchados cada uno y quedando a solo 2 títulos de Andre Agassi (17), quien tenía el récord de más títulos en la categoría, también aumentando su diferencia 13-4 en el Frente a Frente contra el balcánico y 8-0 en tierra batida (5-0 en finales), logrando un récord de 38-3 en el año (con 5 títulos). Además sumó 955 puntos para el Ranking ATP, llegando a la estratosférica suma de 15.290 puntos (la más alta de toda su carrera), aventajando por 4.870 puntos a Roger Federer, su más cercano perseguidor en el número uno.

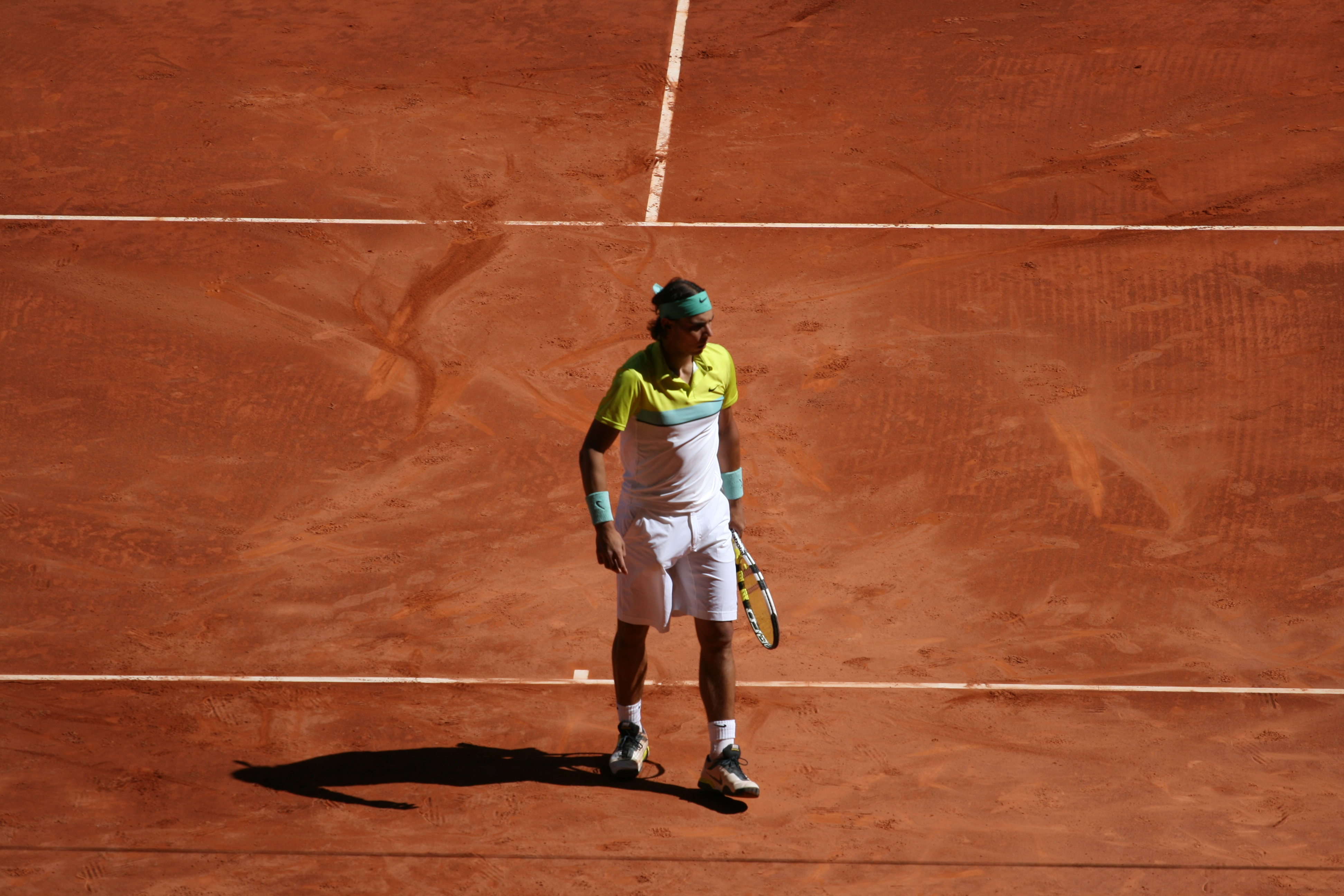
Rafa Nadal en la primera edición del Masters de Madrid sobre tierra batida donde llegaría a la final tras vencer a Djokovic en semifinales en un duelo de 4 horas, después en la final acusó el desgaste y cayó ante Federer por doble 6-4 siendo esta además su primera derrota sobre arcilla en 2009.

Tras 1 merecida semana de descanso, cerró su preparación de cara a Roland Garros con la primera versión del Masters 1000 de Madrid sobre tierra batida (disputada en canchas duras bajo techo en sus primeras 6 ediciones), sobre la recién estrenada Caja Mágica. En 2.ª ronda venció al austriaco Jürgen Melzer por un claro 6-3, 6-1 en solo 62 minutos. En 3.ª debió medirse al alemán Philipp Kohlschreiber, pero este se retiró antes del partido debido a una lesión, accediendo Nadal a cuartos de final sin jugar, ahí le tocó medirse por 3.ª vez en la temporada a su compatriota Fernando Verdasco, ganándole por un ajustado 6-4 y 7-5 en 2 horas de encuentro en el que Nadal debió levantar un 0-4 en contra en el 2.º set, demostrando una vez más su fortaleza mental para así vencer a su compatriota por novena vez en 9 enfrentamientos y logrando su 32.º triunfo consecutivo en tierra batida. En semifinales se midió por 4.ª vez en la temporada al serbio y n.º 3 del mundo Novak Djokovic (todas en tierra batida), en un partido lleno de lucha, sufrimiento y tintes épicos, el mallorquín logró salir victorioso por un ajustado 3-6, 7-6(5) y 7-6(9) en su partido más duro al mejor de 3 en tierra batida para así clasificarse por segunda vez a la final del torneo madrileño (1.ª en arcilla), quedando 14-4 contra el serbio en el cara a cara y 9-0 en tierra batida, en un partido en el que mostró toda su fortaleza mental como por ejemplo cuando remontó un 4-4 y 15-40 o salvando un BP en el 5-5 del segundo set, en ambas al servicio (lo cual hubiera dejado al balcánico sacando para partido), en el 3.º set llegó a estar 1-3 abajo pero logró quebrar por primera vez en todo el partido tras 2h56m de batalla para recuperar lo cedido y quedar 2-3 con servicio, o también cuando quedó 5-6 15-30 al saque quedando a solo 2 puntos de la derrota, mientras que en la muerte súbita del 3.º salvó 3 puntos de partido en el partido más largo al mejor de 3 sets en torneos ATP en la Era Abierta, con 4 horas y 3 minutos de duración. Al día siguiente de su memorable partido, le tocó enfrentarse en la final al suizo y n.º 2 del mundo Roger Federer, volviéndose a ver las caras 4 meses después de la final de Australia (que acabó en triunfo del español y con llanto del suizo) y su primer enfrentamiento en una final de M1000 desde Hamburgo 2008 (También triunfo de Nadal), en un duelo en el que se le notó cansado y falto de energía (por su maratónico partido de 4 horas con Djokovic ayer), Nadal cedió por 4-6 y 4-6 frente al suizo, quien se cobró revancha de lo ocurrido en Melbourne meses atrás y venció a Rafa por segunda vez en arcilla y primera desde las semifinales de la Tennis Masters Cup 2007, el mallorquín no pudo quebrar el saque del suizo en todo el encuentro, Federer además cortó una racha de 5 derrotas seguidas contra Nadal (en todas las superficies) y también finalizó con sus 33 victorias consecutivas en tierra batida desde el 7 de mayo de 2008. Esta fue apenas su segunda derrota en una final sobre tierra batida en toda su carrera (récord de 25-2), ambas contra Federer, teniendo una estratoferica marca de 153-7 en arcilla desde 2005. Este partido se considera un punto de inflexión para lo que se vendría después en Roland Garros y en vista de lo que queda en la temporada, porque puso punto final a una racha de 6 meses sin títulos para Federer, además de finalizar con 5 derrotas seguidas frente a Nadal.

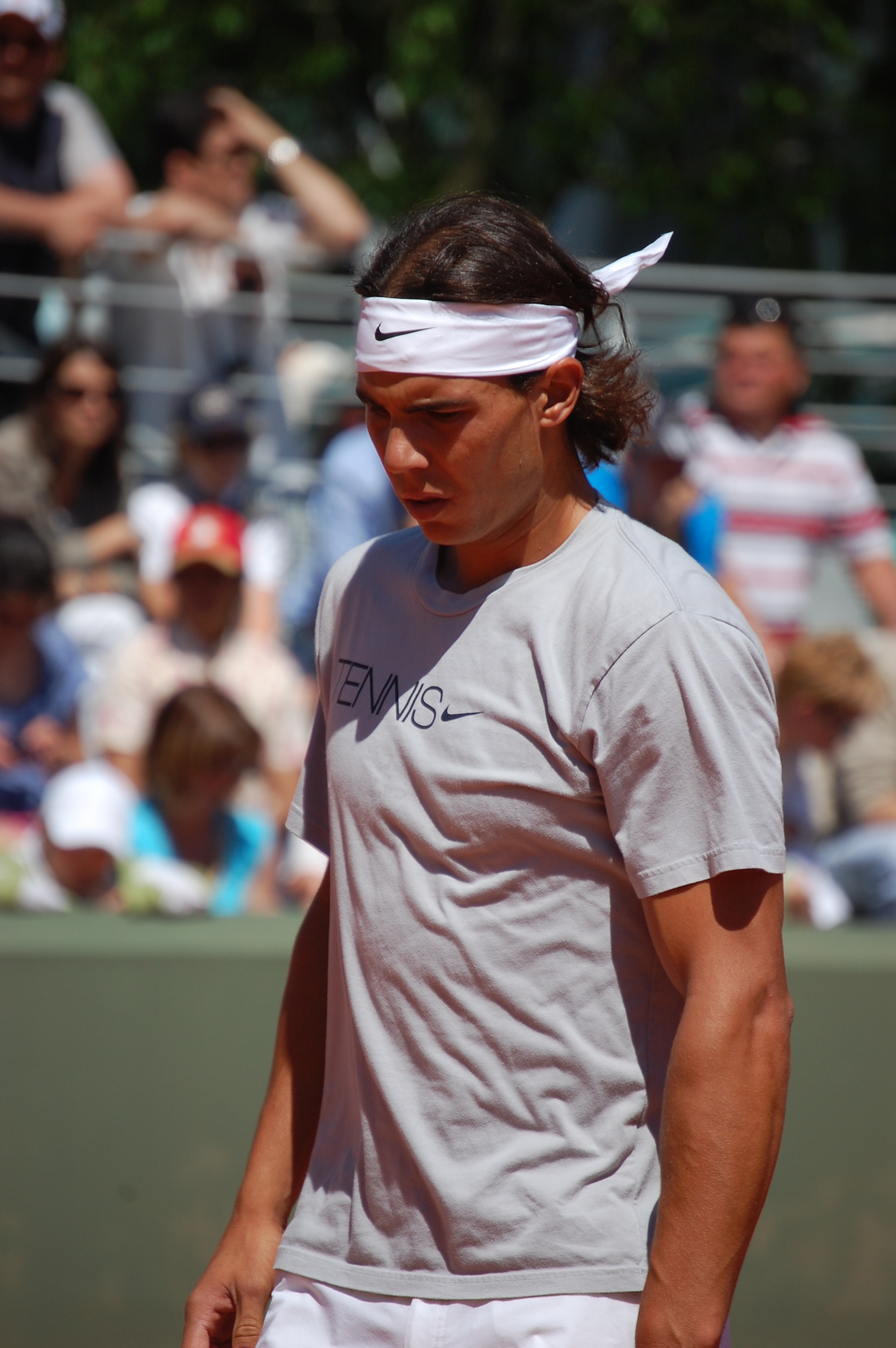
Rafael Nadal entrenando durante Roland Garros 2009, caería en octavos de final contra el sueco Robin Söderling en 4 disputados sets, siendo esta su primera derrota en Roland Garros.

El 24 de mayo empezó el segundo Grand Slam de la temporada: Roland Garros, al cual Nadal llegaba como el 4 veces campeón defensor y como máximo favorito al título una vez más tras su espectacular gira de tierra batida. Nadal partía como principal cabeza de serie por primera vez en el torneo parisino y tras el sorteo quedó del mismo lado del cuadro que Nikolái Davydenko y Fernando Verdasco, a quienes podría enfrentar en cuartos, y del británico Andy Murray, contra quien podría cruzarse recién en semifinales. Debutó en el Grand Slam parisino enfrentando al Qualy brasileño Marcos Daniel, a quien ganó ajustadamente por 7-5, 6-4 y 6-3 en un discreto partido del español. En 2.ª ronda venció sin dificultades al ruso Teimuraz Gabashvili por 6-4, 6-1 y 6-2 para así llegar a 30 victorias consecutivas en Roland Garros, superando el anterior récord de Björn Borg con 29 victorias seguidas. En 3.ª ronda venció al ex número uno, el australiano Lleyton Hewitt, por un claro 6-1, 6-3, 6-1 en solo 1 hora y 51 minutos. El 31 de mayo de 2009 jugó su duelo de octavos de final contra el sueco y n.º 23 del mundo Robin Söderling en la Philippe-Chatrier, a quien venía de vencer fácilmente en el Masters de Roma semanas atrás, contra todo pronóstico, el sueco logró dar el batacazo del torneo y probablemente uno de los mayores en la Historia del tenis al vencer al español por 6-2, 6-7(2), 6-4 y 7-6(2) en 3 horas y 30 minutos, cortando su racha de 31 partidos seguidos venciendo en Roland Garros y perdiendo su opción de superar al sueco Björn Borg en cuanto a más títulos consecutivos en París (aspiraba al quinto), quedando ambos empatados en 4, de esta forma Nadal caía por primera vez derrotado en París siendo esta su primera derrota al mejor de 5 sets en tierra batida (récord de 49-1), también quedó en 32 su racha de sets consecutivos en Roland Garros, quedando a 9 del récord de 41 sets consecutivos de Björn Borg, quedando como la segunda racha más larga en la historia del torneo. Nadal no volvería a perder en Roland Garros hasta 2015. Una semana después, Roger Federer se hizo con el título al derrotar en la final a Söderling por 6-1, 7-6(1) y 6-4 logrando completar el Grand Slam.
Tras su derrota en Francia, Nadal decidió jugar 2 exhibiciones en el club Hurlingham para ver el estado de la rodilla, midiéndose ante Lleyton Hewitt y Stan Wawrinka, perdiendo ambos encuentros, tras su duelo con Wawrinka decidió renunciar a defender sus coronas en Queen's y sobre todo en Wimbledon debido a una tendinitis, y también a la llave entre España y Alemania a disputarse en Marbella en julio (que acabó en triunfo español por 3-2). Wimbledon se lo terminaría llevando Roger Federer, en una final con tintes épicos ante Andy Roddick. A consecuencia de esto, Roger Federer recuperaría el primer puesto en detrimento de Nadal, después de 46 semanas en el liderato que acabaron el 6 de julio de 2009, siendo desplazado a la segunda posición del ranking. También a la vez salieron a la luz pública los graves problemas en ambas rodillas que aquejaban al jugador de Manacor quien debió parar por unos meses para tratarse estos problemas en las rodillas (tendinitis). Estos problemas en la rodilla, le fueron complicados de superar dado su gran esfuerzo físico que solía realizar constantemente. Teniendo que hacer diferentes rehabilitaciones; ir a fisios de todo tipo que no conseguían solucionarle este problema, ya que volvía a recaer constantemente en esta lesión. Visto lo visto, uso sesiones de fisioterapia, hipertermia y magnetoterapia y a día de hoy parece que le han funcionado.
Tras más de 2 meses desde su último partido oficial, el 4 de agosto su entrenador Toni Nadal confirmó que su sobrino Rafael regresaría a las canchas en el Masters 1000 de Montreal donde intentara defender su título logrado el año anterior para intentar no perder el n.º 2 del mundo, pero también con grandes dudas sobre su estado físico y mental. El miércoles 12 de agosto regresó a las canchas tras 73 días transcurridos de su derrota en Roland Garros, enfrentándose a su compatriota David Ferrer, un regresó corto porque el partido solo duró 7 juegos debido a que Ferrer se retiró por una lesión en rodilla cuando Nadal lideraba 4-3 el primer set. En 3.ª venció al alemán Philipp Petzschner por 6-3, 6-2 y en cuartos de final se midió al argentino y n.º 6 del mundo Juan Martín del Potro, cayendo por 6-7(5) y 1-6 en un partido en el que se le vio falto de ritmo y todavía muy por debajo de su nivel habitual. Con esta derrota cedió el puesto #2 a Andy Murray el día 17 de agosto de 2009, descendiendo al tercer lugar del Ranking, saliendo por primera vez del Top 2 desde el 25 de julio de 2005 (Manteniéndose entre los 2 mejores del mundo durante 4 años de forma ininterrumpida).

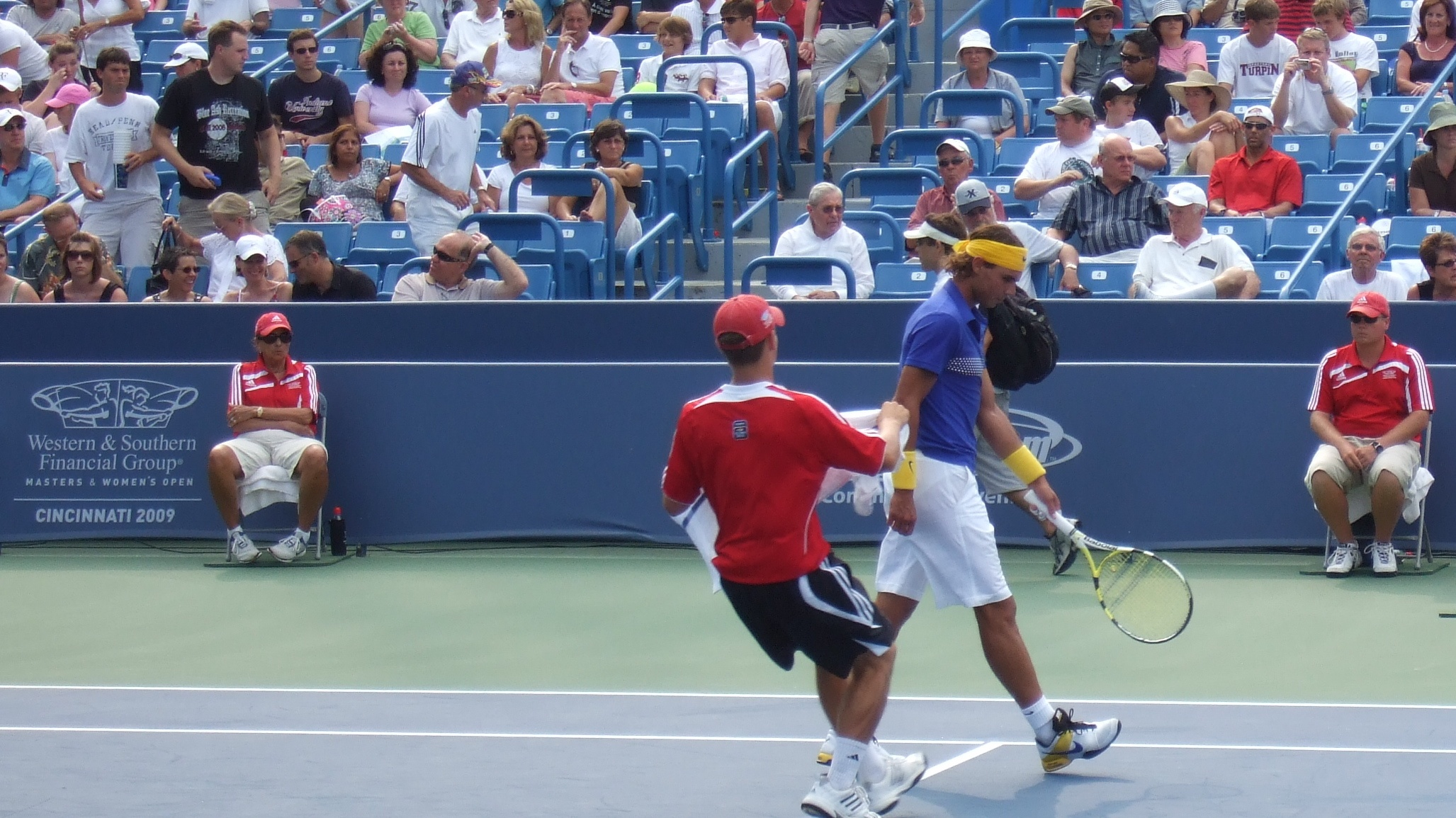
Nadal en el Masters de Cincinnati 2009, último torneo previo al Abierto de Estados Unidos, este fue su segundo torneo tras haber salido a la luz los graves problemas que tenía en la rodilla.

A la semana siguiente jugó el Masters de Cincinnati, donde le tocaba defender semifinales. Debutó en 2.ª ronda venciendo al italiano Andreas Seppi por un ajustado doble 7-6 en 2 horas y 11 minutos. En 3.ª ronda venció al francés Paul-Henri Mathieu por 7-5 y 6-2, en cuartos de final se midió con el checo Tomáš Berdych, a quien venció por 6-4 y 7-5 para acceder a semifinales en Ohio, allí se midió al n.º 4 del mundo Novak Djokovic, quien se tomó revancha de su derrota en Madrid meses atrás y lo venció por un claro 6-1 y 6-4, de esta forma Nadal cerraba su regreso al circuito con 5 victorias y 2 derrotas, pero dejando una mala impresión contra rivales Top 10.
El 31 de agosto empezó el último Grand Slam del año: el US Open en Nueva York, al cual Nadal no llegaba como favorito debido a que estaba recién tomando rodaje desde su regreso a las canchas. Partió como cabeza de serie 3, tras el sorteo del cuadro quedó en la zona inferior con los franceses Jo-Wilfried Tsonga y Gaël Monfils, el chileno Fernando González, pudiendolos enfrentar en un potencial cuadro de cara a cuartos de final, y también con el argentino Juan Martín del Potro y el británico Andy Murray, con quienes podría medirse en una hipotética semifinal. Debutó en Nueva York contra el francés Richard Gasquet, con quien nunca había perdido y también regresa a las canchas tras una lesión, venciéndolo fácilmente por 6-2, 6-2 y 6-3. En 2.ª ronda tuvo algunas dificultades para vencer al alemán 129.º del mundo Nicolas Kiefer por 6-0, 3-6, 6-3 y 6-4 en 2 horas y 59 minutos. En 3.ª ronda tiene otro duro partido con su compatriota Nicolás Almagro, a quien logra vencer por 7-5, 6-4, 6-4. En octavos de final venció al francés y n.º 13 del mundo Gaël Monfils sin muchos problemas por 6-7(3), 6-3, 6-1, 6-3 para acceder a la segunda semana del US Open por segundo año consecutivo y también recupero el número 2 del mundo tras la derrota de Andy Murray en octavos contra Marin Čilić. En cuartos de final venció al chileno y n.º 11 del mundo Fernando González a quien venció por 7-6(4), 7-6(2) y 6-0 en 2 horas y 37 minutos en un partido de 2 días debido a las constantes interrupciones por la lluvia, logrando acceder a semifinales por segundo año consecutivo. En las semifinales se midió contra el n.º 6 del mundo y uno de los jugadores que mejor estaba jugando en canchas duras en ese momento, el argentino Juan Martín del Potro, quien venció al mallorquín por un claro 6-2, 6-2 y 6-2 en 2 horas y 20 minutos, dejando en claro que a Nadal aún le faltaba mucho rodaje para poder darle pelea a un Top ten. Más tarde en la final Del Potro venció a Roger Federer en 5 sets, convirtiéndose en el primer tenista que ganaba un Grand Slam venciendo a Federer y Nadal en el camino.
Sufrió una rotura abdominal durante el Masters de Cincinnati, pero aun así decidió jugar el US Open de todos modos, pero una vez acabado el torneo, los médicos le recomendaron parar para no agravar la lesión, por lo que se vio obligado a bajarse de la llave de semifinales de Copa Davis entre España e Israel a disputarse en Murcia (acabó en triunfo español por 4-1) y también del Torneo de Bangkok.
Tras 3 semanas de recuperación, volvió a principios de octubre para comenzar su Gira Asiática en el ATP 500 de Pekín. Debutó en 1.ª ronda venciendo al WC chipriota Marcos Baghdatis por un luchado 6-4, 3-6 y 6-4. En 2.ª ronda tuvo otro difícil partido contra el James Blake ganando por 7-5, 6-7(4), 6-3. En cuartos de final derrotó al WC ruso y ex número uno del mundo, Marat Safin por un claro 6-3 y 6-1, en semifinales cayó ante el croata y núm. 15 del mundo Marin Čilić por un claro 1-6 y 3-6 en 1 hora y 22 minutos.
A la semana siguiente jugó el penúltimo Masters 1000 de la temporada: el Masters 1000 de Shanghái en China, el cual era un nuevo torneo Masters 1000 y en el cual sería cabeza de serie número uno tras la baja de Roger Federer. En la 2.ª ronda se enfrentó a James Blake, repitiendo su duelo de la semana pasada en Pekín y con Rafa otra vez prevaleciendo en 3 mangas por 6-2, 6-7(4) y 6-4. En 3.ª ronda venció a su compatriota y 14.º cabeza de serie Tommy Robredo por 6-1, 6-4. En cuartos de final se enfrentó al croata Ivan Ljubičić, cuando el duelo iba 3-6, 6-3 y estaba por empezar el tercer set, Ljubičić se retiró por una lesión en la pierna izquierda, así Nadal avanzó a semifinales. Allí se enfrentó al toledano Feliciano López, cuando el balear iba ganando 6-1 y 3-0, López se retiró por una lesión en el pie derecho, de este modo, Nadal volvió a una final ATP 5 meses después y también clasificó a su primera final en el recientemente creado M1000 chino. En la final enfrentó al ruso y n.º 8 del mundo Nikolái Davydenko contra quien cayó por 6-7(3) y 3-6 en 2 horas y 3 minutos, de esta forma Nadal terminaba como subcampeón su primera participación en el Masters de Shanghái, cerrando su Gira Asiática con un 7-2, pero aún viéndose incapaz de vencer a un Top 10 desde su regreso al circuito en agosto.
El 8 de noviembre comenzó el último Masters 1000 del año: París-Berçy. Debutó en 2.ª ronda contra su compatriota Nicolás Almagro, Nadal tuvo que salvar 5 bolas de partido en el 2.º set para terminar ganando sufridamente por 3-6, 7-6(2) y 7-5 en 3 horas y 14 minutos. En 3.ª ronda volvió a medirse ante otro español, Tommy Robredo, ganando nuevamente con dificultades por 6-3, 3-6, 7-5. En cuartos de final se enfrentó al local, campeón defensor y especialista en la superficie, Jo-Wilfried Tsonga (N.º 9 del mundo), a quien venció por un ajustado 7-5 y 7-5 para lograr su primera victoria sobre un Top 10 en 6 meses desde la semifinal del Masters de Madrid, siendo este el triunfo más destacados de su temporada bajo techo. En semifinales del torneo parisino cayó ante el eventual campeón el serbio Novak Djokovic por un claro 2-6 y 3-6. Nadal gracias a que Federer cayese en segunda ronda logró situarse a 945 puntos del número uno actual, Roger Federer, sabiendo que en las ATP Finals podría ser otra vez número uno del mundo, ya que empezando el torneo Federer perdería 200 puntos (quedando a 745) y Nadal nada ya que el año pasado no lo jugó por una lesión en la rodilla.
Una semana después, empezó el último torneo ATP del año: el ATP Finals, que se celebró por primera vez en el O2 Arena de Londres (cambiándose de casa tras estar 4 años disputándose en Shanghái). Al cual Nadal llegaba con opciones de acabar como número uno el año si hacia un gran torneo y Federer se iba a las primeras cambio, quedó situado en el Grupo B con el serbio y n.º 3 del mundo Novak Djokovic, el ruso y n.º 6 del mundo Nikolái Davydenko y el sueco y n.º 9 del mundo Robin Söderling. Debutó en la jornada diurna contra Robin Söderling (su último duelo fue la histórica derrota de Nadal en Roland Garros), contra quien cayó por 4-6 y 4-6. En su segundo partido se midió al ruso Nikolái Davydenko, en un duelo en el que perdía quedaba eliminado del torneo, finalmente Nadal cayó por 1-6 y 6-7(4) quedando ya sin opciones de avanzar a semifinales y acabar el año como 1. En su tercer partido se midió contra Novak Djokovic, el cual era para cerrar su participación ya que pase lo que pase ya estaba eliminado, perdió por 6-7(5), 3-6 en 1 hora y 58 minutos cerrando su participación con 0 victorias y 3 derrotas, sin siquiera poder ganar un set en su peor participación en un Torneo de Maestros.
Una semana después jugó la final de la Copa Davis 2009 entre España y República Checa en el Palau Sant Jordi en Barcelona (tierra natal de Nadal), a disputarse entre el 4 y 6 de diciembre sobre tierra batida (bajo techo), esta fue la segunda final de Copa Davis que disputó en su carrera. Abrió la serie enfrentando al checo N.º 1 Tomáš Berdych ganando por un claro 7-5, 6-0 y 6-2 para aventajar a España, el sábado Fernando Verdasco y Feliciano López vencieron en el dobles y los españoles se quedaron con la Copa Davis por cuarta vez en su historia, segunda consecutiva. Aun así decidió jugar el domingo, cerrando su año con un triunfo sobre Jan Hajek por 6-3 y 6-4 logrando así terminar una temporada agridulce al menos con un título de Copa Davis.
Cierra el año con un récord de 66-14, 42-12 en cemento (2 títulos) y 24-2 en tierra batida (3 títulos). logrando un registro de 22-9 desde que volviera en agosto, llegando al menos a semis en 5 de sus últimos 7 certámenes, quedando 14-11 vs. rivales Top 10 pero 1-9 desde la final del Masters de Madrid en adelante.
El nacido en Mallorca ganó al menos 5 títulos por quinto año consecutivo, incluyendo su sexta corona de Grand Slam y tres títulos Masters 1000. Se convirtió en el primer jugador en la historia del Ranking ATP (desde 1973) en finalizar el año como número 2 durante 4 temporadas distintas, finalizando en el Top 2 por quinto año seguido. A pesar de perderse 2 meses de la gira por problemas en la rodilla quedó con un registro de 5-3 en finales y fue número uno del mundo durante la primera mitad de la temporada. Además contribuyo a su país para ganar su tercer título de Copa Davis en seis años.
Nadal terminó el año como n.º 2 del mundo por cuarta vez en cinco años; su historial frente a jugadores Top-5 fue 7-5 y contra Top-10 fue 14-11.

### 2010: Quinto Roland Garros, segundo Wimbledon, Golden Slam en Carrera y regreso al número uno
Nadal comenzó su temporada más incierta desde su debut en el circuito profesional jugando el torneo de exhibición de Abu Dhabi en Emiratos Árabes Unidos sobre canchas duras, como preparación del Abierto de Australia, debutó derrotando en semifinales a David Ferrer por 7-6(3), 6-3 y en la final venció a Robin Söderling por un ajustado 7-6(3) y 7-5 para ganar este torneo de exhibición por primera vez en su carrera y empezando de forma positiva el año.
Su temporada oficial comenzó en el ATP 250 de Doha, donde debutó ante el italiano Simone Bolelli ganando por parciales de 6-3 y 6-3; en segunda ronda se encuentra al italiano Potito Starace, a quien vencería por 6-2 y 6-2, en cuartos de final juega contra el belga Steve Darcis, número 122 de la clasificación ATP, a quien Nadal derrota por un claro 6-1 y 2-0 y retiró por molestias en la cadera. En semifinales vence al serbio Viktor Troicki por 6-1 y 6-3 para llegar a su primera final oficial del año, confirmando estar en gran forma, sin embargo, en la final Nikolái Davydenko lo derrotó por 6-0, 6-7(8) y 4-6 con Nadal teniendo 2 puntos de campeonato en la muerte súbita del segundo set, quedando con un cara a cara negativo de 4-5 en 9 enfrentamientos frente al ruso y 0-3 en finales (rival a quien nunca pudo vencer en finales).
Un día antes del inicio del Abierto de Australia 2010, participó en una exhibición vespertina por iniciativa de Roger Federer llamado Hit for Haití para recaudar fondos para las víctimas del Terremoto de Haití, la exhibición solidaria se llevó a cabo en el Rod Laver Arena a las 2 de la tarde (hora australiana) del 17 de enero de 2010 y duró unos 90 minutos. Participaron nueve jugadores en 2 equipos (nombrados por los colores de la bandera de Haití); el equipo azul estuvo compuesto por Rafa, Novak Djokovic, Andy Roddick, Kim Clijsters y el suplente Bernard Tomic, mientras que el rojo por Roger Federer, Serena Williams, Lleyton Hewitt y Samantha Stosur. El juez de silla fue el extenista Jim Courier. Durante la exhibición los jugadores usaban micrófonos durante el juego y competían en dobles, dobles mixtos. El equipo rojo derrotó al equipo azul por 7-6, en este notable evento de recaudación de fondos se logró recaudar $159.000 dólares australianos; informes posteriores sitúan la cifra en unos $400.000 dólares australianos.

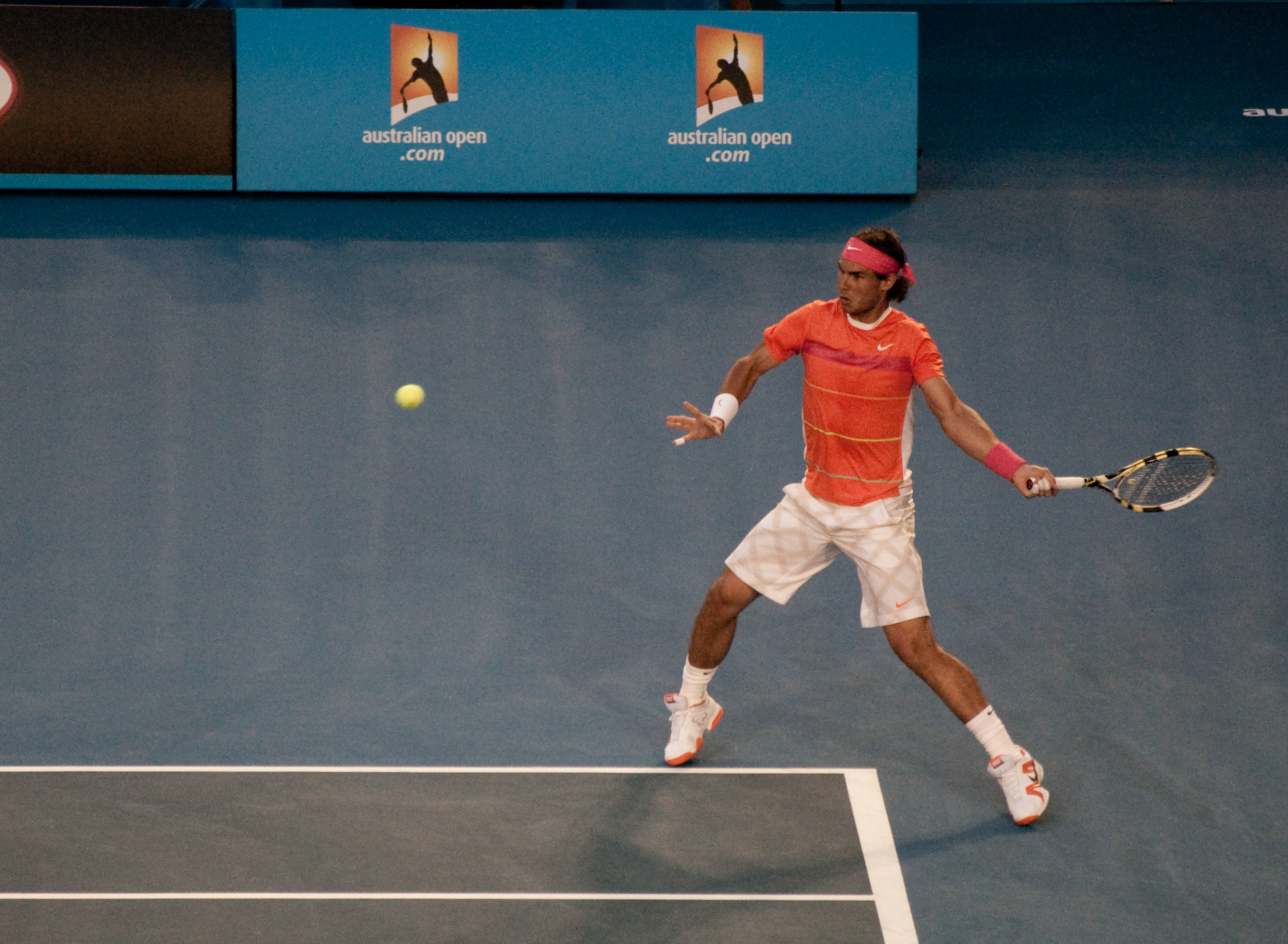
Nadal en los cuartos de final del Abierto de Australia 2010, donde caería derrotado ante el escocés Andy Murray tras retirarse del encuentro cuando el español perdía por 6-3, 7-6 y 3-0. La lesión en la rodilla derecha le impidió defender el título conseguido en 2009.

Al día siguiente hizo su debut en el Slam asiático, enfrentándose al local Peter Luczak en la primera ronda del Australian Open ganando con comodidad por 7-6(0), 6-1, 6-4 en su camino hacia la defensa del título (el único título de Grand Slam que aún ostentaba). En segunda ronda venció al eslovaco Lukáš Lacko por triple 6-2, en tercera ronda venció al alemán y cabeza de serie 27 Philipp Kohlschreiber por 6-4, 6-2, 2-6 y 7-5 mostrando un buen nivel de tenis de cara a la cuarta ronda, ahí se midió al cañonero croata Ivo Karlović y lo venció con algo de dificultades por 6-4, 4-6, 6-4 y 6-4 para avanzar a la segunda semana en Melbourne sin muchos obstáculos. En cuartos de final se midió al n.º 5 del mundo Andy Murray, contra quien perdió por 3-6, 6-7(2), 0-3 y retiró por lesión en la rodilla derecha, de esta forma el manacorí no pudo defender su título en Australia perdiendo 1.640 puntos en el Ranking y descendiendo 2 plazas en el ranking siendo superado por Novak Djokovic (quien defendió sus cuartos) y Andy Murray (quien mejoró su 4.ª ronda anterior y llegó a la final sumando 1.020 puntos, superando a Rafa por 130 puntos). La lesión responsable de su retirada en cuartos fue más grave de lo esperado, después de examinar las rodillas de Nadal, los médicos le dijeron que debería descansar 2 semanas y luego hacer 2 semanas de rehabilitación por lo que estará un mes fuera de las canchas y a la vez no podrá disputar el Torneo de Róterdam (donde debía defender final), de todos modos recuperó el 3 del mundo ya que Murray tampoco defendió su título aventajandolo por estrechos 70 puntos (7,370 contra 7,000).
Tras 6 semanas de descanso y ya totalmente recuperado de sus molestias, regreso al circuito en el primer Masters 1000 del año: Indian Wells donde tenía la difícil misión de defender su título para intentar retener el #3. Al ser cabeza de serie debutó en el segunda ronda venciendo con facilidad a Rainer Schüttler por 6-4, 6-4 y a Mario Ančić por doble 6-2. En cuarta ronda tuvo un partido más complicado contra el cañonero americano John Isner, venciéndolo por 7-5, 3-6 y 6-3, en cuartos de final doblegó al checo Tomáš Berdych por 6-4, 7-6(4) para acceder a semifinales en California, donde cayó contra todo pronóstico contra el futuro campeón Ivan Ljubičić por 6-3, 4-6, 6-7(1). Pero no todo fue negativo ya que en el dobles junto a su compatriota Marc López salieron campeones por primera vez en la modalidad tras vencer al canadiense Daniel Nestor y al serbio Nenad Zimonjić por 7-6(8), 6-3. Apenas sin descanso, a la semana siguiente jugó el Masters 1000 de Miami, debutó en segunda ronda contra el local Taylor Dent ganando por 6-3, 6-4. En la tercera ronda tiene un partido algo más diputado contra el argentino David Nalbandian ganando en 3 sets por 6-7(8), 6-2 y 6-2. En cuarta ronda, vence a su compatriota y amigo David Ferrer por 7-6(5), 6-4. En cuartos de final despacha al 8.º cabeza de serie Jo-Wilfried Tsonga por un claro 6-3, 6-2 mostrando un gran nivel de tenis. En semifinales se midió ante el estadounidense y n.º 8 del mundo Andy Roddick, perdiendo por 6-4, 3-6, 3-6 contra el eventual campeón en 2 horas y 6 minutos de juego, de esta forma Nadal regresaba al circuito mostrando un buen nivel y dando sensaciones positivas.
Una semana después empezó su gira de tierra batida europea en su torneo predilecto: Montecarlo en el Principado de Mónaco del cual es 5 veces campeón defensor y donde buscará coronarse campeón de un torneo ATP tras 11 meses de sequía. Debutó el miércoles 14 de abril en segunda ronda contra el neerlandés Thiemo de Bakker, el cual fue un mero trámite para el español ganando por un claro 6-0 y 6-1 en solo 60 minutos. En tercera ronda aplastó al alemán Michael Berrer por 6-0, 6-1 en solo 54 minutos, de esta forma Nadal solo cedió 2 juegos en sus 2 primeros partidos en el Principado ofreciendo un recital de tenis, como dato, en 2 días, Rafa apenas estuvo 1 hora y 54 minutos en cancha. En cuartos de final, venció a su compatriota Juan Carlos Ferrero por 6-4, 6-2 siendo este su partido en el que más juegos cedió durante esta edición. En semifinales, el mallorquín venció a su compatriota David Ferrer por un fácil 6-3, 6-2 en solo 1 hora y 15 minutos para así llegar a su sexta final consecutiva en el principado, ahí se midió nuevamente ante un tenista español, Fernando Verdasco, a quien destrozó por 6-0 y 6-1 para conquistar su sexta corona consecutiva en Montecarlo cortando una racha de 11 meses sin títulos, cediendo solo 14 juegos en el camino (la menor cantidad que ha cedido camino a un título), mostrándose imparable desde el fondo de la cancha en su mejor torneo. Además se convierte en el primer tenista en la Era Abierta en ganar un mismo torneo 6 veces seguidas.
A diferencia de años anteriores, Nadal decidió saltarse el Torneo Conde de Godó (ATP 500) a pesar de ser el 5 veces campeón defensor por unos problemas en la rodilla y también porque de haber jugado, hubiera jugado 3 semanas consecutivas sobre arcilla (Montecarlo-Barcelona-Roma) y eso pudo haber aumentado un poco sus molestias.

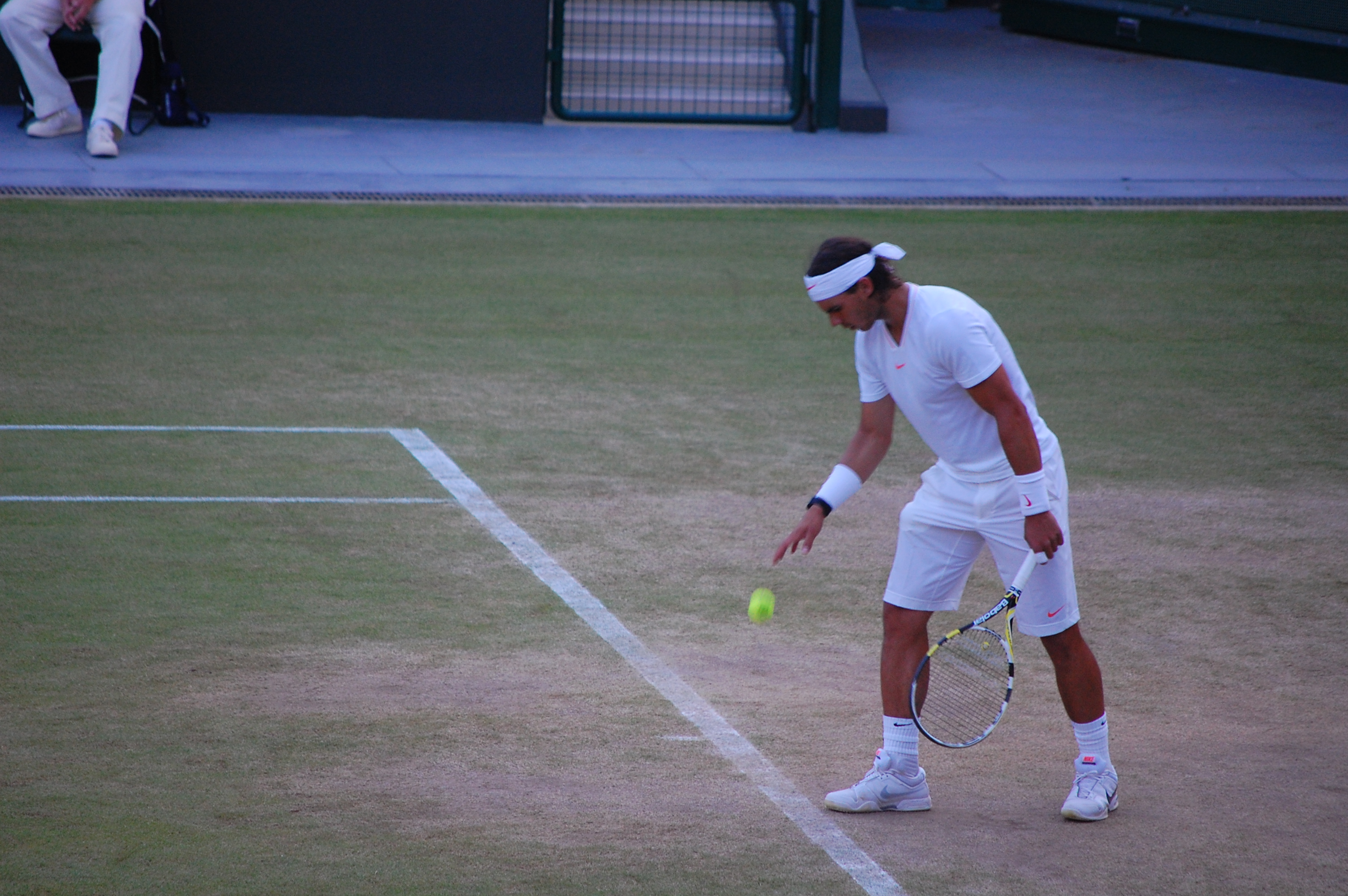
Nadal en Wimbledon 2010, donde logró su segundo título y su segundo Grand Slam del año, tras vencer en la final al checo Tomáš Berdych por 6-3, 7-5 y 6-4.

Tras una semana de descanso y ya recuperado de sus rodillas, jugó el Masters 1000 de Roma donde era campeón defensor, como tercer cabeza de serie cayo del lado de Roger Federer, pudiendo medirse en unas hipotéticas semifinales. Comenzó de forma sólida su torneo venciendo a Philipp Kohlschreiber, Victor Hănescu y Stanislas Wawrinka en sets corridos para acceder a semifinales, en semis se enfrentó a la sorpresa del torneo, el letón Ernests Gulbis, quien venía de ser verdugo de Federer, así fue como el talentoso letón llevó al 3.er set al rey de la arcilla por primera vez en esta superficie en la temporada. Finalmente Nadal se impuso por 6-4, 3-6 y 6-4 en 2 horas y 47 minutos de batalla (salvando bola de break al inicio del 3.º y recién pudiendo quebrar en el décimo juego) para acceder a su quinta final en la capital italiana. Ya en la final se enfrentó a su compatriota David Ferrer, a quien venció con más facilidad por 7-5 y 6-2 para conquistar su quinto título en el Foro Itálico y su 17.º Masters 1000, igualando en el primer lugar a Andre Agassi y a la vez solo quedaba a 490 puntos de Novak Djokovic en la carrera por ser número 2 de cara a Roland Garros.

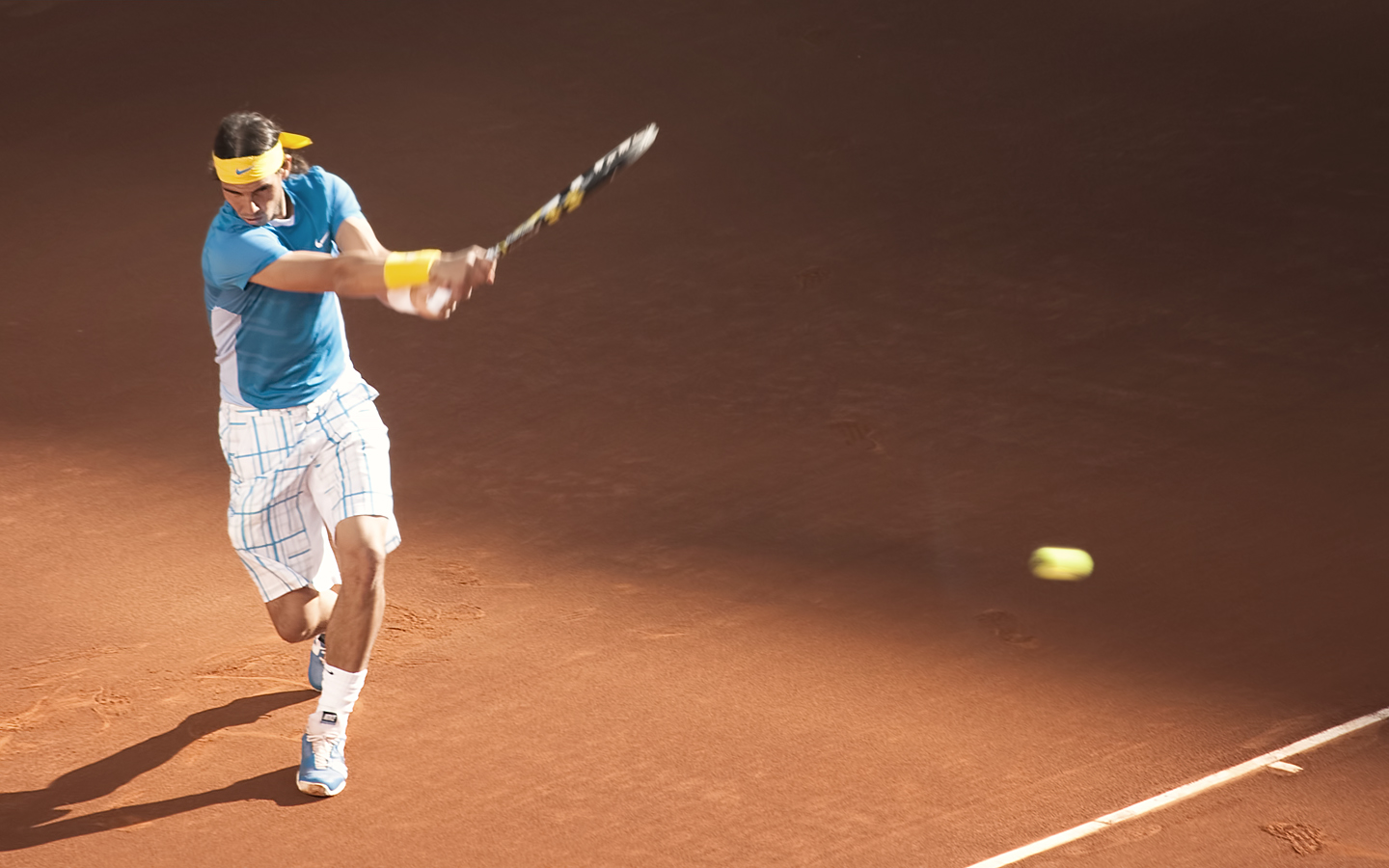
Nadal en el Masters 1000 de Madrid de 2010, donde derrotó en la final al suizo Roger Federer, convirtiéndose en el jugador con más títulos de Masters 1000, con 18, superando los 17 del estadounidense Andre Agassi, a la edad de 23 años y 11 meses.

Después de otra semana de descanso, jugó el Masters 1000 de Madrid en su natal España en el que defendía final y dependía de sí mismo para ser cabeza de serie #2 en RG (dada la no presentación de Novak Djokovic, le bastaba con ser campeón para recuperar el número 2). Empezó bien derrotando a Aleksandr Dolgopólov y John Isner en sets corridos para avanzar a cuartos de final, ahí venció a Gaël Monfils por un claro 6-1 y 6-3. En semifinales venció a su compatriota Nicolás Almagro por 4-6, 6-2 y 6-2 para acceder a la final del torneo madrileño por tercera ocasión (2 en tierra y 1 en cemento). En la final se enfrentó a un viejo conocido, el suizo y número uno del mundo, Roger Federer, volvían a verse las caras tras 1 año sin enfrentarse desde la final de Madrid 2009 (partido que ganó Federer en sets corridos), en el mismo torneo y misma circunstancia, Nadal se cobró revancha del año anterior y ganó por 6-4 y 7-6(5) en 2 horas y 11 minutos para así ganar Madrid por segunda vez en su carrera (1.ª en tierra batida), también con el triunfo aseguraba ser #2 de cara a Roland Garros y también con apenas 23 años, Nadal se convirtió en el tenista con más títulos de Masters 1000 con 18 entorchados, deshaciendo el empate que tenía con Andre Agassi con 17. También se convirtió en el primer jugador de la historia en ganar los 3 Masters 1000 en tierra batida el mismo año. Al día siguiente, el lunes 17 de mayo Nadal volvió al número 2 del ranking.
El 23 de mayo empezó el segundo Grand Slam del año: Roland Garros, donde venía de ser eliminado en cuarta ronda en 2009 a manos de Robin Söderling, su única derrota en el torneo hasta ese entonces. Nadal partía como cabeza de serie número 2 y tras el sorteo del cuadro quedaría situado en el mismo lado que el serbio Novak Djokovic y el español David Ferrer, a quienes podría enfrentar en una hipotética semifinal, pero evitando a Roger Federer, Andy Murray y Robin Söderling hasta la final, Nadal llegaba como gran favorito tras su fantástica gira sobre arcilla. En su partido de debut en 1.ª ronda venció al wild-card francés Gianni Mina por triple 6-2. En 2.ª ronda venció con facilidad a Horacio Zeballos por 6-2, 6-2 y 6-3, en 3.ª ronda venció al australiano Lleyton Hewitt por 6-3, 6-4, 6-3 y en 4.ª ronda siguió mostrando un buen nivel al vencer al brasileño Thomaz Bellucci por 6-2, 7-5 y 6-4 accediendo a la siguiente semana mostrando un gran tenis y sin ceder sets. En cuartos de final se impuso a su compatriota Nicolás Almagro por 7-6(2), 7-6(3) y 6-4 en su partido más difícil en esta edición, en semifinales se enfrentó al austriaco Jürgen Melzer, la sorpresa del torneo y quien venía de vencer a Ferrer y Djokovic, no fue problemas para Rafa venciéndole por 6-2, 6-3 y 7-6(6) en un poco más de 2 horas para acceder a su quinta final en París. El 6 de junio de 2010 jugó la final contra el sueco Robin Söderling, a quien venció sin problemas por 6-4, 6-2 y 6-4 para ganar su quinto Roland Garros, sin ceder un solo set al igual que en 2008 y quedando a uno solo del récord histórico de Bjorn Borg (6), también vengadose de su derrota del año anterior en octavos de final. También logra el denominado Clay Slam (que consiste en ganar los tres Masters 1000 sobre arcilla y Roland Garros) y para cerrar con broche de oro su reconquista en París, recupera el número uno del mundo tras haberlo perdido en Wimbledon 2009, tras su título y derrota de Roger Federer en cuartos. Durante la ceremonia de premiación, se le vio visiblemente emocionado, llorando durante varios minutos. Por lo tanto, terminó invicto en su superficie predilecta en 2010, perdiendo solo 2 sets en 22 partidos jugados (contra Ernests Gulbis en Roma y Nicolás Almagro en Madrid).
Solo 3 días después de ganar Roland Garros, Nadal empezó de inmediato su gira sobre césped en el ATP 250 de Queen's en Londres. Debutó en segunda ronda contra Marcos Daniel derrotándolo por doble 6-2, en 3.ª ronda tuvo un partido más complicado contra Denis Istomin venciéndolo por 7-6(4), 4-6 y 6-4. Finalmente fue eliminado en cuartos de final ante su compatriota y especialista en césped, Feliciano López por 6-7(5) y 4-6, quien le puso fin a una racha de 24 victorias consecutivas, acusando un poquito el desgate de la gira de tierra y la nula preparación sobre césped.
Tras una semana de descanso, el 21 de junio empezó el tercer Grand Slam del año: Wimbledon en el que esta ocasión sería cabeza de serie número 2 (por el sistema de puntuación de Wimbledon con base en los resultados sobre césped en los últimos 2 años). Debutó en la 1.ª ronda frente a la joven promesa japonesa Kei Nishikori, a quien venció por 6-2, 6-4, 6-4. En segunda ronda tuvo un batalla a 5 sets contra el neerlandés Robin Haase por 5-7, 6-2, 3-6, 6-0 y 6-3 en 2 horas y 22 minutos de partido. En 3.ª ronda venció al alemán Philipp Petzschner, y nuevamente en 5 sets, por 6-4, 4-6, 6-7(5), 6-2 y 6-3 en 3 horas y 45 minutos teniendo bastantes dificultades para vencer en sus últimos 2 duelos. Durante el partido, Nadal recibió warning 2 veces por supuestamente recibir consejos de su entrenador y tío, Toni Nadal (lo cual está prohibido en el tenis), lo que resultó en una multa de $ 2,000 libras por parte de la federación de Wimbledon. Subió su nivel en 4.ª ronda para vencer al francés Paul-Henri Mathieu por 6-4, 6-2, 6-2 para acceder a la segunda semana en La Catedral. En cuartos de final volvió a tener un partido algo complicado contra el sueco Robin Söderling, a quien derrotó en 4 mangas por 3-6, 6-3, 7-6(4) y 6-1. En semifinales se midió al ídolo local y número 4 del mundo Andy Murray. Nadal derrotaba al escocés en 3 ajustados sets por 6-4, 7-6(6), 6-4 en 2 horas y 22 minutos para así acceder a su cuarta final en Wimbledon en sus últimas cuatro participaciones (de 2006 a 2008 fueron las 3, en 2009 no participó por una lesión en la rodilla). En la final se enfrentó al checo Tomáš Berdych, verdugo del suizo Federer en cuartos de final y del serbio Djokovic en semifinales. Nadal no quiso unirse a esa lista y venció a Berdych por un claro 6-3, 7-5 y 6-4 en 2 horas y 13 minutos para ganar su segundo Wimbledon, convirtiéndose en el primer español en ganar Wimbledon al menos dos veces y alzando su octavo Grand Slam (igualando a leyendas como Jimmy Connors, Andre Agassi e Ivan Lendl) con tan sólo 24 años recién cumplidos. Además logró el doblete Roland Garros-Wimbledon por segunda vez en su carrera, quedando a uno solo de los 3 de Bjorn Borg, récord histórico y también sacar una gran ventaja en el número uno al lograr 10.745 puntos tras ganar Wimbledon, sacándole 3.840 puntos a su más cercano perseguidor Novak Djokovic.
Después de esto, decidió renunciar a la llave de cuartos de final de la Copa Davis 2010 entre Francia y España a disputarse en Clermont-Ferrand (sobre Hard Indoor) por tener pocos días para prepararse al cambio de superficie y tratar un dolor en la rodilla que apareció durante Wimbledon y también para poder descansar y poder llegar en óptimas condiciones a la gira de canchas duras norteamericanas y así poder ganar el único Grand Slam que le falta: el US Open.
Tras un mes de descanso y ya mejor de sus molestias en la rodilla, empezó su gira de canchas duras norteamericanas en el Masters 1000 de Toronto. Debutó en 2.ª ronda contra Stan Wawrinka por 7-6(12) y 6-3, en 3.ª tuvo algunas dificultades para vencer a Kevin Anderson, pero lo doblegó por 6-2, 7-6(6). En cuartos de final venció al alemán Philipp Kohlschreiber por un ajustado 3-6, 6-3 y 6-4 para acceder a semifinales en Toronto y a la vez en ese entonces convirtiéndose en el tenista con más semifinales en la historia de los Masters con 34, pero mostrando un pálido tenis. En semifinales cayó contra el eventual campeón Andy Murray por un claro 3-6, 4-6. Causó revuelo en la modalidad de dobles, ya que tras aceptar una oferta de Novak Djokovic, se convirtieron en el primer 1 y 2 del ranking de individuales en jugar dobles juntos desde que Jimmy Connors (1.º) y Arthur Ashe (2.º) lo hicieran en 1976, aunque no les fue bien ya que cayeron en 1.ª contra los WC locales Vasek Pospisil y Miloš Raonić por 7-5, 3-6, [8-10]. A la semana siguiente jugó el Masters de Cincinnati en Ohio. Debutó en 2.ª venciendo al local Taylor Dent por un fácil 6-2, 7-5. En 3.ª tuvo un durísimo partido contra Julien Benneteau, a quien venció por 5-7, 7-6(6) y 6-2 en casi 3 horas de partido. En cuartos de final Marcos Baghdatis causó la sorpresa al eliminarlo por 6-4, 4-6 y 6-4 cortándole una racha de 13 semifinales consecutivas en Masters 1000 (desde Montecarlo 2009 hasta Toronto 2010), la más larga de toda su carrera, así cerraba su participación de cara al último Grand Slam del año con 5 victorias y 2 derrotas y con algunas dudas en su juego.

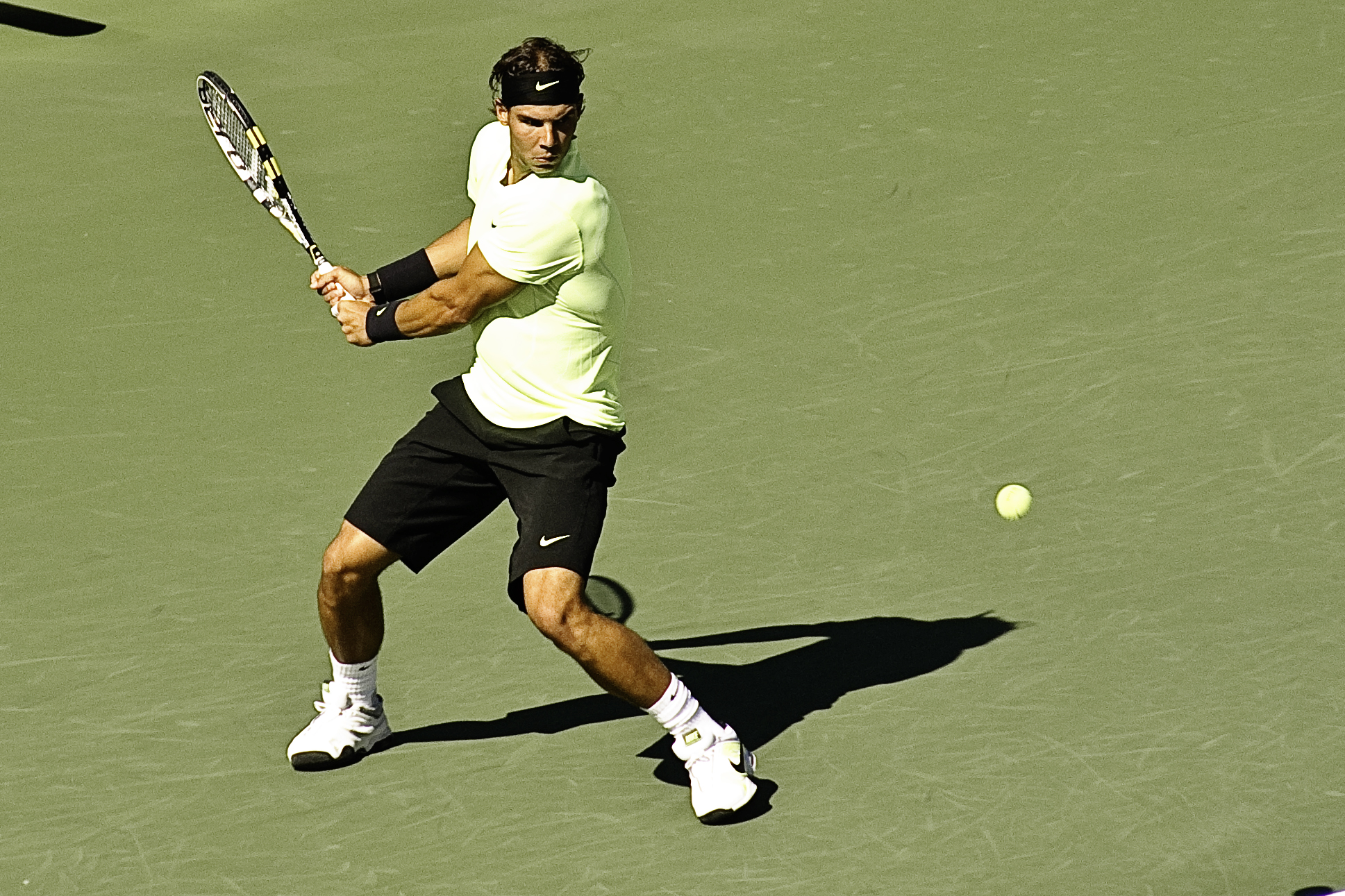
Nadal en el Abierto de Estados Unidos 2010.

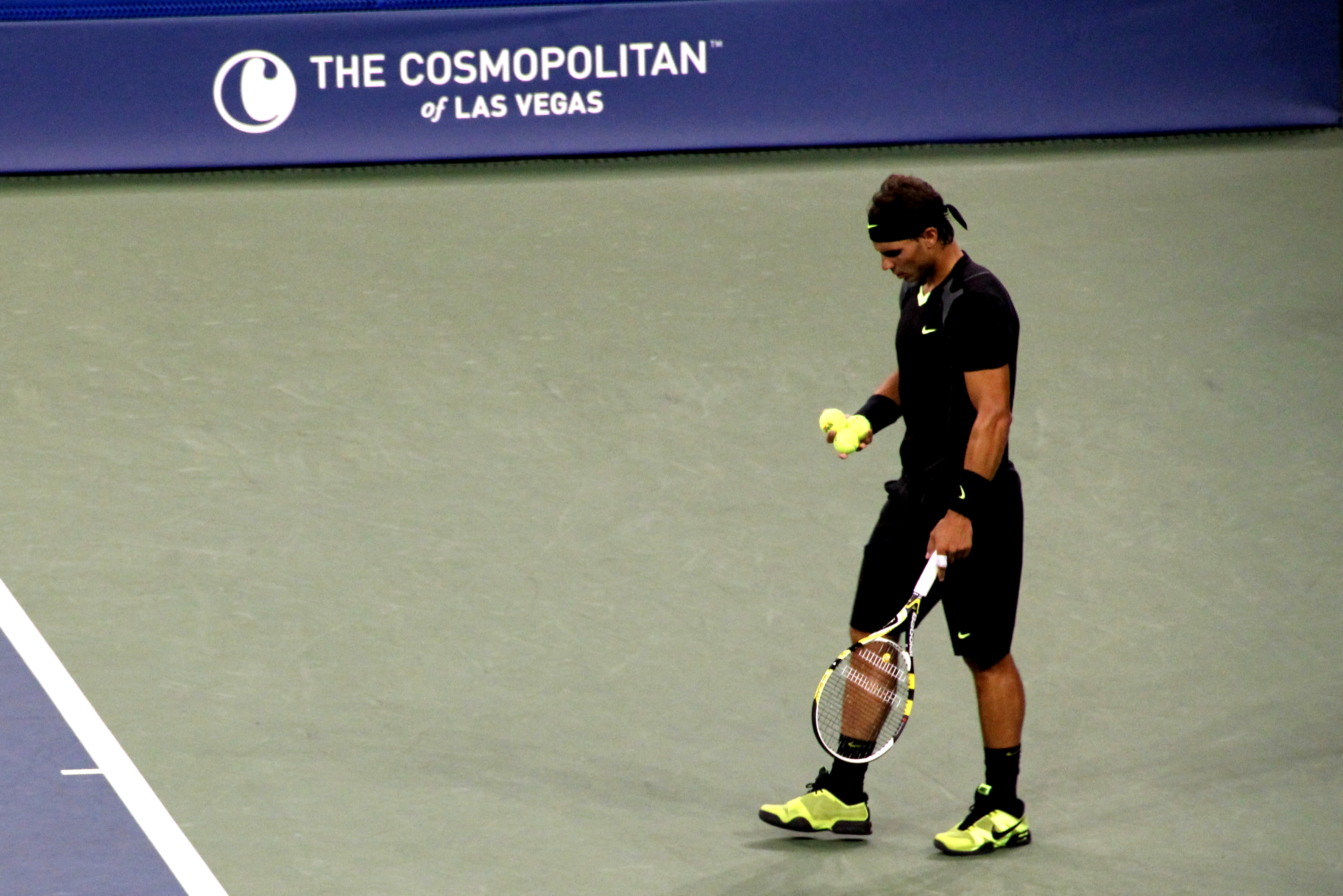
Al ganar el Abierto de Estados Unidos 2010, Nadal logró conquistar el único Grand Slam que le faltaba en su palmarés, completando así el llamado Golden Slam en carrera, tras derrotar en la final al serbio Novak Djokovic por 6-4, 5-7, 6-4 y 6-2. El español alzaba su noveno Grand Slam, el tercero del año y además se convertía en el único tenista masculino de la historia en conquistar tres Grand Slams en tres superficies diferentes el mismo año.

El 30 de agosto empezó el último Grand Slam del año: el US Open, al cual llegaba con la motivación de ganar el único Grand Slam que le faltaba. El español partía como cabeza de serie número uno y por ende quedaría situado en la parte alta del cuadro, compartiendo sección con el británico Andy Murray y el checo Tomáš Berdych. Debutó en 1.ª ronda contra el ruso Teimuraz Gabashvili, derrotándolo por un ajustado 7-6(4), 7-6(4) y 6-3 en casi 3 horas de partido mostrando una leve mejoría en su tenis. En 2.ª ronda venció al uzbeko Denis Istomin por 6-2, 7-6(5), 7-5 en otro partido poco convencente de Rafa. En la 3.ª venció al francés Gilles Simón por un fácil 6-4, 6-4 y 6-2 mostrando una leve mejoría en comparación a sus 2 encuentros anteriores. En 4.ª ronda se enfrentó a su compatriota y 23.ª cabeza de serie Feliciano López, quien suele desenvolverse muy bien en canchas duras, aun así Rafa jugó un buen partido venciéndole por 6-3, 6-4, 6-4 en un partido en el que según muchos consideran fue el partido en el que mejor saco durante su carrera, además logró el saque más rápido de su carrera (217 km/h), de esta forma Nadal accedía a la segunda semana en Nueva York mostrando una notable alza en sus últimos 2 partidos y sin ceder el servicio. En cuartos de final tiene su primera prueba real, el español y n.º 8 del mundo Fernando Verdasco, el madrileño logró romper el servicio de Nadal por primera vez en el torneo en el tercer game, pero Nadal reaccionó a tiempo y recuperó el break en el octavo juego y se llevó la primera manda por 7-5, la lucha siguió en los siguientes 2 sets con Nadal prevaleciendo por 7-5, 6-3 y 6-4 en 2 horas y 22 minutos para acceder a sus terceras semifinales consecutivas en Nueva York. En las semifinales se midió al ruso Mijaíl Yuzhny, a quien venció fácilmente por 6-2, 6-3, 6-4 para lograr llegar a la final del Abierto de Estados Unidos por primera vez en su carrera, jugando un tenis fantástico, sin ceder sets (primera vez que llegaba así a una final de GS fuera de tierra batida), cediendo solo 2 veces su saque en el transcurso y quedando a un solo paso de completar el Golden Slam. Allí se midió contra el serbio y n.º 3 del mundo Novak Djokovic, verdugo de Roger Federer en semifinales, el último rival que debía vencer para completar el Golden Slam, la final se jugó un lunes 13 de septiembre por la lluvia del domingo en Flushing Meadows. En un duro partido de 3 horas y 43 minutos, Nadal logró hacerse con la victoria por un épico 6-4, 5-7, 6-4 y 6-2 para ganar el US Open por primera vez en su carrera logrando una increíble marca de 107-1 tras ganar el primer set en Grand Slam, convirtiéndose en el tercer español en ganar el US Open después de Manolo Santana en 1965 y Manuel Orantes en 1975, ganando su noveno Grand Slam de su carrera y completando el tan ansiado Golden Slam con solo 24 años, el más joven en hacerlo (el único que lo poseía era Andre Agassi pero lo logró con 29), el séptimo en completar el Grand Slam y el más joven en lograrlo en la Era Abierta con 24 años y 3 meses (en general solo superado por Don Budge con 23) y también el tercero en lograr completar el Grand Slam sobre 3 superficies distintas tras Andre Agassi y Roger Federer. También se convirtió en el único tenista masculino en la historia en lograr el Surface Slam es decir ganar 3 Grand Slam en 3 superficies distintas (tierra batida, césped y cemento) en un mismo año y también el primero desde Rod Laver en 1959 en ganar Roland Garros, Wimbledon y el US Open en un mismo año, pero el único en hacerlo sobre 3 superficies distintas. Además junto con Mats Wilander, se convirtió en el único tenista masculino en la historia en ganar Grand Slam en 3 superficies diferentes al menos 2 veces. Con esta victoria Nadal logró asegurar acabar el año como número uno por segunda vez en su carrera. El propio Rafa aseguró que 2010 fue el mejor año de su carrera.
Tras esta histórica victoria, Rafael Nadal empezó a ser considerado por gran parte de la prensa, especialistas y sus compañeros, como uno de los mejores tenistas de todos los tiempos. Incluso Pete Sampras ya lo empezó a considerar como uno de los tres o cuatro mejores de la historia.
Tras 2 semanas de descanso después de su heroico logro, Nadal reapareció en el circuito a fines de septiembre para iniciar su gira asiática en el ATP Tour 250 de Bangkok, como dato al llegar a Tailandia causó gran revuelo entre los fanáticos. Empezó bastante bien derrotando a Ruben Bemelmans y Mijaíl Kukushkin en sets corridos para avanzar a semifinales, allí perdió de forma increíble contra Guillermo García López por 6-2, 6-7(3), 3-6.

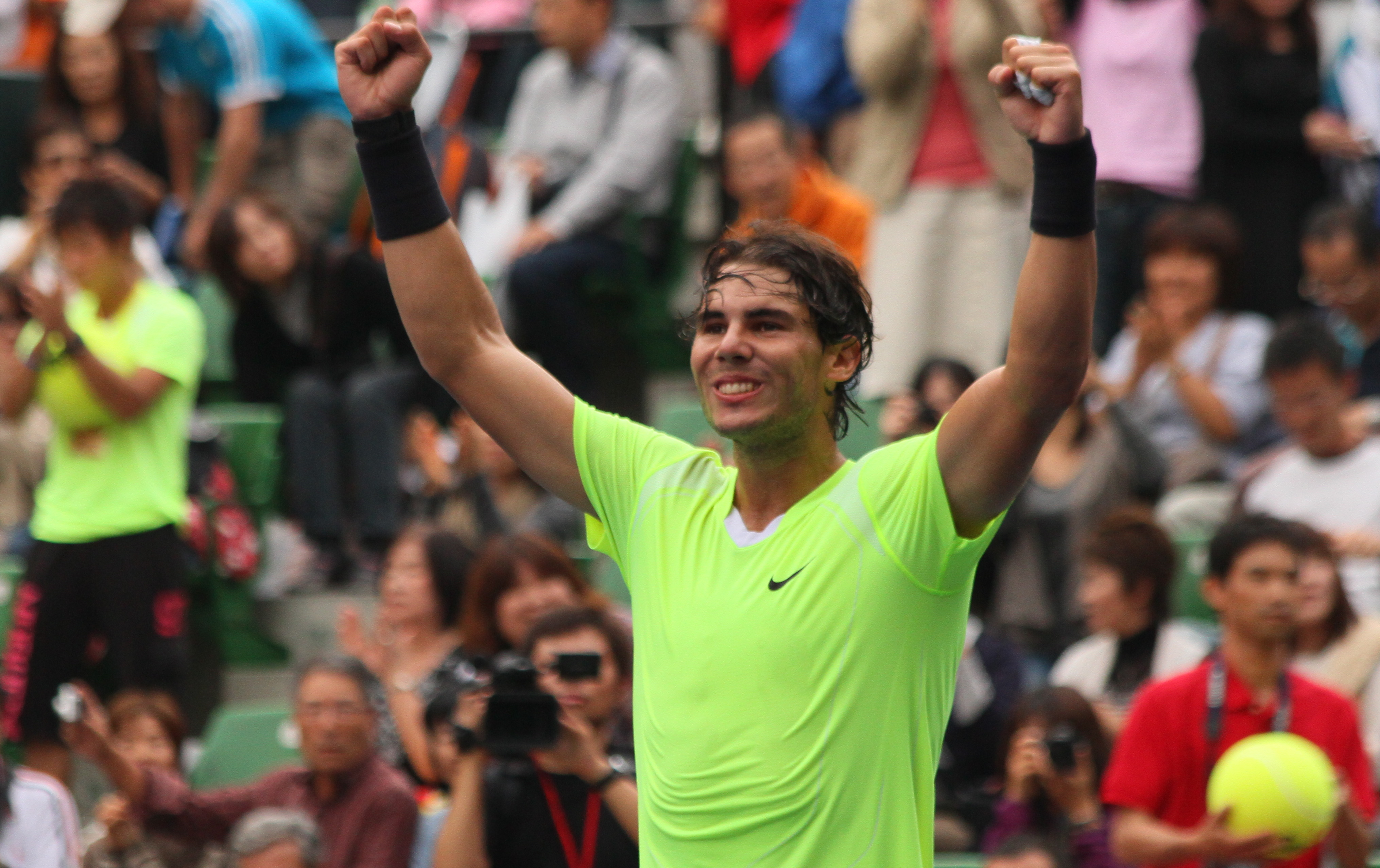
Nadal celebrando su victoria en la final del ATP 500 de Tokio 2010.

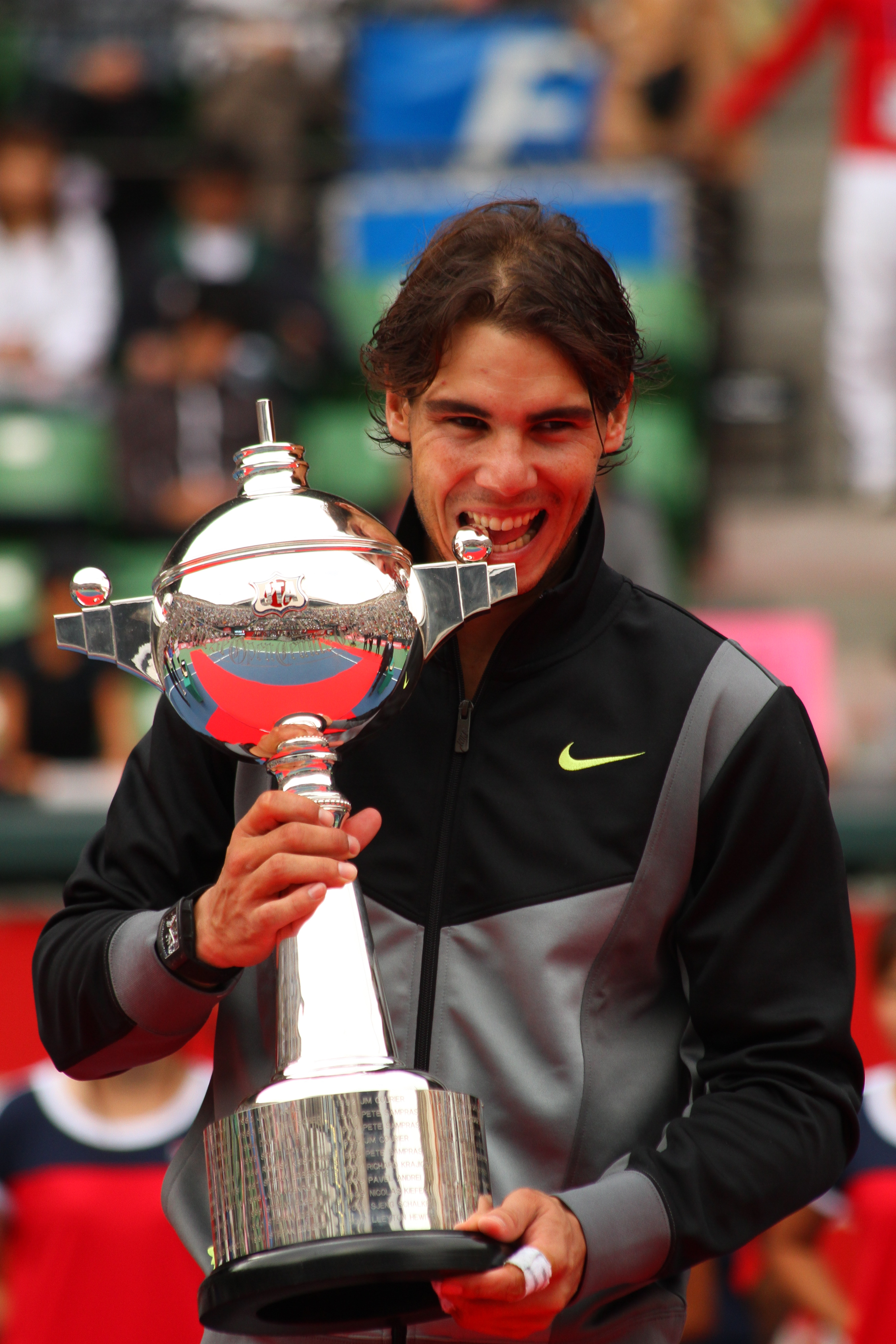
Nadal mordiendo el trofeo del ATP 500 de Tokio, el séptimo título de la temporada para el balear.

A la semana siguiente, disputó el ATP Tour 500 de Tokio en Japón, participando por 1.ª vez en el torneo nipón. Debutó en 1.ª ronda venciendo al colombiano Santiago Giraldo por 6-4 y 6-4. En 2.ª ronda derrotó a la joven promesa canadiense Miloš Raonić, también por doble 6-4. En cuartos de final venció al ruso Dmitri Tursúnov por un fácil 6-4 y 6-1. En semifinales tuvo una batalla contra el serbio Viktor Troicki, a quien venció por un ajustado 7-6(4), 4-6 y 7-6(7) salvando 2 bolas de partido en la muerte súbita del 3.º set. En la final venció al francés Gaël Monfils por un cómodo 6-1 y 7-5 para ganar su primer título en el Torneo de Tokio, séptimo de la temporada y 43.º de su carrera profesional.
Apenas sin descanso, a la semana siguiente jugó el Masters 1000 de Shanghái donde defendía final. Debutó en 2.ª ronda venciendo a Stanislas Wawrinka por doble 6-4, en 3.ª ronda se enfrentó al austriaco y n.º 12 del mundo Jurgen Melzer, cayendo sorpresivamente por 1-6, 6-3 y 3-6, siendo esta la 100.ª derrota de su carrera. También Melzer le cortó una racha de 21 cuartos de final consecutivos en Masters 1000 (desde Toronto 2008 hasta Cincinnati 2010) y también de 15 cuartos de final consecutivos durante 2010. Posteriormente el 5 de noviembre se bajó del Masters de París por recomendaciones médicas (debido a una tendinitis en su hombro izquierdo).
El 21 de noviembre de 2010, en Londres, antes del inicio del Torneo de Maestros, Nadal ganó el Premio Stefan Edberg a la deportividad por primera vez en su carrera.

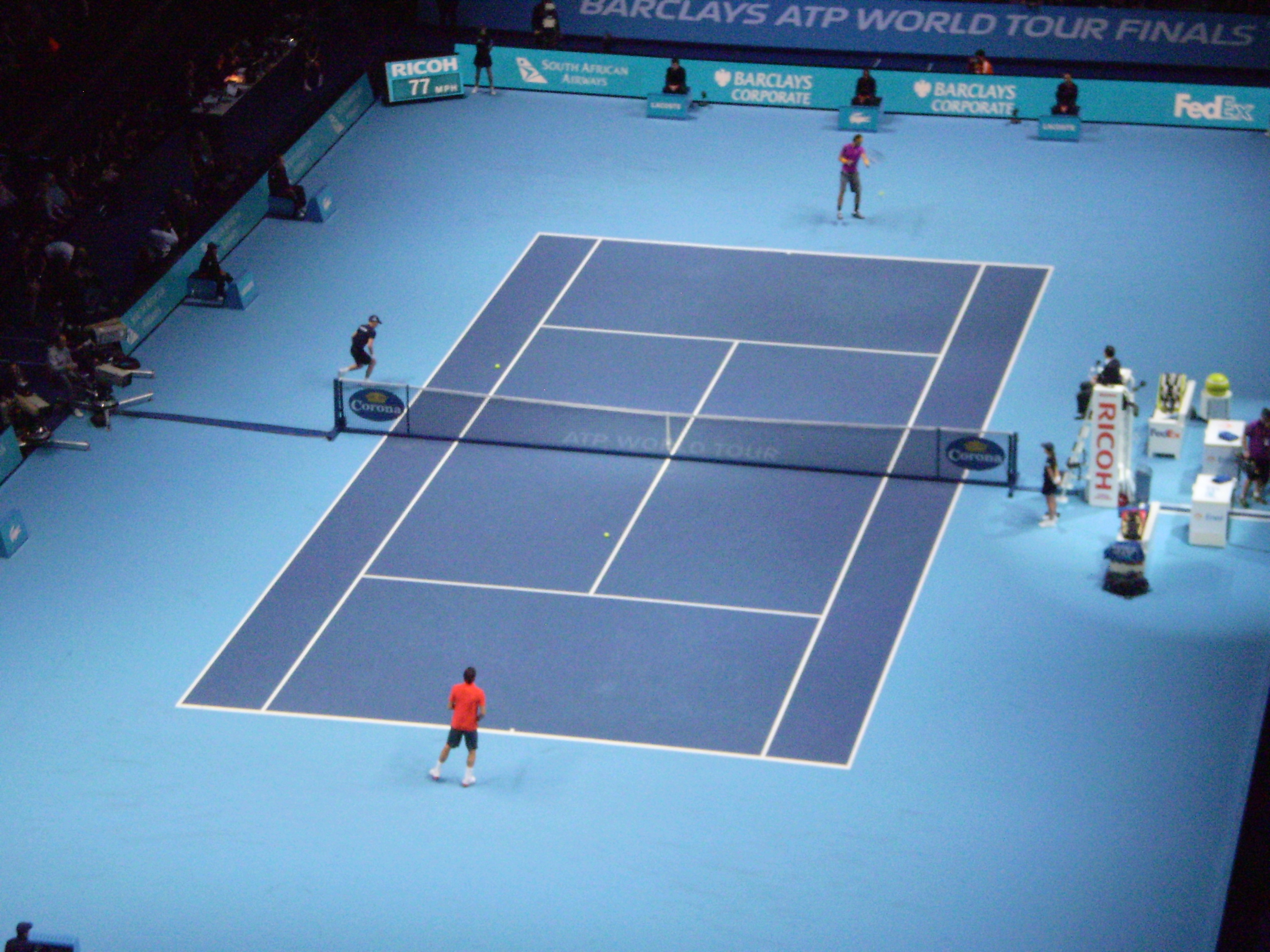
Nadal y el suizo Roger Federer enfrentándose en la final del ATP Finals en 2010. Finalmente el suizo vencería en tres sets por 6-3, 3-6 y 6-1, privando al español de ganar su primera Copa de Maestros.

Tras 1 mes de descanso y ya en óptimas condiciones, afrontó el último torneo del año, el ATP Finals en Londres con el objetivo de alzarse por primera vez con el título. Como número uno del ranking, quedó encuadrado en el Grupo A junto con el serbio y n.º 3 del mundo Novak Djokovic, el checo y n.º 6 del mundo Tomáš Berdych y el estadounidense y n.º 8 del mundo Andy Roddick. Debutó contra el último, Roddick, en el jornada nocturna ganando por un estrecho 3-6, 7-6(5) y 6-4. En el segundo partido enfrentó a Novak Djokovic, ganándole por 7-5 y 6-2 asegurando su clasificación a semifinales del Masters, mientras que en el último partido venció a Tomáš Berdych por 7-6(3) y 6-1 terminando como líder del grupo y de forma invicta mostrando un gran nivel. En semifinales se enfrentó al ídolo local: el británico Andy Murray. En un partido muy intenso, Nadal logró la victoria por un ajustado 7-6(5), 3-6 y 7-6(6) en 3 horas y 12 minutos de batalla, consiguiendo así alcanzar la final del ATP Finals por primera vez en su carrera. En ella esperaría el suizo Roger Federer, al que nunca había derrotado en pista dura en pista cubierta. A pesar de la lucha que mostró el español, Nadal acusó un poco el cansancio en el último set tras su extenuante lucha contra Murray el día anterior y cedió ante el maestro suizo por 3-6, 6-3 y 1-6, cerrando así un año memorable para él y para el tenis español.
Después de un 2009 marcado por las lesiones, Nadal tuvo una temporada 2010 de ensueño en la que ganó 7 torneos incluyendo tres Grand Slam (Roland Garros-Wimbledon-US Open) y 3 Masters 1000 (Montecarlo-Roma-Madrid), logrando dos tripletes sumando cada categoría. Terminó el año como indiscutido número uno logrando sumar 12.450 puntos, más de 3000 puntos de diferencia con su más cercano perseguidor Roger Federer (quien hizo 9.145 puntos en el año). En cuarto a registros terminó 71-10 el año con un 88 % de victorias, 40-9 en canchas duras (2 títulos), 22-0 en tierra batida (4 títulos) y 9-1 en césped (1 título), con un récord general de 22-7 en tiebreaks y 11-5 vs. Top's 10. Sus cualidades deportivas y humanas le valieron elogios y premios de parte de la prensa y sus compañeros. Ganó el trofeo Jugador del año por parte de la ATP, el Campeón del mundo por parte de la ITF, también ganó el Premio Stefan Edberg a la deportividad como fue mencionado anteriormente, dado al jugador más honesto, justo y profesional elegido por sus compañeros en el circuito, sucediendo a Roger Federer que había obtenido este galardón en los últimos 6 años anteriores. El Campeón de campeones por parte del prestigioso periódico francés L'Équipe, el Deportista del año por parte de la BBC, el Deportista Español de la Década por parte del periódico español Marca y por último el Campeón del año por parte de Eurosport.
Nadal finaliza la temporada con un récord de 11-5 vs Top-10.

### 2011: Sexto Roland Garros
Nadal empezó el año como n.° 1 del mundo.

Nadal entrenando previo a Doha 2011, su primer torneo de la temporada.

Al igual que en 2009 y 2010, Nadal comenzó su temporada con el Mubadala World Tennis Championship en Abu Dabi, debutó en semifinales venciendo a Tomáš Berdych por doble 6-4 y en la final venció a su archirrival Roger Federer por doble 7-6 consagrándose bicampeón del torneo de exhibición emiratí. A la semana siguiente comenzó su temporada de forma oficial con el ATP 250 de Doha en Catar donde en primera ronda derrota a Karol Beck por 6-3, 6-0. En segunda ronda derrotó a Lukáš Lacko por 7-6(3), 0-6, 6-3. En cuartos de final derrotó a Ernests Gulbis por 7-6(3), 6-3. Pero al igual que el año pasado, fue eliminado por el ruso Nikolái Davydenko por 3-6, 2-6 en semifinales esta vez (en 2010 fue en la final), quedando con un Frente a Frente negativo de 4-6 en 10 enfrentamientos (así Davydenko se convertía en el primer jugador en tener H2H positivo contra Nadal tras 10 enfrentamientos). Aunque al menos en el dobles salió campeón del torneo por tercera vez y por segunda vez con su compatriota Marc López tras vencer a los italianos Daniele Bracciali y Andreas Seppi por 6-3, 7-6(4).

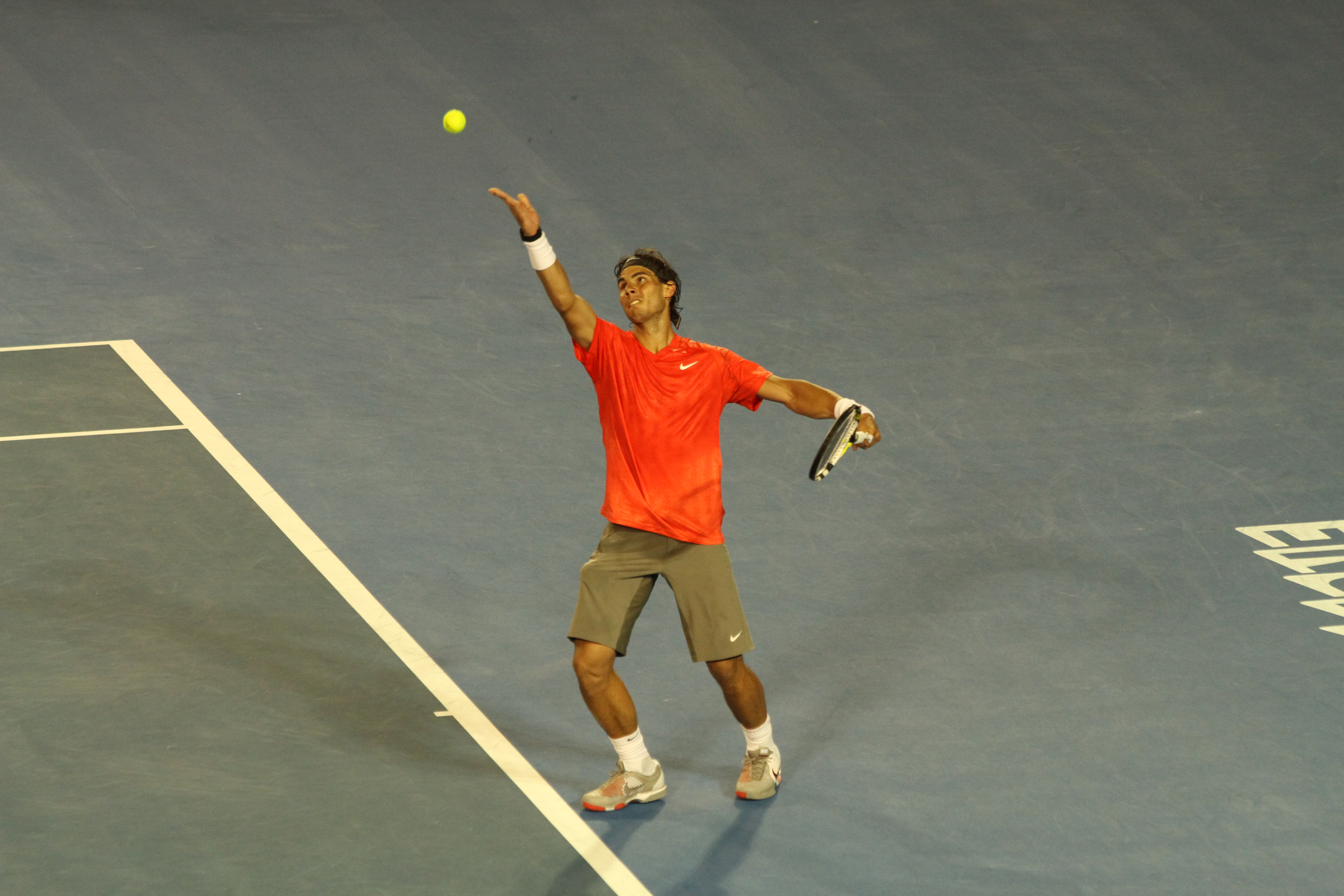
Nadal sirviendo en el Abierto de Australia 2011, donde perdió en cuartos de final ante David Ferrer.

Tras descansar 1 semana y después de recuperarse de una pequeña gripe, llegó el primer Grand Slam de la temporada, el Abierto de Australia donde buscaría convertirse en el primer jugador en la historia en ganar los 4 Grand Slam de forma consecutiva en 3 superficies diferentes. En primera ronda ganó ante el brasileño Marcos Daniel por 6-0, 5-0 y abandonó. En segunda ronda ganó ante Ryan Sweeting por 6-2, 6-1, 6-1. En tercera ronda ganó ante la promesa australiana Bernard Tomic por 6-2, 7-5, 6-3. En cuarta ronda se midió ante la "torre croata" Marin Čilić al que derrotó por 6-2, 6-4, 6-3. En los cuartos de final se midió contra el #7 del mundo y compatriota David Ferrer, en un duelo en el que se vio disminuido por una molestia en el aductor izquierdo, siendo derrotado por 4-6, 2-6, 3-6 poniendo fin a su sueño de ganar los 4 GS de forma consecutiva.
El 7 de febrero de 2011, Nadal ganó por primera vez en su carrera el prestigioso Premio Laureus al mejor deportista del año 2010. Tras más de un mes de descanso y recuperación, regresó a principios de marzo al circuito para la Primera Ronda de la Copa Davis entre Bélgica y España en Charleroi sobre canchas duras bajo techo: debutó en el primer día venciendo a Ruben Bemelmans por 6-2, 6-4, 6-2 y en el último día venció a Olivier Rochus por 6-4, 6-2 demostrando estar completamente recuperado de sus dolencias físicas (España ganó la serie 4-1 y avanzó a cuartos de final).
A la semana siguiente disputó el primer Masters 1000 del año: Indian Wells como primer cabeza de serie. En segunda ronda derrotó a Rik de Voest por 6-0, 6-2. En tercera ronda enfrentó al estadounidense Ryan Sweeting y lo derrotó por un fácil 6-3, 6-1. En cuarta ronda ganó al tenista indio Somdev Devvarman por 7-5, 6-4. En los cuartos de final se enfrentó a la muralla croata Ivo Karlović, el jugador más alto de la ATP, pero lo derrotó como algo de sufrimiento por 5-7, 6-1, 7-6(7). En semifinales se midió ante el tenista argentino Juan Martín del Potro (quien venía regresando de una lesión en la muñeca) y lo derrotó por doble 6-4 logrando su primera final de la temporada y el rival por el título sería el serbio el n.º 3 del mundo Novak Djokovic contra quien perdió por 6-4, 3-6, 2-6, dejándole sin título.
Apenas sin descanso a la semana siguiente jugó el Masters 1000 de Miami, Nadal empezó en segunda ronda derrotando a Kei Nishikori con un doble 6-4. En tercera ronda se midió ante su compatriota Feliciano López pero no fue problema, Nadal lo derrotó con un doble 6-3. Siguió mostrando un buen nivel en cuarta ronda contra Aleksandr Dolgopólov venciéndolo por un fácil 6-1, 6-2. Tomáš Berdych fue el rival en cuartos de final a quien el mallorquín derrotó por 6-2, 3-6, 6-3. En la semifinal se enfrentó con el suizo Roger Federer, al que derrotó por un claro 6-3, 6-2 en poco más de 70 minutos y así por primera vez en su carrera se clasificó para la final de Indian Wells y Miami en un mismo año. En la final nuevamente se midió con Novak Djokovic. Tras un partido duro más de 3 horas, el serbio se llevó la victoria por 4-6, 6-3, 6-7(4), dejando otra vez a Rafa sin torneo y el español perdiendo su tercera final en Miami.
Después de una semana de descanso, comenzó su gira de tierra batida como es habitual con el Masters 1000 de Montecarlo. El torneo empezó para Rafa en la segunda ronda donde enfrentó al finlandés Jarkko Nieminen, a quien derrotó por doble 6-2. En tercera ronda Nadal le ganó a Richard Gasquet por 6-2, 6-4. En cuartos de final derrotó a Ivan Ljubičić por 6-1, 6-3. En semifinales jugó ante el británico Andy Murray y ganó por 6-4, 2-6, 6-1 en casi 3 horas de partido. En la final "Rafa" se enfrentó ante su compatriota y amigo David Ferrer, Nadal se vengó de lo ocurrido en Australia 3 meses atrás y consiguió su primer título de la temporada derrotándolo por 6-4, 7-5 convirtiéndose además en el primer jugador en la historia del tenis en ganar un mismo torneo durante 7 años seguidos. También aumentó su propio récord de títulos Masters 1000 a 19 y el récord del más ganador en el Masters de Montecarlo con 7 títulos en la arcilla monegasca.
A la semana siguiente y con la intención de sumar puntos para aumentar ventaja contra su rival Novak Djokovic en la lucha por el número uno (3.230 puntos de diferencia pero con un Nole que estaba invicto durante el año), decidió jugar el Torneo Conde de Godó en su natal Barcelona. A cambio decidió renunciar a disputar el ATP 250 de Bangkok a principios de octubre del que fue semifinalista en 2010 para así aligerar su calendario de fin de año. Regresando al torneo barcelonés debutó en segunda ronda ante Daniel Gimeno Traver y lo derrotó fácilmente con un doble 6-1. En tercera ronda le ganó a Santiago Giraldo por 6-3, 6-1. En cuartos de final derrotó a Gaël Monfils con un doble 6-2. En semifinales se midió ante Ivan Dodig y ganaría por un 6-3, 6-2. Llegaría la final y el rival fue su compatriota David Ferrer, volviéndolo a derrotar igual que la semana pasada en Montecarlo por 6-2, 6-4 conquistado su sexto título en el Godó, sumado 500 puntos en el ranking y también convirtiéndose en el primer jugador en la Era Abierta en ganar 2 torneos al menos 6 veces (7 Montecarlo y 6 Barcelona).
Tras una semana de descanso, jugó el Masters 1000 de Madrid. Empezó en segunda ronda ante Marcos Baghdatis que fue derrotado fácilmente con un 6-1, 6-3. En tercera ronda le tocaba jugar ante el argentino Juan Martín del Potro, pero el tenista argentino abandonó antes de empezar por una lesión. Así que Nadal pasó directamente a cuartos de final, su rival, Michaël Llodra, fue derrotado por doble 6-2. Nadal en semifinales ganó ante el tenista suizo Roger Federer, tras un primer set duro, el español manejo con más facilidad el segundo y el tercero y lo terminó derrotando por 5-7, 6-1, 6-3. Nadal pasó a la final del torneo pero fue derrotado otra vez ante el tenista serbio Novak Djokovic por tercera vez en el año y primera vez en arcilla en 10 enfrentamientos, quien además le cortó una racha de 37 victorias consecutivas en su superficie predilecta, si bien Nadal luchó en el primer set, no tuvo oportunidad en el segundo, y el partido acabó 5-7, 4-6 en más de 2 horas de lucha.

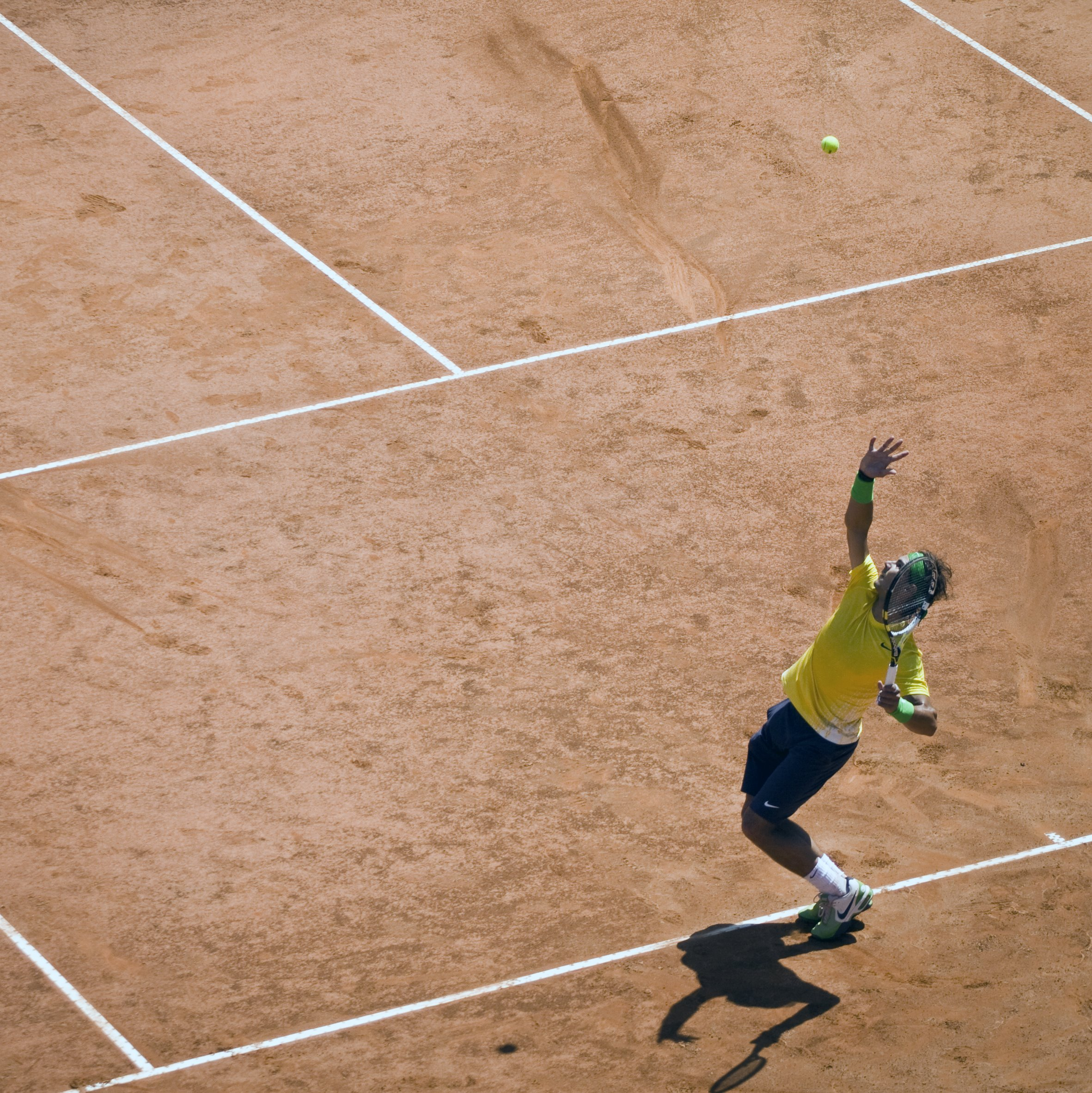
Nadal sirviendo en Masters de Roma 2011 donde llegó a la final y cayó nuevamente derrotado por cuarta vez en la temporada ante Djokovic por doble 6-4.

A la semana siguiente jugó el último Masters 1000 sobre arcilla de la temporada: Roma en el Foro Italico donde se veía obligado a revalidar su título de 2010 debido a que Djokovic se estaba acercando mucho. En segunda ronda debutó ante el wild-card local Paolo Lorenzi, sorpresivamente el italiano le dio batalla, pero Nadal supo manejar el partido, ganándole 6-7(5), 6-4, 6-0. En tercera ronda ganó ante su compatriota Feliciano López por 6-4, 6-2 en un partido en el que jugó con un estado febril, a pesar de la opinión contraria de su tío Toni de recomendarle no jugar, Rafa decidió jugar igual, porque una eliminación antes de las semifinales era sinónimo de que perdería el número uno del mundo. Ya en cuartos de final y algo más recuperado, jugó ante el gigante croata Marin Čilić y le ganó por un fácil 6-1, 6-3. En semifinales le ganó al verdugo de Federer en tercera ronda, Richard Gasquet por 7-5 y 6-1 para así convertirse en el primer jugador en la historia en alcanzar 5 finales consecutivas en Masters 1000. En la final otra se enfrentó a su "rival" de la temporada, Novak Djokovic, que nuevamente le ganó a Nadal por doble 6-4 perdiendo por primera vez la final en el Foro Italico en 6 finales disputadas, ganándole una 4.º final consecutiva en Masters 1000 y 2.ª en tierra batida.

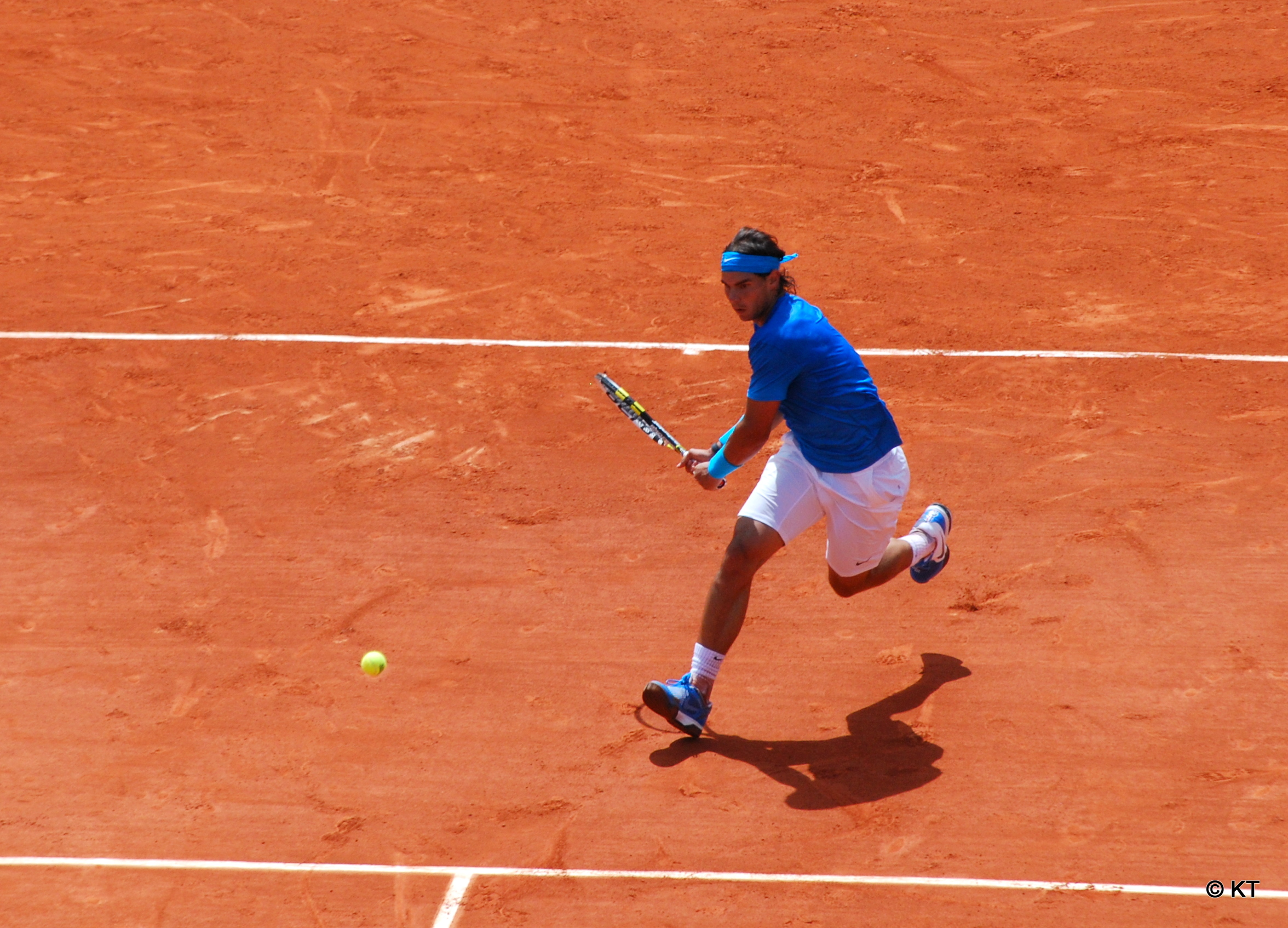
Rafael Nadal en Roland Garros 2011 ganó su 6.º Copa de los mosqueteros y décimo Grand Slam tras superar a su clásico rival Roger Federer por 7-5, 7-6, 5-7 y 6-1.

El domingo 22 de mayo comenzaba el segundo Grand Slam de la temporada: Roland Garros, donde le tocaba defender título y el número uno en París, pero para esta ocasión no llegaba como claro favorito debido a que Novak Djokovic había puesto en duda su invencibilidad desde el inicio de la temporada y sumado a sus triunfos sobre él en arcilla, ponían en duda si Nadal podría revalidar el trofeo, además solo había 405 puntos de diferencia entre ellos en la lucha por el número uno (Nadal 12 070 - Djokovic 11 665) así que si Djokovic llevaba a la final del torneo, Nadal ni revalidando el título retenería el 1. En la primera ronda, debuta contra el cañonero estadounidense John Isner, Nadal fue empujado a sus límites en este partido ya que por primera vez se fue a 5 sets en Roland Garros, prevaleciendo por 6-4, 6-7(2), 6-7(2), 6-2, 6-4 en 4 horas de lucha. En segunda ronda ganó ante Pablo Andújar por 7-5, 6-3, 7-6(4) en 3 horas en un partido en el que logra una increíble remontada en la tercera manga al revertir un 1-5 0-40 restando y salvando 8 bolas de set en el camino. Después de estos 2 difíciles partidos, el camino empezó a ser más fácil desde la tercera ronda venciendo a la promesa croata Antonio Veic por 6-1, 6-3, 6-0. En cuarta ronda le ganó a otro croata, Ivan Ljubičić por 7-5, 6-3, 6-3 subiendo bastante su nivel de cara a la segunda semana. En los cuartos de final, Nadal se enfrentó al número 5 del mundo, finalista de las dos últimas ediciones y único hombre que lo había vencido en Roland Garros: Robin Söderling y le ganó por 6-4, 6-1, 7-6(3). Ya en semifinales el español se enfrentaba al británico y 4 del mundo Andy Murray, Nadal ganó por 6-4, 7-5, 6-4 para acceder a su sexta final en París, mientras tanto en la otra semifinal se produjo el bombazo del torneo ya que Roger Federer eliminó a Novak Djokovic por 7-6(5), 6-3, 3-6, 7-6(5) contardonle una racha de 43 victorias consecutivas al serbio y dejando en manos de Nadal continuar como #1 post RG si ganaba el torneo. Como fue mencionado anteriormente, la final se jugó el domingo 5 de junio contra el n.º 3 del mundo Roger Federer, siendo este su octavo enfrentamiento en una final de Grand Slam (5-2 Nadal en ese entonces) y por cuarta vez en Roland Garros (3-0 Nadal), en un partido peleado lleno de lucha y emoción Nadal logró ganar en 4 sets por 7-5, 7-6(3), 5-7, 6-1 teniendo una épica remontada en el primer set al igual que contra Pablo Andújar en 2.ª ronda, salvó un punto de set mientras sacaba 2-5 abajo en el primero, logró ganar 5 games seguidos y se impuso por 7-5 en el primero. Con su sexto título en Roland Garros, Nadal igualó a Björn Borg como los más ganadores en el torneo parisino y también logró su décimo Major con solo 25 años. Paralelamente, también mantuvo el número uno tras su triunfo en París tras la derrota de Nole en semifinales, aunque sólo con 85 puntos de diferencia.
Apenas sin descanso y sólo unas horas después de ganar Roland Garros, Nadal confirmó su participación en el ATP 250 de Queen's sobre el césped londinense con el objetivo de superar sus cuartos de final del año pasado y así poder respirar un poco más tranquilo en la lucha por el número uno. Debutó en segunda ronda (3 días después de ganar RG) midiéndose ante Matthew Ebden ganando doble 6-4. En tercera ronda jugó ante Radek Štepánek y ganó por 6-3, 5-7, 6-1. Pero para sorpresa de todos fue eliminado ante Jo-Wilfried Tsonga por 7-6(3), 4-6, 1-6 en cuartos de final mostrando algunos signos de cansancio y también una nula preparación sobre césped previo al torneo.

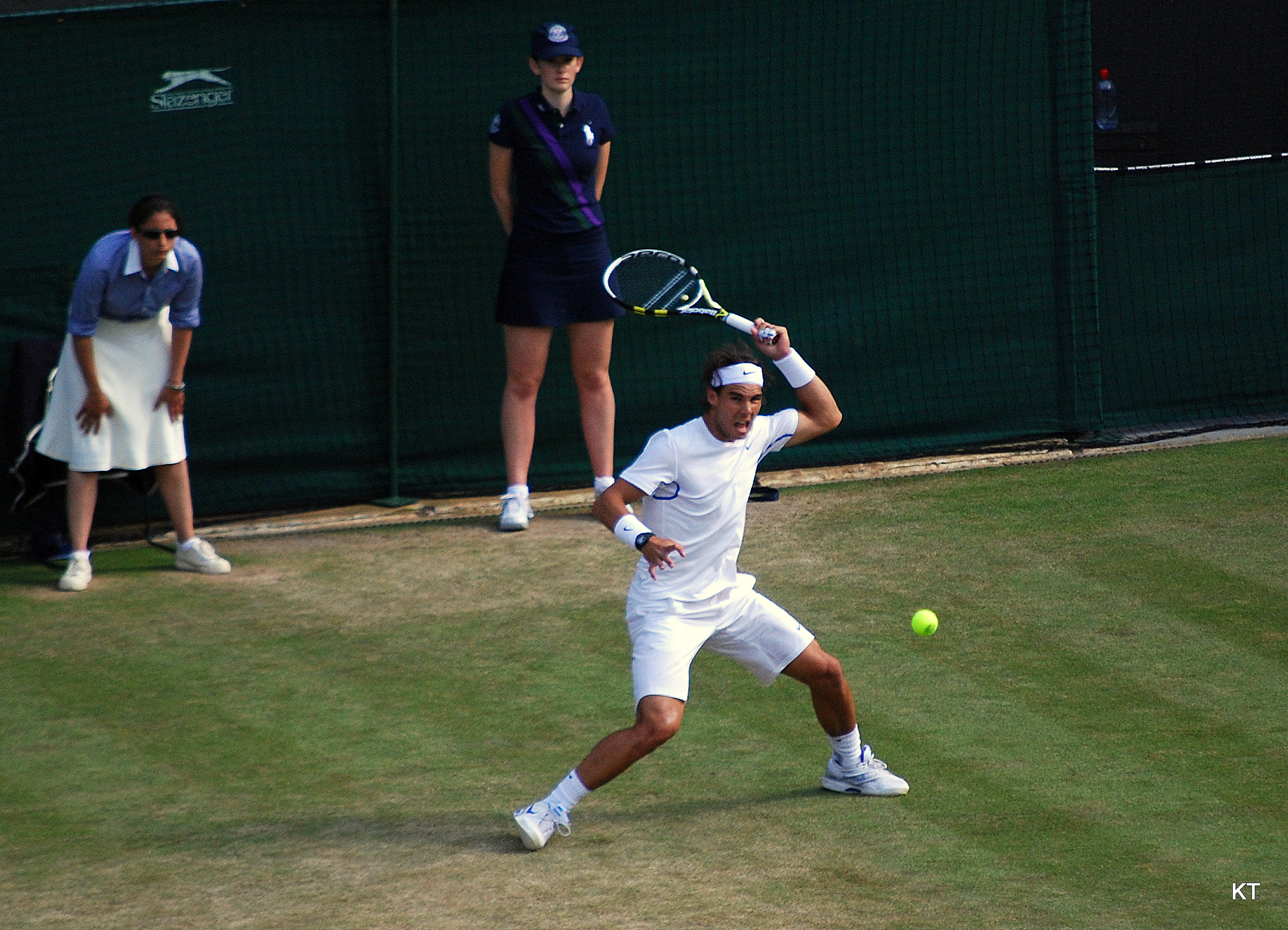
Nadal en Wimbledon 2011 perdió por quinta vez en el año en una final frente a Novak Djokovic, perdiendo por 4-6, 1-6, 6-1 y 3-6; tras estar derrota y el título del serbio, Nadal perdió el número uno.

Llegó el tercer Grand Slam de la temporada: Wimbledon donde nuevamente debía revalidar el título para poder retener el 1 y esperar que Djokovic no llegue a la final. En la primera ronda ganó ante Michael Russell por 6-4, 6-2, 6-2. En segunda ronda le ganó a Ryan Sweeting por 6-3, 6-2, 6-4. En tercera ronda le ganó a Gilles Müller en un partido peleado por 7-6(6), 7-6(5) y 6-0. En cuarta ronda se midió ante el argentino Juan Martín del Potro, en un reñido partido Nadal consiguió la victoria por 7-6(6), 3-6, 7-6(4), 6-4 en 3 horas y 52 minutos en un duelo en el que estuvo a punto de retirarse por una dolencia en el pie izquierdo tras una caída. En cuartos de final venció a Mardy Fish 6-3, 6-3, 5-7, 6-4 sin mostrar dolencias en el pie izquierdo. En semifinales y por segundo año consecutivo se enfrentó al ídolo local Andy Murray, pese a la localía, Nadal lo derrotó por 5-7, 6-2, 6-2, 6-3 accedió a la final del torneo por quinta participación consecutiva (2006-08 y 2010-11, en 2009 no participó debido a una lesión). En la final se enfrentó a su rival de la temporada Novak Djokovic, quien era el nuevo número uno del mundo tras vencer a Jo-Wilfried Tsonga en semifinales, perdió por quinta vez en el año contra el serbio (primera en césped y primera en Grand Slam) por 4-6, 1-6, 6-1, 3-6 sufriendo Nadal su primera derrota en Wimbledon desde la final de 2007. Como fue anunciado anteriormente, el 4 de julio de 2011, Nadal perdió el número uno a manos de Novak Djokovic.
Tras más de un mes de descanso, y ya mejor de sus molestias en el pie izquierdo, Nadal regresó en agosto para disputar el Masters 1000 de Canadá celebrado este año en Montreal. Su regreso fue debut y despedida ya que cayó en segunda ronda ante el croata Ivan Dodig por 6-1, 6-7(5), 6-7(5) en 3 horas de partido donde se le notó la falta de ritmo. A la semana siguiente y sin dudarlo, jugó el Masters 1000 de Cincinnati. En segunda ronda debutó ante Julien Benneteau y ganó por 6-4, 7-5. En tercera ronda le ganó a su compatriota Fernando Verdasco en un partido de mucha lucha por 7-6(5), 6-7(4), 7-6(9) en 3 horas y 38 minutos. En cuartos de final cayó ante Mardy Fish por 3-6, 4-6 acusando la fatiga del duro encuentro de la jornada anterior, así el manacorí cerraba su preparación de cara al Abierto de Estados Unidos 2011 con 2 victorias y 2 derrotas en dos torneos, dejando serias dudas en torno a su juego.

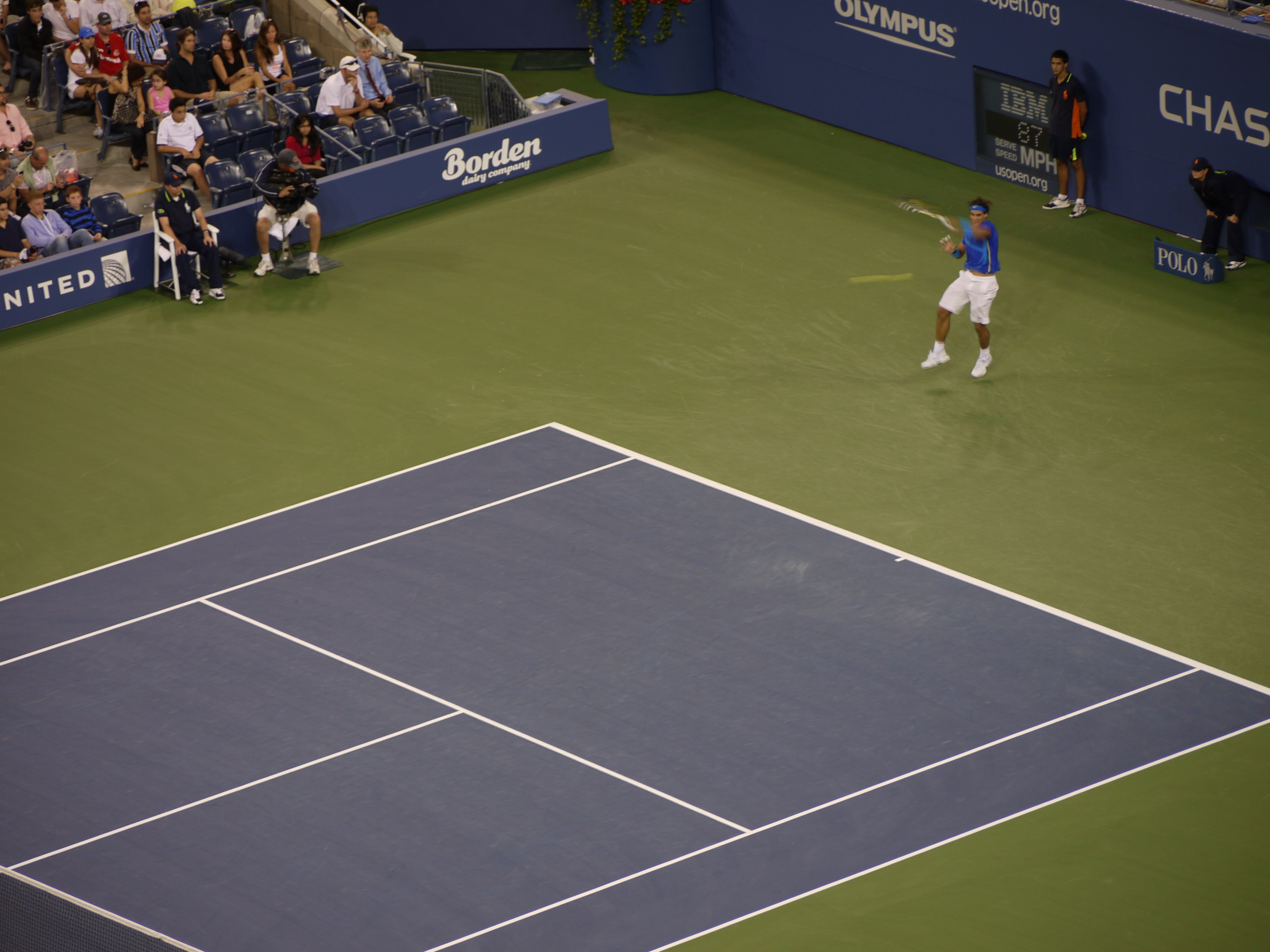
En el US Open 2011 perdió por sexta vez en el año contra Novak Djokovic en una batalla de más de 4 horas, no pudiéndolo vencer en todo 2011 en 6 enfrentamientos.

Llegó al último Grand Slam de la temporada el US Open como número 2 del mundo y campeón defensor. Debutó en primera ronda ante Andréi Golúbev, ganando por 6-3, 7-6(6), 7-5 jugando un correcto partido. En segunda ronda se enfrentó ante Nicolas Mahut y le ganó fácilmente con un doble 6-2 y retiro del francés. En tercera ronda le ganó al argentino David Nalbandian por 7-6(5), 6-1, 7-5. En cuarta ronda se enfrentó a Gilles Müller y le ganó por 7-6(1), 6-1, 6-2 clasificándose a la segunda semana mostrando un buen nivel de tenis. En cuartos de final venció al tenista estadounidense Andy Roddick por un fácil 6-2, 6-1, 6-3 en el último duelo entre ambos y accediendo a semifinales sin ceder sets. En semifinales, se enfrentó por tercer Grand Slam consecutivo al británico Andy Murray, siendo esta su primera gran prueba de fuego y tras un gran partido el tenista español ganó por 6-4, 6-2, 3-6, 6-2 en 3 horas y 24 minutos para acceder a su segunda final consecutiva en Nueva York. En la final nuevamente se midió ante el serbio Novak Djokovic, y cayó en una ardua batalla de 4 horas y 10 minutos por 2-6, 4-6, 7-6(4), 1-6 perdiendo contra Nole por sexta vez consecutiva (todas en finales); también perdió por primera vez un partido de más de 4 horas tras 9 victorias al hilo. De esta forma Rafa solo ganó 1 Grand Slam en 2011: Roland Garros, y fue finalista en Wimbledon y en el US Open, perdiendo en ambos frente a Djokovic, siendo incapaz de ganarle en todo 2011.
Solo 4 días después de perder la final del US Open (disputada el lunes 12 de septiembre debido a la lluvia), decidió jugar las semifinales de Copa Davis contra Francia en la Plaza de toros Los Califas en Córdoba sobre arcilla española a disputarse entre el viernes 16 y domingo 18 de septiembre. Debutó el primer día en el primer punto derrotando a Richard Gasquet por un claro 6-3, 6-0 y 6-1 permitiéndole a España partir con ventaja. No volvió a jugar hasta el último día en el cuarto punto contra Jo-Wilfried Tsonga (España lideraba 2-1 en el momento), Nadal cerro la llave y la clasificación a la final tras vencer al galo por 6-0, 6-2, 6-4 mostrando un increíble nivel de juego, sin perder su servicio en ninguno de los 2 partidos y sacándose un poco la espina de perder la final del US Open 6 días atrás.

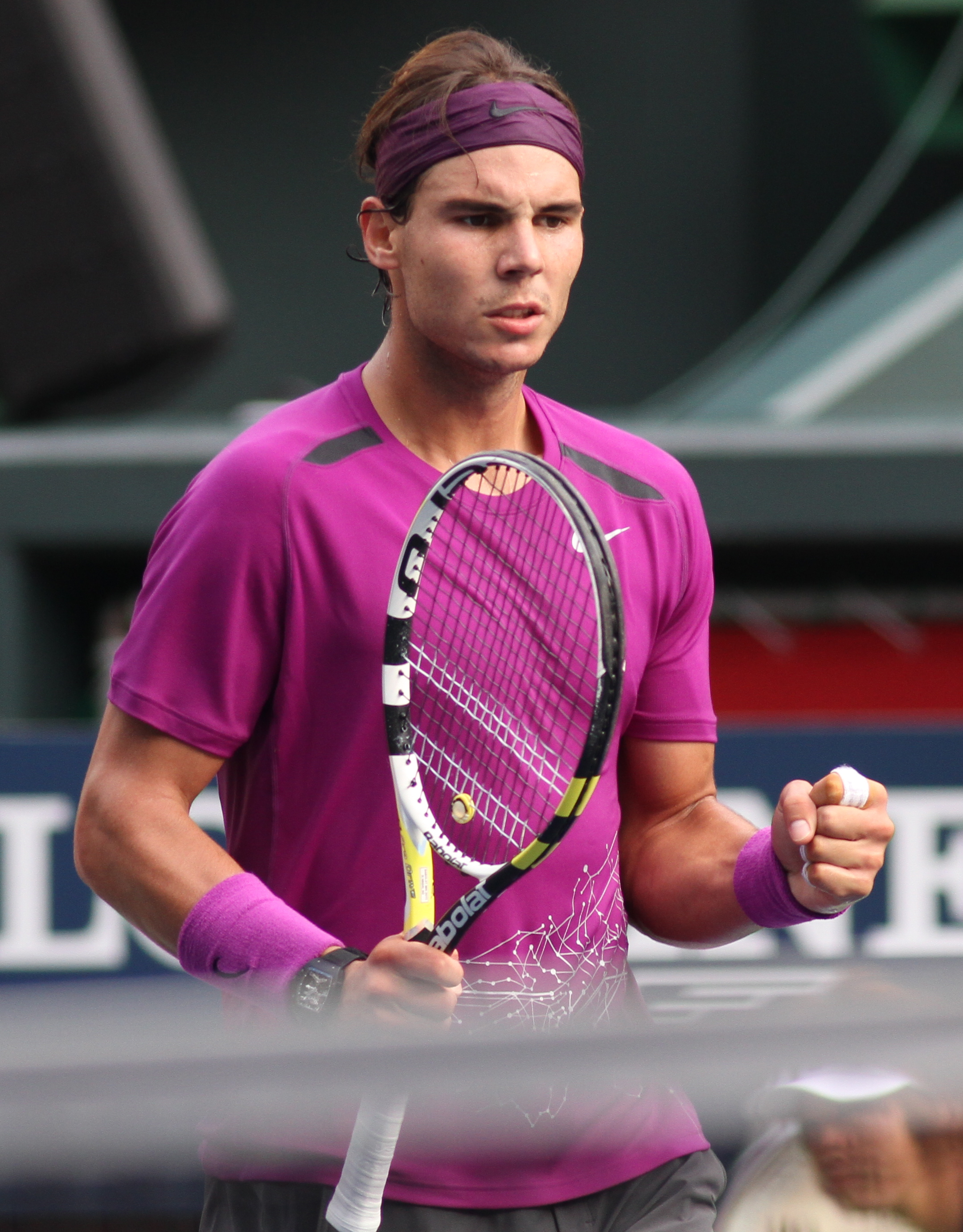
Nadal en el ATP 500 de Tokio 2011, donde perdió la final ante Andy Murray siendo esta su séptima derrota en una final en ese año (récord 3-7 en 2011).

Tras 2 semanas de un merecido descanso, volvió a la competencia a principios de octubre para jugar el ATP 500 de Tokio donde era campeón defensor, comenzando su gira asiática en Japón. En primera ronda le ganó al local Go Soeda por 6-3, 6-2. En segunda ronda le ganó a Milos Raonic por 7-5, 6-3. En cuartos de final le ganó a Santiago Giraldo por 7-6(6), 6-3. En semifinales se enfrentó ante Mardy Fish y ganó por 7-5, 6-1. En la final perdió ante Andy Murray por 6-3, 2-6, 0-6 jugando a un gran nivel el primer set pero bajando poco a poco a partir del segundo. Apenas sin descanso, a la semana siguiente jugó el penúltimo Masters 1000 del año: Shanghái. Debutó en segunda ronda ante su compatriota Guillermo García-López, ganando por 6-3, 6-2. Perdió sorpresivamente en tercera ronda ante el alemán Florian Mayer por 6-7(5), 3-6 finalizando su Gira Asiática con récord de 5-2 y un subcampeonato, llegando sin títulos al ATP Finals ya que después se bajó del Masters de París-Berçy.

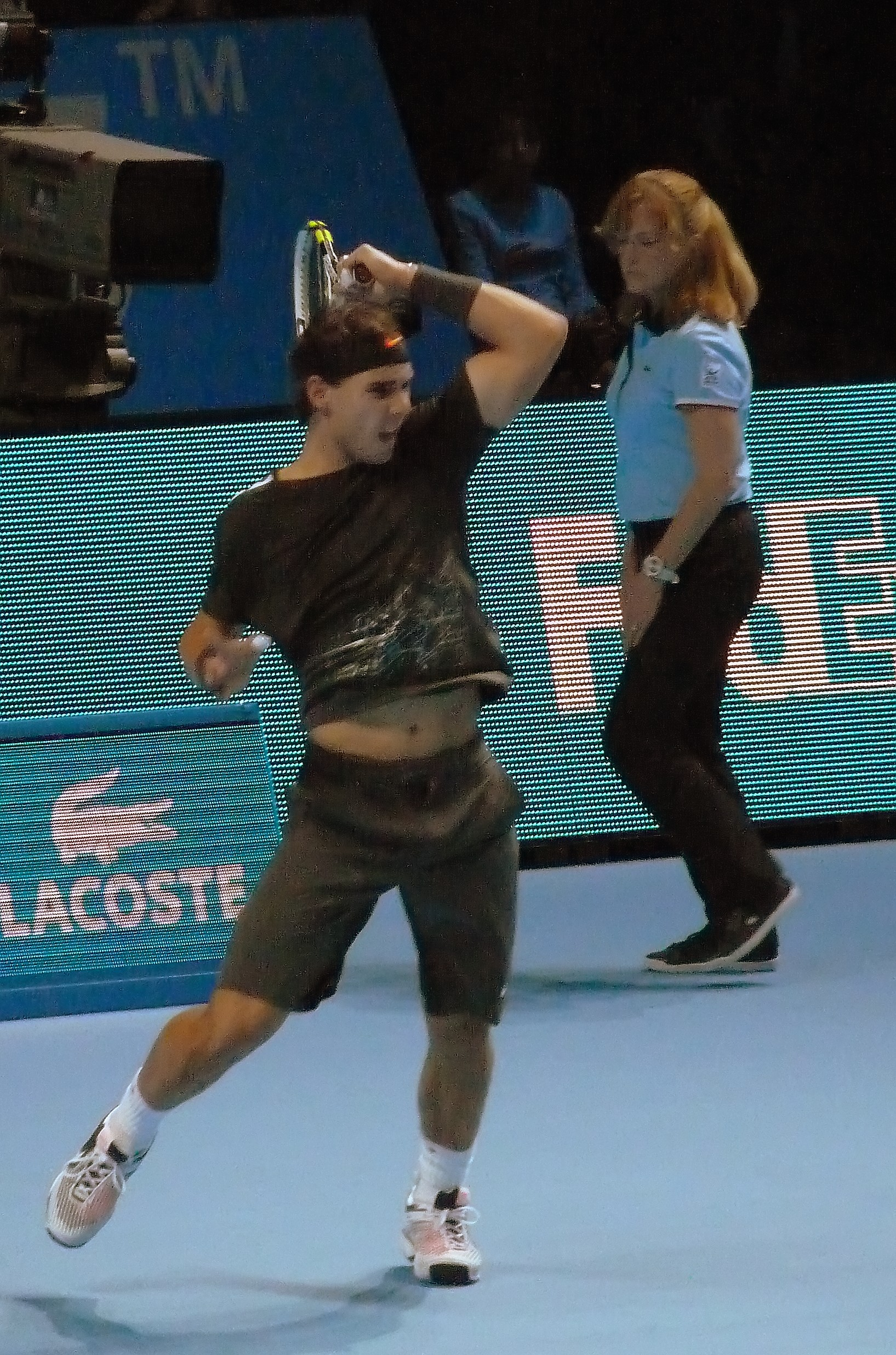
Nadal en el ATP Finals quedaría en la ronda-robin por segunda vez tras 2 derrotas (ante Federer y Tsonga) y una victoria (Fish).

Tras un parón de 1 mes para llegar mejor al tramo final de la temporada (donde disputaría la Copa de Maestros y la final de la Copa Davis), Nadal regresó en el ATP Finals, liderando el Grupo B con el suizo Roger Federer (4.º), el francés Jo-Wilfried Tsonga (6.º) y el estadounidense Mardy Fish (8.º). Debutó contra este último en la sección nocturna, ganando con muchas dificultades por 6-2, 3-6, 7-6(3). En su segundo partido se midió ante Roger Federer perdiendo por un claro 3-6, 0-6 en solo 61 minutos de juego declarando posteriormente en una conferencia de prensa posterior al partido "Ha jugado demasiado bien para mí. Hay que aceptarlo", con este negativo resultado Nadal se veía obligado a ganar su último partido del grupo para acceder a semifinales. En el último partido del Grupo B, enfrentó a Jo-Wilfried Tsonga, perdiendo por 6-7(2), 6-4, 3-6 quedándose en fase de grupos por segunda vez en su carrera.
Una semana después de este duro golpe, Nadal participó en la final de la Copa Davis 2011 liderando a España contra la Argentina de Juan Martín del Potro y David Nalbandian, a disputarse entre el 2 y 4 de diciembre en el Estadio de la Cartuja en Sevilla sobre tierra batida en pista cubierta. Abrió la final disputando el primer punto contra su amigo Juan Mónaco, ganando con bastante claridad por 6-1, 6-1, 6-2. Después David Ferrer venció a Del Potro en 5 sets para adelantar a España 2-0 el primer día, el sábado se disputó el dobles y la dupla López-Verdasco perdió ante la dupla Nalbandian-Schwank descontando Argentina 1 punto en la serie. Rafa abrió el domingo disputando el cuarto punto contra la raqueta número uno argentina Juan Martín del Potro, ganando su segundo individual de la serie por 1-6, 6-4, 6-1, 7-6(0) en 4 horas de batalla para darle su quinta Copa Davis a España y cuarta personal de Nadal, terminando así de buena forma un año bastante gris.
Nadal terminó el año como n.° 2 del mundo. Al empezar el año cómo n.° 1, el que lo destronó fue Novak Djokovic, ganó 3 títulos durante la temporada, todos en arcilla (Roland Garros, el Masters de Montecarlo y el ATP 500 de Barcelona). Cierra el año con un récord de 69-15.
Nadal finaliza la temporada con un récord de 8-8 vs Top-5 y 16-11 vs Top-10.

### 2012: Séptimo Roland Garros
Nadal empezó el año como n.° 2 del mundo.
A finales de diciembre de 2011, Nadal comenzó su temporada 2012, con el Mubadala World Tennis, torneo de exhibición que se juega anualmente en Abu Dabi, Emiratos Árabes Unidos. Comenzando en las semifinales (aprovechando su victoria en el torneo del año anterior, dándole una exención de primera ronda), en la que perdió sorpresivamente ante David Ferrer por 6-3, 6-2 y luego jugó el partido por el tercer lugar contra Roger Federer, al que venció con algo de facilidad por 6-1 y 7-5.
Su primer torneo oficial de 2012 fue el Torneo de Doha. En primera ronda le ganaría al alemán Philipp Kohlschreiber por 6-3, 6-7(2), 6-3. Denis Gremelmayr sería derrotado en segunda ronda ante Nadal con un doble 6-2. En cuartos de final ganaría ante Mijaíl Yuzhny con un doble 6-4. Pero en semifinales sería derrotado ante Gaël Monfils por 3-6, 4-6.

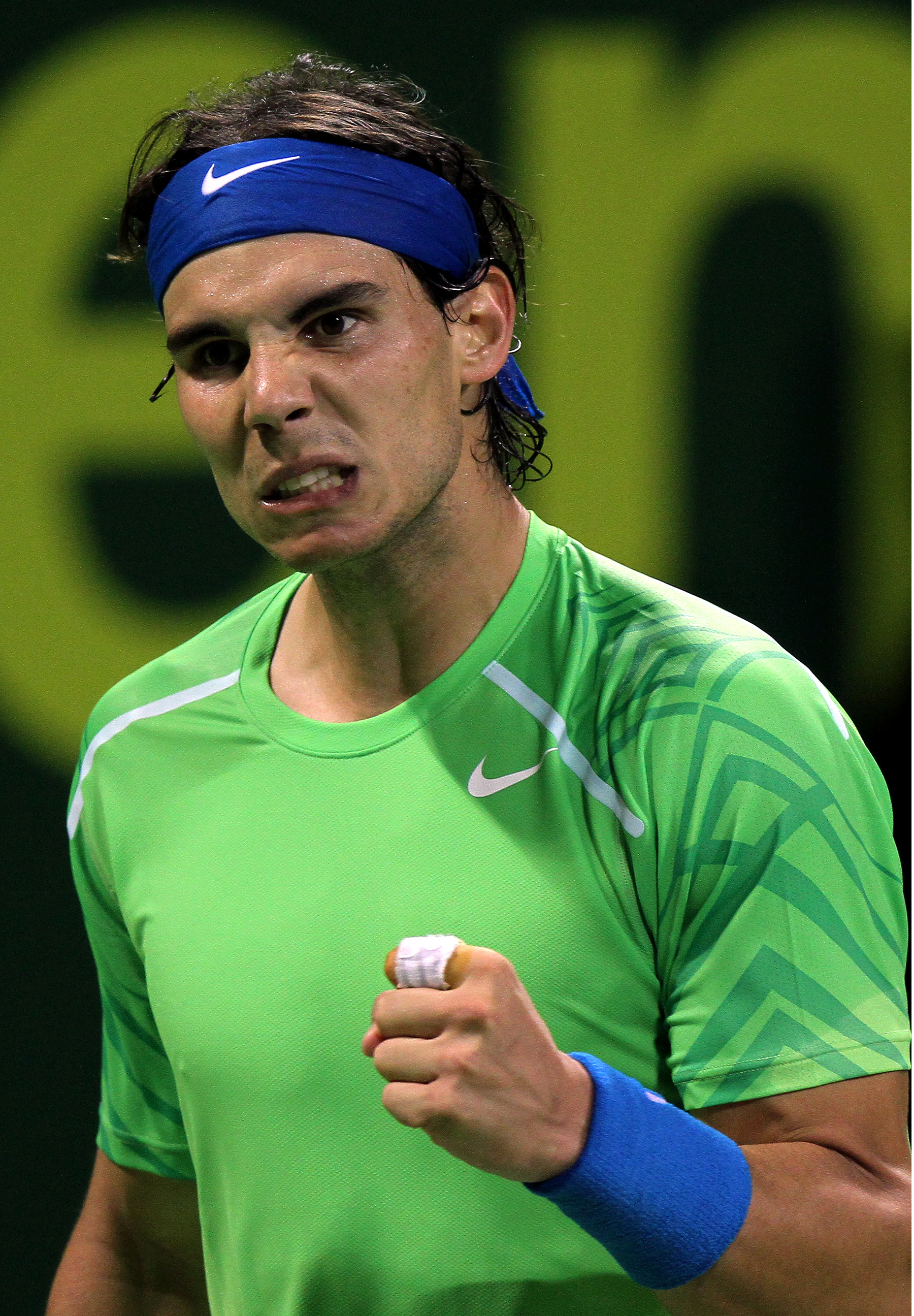
En el Abierto de Australia 2012, Nadal llegó a su tercera final en Melbourne, en el partido por el título jugó nuevamente ante Novak Djokovic, en una verdadera lucha entre titanes, el serbio ganó por 5-7, 6-4, 6-2, 6-7 y 7-5 en 5 horas y 53 minutos, siendo esta la final más larga de Grand Slam.

Llegaría el primer Grand Slam de la temporada, el Abierto de Australia. En primera ronda ganaría ante Alex Kuznetsov por 6-1, 6-4 y 6-4. En segunda ronda se enfrentaría ante Tommy Haas y le ganaría por 6-4, 6-3 y 6-4. En tercera ronda Lukáš Lacko sería derrotado por Nadal por 6-2, 6-4 y 6-2. En cuarta ronda le ganaría a su compatriota Feliciano López con un doble 6-4 y un 6-2, así Nadal llegaría a la segunda semana del torneo ganando sus primeros cuatro partidos sin perder un set. En cuartos de final su rival sería Tomáš Berdych que tras una intensa, extensa y larga batalla de 4 sets, el balear se llevaría la victoria por 6-7(5), 7-6(5), 6-4 y 6-3 en 4 horas y 16 minutos. En semifinales se enfrentaría al suizo Roger Federer en otro partido lleno de lucha y emoción a 4 sets, el español se llevaría la victoria por 6-7(5), 6-2, 7-6(5), 6-4 en 3 horas y 52 minutos. En la final se enfrentaría al igual que el año pasado en Wimbledon y US Open, al serbio Novak Djokovic que como siempre hizo de las suyas en un partido emocionante, con tristezas, alegrías, lleno de lucha y pelea en ambos lados, en 5 sets, el serbio, se llevó la victoria por 7-5, 4-6, 2-6, 7-6(5), 5-7 con una duración de 5 horas y 53 minutos, siendo esta la final más la larga del Abierto de Australia y de un Grand Slam de la historia, además este partido está considerado por los expertos como uno de los mejores de la historia.

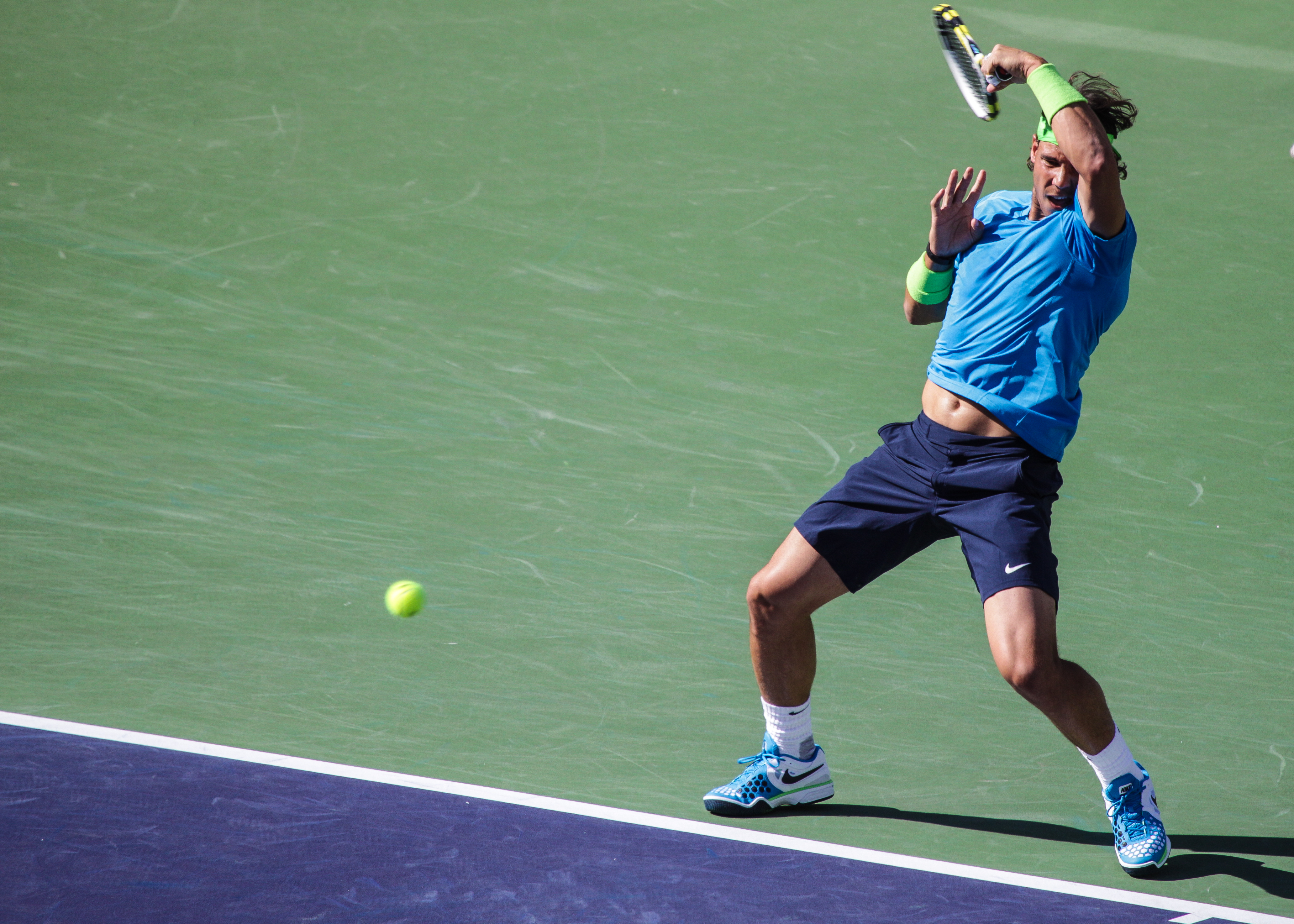
Rafael Nadal en el Masters de Miami 2012 llegó a semifinales, pero tuvo que retirarse previo al duelo con Andy Murray por una dolencia en una de las rodillas.

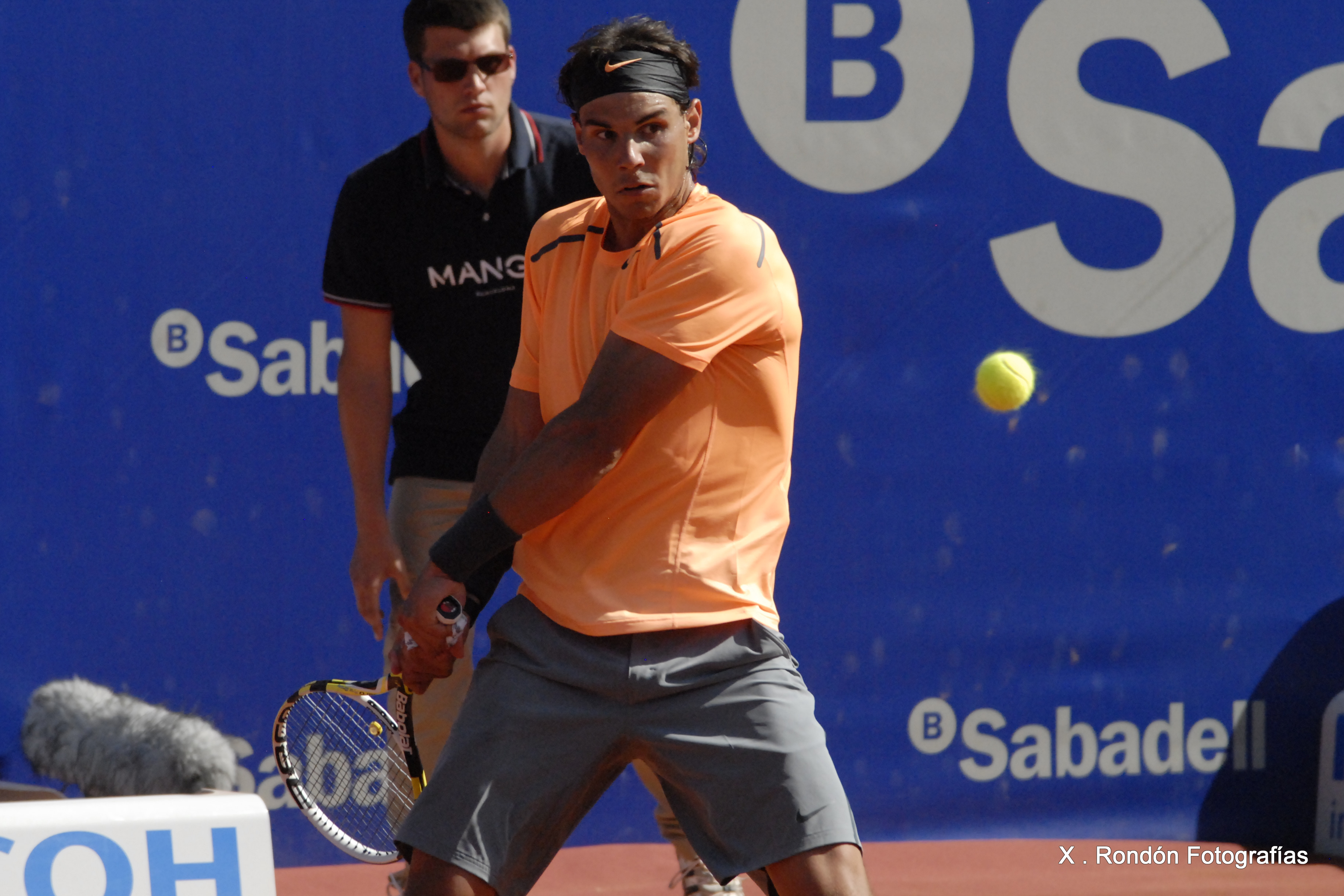
Nadal en el Torneo Conde de Godó 2012, ganando por octava vez el torneo tras una dura lucha ante David Ferrer.

Tras más de 1 mes de descanso después de semejante batalla, Nadal jugaría el Masters 1000 de Indian Wells. En segunda ronda se enfrentaría a Leonardo Mayer y lo derrotaría por 6-1 y 6-3. En tercera ronda jugaría ante Marcel Granollers y le ganaría por 6-1 y 6-4. En cuarta ronda le ganaría a Aleksandr Dolgopólov por 6-3 y 6-2. En cuartos de final se enfrentaría a David Nalbandian el español ganó por 6-4, 5-7 y 6-4. Pero en semifinales el suizo Roger Federer se tomó venganza de lo ocurrido en Australia y le ganó por 3-6, 4-6. Al día siguiente saldría campeón en Indian Wells en la modalidad de dobles por segunda vez, junto a su compatriota Marc López vencieron a la dupla estadounidense John Isner y Sam Querrey en la final por 6-2 y 7-6(3). Apenas sin descanso, Nadal jugó la semana siguiente el Masters 1000 de Miami. En segunda ronda se enfrentaría a Santiago Giraldo y lo derrotaría por 6-2 y 6-0. En tercera ronda se mide ante Radek Štepánek y lo derrota con un doble 6-2. En cuarta ronda se enfrenta a Nishikori Kei y lo derrotaría con un doble 6-4. En cuartos de final se mide ante Jo-Wilfried Tsonga y lo derrota en un partido duro por 6-2, 5-7, 6-4. En semifinales debía jugar ante el británico Andy Murray pero se retiró antes de jugar el partido por dolores en la rodilla izquierda.

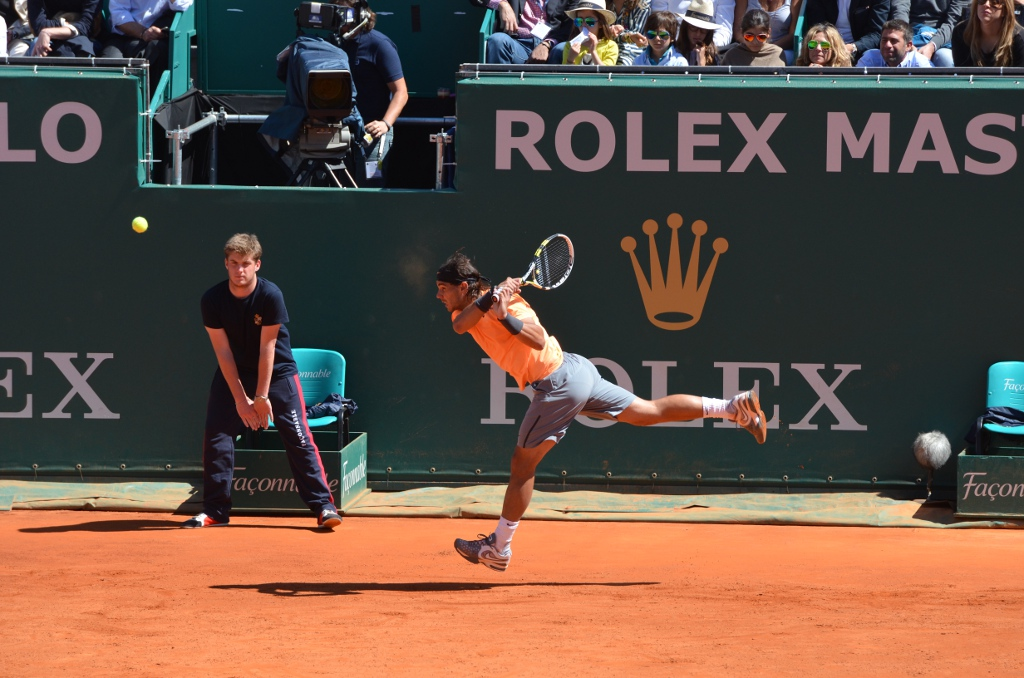
Nadal en Montecarlo 2012, donde después de 7 derrotas seguidas logró derrotar a Novak Djokovic tras dos años por un contundente 6-3 y 6-1 logrando su octavo título en el principado.

Llegaría la gira de tierra batida europea. Nadal otra vez no dudó en jugar el Masters 1000 de Montecarlo. En segunda ronda le ganaría a Jarkko Nieminen por 6-4 y 6-3. En tercera ronda derrotaría a Mijaíl Kukushkin con un doble 6-1. En cuartos de final se mide ante el suizo Stanislas Wawrinka y lo derrota por 7-5 y 6-4. En semifinales se enfrentaría ante el francés Gilles Simon y lo derrotaría por 6-3 y 6-4 llegando a la final sin conceder sets. En la final se enfrenta otra vez con su clásico rival Novak Djokovic, aunque este encuentro fue distinto a los anteriores, con un "Nole" muy flojo, Nadal lo derrotó fácilmente por un cómodo 6-3 y 6-1 logrando vencer al serbio después de 7 derrotas consecutivas. Rafa, pudo defender otra vez el título de Montecarlo por 8.ª vez consecutiva, todo un récord en la Era Abierta, y también con un récord de 42 triunfos consecutivos. Y también se convirtió nuevamente en el único líder en la lista de más ganadores de Masters 1000 con 20, deshaciendo el empate de 19 que tenía con Roger Federer.
Apenas sin descanso, Nadal jugó a la semana siguiente el Torneo Conde de Godó. En segunda ronda le ganaría a Guillermo García-López por 6-1 y 6-2. En la tercera ronda se enfrentaría a Robert Farah y le ganaría fácilmente por 6-2, 6-3. En cuartos de final se enfrentaría ante Janko Tipsarević y también le ganaría fácilmente con un doble 6-2. En semifinales se enfrentaría ante Fernando Verdasco la victoria fue para Nadal por 6-0 y 6-4, arrasando con el otro español. Jugaría la final ante su compatriota David Ferrer, Nadal ganó por 7-6(1) y 7-5 en un gran partido por parte de ambos, defendiendo su título con éxito sin ceder sets en el camino, logrando su séptimo título en el torneo barcelonés en ocho años. De esta forma, logró el título 48 de su carrera, llegando a una racha de 20 victorias consecutivas en tierra batida.

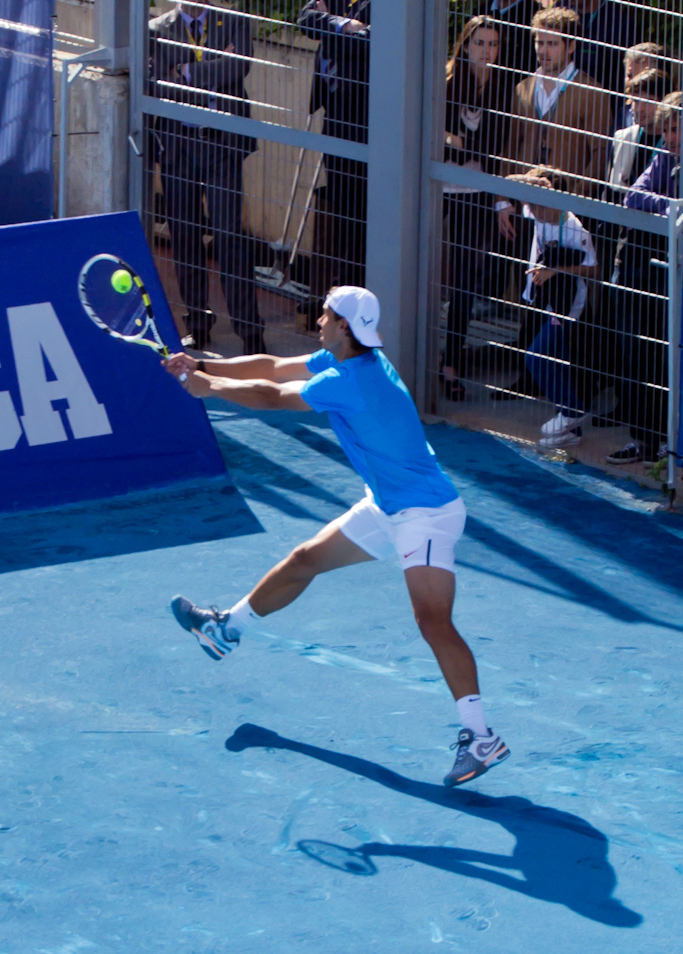
Nadal entrenando durante el Masters de Madrid 2012, en la controvertida arcilla azul.

Tras una semana de descanso, jugaría en el Masters 1000 de Madrid en la controvertida arcilla azul, que muchos jugadores criticaron antes del comienzo del torneo. En segunda ronda ganaría ante Nikolái Davydenko con un doble 6-2. Pero a Nadal le costaba acostumbrarse a este nuevo tipo de arcilla, de color azul y en tercera ronda perdió ante Fernando Verdasco por 3-6, 6-3, 5-7 después de más de 3 horas de partido, tras lo cual hizo esta declaración sobre el polvo de ladrillo azul de Madrid:

"He llegado antes que a ningún torneo. No he sido lo suficientemente bueno para adaptarme a las circunstancias. Es un juego distinto al que venimos haciendo. No pienso asumir riesgos. Me voy con la cadera cansada. Muy a mi pesar hay dos opciones: o se cambia o no vengo. No es una rabieta. Es una desgracia para mí. Me voy a Roma con una desconfianza que no debo después de haber trabajado por lo contrario. La ATP y el torneo pueden hacer lo que quieran y trato de hacerlo lo mejor posible, de prepararme. Hice lo que pude para hacer frente al torneo y no he sido lo suficientemente bueno para adaptarme al torneo. Si las cosas siguen así será un torneo menos en mi calendario, lo siento mucho. Puedes preguntarles a ellos. Creo que el torneo es muy grande pero esto es una mala decisión. O cambian las malas decisiones o siguen y cada uno es libre de hacer lo que quiera. No es día para hablar de esto sino del buen nivel de Fernando que ha sido mejor que yo y eso es por lo que he perdido. Yo me cuento como una derrota. Después, ¿En tierra batida?. Yo pienso en qué he perdido. He perdido con Fernando después de trece veces sin perder. Lo positivo es que he caído contra un español y estoy feliz por él y triste por mí. No he llegado a estar al nivel necesario para pasar el partido y me voy a Roma. No te puedes apoyar. Cuando sacas caes hacia adelante. Yo tengo unos apoyos muy fuertes. Para mí que sea una pista de tierra normal. Para mí es el color lo que influye."

Después del "incidente" de Madrid, Nadal jugó el Masters 1000 de Roma. En segunda ronda venció al alemán Florian Mayer por 6-1 y 7-5. En tercera batió a su compatriota Marcel Granollers con un cómodo doble 6-1. En los cuartos de final tuvo un duelo más difícil contra el checo Tomáš Berdych, número 7 del mundo y que llegaba en muy buena forma tras haber alcanzado la final en Madrid (perdiendo contra Roger Federer), el balear logra ganar por un estrecho 6-4 y 7-5. En semifinales, venció más fácilmente a su compatriota y número 6 del mundo, David Ferrer, por 7-6(6) y 6-0. En la final se enfrentó con el número uno del mundo Novak Djokovic, a quien había apabullado unas semanas antes en Montecarlo, el resultado volvería a ser el mismo pero con un resultado más estrecho, con Nadal saliendo victorioso por 7-5 y 6-3 en 2 horas y 21 minutos, ganando su tercer torneo consecutivo sobre arcilla sin ceder sets, vengando su derrota del año anterior, así se alzaba con su séptimo título en el Foro Itálico, siendo el jugador que más trofeos acumula en dicho torneo, también con el 21.º Masters 1000 de su carrera (récord absoluto) y su título 49 como profesional. Además también recuperaba la segunda plaza para Roland Garros, desplazando a Federer, quien se la había arrebatado hace una semana atrás.

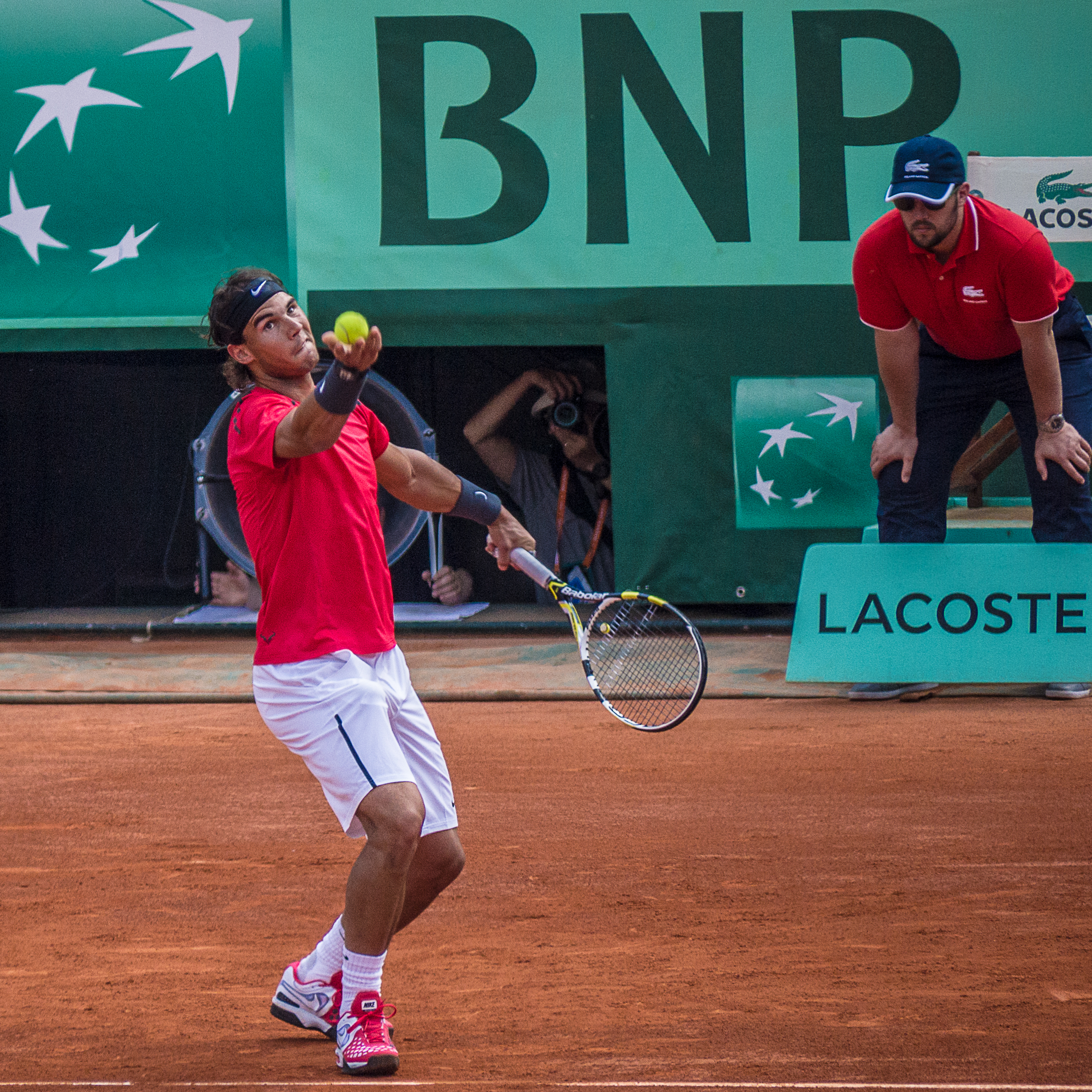
Nadal sirviendo durante su partido de Roland Garros 2012 ante Simone Bolelli.

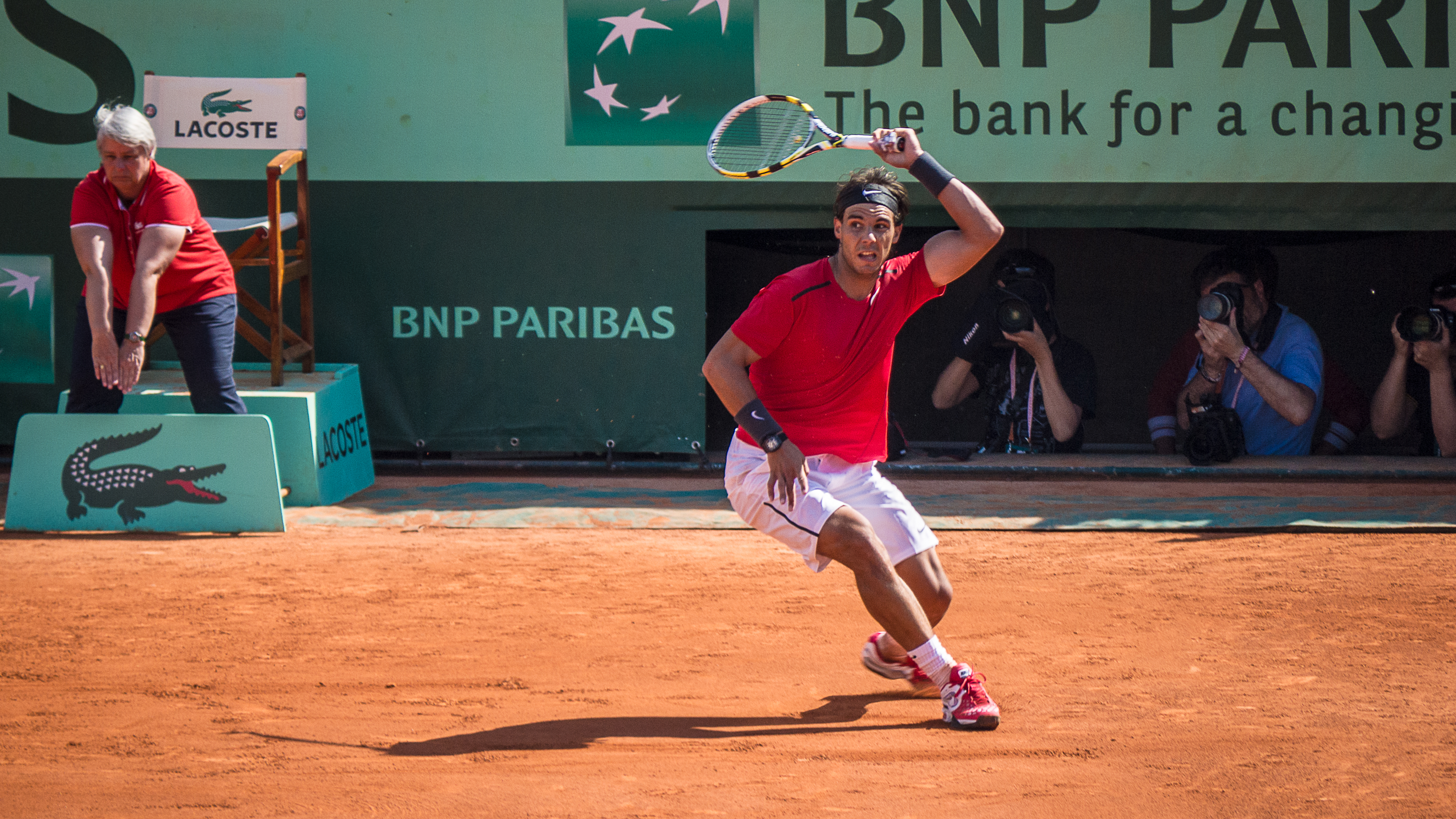
Nadal ganó su 7.º Roland Garros en la edición 2012 y también su undécimo Grand Slam, tras vencer en una final de dos días a Novak Djokovic por 6-4, 6-3, 2-6 y 7-5 impidiendo que el serbio gane los 4 Grand Slam de forma consecutiva y también que complete el Grand Slam Carrera.

Nadal llegó al segundo Grand Slam del año: Roland Garros, como gran favorito, y con el objetivo de ganar su séptimo título en París y batir el récord de Björn Borg. Comenzó el torneo con una aplastante victoria por 6-2, 6-2 y 6-1 sobre el italiano Simone Bolelli, después en segunda ronda venció al uzbeco Denis Istomin por un claro 6-2, 6-2 y 6-0. En tercera ronda también derrotó fácilmente al argentino Eduardo Schwank por 6-1, 6-3, 6-4, y en octavos de final, también a otro argentino y su amigo Juan Mónaco por un fácil 6-2, 6-2 y 6-0, en su cuatro primeros partidos apenas cedió 17 juegos. En cuartos tuvo un partido algo complicado pero igual lo saco adelante en sets corridos ante su compatriota Nicolás Almagro (cabeza de serie número 12) por 7-6(4), 6-2 y 6-3. En semifinales venció a otro español, David Ferrer (cabeza de serie número 6), por un claro 6-2, 6-2 y 6-1 clasificando para su séptima final en Roland Garros (sin ceder un solo set) en 8 participaciones. En la final, se enfrenta con su clásico rival y número uno del mundo, Novak Djokovic, contra quien perdió sus últimas tres finales de Grand Slam. Esto también marcó la primera vez que dos jugadores se enfrentaron en cuatro finales consecutivas de Grand Slam. Pero logra romper la mala racha venciéndolo en 4 sets y en un partido de día que terminó el día lunes por lluvia con un score de 6-4, 6-3, 2-6 y 7-5 en 3 horas y 49 minutos logrando su séptimo título en Roland Garros, batiendo el récord de Björn Borg, y su undécimo Grand Slam, siendo la primera final en París desde 1973 que terminó el lunes. Durante la gira de tierra batida 2012, Nadal solo perdió un total de tres sets (uno solo en arcilla roja).

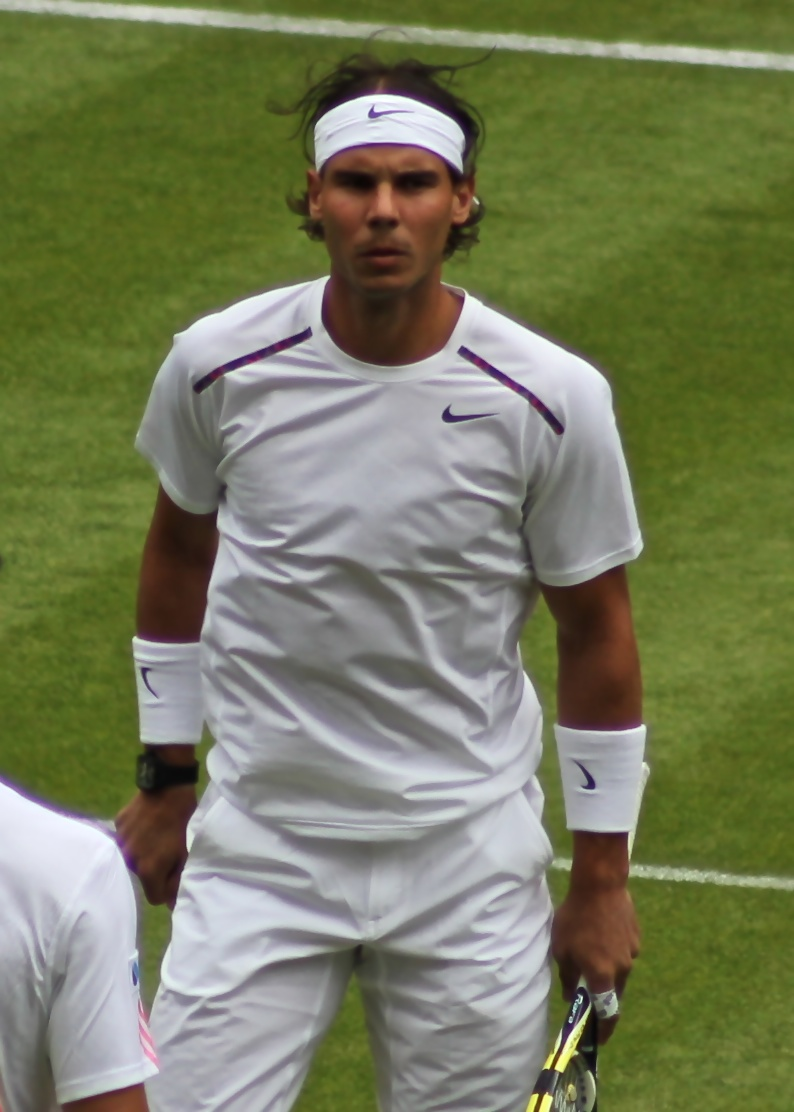
Rafael Nadal en Wimbledon 2012 cayó sorpresivamente en la segunda ronda ante Lukáš Rosol.

Como preparativo para Wimbledon, decidió jugar el Torneo de Halle por primera vez desde 2005. Empezó en segunda ronda venciendo a Lukas Lacko por 7-5, 6-1 y en cuartos de final cayó ante Philipp Kohlschreiber por 3-6, 4-6. Así llegaba al tercer Grand Slam del año: Wimbledon con solo 2 partidos jugados sobre hierba. En primera ronda vence a Thomaz Bellucci por 7-6(0), 6-2 y 6-3. En segunda ronda saltaría la sorpresa del torneo, el balear se enfrentó con el checo Lukáš Rosol, entonces número cien del mundo, en lo que parecía un duelo fácil para el español. Cayó sorpresivamente por 7-6(9), 4-6, 4-6, 6-2 y 4-6, siendo esta la primera vez desde Wimbledon 2005 que Rafael Nadal no era eliminado tan temprano en Grand Slam, cerrando una pésima gira de césped con solo 2 triunfos y 2 derrotas, sin poder alcanzar las semifinales en ninguno de los dos torneos que jugó en Halle y Wimbledon. Este partido fue detenido durante 45 minutos por falta de luz natural, hasta que cerraron el techo.
El 19 de julio de 2012, Nadal renunció a los Juegos Olímpicos de Londres 2012 debido a una lesión en la rodilla izquierda, justo cuando iba a ser el abanderado de su país. Por causa de esta lesión, ya no pudo volver a competir en ningún otro torneo en 2012, lo que le valió acabar el año como número 4 del ranking ATP, la primera vez en ocho años que no finalizó como 1 o 2 del mundo. Cierra el año con un récord de 42-6.
Nadal finaliza el año con un historial 11-2 frente a jugadores Top-10.

### 2013: Octavo Roland Garros, segundo Abierto de EE.UU. y regreso al número uno

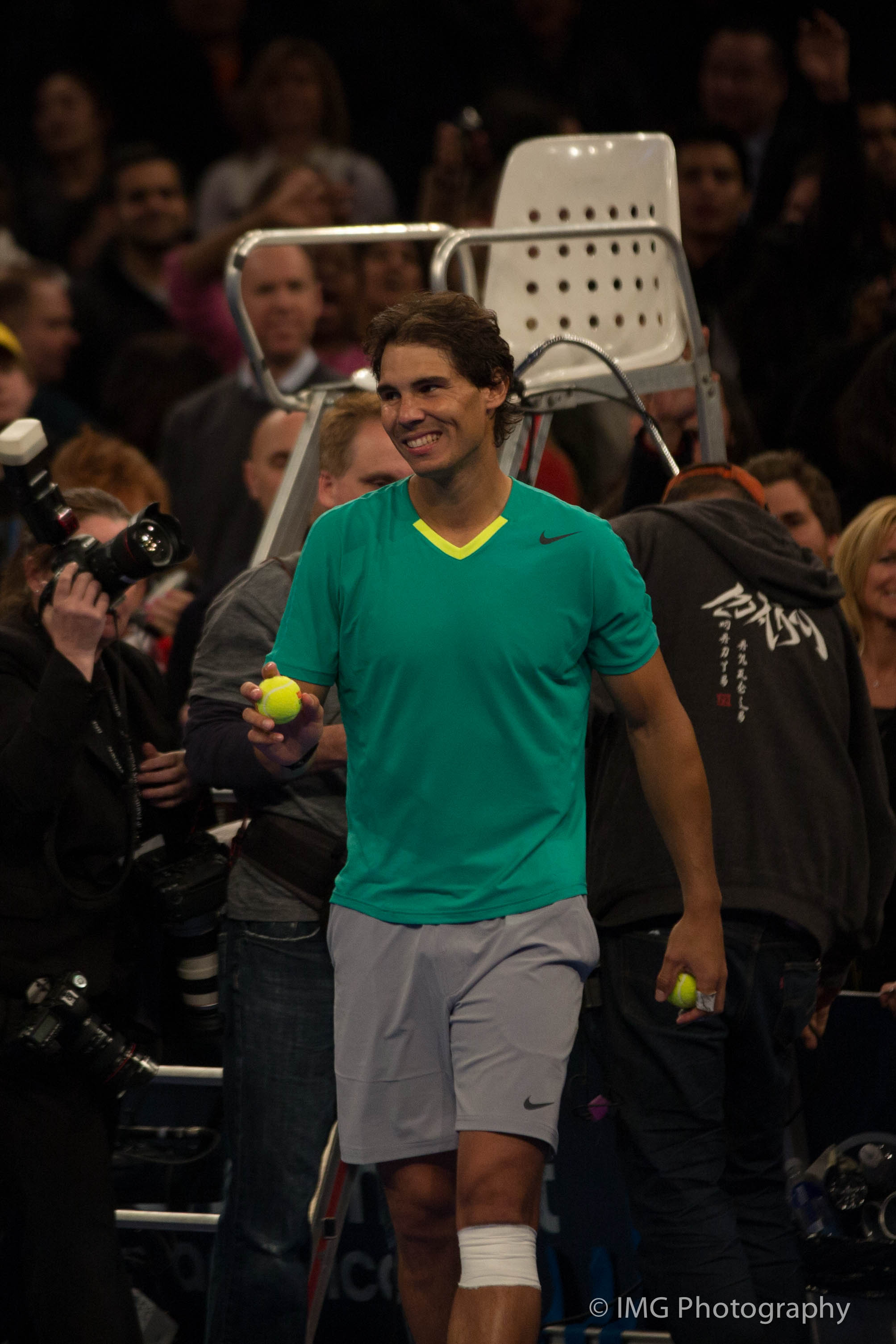
Rafael Nadal durante 2013 volvió al circuito tras una larga lesión de 7 meses, ese año ganó 10 títulos (la segunda más fructífera de su carrera) resumidos en 2 Grand Slam, 5 Masters 1000, 2 ATP 500 y un ATP 250 además también terminó el año como número uno terminando con el reinado de Novak Djokovic.

En un principio tenía previsto regresar en el Abierto de Australia, pero dos semanas antes del inicio del torneo Nadal decidió retirarse oficialmente del torneo citando un virus estomacal. Debido a esto pierde 1200 puntos (ya que había hecho final el año anterior) y también baja al 5.º lugar a finales de enero tras ser superado por David Ferrer, saliendo del top 4 por primera vez desde 2005.
Finalmente el 6 de febrero, 7 meses después de jugar su último partido (Wimbledon 2012), vuelve a las pistas en el torneo chileno de Viña del Mar (siendo este su primer torneo en Sudamérica desde 2005) sobre tierra batida y como primer cabeza de serie. Arranca perdiendo 10 de los primeros 11 puntos (0-2) contra el argentino Federico Delbonis, pero acaba imponiéndose por 6-3 y 6-2. En cuartos de final lograr hacer un tenis más sólido venciendo a su compatriota Daniel Gimeno por un claro 6-1 y 6-4. En las semifinales bate por doble 6-2 al francés Jeremy Chardy en la noche viñamarina. Y en la final se enfrenta al argentino y n.º 72 ATP Horacio Zeballos, si bien, aún sin alcanzar su mejor forma, no consigue superar al argentino cayendo por 7-6(2), 6-7(6) y 4-6. También jugó el dobles junto con su amigo Juan Mónaco llegaron a la final tras batir a los checos František Čermák, Lukáš Dlouhý en primera ronda; al italiano Filippo Volandri y al francés Guillaume Rufin cuartos de final; y a los argentinos Carlos Berlocq y Leonardo Mayer en semifinales, todos en sets corridos. Y en la final, al igual que en individuales, termina perdiéndola tras caer ante la pareja italiana Paolo Lorenzi y Potito Starace por 6-2 y 6-4.
Tras estas dos derrotas jugó el ATP Tour 250 de São Paulo, durante el cual jugó un partido de dobles con David Nalbandian antes de abandonar la modalidad para concentrarse en el individual. Al ser primer cabeza de serie, empezó desde la segunda ronda enfrentó al 140 del mundo y local Joao Souza, a quien venció por 6-3 y 6-4. En los cuartos de final, se enfrentó a un especialista argentino en arcilla, Carlos Berlocq, quien se encontraba en plena forma al comienzo de la temporada. Rafa logró ganar el duelo con admirable tenacidad por 3-6, 6-4 y 6-4. Este partido también demostró que Nadal aún está lejos de su mejor nivel; sin embargo, su espíritu de lucha de antaño se mantenía intacto. Ganó su semifinal, nuevamente con algo de dificultad, contra el Lucky Loser Martín Alund por 6-3, 6-7(2) y 6-1. En la final se enfrentó al argentino y compañero en dobles, David Nalbandian, se esperaba un partido luchado teniendo en cuenta que el balear empezó 0-3 abajo el segundo set con un doble break en contra, pero logra reponerse de esto y lograr ganar 6 juegos seguidos para imponerse por un fácil 6-2 y 6-3. Este fue su primer título en ocho meses, el 51 de su carrera y el 37.º en tierra batida.
Después de una semana de descanso, Nadal juega el Abierto Mexicano TELCEL en Acapulco sobre arcilla siendo el cabeza de serie N.º 2. Después de victorias sencillas sobre los argentinos Diego Schwartzman, Martin Alund y Leonardo Mayer, en semifinales venció a su compatriota Nicolás Almagro por un apretado 7-5 y 6-4. En la final le esperaba otro compatriota, David Ferrer, tres veces campeón defensor y n.º 4 ATP, siendo este su primer enfrentamiento contra un top 10 desde la final de Roland Garros 2012 con Novak Djokovic, en una prueba para ver su nivel actual, Rafa demostró estar devuelta y apabulló a Ferrer por un contundente 6-0 y 6-2 en solo 65 minutos para ganar el 52.º título de su carrera y 38 en tierra batida.

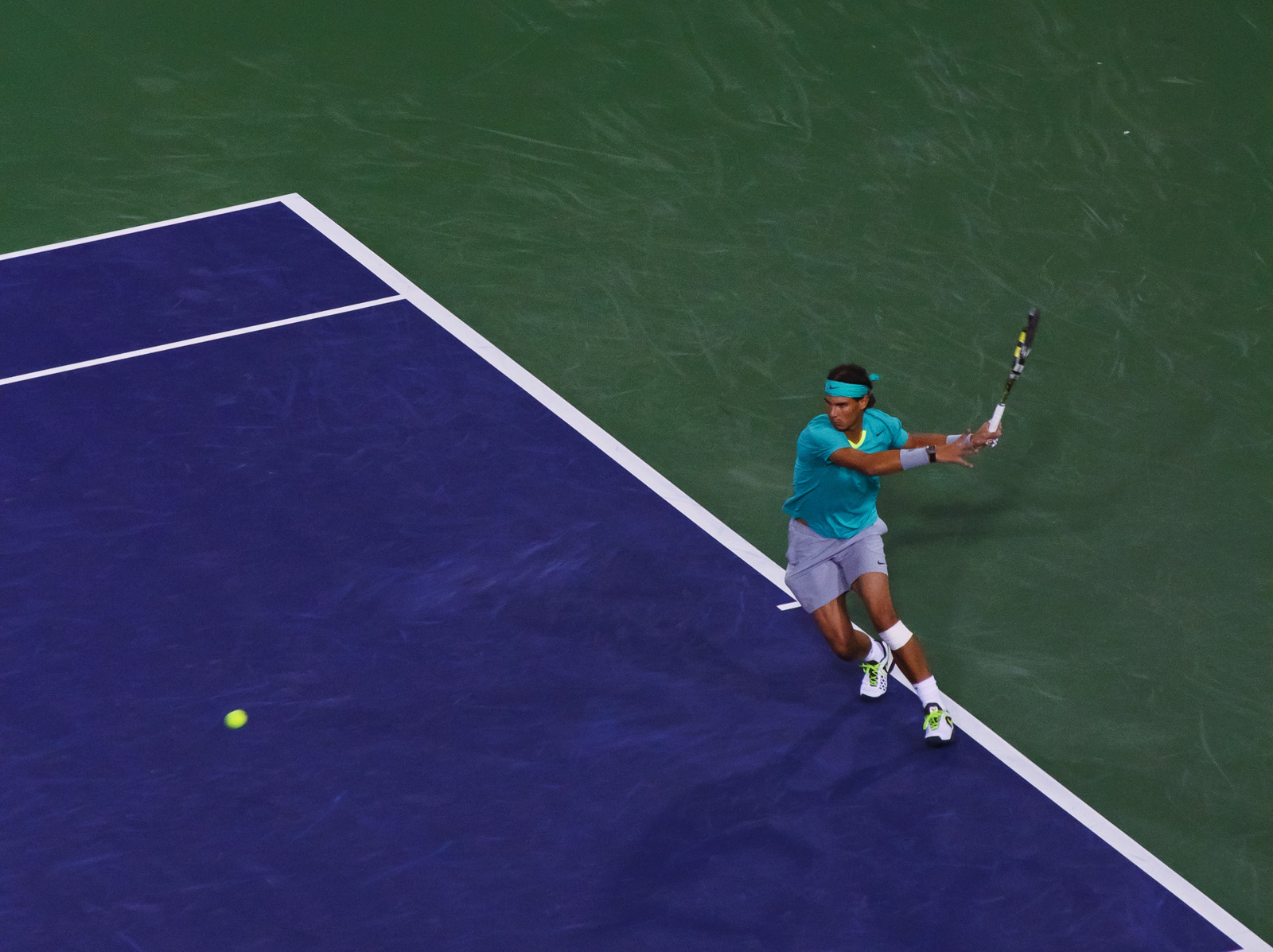
Nadal durante el Masters de Indian Wells 2013, torneo el cual ganó tras vencer en la final a Juan Martín del Potro por 4-6, 6-3 y 6-4 en un épico partido.

Apenas sin descanso y después de algunas incertidumbres y pensarlo con su equipo, Nadal decide jugar el Masters de Indian Wells, que sería su primer torneo en pista dura en 1 año (Miami 2012, donde se retiró en semifinales por molestias en la rodilla) donde será quinto cabeza de serie. En segunda ronda enfrentó a la joven esperanza local, Ryan Harrison, a quien venció por 7-6(3) y 6-2. Obtiene el pase a cuarta ronda tras la no presentación de Leonardo Mayer, ahí vence al letón Ernests Gulbis por un estrecho 4-6, 6-4 y 7-5. En los cuartos de final se enfrentó a su clásico rival y campeón defensor, Roger Federer, obteniendo su 19.º victoria en 29 enfrentamientos contra el suizo por un cómodo 6-4 y 6-2. En semifinales, Nadal continúa su buena semana doblegando al checo Tomáš Berdych por 6-4 y 7-5, siendo su tercera victoria contra un top 10 desde su regreso. En la final, derrotó al argentino Juan Martín del Potro en tres sets, fue un partido épico en que el tenista español remontó un 4-6 de la primera manga y 1-3 break abajo en la segunda para ganar las otras dos por 6-3 y 6-4 para lograr su título 22 de Masters 1000 igualando el récord absoluto de Roger Federer. Gracias a este triunfo logró su tercer título en cuatro torneos desde su regreso y una espectacular marca de 17–1, logrando también su victoria 600 en el circuito principal y además le permite recuperar la 4.ª plaza ATP desplazando a David Ferrer al quinto puesto. También este fue su primer título en Hard después de 29 meses (el último había sido en Tokio 2010 contra Gael Monfils).
Con el fin de cuidar la rodilla para la gira de tierra batida europea que comienza a principios de abril en Montecarlo (donde es ocho veces campeón defensor), decide bajarse del Masters de Miami.
Regresó un mes después en el Masters de Montecarlo comenzó dominando a Marinko Matosevic 6-1, 6-2 y luego a Philipp Kohlschreiber por 6-2 y 6-4. En los cuartos de final, se enfrentó a Grigor Dimitrov. En un disputado partido, Nadal logró sacar el duelo adelante por 6-2, 2-6 y 6-4, un dato demoledor es que Dimitrov es uno de los pocos jugadores que ha podido ganar un set al mallorquín en Monte Carlo en los últimos años, ya que Nadal ganó antes de este partido 67 de los últimos 69 sets jugados en este torneo. En semifinales venció al francés Jo-Wilfried Tsonga por 6-3 y 7-6(3) para acceder a su novena final consecutiva en el principado. Durante el partido, Nadal con doble break a favor sacó para partido 5-1 en la segunda carrera antes de que el favor recuperará los quiebres y llevará el set al juego decisivo. En la final, perdió un partido en Monte Carlo por primera vez en diez años, ante Novak Djokovic por 6-2 y 7-6(1).
Apenas sin descanso, acudió la semana siguiente al Torneo Conde de Godó como cabeza de serie 2. En segunda ronda venció al argentino Carlos Berlocq por 6-4 y 6-2. En tercera ronda venció al francés Benoît Paire por 7-6(5) y 6-2. En cuartos de final derrotó a su compatriota Albert Ramos 6-0, 6-3 y en semifinales al canadiense Milos Raonic 6-4 y 6-0. El domingo 28 de abril, se jugó la final del 61.º Torneo Conde de Godó, donde Nadal venció a Nicolás Almagro por 6-4 y 6-3 sumando así su octavo título en la tierra batida del RCT Barcelona, en esta edición en sets corridos, gracias a sobreponerse a un mal inicio para terminar acabando con las fuerzas del murciano, impotente en la segunda y última manga de su primera final en el torneo. Con esta victoria ya son ocho las victorias finales de Rafa en Barcelona, donde suma un balance de 39 victorias seguidas por una única derrota, en su primer partido en 2003 contra Àlex Corretja, y consigue su décimo triunfo en duelos directos contra Nicolás Almagro, que tiene en el manacorí a una auténtica "bestia negra".

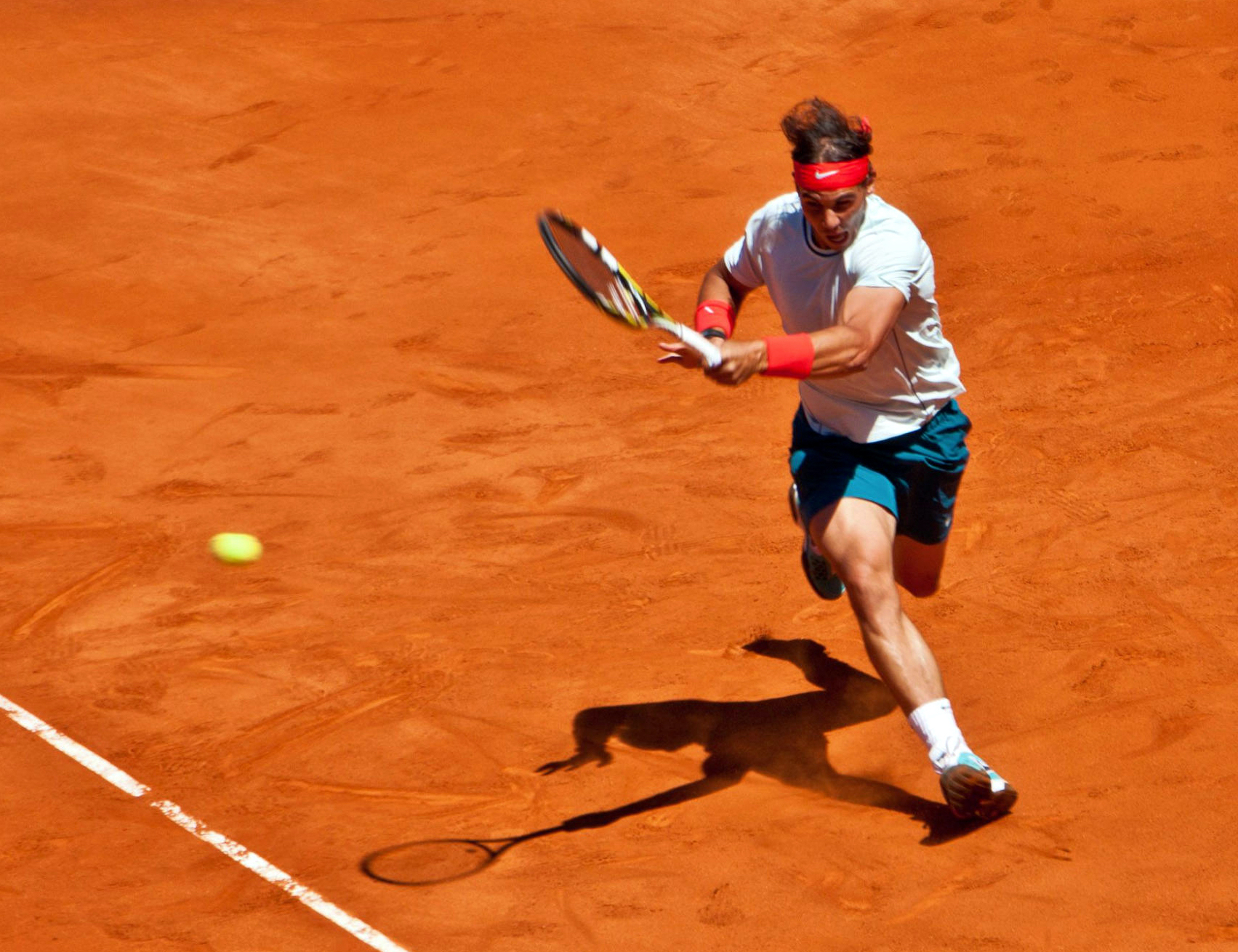
Nadal durante el Masters de Madrid 2013 logró su tercer título en su país natal tras vencer a Stan Wawrinka en sets corridos.

Después de su éxito en Barcelona, juega el Masters de Madrid, comenzó venciendo fácilmente a Benoît Paire y Mijaíl Yuzhny en sets corridos. En los cuartos de final, tiene un difícil partido contra su compatriota David Ferrer, quien dominó el encuentro durante casi 2 horas, llegando a quedar a 2 puntos de la victoria en el segundo set (6-4, 6-5 - 15/30 al servicio de Nadal), pero Nadal sostiene y gana la muerte súbita 7-3. Finalmente, Nadal ganó el 3.º set por 6-0 clasificándose para las semifinales, donde se enfrenta nuevamente con un compatriota Pablo Andújar, en un partido mucho menos disputado que el día anterior, el balear se impone por 6-0 y 6-4 en 1 hora y 16 minutos así Nadal logró su séptima final en igual cantidad de torneos desde que regresó a la competencia en febrero tras una lesión en la rodilla. La final fue el 12 de mayo y se impuso por un claro 6-2 y 6-4 al suizo Stan Wawrinka en 71 minutos sin tener que salvar un solo punto de quiebre, ganando por tercera vez (segundo desde que se juega en arcilla) el Masters 1000 de Madrid para igualar con Roger Federer en número de títulos en este torneo y a la vez sumando el quinto título de la temporada y el número 40 de su carrera sobre tierra batida.
A la semana siguiente, jugó el Masters de Roma. Eliminó sucesivamente a Fabio Fognini (6-1, 6-3), Ernests Gulbis (1-6, 7-5, 6-4), luego en los cuartos de final a David Ferrer 6-4, 4-6, 6-2, y en la semifinal a Tomáš Berdych por 6-2 y 6-4. En la final, se enfrentó a Roger Federer, a quien venció en 2 sets por un contundente 6-1 y 6-3 en solo 1 hora y 9 minutos logrando defender con éxito la corona, su séptimo título en el Foro Itálico y recuperar así el 4.º puesto del ranking ATP de cara al segundo Grand Slam del año.
Llegó a Roland Garros como máximo favorito una vez más demostrando estar recuperando en un 100 % de su lesión en la rodilla, el sorteo lo dejó del mismo lado del cuadro del número uno, Novak Djokovic, pudiendo enfrentarse en una potencial semifinal. Derrotó en primera ronda a Daniel Brands, en un partido igualadísismo por 4-6, 7-6(4), 6-4 y 6-3. Siendo esta la primera vez que pierde el primer set en su primer partido en Roland Garros. En segunda ronda volvió a sufrir para derrotar a Martin Kližan por 4-6, 6-3, 6-3 y 6-3. En tercera ronda volvió a su mejor nivel y ganó por 7-6(5), 6-4 y 6-4 al número 27 del mundo Fabio Fognini, siendo este su primer triunfo en sets corridos en esta edición. En cuarta ronda no tuvo problemas para deshacerse de Kei Nishikori 6-4, 6-1 y 6-3, al igual que con Stanislas Wawrinka 6-2, 6-3 y 6-1 en cuartos de final, disipando cualquier duda sobre su nivel de juego. En semifinales se midió al número uno del mundo, Novak Djokovic, un partido que era tan esperado desde el sorteo. El encuentro prometía ser trepidante y no defraudó. En un despliegue de golpes perfectos y de proezas físicas, ambos jugadores estuvieron a su mejor nivel. Durante el quinto set, Nadal perdió su servicio en el primer juego, Djokovic lideró break arriba hasta el 4-3, cuando tras un remate tocó la red y le dio un break point a Nadal que el español no desaprovechó (si ganaba ese juego hubiera quedado recibiendo para partido), quedando 4 iguales. En el 7-8 Djokovic quedó 0-40 abajo algo que le dio triple punto de partido a Nadal, algo que el balear no desaprovechó a la primera tras una derecha la de Nole ganando por un marcador final de 6-4, 3-6, 6-1, 6-7(3) y 9-7 después de 4 horas y 37 minutos. Este partido es ampliamente considerado como uno de los mejores partidos sobre tierra batida. El 9 de junio de 2013, conquistó su 8.º Roland Garros en 9 participaciones tras derrotar a David Ferrer por un 6-3, 6-2 y 6-3 en 2 horas y 17 minutos. Con este torneo se adjudicó un récord histórico, al ser el primer jugador en lograr 8 veces el mismo torneo de Grand Slam y logrando también el duodécimo título de Grand Slam de su carrera. También batió otro récord en el torneo parisino, batió la mayor cantidad de victorias en el torneo camino a su octava "Copa de los Mosqueteros" con 59 triunfos y 1 sola derrota.
El 24 de junio de 2013, Rafael Nadal comenzó su primer torneo sobre césped del año en Wimbledon sin participar en ningún torneo de preparación previo. Fue sorpresivamente eliminado en primera ronda en sets corridos por el belga Steve Darcis por 6-7(4), 6-7(8) y 4-6 en 2 horas y 55 minutos de acción, quien se ubicaba en el puesto N.º 135, convirtiéndose en el primer jugador en eliminar al español en la primera ronda de un Grand Slam. Así Nadal pone fin a su racha de 9 finales consecutivas desde su regreso a la competición.
Tras 5 semanas de descanso, reanudó la competencia a principios de agosto en el Masters de Montreal. Comenzó con un sólido triunfo sobre el WC local Jesse Levine por 6-2 y 6-0. En tercera ronda debió luchar para batir al polaco Jerzy Janowicz por 7-6(6) y 6-4, en cuartos de final venció al australiano y sorpresa del torneo, Marinko Matosevic por 6-2 y 6-4. En semifinales se enfrenta al serbio y número uno, Novak Djokovic, siendo este su primer enfrentamiento en Hard desde la mítica final de Australia 2012. Nadal domina los primeros compases y se pone 5-2 arriba rápidamente gracias a un doble quiebre, Djokovic logra recuperar uno pero no es suficiente y Rafa se impone por 6-4 en el primero. En el segundo set, Novak aumenta su nivel de juego, rompiendo al español mientras estaba liderado 4-3. El N.º 1 del mundo debió salvar un Break Point antes de cerrar la segunda manga a su favor por 6 a 3. En el último set, ninguno de los dos jugadores pierde su saque. El partido termina en la muerte súbita donde Rafa impone su ritmo y se pone 6-0 arriba sobre Nole, finalmente cierra la muerte súbita por 7-2 para alcanzar su tercera final en Montreal (después de 2005 y 2008). Ahí venció al local y cabeza de serie n.º 11, Milos Raonic por un claro doble 6-2 en solo 1 hora y 8 minutos para ganar su 25.º Masters 1000.
Siguió la semana siguiente con el Masters de Cincinnati, un torneo que nunca ganó. En segunda ronda batió fácilmente al alemán Benjamin Becker por doble 6-2, en tercera ronda tuvo un partido más difícil contra el búlgaro Grigor Dimitrov, venciéndolo en tres mangas por 6-2, 5-7 y 6-2. En los cuartos de final enfrenta a su clásico rival Roger Federer. Ambos jugadores entregan un partido de alto nivel, con un suizo agresivo y decidido ganó el primer set 7-5, Nadal se las arregló para contrarrestar a Roger, empujándolo a cometer errores y así ganó los siguientes 2 sets por 6-4 y 6-3 para ganar en 2 horas y 15 minutos. En semifinales se enfrentó al checo y sexto cabeza de serie Tomáš Berdych. Los dos sacan muy bien durante la primera manga, pero Nadal controla la mayoría de los intercambios y rompe el servicio del checo en el mejor momento para concluir este set por 7-5, el comienzo del segundo set se parece al primero, pero Berdych quiebra primero a Nadal, para liderar 4-2. Sin embargo, Rafa reacciona rápidamente al recuperar la rotura de inmediato y luego ganar de forma sufrida su servicio para empatar 4-4. El set se va a una muerte súbita donde Nadal se adelanta rápidamente en el marcador, todo termina tras una derecha ancha de Berdych que le da la muerte súbita a Nadal por 7-4. Se enfrenta en la final al estadounidense John Isner, verdugo de Richard Gasquet, Novak Djokovic y Juan Martín del Potro. Ahora Nadal había logrado llegar a la final de todos los Masters 1000 en su carrera, algo que solo Novak Djokovic y Roger Federer habían logrado. La final es muy luchada contra el cañonero estadounidense (2.08 cm), quien estuvo inspirado con el servicio ese día, tan excelente que incluso obliga a Nadal a salvar 3 bolas de set en la primera manga. Finalmente, el balear logra primer título en Cincinnati y 26.º Masters 1000 tras prevalecer por 7-6(8) y 7-6(3). También llegó a 5 Masters 1000 durante la temporada, igualando el de Novak Djokovic en 2011, además mantuvo su invencibilidad sobre pista dura a 15 triunfos consecutivos y a la vez recupera el segundo puesto del ranking ATP.
Llega como gran favorito al Abierto de Estados Unidos. En la primera ronda se enfrenta al Will Card local Ryan Harrison, que vence sin dificultad por 6-4, 6-2 y 6-2. Venció en la segunda ronda a Rogério Dutra da Silva por un cómodo 6-2, 6-1 y 6-0. En la tercera ronda, hizo otro partido sólido y ganó sin problemas contra Ivan Dodig por 6-4, 6-3 y 6-3. Su primera prueba real del torneo llegó en la cuarta ronda, enfrentando al alemán Philipp Kohlschreiber, verdugo de John Isner en la ronda anterior. El alemán le ganó el primer set del torneo al español, pero Nadal finalmente remontó ganando por 6-7(4), 6-4, 6-3 y 6-1. En los cuartos de final, barrio a su compatriota Tommy Robredo, verdugo de Roger Federer en la ronda anterior, por un contundente 6-0, 6-2 y 6-2 en 1 hora y 40 minutos, este fue el cuarto de final más rápido del US Open desde Ivan Lendl contra Derrick Rostagno en 1988. En las semifinales, se topa con Richard Gasquet (a quien había vencido en los 10 enfrentamientos previos). El francés se convirtió en el primer jugador en romper el saque del mallorquín en este torneo en el segundo set, pero finalmente, Rafa recuperaría el break y ganaría la muerte súbita del segundo y también el partido en 3 sets por 6-4, 7-6(1) y 6-2.
En la final se midió contra el número uno del mundo, Novak Djokovic, siendo esta su 37.ª confrontación que es todo un récord en la Era Abierta. El serbio se mantendrá en la cima del Ranking pase lo que pase, pero si Nadal gana, solo quedaría a 120 puntos con nada que defender durante 2013. Rafa ganó el primer set de la final por 6-2 al dominar al serbio en todos los compartimentos del juego pero, en el segundo set, Novak despierta y juega a un nivel muy alto. Quebró el saque de Rafa después de un intercambio de 54 golpes y ganó el set por 6-3. En la tercera manga, Djokovic quiebra de entrada, luego en el sexto juego Rafa recupera el break quedando 3 iguales. En el 4-4, Djokovic obtuvo 3 puntos de quiebre quedando 0-40 abajo (si quebrada sacaba para set). Rafa salva los 3 breaks, el último con su primer ace del partido y válida su juego. En el saque del serbio, el español logra quebrar y llevarse el tercer set por 6-4. Ese juego salvado por Nadal en el noveno sería el punto de inflexión de este partido, ya en la cuarta manga Rafa puso sexta y se llevó el set por un cómodo 6-1, el resultado final fue triunfo para Nadal por 6-2, 3-6, 6-4 y 6-1 en 3 horas y 21 minutos de lucha así conquistó su segundo US Open y 13.º Grand Slam (únicamente superado por Sampras con 14 y Federer con 17) mostrando a lo largo del torneo una solidez brillante en su juego y sobre todo con su saque, así Rafa concluyó una brillante temporada de canchas duras norteamericanas con los 3 títulos (Montreal + Cincinnati + US Open) y llegando a diez títulos durante la temporada, a la vez aumentó a 22 triunfos consecutivos sobre pista dura en 2013.
Solo unos días después de su título en el US Open, Rafa representó los colores de su país en el Repechaje del Grupo Mundial de la Copa Davis contra Ucrania en la Caja Mágica de Madrid sobre tierra batida, ganó su partido de individuales contra Sergui Stajovski por un cómodo 6-0, 6-0 y 6-4. Y cerró la permanencia de su país en el grupo mundial en el dobles junto a Marc López tras vencer a la dupla Denís Molchanov - Sergui Stajovski por 6-2, 6-7(6), 6-3 y 6-4, logrando 21.ª victorias consecutivas en individuales, contra una sola derrota y su tercera victoria en dobles. Originalmente estaba programado para jugar en los individuales el viernes y el domingo, pero finalmente decidió jugar el doblea y dejó su lugar para los últimos individuales, España finalmente se impuso por un cómodo 5-0.
Tras 2 semanas y media de descanso regresó a la competición a principios de octubre en el Torneo de Pekín y con un objetivo claro, recuperar el número uno, lo cual lograría si llegaba a la final o Djokovic no ganaba el torneo. Empezó en primera ronda venciendo cómodamente al colombiano Santiago Giraldo por 6-2 y 6-4, a pesar de perder 2 veces su servicio. En segunda ronda elimina con más dificultad al alemán Philipp Kohlschreiber 6-4, 7-6(3), en los cuartos de final, vuelve a sufrir con Fabio Fognini a pesar de ir liderando 6-2 y 4-1, gana el partido en tres mangas por 6-2, 4-6 y 6-1. En las semifinales vence a Tomáš Berdych por 4-2 y retiro del checo, lo que asegura que Rafa se convierta en número uno del mundo el próximo lunes 7 de octubre, sea cual sea el resultado de la final. No había alcanzado esta posición desde el 3 de julio de 2011 (volviendo a ser #1 dos años después). En la final, se enfrentó a Novak Djokovic por 38.ª vez en su carrera, con Novak ganado por un cómodo 6-3 y 6-4 terminando como subcampeón el torneo y también el serbio puso fin a su racha de 26 victorias consecutivas sobre Hard en 2013.
Ya como número uno, jugó los dos últimos Masters 1000 del año, en el Masters de Shanghái venció sucesivamente a Alexandr Dolgopolov (6-3, 6-2), Carlos Berlocq (6-1, 7-6) y Stanislas Wawrinka (7-6(10), 6-1) para alcanzar las semifinales donde cayó ante un inspirado Juan Martín del Potro por 6-2 y 6-4. Y en el Masters de París-Berçy también alcanzó las semifinales tras vencer a Marcel Granollers 7-5, 7-5, al último finalista del torneo Jerzy Janowicz 7-5, 6-4 y al francés Richard Gasquet frente a su público por 6-4 y 6-1 en cuartos de final, cayó derrotado ante un excelente David Ferrer por 6-3 y 7-5 en semifinales.

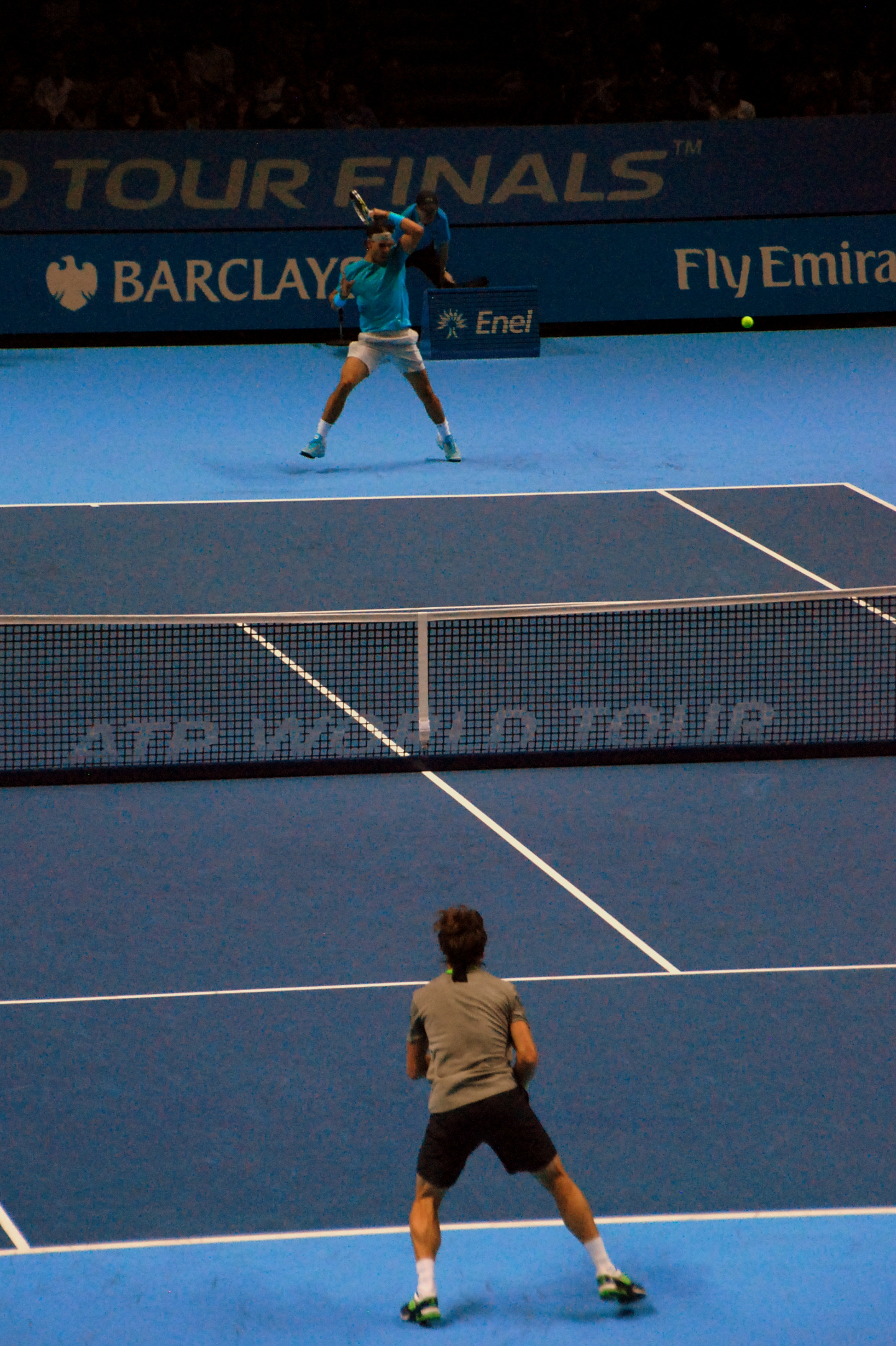
Nadal (celeste) en el partido contra Ferrer (gris) por el round-robin de la ATP FInals.

Llegaba así el último torneo del año, el ATP Finals 2013, donde Nadal nunca había sido capaz de alzarse con el título y cuyo mejor resultado había sido el subcampeonato tres años antes perdiendo ante el suizo Roger Federer en la final. En el Round Robin, Nadal quedó situado en el Grupo A, junto con David Ferrer, al que venció por 6-3 y 6-2. El suizo Stanislas Wawrinka, al que venció por 7-6(5) y 7-6(6), lo que le permite terminar el año como número uno del mundo, y con el checo Tomáš Berdych, al que también derrotó por 6-4, 1-6 y 6-3 para terminar como primero del grupo. Con solo un set perdido, Nadal avanzó a semifinales donde se cruzaría con el suizo Roger Federer, al que nunca pudo derrotar en pista dura en pista cubierta. En un partido carente de emoción, Nadal venció con autoridad por 7-5 y 6-3, lo que supuso la 22.ª victoria del español sobre el suizo en 32 enfrentamientos. En la final, se enfrentaría al número 2 del mundo, Novak Djokovic. El serbio mostró total superioridad desde el principio del encuentro y no dio opción alguna a Nadal, derrotándolo por un marcador de 6-3 y 6-4. De esta forma, Nadal quedaría a las puertas, por segunda vez en su carrera, de levantar el Torneo de Maestros.
El año 2013 acabó para Nadal con un balance de 10 títulos, siendo la segunda temporada más fructífera de su carrera. Dos de ellos siendo Grand Slam, cinco Masters 1000, dos ATP Tour 500 y 1 ATP Tour 250. Además, acabó por tercera vez en su carrera como número uno en el ranking ATP después de 2008 y 2010 y obtuvo un 91 % de victorias, el más alto desde que es profesional, contando tan solo 7 derrotas a lo largo de la temporada. Su récord este año 75-7.
Nadal termina el año con un historial 12-5 frente a Top-5 y 24-5 frente a Top-10.

### 2014: Noveno Roland Garros y problemas con las lesiones

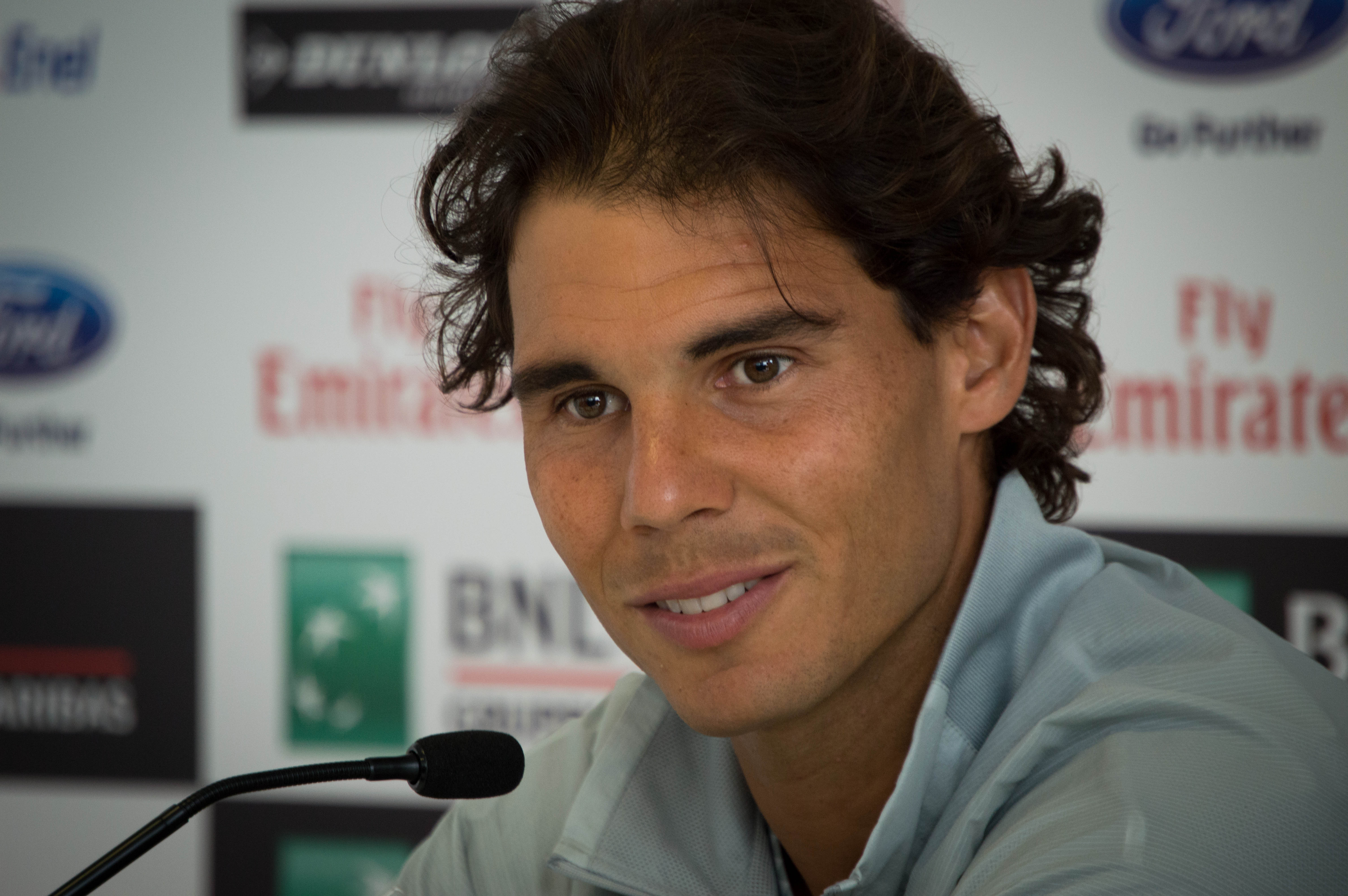
Rafa Nadal tendría un año de altibajos logrando solo 4 títulos, Roland Garros el más destacado, además de tener problemas con las lesiones, la primera de ellas fue cuando se desgarró la espalda previo a la Final del Abierto de Australia 2014.

Nadal empezó el año como número uno del ranking ATP.
Comenzó su temporada en el torneo de exhibición que se disputa en Abu Dhabi, el Mubadala World Tennis Championship, su primer partido fue ante David Ferrer, que se saldó con victoria para su compatriota por doble 6-4. En el partido por el tercer puesto se enfrentó a Jo-Wilfried Tsonga ganando por un score de 7-6 y 6-3.
El primer torneo oficial que disputó fue el Torneo de Doha. En primera ronda eliminó al checo Lukáš Rosol por 6-2 y 7-6(7). En segunda ronda derrotó al alemán Tobias Kamke por 6-3, 6-7(3) y 6-3. En cuartos de final se enfrentó al letón Ernests Gulbis al que ganó por 7-5 y 6-4. En semifinales tuvo que remontar frente al alemán Peter Gojowczyk estableciendo un 4-6, 6-2 y 6-3. Disputó la final el sábado 4 de enero de 2014 contra el francés Gaël Monfils y le venció por 6-1, 6-7(5) y 6-2 alzándose por primera vez con este torneo y logrando el primer título de su carrera en el mes de enero y también el primero en tierras cataríes.
Después de no participar el año anterior por lesión, el 13 de enero Nadal volvió a disputar el primer Grand Slam de la temporada: el Abierto de Australia. Debutó con victoria frente al australiano Bernard Tomic por 6-4 y abandono por lesión de Tomic. En segunda ronda su rival fue el australiano Thanasi Kokkinakis, wild card del torneo y número 570 del ranking ATP, el partido fue jugado bajo techo y con aire acondicionado debido a temperaturas que superaban los 40 grados, Nadal se deshizo del jugador local por un claro 6-2, 6-4 y 6-2. En tercera ronda derrotó al francés Gaël Monfils por un contundente 6-1, 6-2 y 6-3. En octavos de final venció al japonés Kei Nishikori en tres sets muy ajustados por 7-6(3), 7-5 y 7-6(3). El vendaje de su mano izquierda para proteger una llaga no impidió que Nadal eliminara en cuartos de final al talentoso búlgaro Grigor Dimitrov, con un tercer set muy disputado, por 3-6, 7-6(3), 7-6(7) y 6-2 en 3 horas y 37 minutos. En semifinales batió al jugador suizo Roger Federer por un claro 7-6(4), 6-3 y 6-3 llegando una vez más a la final en Melbourne (última vez en 2012) y también logrando su undécima victoria consecutiva en una semifinal de Grand Slam, solo superada por el récord histórico de Björn Borg de 14. En su tercera final australiana, el domingo 26 de enero de 2014, perdió contra el suizo Stanislas Wawrinka (con quien tenía un récord de 12-0) en un partido que estuvo marcado por los dolores de espalda del manacorí al comienzo del segundo set, pese a las molestias pudo ganar la tercera manga y terminó sucumbiendo por 3-6, 2-6, 6-3 y 3-6, una vez en la premiación recibió una ovación por parte de todo el público.
Tras la dolorosa derrota en la final del Abierto de Australia, Nadal acudió al Torneo de Río de Janeiro, donde venció a Daniel Gimeno-Traver, Albert Montañés y João Sousa en sets corridos para enfrentarse con Pablo Andújar en las semifinales y ganar por 2-6, 6-3 y 7-6(10) tras salvar dos puntos de partido. En la final venció al ucraniano Aleksandr Dolgopólov, por un score de 6-3 y 7-6(3), alzándose de esta manera con su segundo título del año.
En el primer Masters 1000 del año, el Masters 1000 de Indian Wells (donde defendía título), Nadal venció en segunda ronda al checo Radek Štepánek por 2-6, 6-4 y 7-5. Sin embargo caería eliminado en tercera ronda ante el ucraniano Aleksandr Dolgopólov, al que había vencido en el Torneo de Río, por un marcador de 3-6, 6-3 y 6-7(5). Nadal acudió al Masters 1000 de Miami, donde no jugó el año anterior, y tuvo una buena participación alcanzando la final. En segunda ronda batió a Lleyton Hewitt por 6-1 y 6-3. En tercera ronda batió a Denis Istomin por 6-1 y 6-0. En octavos de final batió a Fabio Fognini doble 6-2. En cuartos de final derrotó a Milos Raonic por un estrecho 4-6, 6-2 y 6-4. Y accedió a la final en Miami tras la no presentación de Tomáš Berdych donde perdió ante el serbio Novak Djokovic, por un claro doble 6-3. De esta forma sería la cuarta ocasión en la que el español caería en la final de dicho torneo, siendo este Masters 1000 el único que ha perdido en tantas ocasiones.
Con el comienzo de la gira en tierra batida europea por Europa, Nadal defendía un montante de 5100 puntos para defender el número uno del ranking, entre los torneos de Montecarlo, Barcelona, Madrid, Roma y el segundo Grand Slam del año: Roland Garros. En el primer torneo, el Masters 1000 de Montecarlo, por primera vez desde 2005, Nadal no fue capaz de alcanzar la final y cayó en cuartos de final ante su compatriota y amigo David Ferrer por 6-7(1) y 4-6, siendo esta la primera vez en 10 años que Ferrer le gana en tierra batida. Similar resultado obtendría una semana después en el Conde de Godó, donde cayó de nuevo en cuartos de final esta vez ante Nicolás Almagro por 6-2, 6-7(5) y 4-6 cortándole una racha de 41 victorias consecutivas del manacorí en Barcelona desde que cayera en segunda ronda ante Àlex Corretja en 2003 y también había sumado 43 sets de forma consecutiva (sumando el ganado ante Almagro). De esta forma, Nadal cedía dos derrotas consecutivas en tierra batida por primera vez desde 2011.

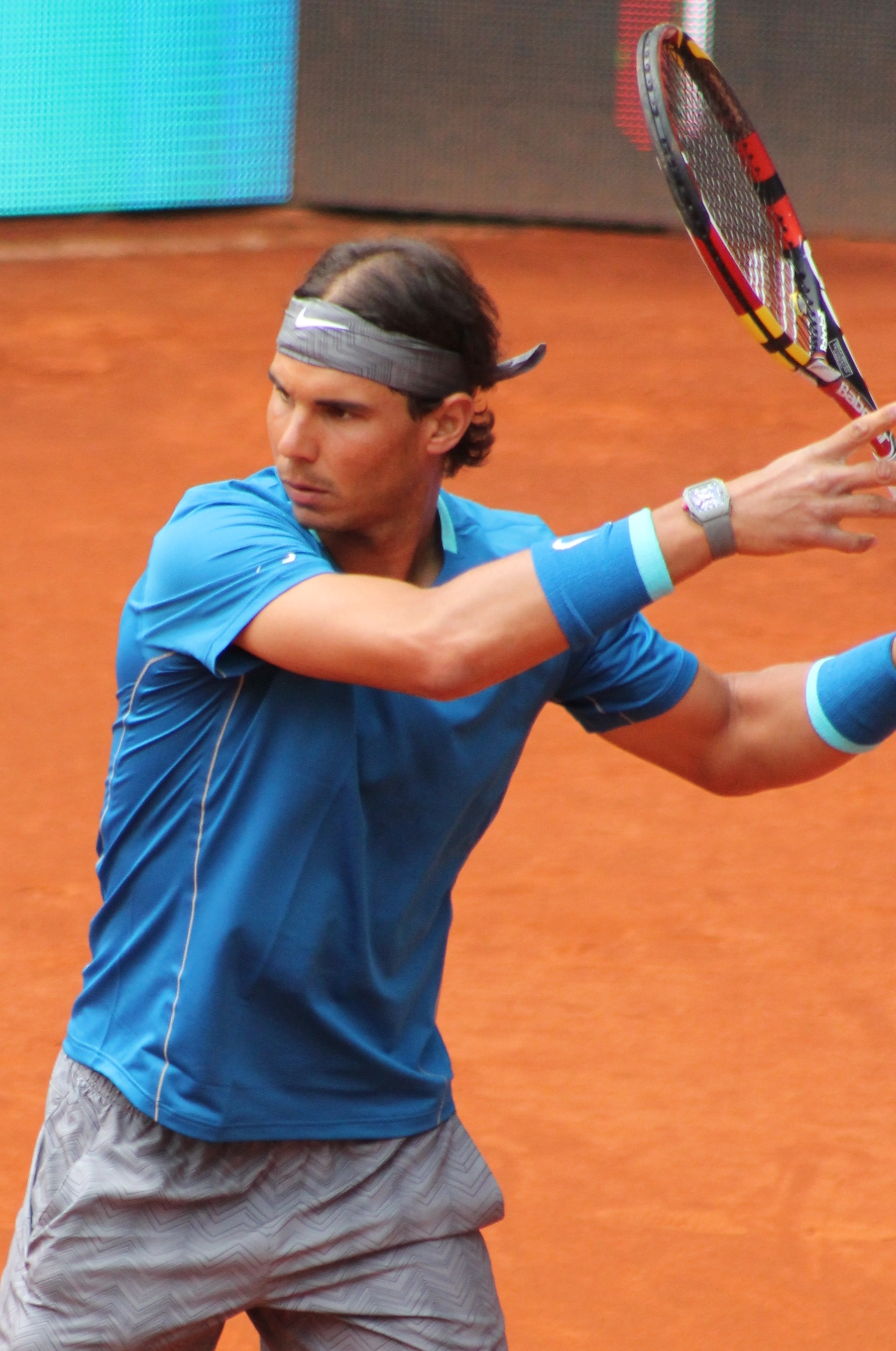
Nadal en el Masters 1000 de Madrid 2014 se coronó campeón tras derrotar a Kei Nishikori por 2-6, 6-4, 3-0 y retirada del nipón.

Con muchas dudas sobre el nivel que mostraba su juego, Nadal se alzó con el título en el Masters 1000 de Madrid venciendo a Juan Mónaco, Jarkko Nieminen, Tomáš Berdych, Roberto Bautista en sets corridos y en la final al japonés Kei Nishikori por retirada de este, cuando el marcador presentaba un 2-6, 6-4 y 3-0 y por lo tanto retiene su título logrado el año pasado y también logra el 27.º Masters 1000 de su carrera, en un partido marcado por la lesión del jugador nipón cuando dominaba en el marcador con claridad a mediados del segundo set.
En el último torneo previo a Roland Garros, el Masters 1000 de Roma, Nadal tiene muchas más dificultades que en Madrid: en segunda ronda le ganó a Gilles Simon por 7-6(1), 6-7(4), 6-2, en la tercera ronda le tocó remontar contra Mijaíl Yuzhny después de perder el primer set 6-7(4), 6-2, 6-1. En cuartos de final se enfrentó a Andy Murray, Nadal perdió el primer set fácilmente por 1-6 contra un Murray demasiado agresivo, en el segundo set Nadal invierte la situación y termina ganando por 1-6, 6-3 y 7-5. En semifinales vence al búlgaro Grigor Dimitrov por doble 6-2 para llegar a la final en el Foro Itálico encontrándose con Novak Djokovic. El encuentro comienza bien para el mallorquín que ganó el primer set quebrándole dos veces al serbio. Pero el número 2 del mundo se recupera y vence por cuarta vez consecutiva a Nadal en una final por 4-6, 6-3 y 6-3.

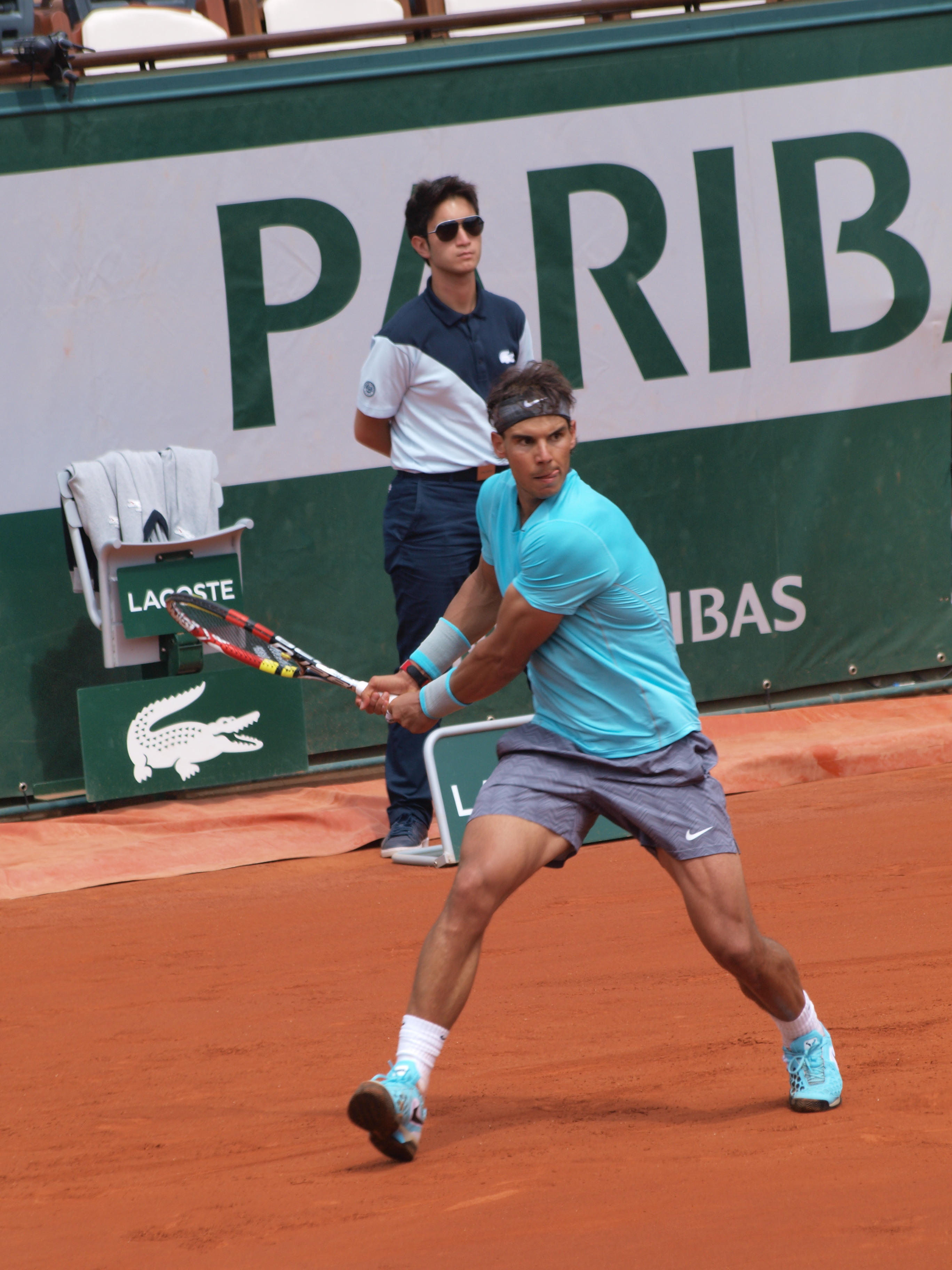
Rafael Nadal conquistó su noveno Roland Garros tras vencer a Novak Djokovic en la final parisina por 3-6, 7-5, 6-2 y 6-4; impidiendo nuevamente que el serbio complete el Grand Slam Carrera, además este fue su 14.º Grand Slam.

En el segundo Grand Slam de la temporada: Roland Garros, Nadal aspiraba a levantar su novena Copa de los Mosqueteros, y no solo eso, sino que también estaba en juego el número uno del ranking ATP, solo una victoria final le permitiría mantener el trono. A pesar de las dudas cosechadas después de la derrota ante Novak Djokovic en Roma, Nadal avanzó hasta la final mostrando un juego sólido y contundente, derrotando por el camino a Robby Ginepri (6-0, 6-3, 6-0), Dominic Thiem (6-2, 6-2, 6-3), Leonardo Mayer (6-2, 7-5, 6-2), Dušan Lajović (6-1, 6-2, 6-1), David Ferrer (4-6, 6-4, 6-0, 6-1) y a Andy Murray en semifinales por 6-3, 6-2 y 6-1 en solo 1 hora y 40 minutos. El 8 de junio de 2014 fue la final ante el serbio Novak Djokovic, número 2 del mundo y aspirante a arrebatarle el primer puesto del ranking a Nadal si lograba la victoria. Finalmente el español conquistó su noveno Roland Garros tras una doble falta del serbio (curiosamente al igual que en 2012) por 3-6, 7-5, 6-2 y 6-4 en 3 horas y 31 minutos y así terminaba con una racha de 4 derrotas consecutivas contra el serbio. De esta forma, Nadal batió el récord que hasta entonces compartía con Björn Borg de cuatro Roland Garros consecutivos, con cinco. Además le sirvió para alcanzar al estadounidense Pete Sampras en trofeos de Grand Slam, con catorce, y se convirtió en el primer jugador en la historia en ganar nueve veces el mismo torneo de Grand Slam y el primero en ganar al menos un Grand Slam en 10 temporadas consecutivas.
Tras lograr su decimocuarto Grand Slam y retener el número uno del ranking ATP, Nadal afrontaba la temporada en hierba con la ilusión de conseguir un resultado positivo en Wimbledon por primera vez desde 2011. Reaparece en el Torneo de Halle pero cae en primera ronda ante el alemán Dustin Brown por un claro 4-6, 1-6, en un partido en el que Nadal apenas opuso resistencia y evidenció el cansancio físico de las últimas semanas.

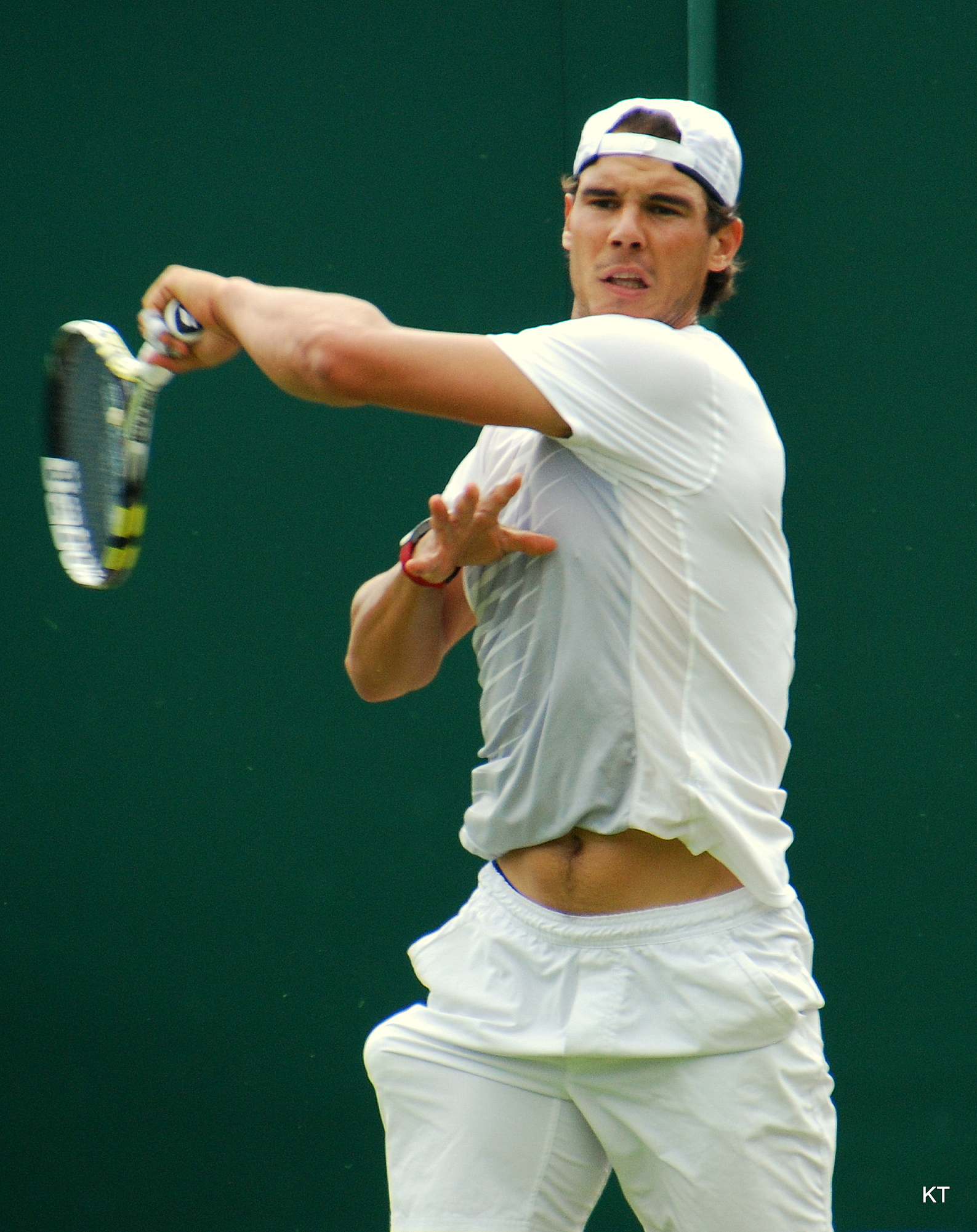
Rafael Nadal en Wimbledon 2014 llegó a la cuarta ronda tras caer ante la joven promesa australiana Nick Kyrgios (144.º ATP) por 7-6, 5-7, 7-6 y 6-3, a pesar de la derrota este fue su mejor resultado en la catedral del tenis desde 2011.

Dos semanas después comenzó el tercer Grand Slam de la temporada: Wimbledon. Nadal logró avanzar en primera ronda tras derrotar a Martin Kližan por 4-6, 6-3, 6-3 y 6-3. En segunda ronda se enfrentaba a su verdugo en 2012, el checo Lukáš Rosol, pero esta vez la victoria fue para el español por 4-6, 7-6(6), 6-4 y 6-4. Ya en tercera ronda y con un Nadal mostrando una mayor confianza en su juego, vencería a Mijaíl Kukushkin por 6-7(4), 6-1, 6-1 y 6-1. En cuarta ronda se enfrentaría al joven australiano Nick Kyrgios, número 144 del mundo. Con un total de 37 aces, el joven de 19 años consiguió derrotar al español por un marcador de 6-7(5), 7-5, 6-7(5) y 3-6 resultando así la gran sorpresa del torneo. Nadal alcanzó su mejor participación en Wimbledon desde 2011 y a la postre perdería el número uno del ranking ATP en detrimento del serbio Novak Djokovic, que logró la victoria final ante el suizo Roger Federer.
El 30 de julio, Nadal anunció que se lesionó la muñeca derecha en un entrenamiento, lo que le tendría apartado de las pistas durante un mínimo de 3 semanas. Debido a ello no pudo participar en los Masters 1000 de Toronto y Cincinnati (en los cuales era campeón defensor). El 18 de agosto, anunció que también se perdería el último Grand Slam de la temporada, el Abierto de Estados Unidos, en el que también defendía título.
El 25 de septiembre, jugó un partido de exhibición contra Jo-Wilfried Tsonga en Astaná, el cual ganó el tenista español por 6-7(7), 6-3 y 6-4, confirmando su recuperación y su regreso a las canchas tras 3 meses para la gira asiática.

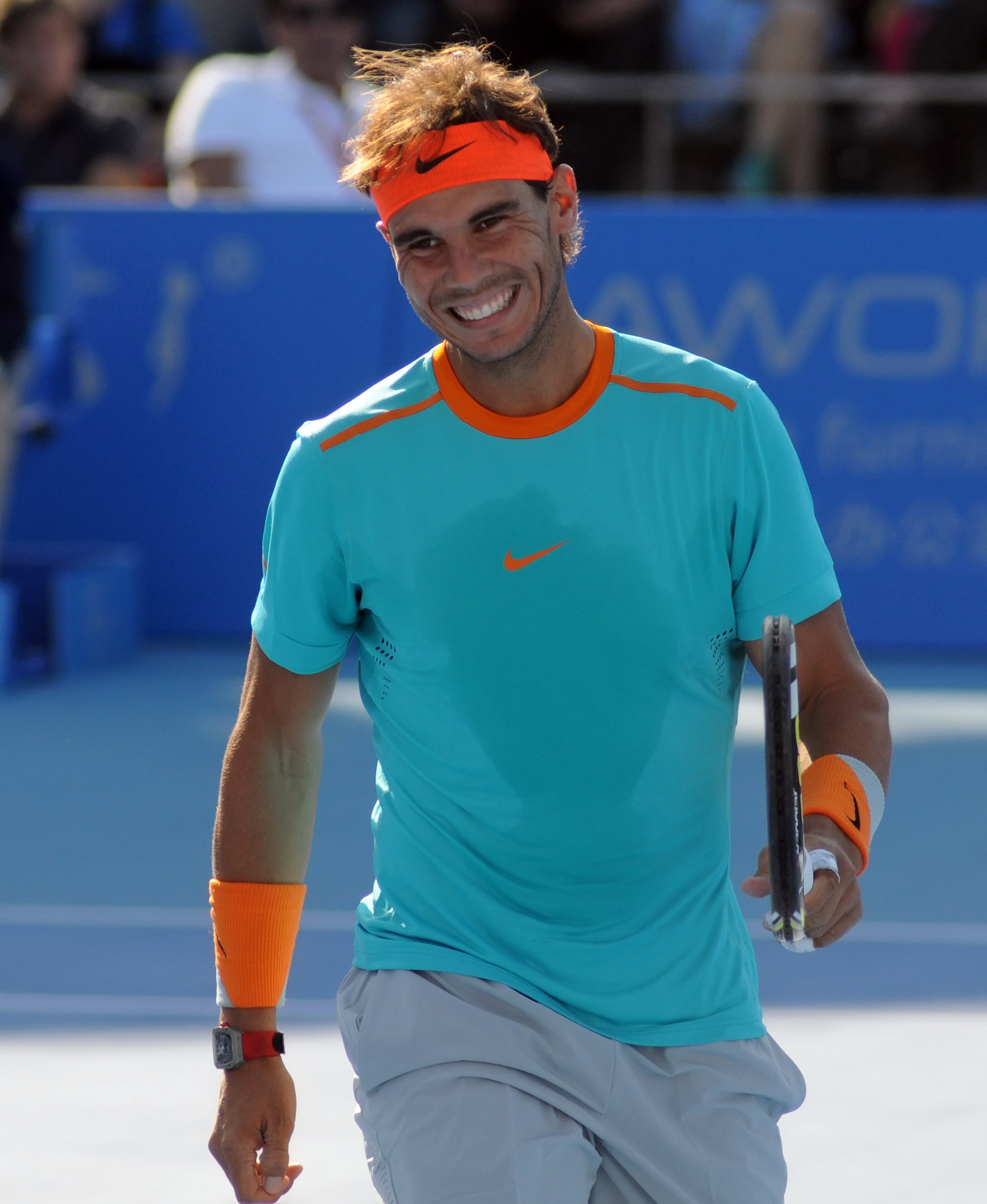
Nadal en uno de los últimos torneos de su temporada el ATP 500 de Pekín.

Después del mazazo que le supuso perderse tres torneos por lesión, Nadal anunció que volvería a la competición oficialmente en el Torneo de Pekín a finales de septiembre. Comenzó con victorias ante Richard Gasquet (6-4, 6-0) y Peter Gojowczyk (6-3, 6-4), pero en cuartos de final caería derrotado ante el eslovaco Martin Kližan por 7-6(7), 4-6 y 3-6. Una semana después acudiría al Masters 1000 de Shanghái. Poco antes de jugar su primer partido ante Feliciano López, se dio a conocer la noticia de que Nadal sufría un principio de apendicitis. A pesar de los antibióticos que le fueron administrados, Rafa jugó el partido y perdió ante Feliciano por 3-6 y 6-7(6), evidenciando un estado físico muy mermado debido a la medicación.
El 13 de octubre bajaría al tercer puesto del ranking ATP tras la victoria del suizo Roger Federer en este torneo. Dos semanas después y ante los rumores que daban por terminada la temporada de Nadal y su paso por el quirófano, anunció su participación en el Torneo de Basilea, al que no acudía desde 2004. Venció cómodamente sus dos primeros partidos ante Simone Bolelli por doble 6-2 y Pierre-Hugues Herbert por doble 6-1, pero en cuartos de final, Borna Ćorić, un joven croata de 17 años y número 124 del mundo, le derrotaba de forma contundente por 2-6 y 6-7(4). A lo largo del torneo, Nadal anunció que no participaría ni en el Masters 1000 de París-Bercy ni en el ATP Finals, finalizando así su temporada y pasando con éxito por quirófano el 3 de noviembre, debido al principio de apendicitis que le había sido diagnosticado y también a la vez tratar sus problemas de espaldas que incomodaban desde la final del Abierto de Australia 2014.
Nadal cerró 2014 con cuatro títulos: un Grand Slam (Roland Garros), un Masters 1000 (Masters 1000 de Madrid), un ATP Tour 500 (Torneo de Río) y un ATP Tour 250 (Doha). Su porcentaje de victorias fue del 81%, siendo el más bajo desde 2004, lo que le llevó a terminar el año en el puesto número 3 del ranking ATP por primera vez en su carrera. Cierra el año con un récord de 48-11 en un año plagado de problemas físicos.

### 2015: Siguen las lesiones y caída en el ranking
En 2015, Nadal comienza la temporada en el número 3 del ranking ATP. Tras su operación en noviembre por un principio de apendicitis y varias semanas de reposo, volvió a los entrenamientos de cara a preparar la nueva temporada.
Reapareció en el torneo de exhibición que se disputa en Abu Dhabi, el Mubadala World Tennis Championship, donde compartió cartel con, entre otros, Novak Djokovic, Andy Murray y Stanislas Wawrinka. Su primer partido fue ante Andy Murray, que se saldó con victoria para el escocés por un contundente 6-2 y 6-0, partido en el que Nadal evidenció una clara falta de ritmo y todavía muy por debajo de su nivel habitual. En el encuentro por el tercer y cuarto puesto venció al suizo Stanislas Wawrinka por 7-6(1) y 6-3. Una semana después acudía al primer torneo oficial del año, el Torneo de Doha, donde Nadal venció el año anterior y por lo tanto defendía título. Cayó en su primer partido ante el alemán Michael Berrer, número 127 del ranking ATP, por 6-1, 3-6 y 4-6, comienza su temporada oficial con una derrota por primera vez desde 2004, sufriendo también la primera derrota del año ante un completo desconocido y resultando la gran sorpresa del torneo. A pesar de ello, Nadal se alzaría con el título en la modalidad de dobles junto a su compañero y amigo, el argentino Juan Mónaco, venciendo en la final a la pareja austriaca formada por Julian Knowle y Philipp Oswald por 6-3 y 6-4. Con este, Nadal acumula nueve títulos a lo largo de su carrera en la categoría de dobles.
Llegaba así el primer Grand Slam de la temporada: el Abierto de Australia, donde Nadal defendía la final que perdió en 2014 ante el suizo Stanislas Wawrinka. Después de las dudas sembradas por su juego y su estado físico en Abu Dabi y Doha, Nadal comenzó el torneo de manera solvente ante el ruso Mijaíl Yuzhny, venciendo por 6-3, 6-2 y 6-2. En segunda ronda venció al estadounidense Tim Smyczek por 6-2, 3-6, 6-7(2), 6-3 y 7-5 en 4 horas y 12 minutos, partido marcado por los problemas físicos que tuvo el español, mostrando síntomas de deshidratación, mareos y vómitos. En tercera ronda se enfrentó al israelí Dudi Sela al que derrotó por 6-1, 6-0 y 7-5. En cuarta ronda se cruzaría ante el sudafricano Kevin Anderson y venció por 7-5, 6-1 y 6-4. Una vez alcanzada la segunda semana del torneo y mostrando un nivel más notable en su juego, Nadal llegó a cuartos de final encontrándose con Tomáš Berdych, al que había derrotado en las 17 ocasiones anteriores antes de este partido y cuya última victoria de Berdych se remontaba a Madrid 2006. Esta vez la victoria sería para el checo por 2-6, 0-6 y 6-7(5) volviéndole a ganar después de 9 años, en un partido donde el español evidenció la ausencia del nivel necesario para poder derrotar a un jugador del top 10. Nadal se despidió así del primer Grand Slam del año cayendo en cuartos de final y también ese 6-0 recibido en el segundo set fue solo su tercer rosco en contra en Grand Slam.
En febrero, Nadal inició la gira por Sudamérica para recuperar el ritmo, la autoestima y confianza en su juego participando en el Torneo de Río de Janeiro, de categoría ATP Tour 500 y donde defendía el título conquistado en 2014, y en el Torneo de Buenos Aires, de categoría ATP Tour 250. En el torneo brasileño, Nadal comenzó sólidamente y con pocas dudas, dejando por el camino al local Thomaz Bellucci, al español Pablo Carreño y al uruguayo Pablo Cuevas por 4-6, 7-5 y 6-0 en un durísimo partido que terminó a las 3:19 AM (hora local en Brasil). En semifinales, cayó derrotado sorprendentemente ante el italiano Fabio Fognini por 6-1, 2-6 y 5-7, en un partido emocionante donde Nadal llegó a ir 6-1, 1-0 y saque, pero el esfuerzo del día anterior ante Cuevas en duelo que terminó en la madrugada y problemas físicos a finales del último set le pasaron factura; además esta fue su primera derrota en tierra batida del año. Después de caer en el torneo brasileño, Nadal acudió a la capital de Argentina para participar por segunda vez en su carrera en el torneo local (su primera participación se remonta a 2005, donde alcanzó los cuartos de final). Rafael venció a Facundo Argüello, Federico Delbonis y Carlos Berlocq, todos ellos argentinos, para llegar a la final donde se enfrentaba al también argentino y amigo: Juan Mónaco. Nadal venció 6-4 y 6-1 en un duelo que fue interrumpido varias veces por la lluvia, y de esta forma alzaba su primer título del año y el número 46 en tierra batida, quedando a tan solo tres de igualar los 49 títulos en arcilla del también argentino y legendario Guillermo Vilas. Con este título, Nadal suma un total de 65 a lo largo de su carrera, deshaciendo el empate con el estadounidense Pete Sampras y colocándose en quinto lugar de la clasificación histórica de títulos ATP.
Después de su paso por Sudamérica, llegaba el primer Masters 1000 del año: Indian Wells. Nadal venció al croata Igor Sijsling, al estadounidense Donald Young y al francés Gilles Simon para alcanzar los cuartos de final del torneo, donde perdió ante el canadiense Milos Raonic por 6-4, 6-7(10) y 5-7 después de tener 3 puntos de partido y ganar más puntos que su oponente en el transcurso del partido. También esta fue la primera vez que perdió en cuartos de final en el torneo californiano. A pesar de esta derrota Nadal sumó puntos para el ranking ATP ya que defendía la tercera ronda que alcanzó el año anterior. A continuación Nadal viajaría hasta Miami para disputar el Masters 1000 de Miami, en su debut en segunda ronda venció a su compatriota Nicolás Almagro por 6-4 y 6-2. A pesar de mostrar buen juego, Nadal sería derrotado en tercera ronda por el también español Fernando Verdasco por 4-6, 6-2 y 3-6. Nadal no había perdido antes de cuartos de final en Miami desde Masters de Miami desde 2006 contra su compatriota Carlos Moyá en segunda ronda. Con esta derrota Nadal caería al quinto puesto del ranking ATP, siendo adelantado por el escocés Andy Murray y el japonés Kei Nishikori. Con muchas dudas en su juego, Nadal terminaba la gira americana de pista dura para comenzar la gira de tierra batida europea.

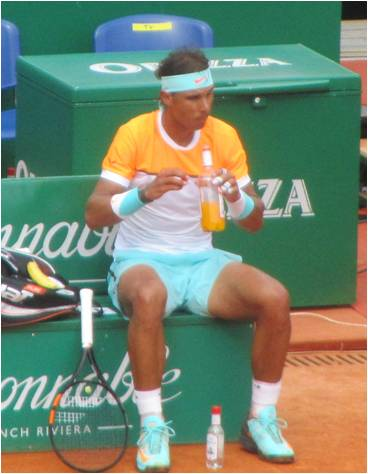
Nadal en su duelo contra Novak Djokovic por las semifinales del Masters de Montecarlo 2015, perdiendo por doble 6-3 en 1 hora y 38 minutos.

Durante la tercera semana de abril comenzaba la gira de tierra batida europea para Nadal. Lo hacía disputando el primer Masters 1000 del año en esta superficie: Montecarlo. Torneo que consiguió ganar anteriormente en 8 ocasiones. En segunda ronda Nadal debutaría ante el francés Lucas Pouille venciendo por 6-2 y 6-1, en tercera ronda derrotaría en un duro partido al estadounidense John Isner por 7-6(6), 4-6 y 6-3. En cuartos de final chocaría con su compatriota y amigo David Ferrer, esta vez Nadal se tomaría la revancha por lo sucedido el año anterior y se llevaría la victoria por 6-4, 5-7 y 6-2 en otro duro partido en 2 horas y 45 minutos accediendo a semifinales. En ellas, se enfrentaría al serbio y número uno del mundo Novak Djokovic, el partido sería un mero trámite para el jugador serbio venciendo por 6-3 y 6-3 al español, dejando a Nadal a las puertas de su décima final en el principado. A pesar de esta derrota Nadal volvió al cuarto puesto en el ranking ATP.
Inmediatamente después de terminar su participación en Montecarlo, Nadal regresaría a España para disputar el Trofeo Conde de Godó, donde ostenta un total de 8 títulos. Debutaría en segunda ronda ante el también español Nicolás Almagro, venciendo por 6-3 y 6-1, cobrándose la revancha del año pasado tras haber sido vencido por Almagro en cuartos de final en 2014. En tercera ronda se enfrentaría a su verdugo en el Torneo de Río, el italiano Fabio Fognini. De nuevo y como sucedió en el torneo brasileño, Fognini se alzaría con la victoria por 6-4 y 7-6(6) en poco más de dos horas, el italiano se convertía en el tercer jugador en vencer a Nadal en dos ocasiones en tierra batida durante la misma temporada, después del argentino Gastón Gaudio y el serbio Novak Djokovic. Esta es la segunda vez que Nadal pierde antes de los cuartos de final en Barcelona, la primera desde su primera participación en 2003. Por su parte, el español acrecentó las dudas en torno a su juego, después de mostrar un buen nivel en Montecarlo el propio Nadal reconoció que había dado un paso atrás en Barcelona y admitió su falta de nivel tenístico para poder seguir mejorando de cara a Roland Garros, faltando solo un mes para el Grand Slam parisino.
Tras caer prematuramente en el Conde de Godó, Nadal acudiría a la capital española para disputar el Masters 1000 de Madrid, donde defendía el título obtenido el año anterior. El español avanzaría rondas dejando por el camino a Steve Johnson (6-4, 6-3), Simone Bolelli (6-2, 6-2), Grigor Dimitrov (6-3, 6-4) y Tomáš Berdych (7-6(3), 6-1) sin ceder sets. De esta forma Nadal alcanzaba su séptima final en el Masters de Madrid. En ella, se enfrentaría al escocés y número 3 del mundo Andy Murray. Con un balance de 6-0 a favor del español en tierra batida, Nadal se presentaba como máximo favorito, pero el escocés dio la campanada del torneo venciéndole por un contundente 6-3 y 6-2, siendo esta la primera victoria de Murray sobre el español en tierra batida y también saliendo del Top 5 por primera vez desde el 9 de mayo de 2005 (10 años) quedando en el séptimo lugar. Tras esta sorpresiva derrota, Nadal viajaría a Italia para disputar el Masters 1000 de Roma, donde defendía la final disputada en 2014 y que terminó en derrota para el español ante el serbio Novak Djokovic. Debutó en el torneo venciendo al turco Marsel Ilhan por un cómodo 6-2 y 6-0, en tercera ronda derrotaría también al estadounidense John Isner por un doble 6-4, pero en cuartos de final caería derrotado ante el suizo Stanislas Wawrinka por 7-6(7) y 6-2 quien lo derrota por primera vez en Masters 1000 y también en arcilla. Se cerraba así para Nadal la gira en tierra batida antes de llegar a Roland Garros, y lo hacía con el español en el séptimo lugar del ranking ATP y siendo así la primera vez en 10 años que llegaba al torneo parisino sin títulos en la gira de tierra batida europea y por primera vez sin un título Masters 1000 bajo el brazo.

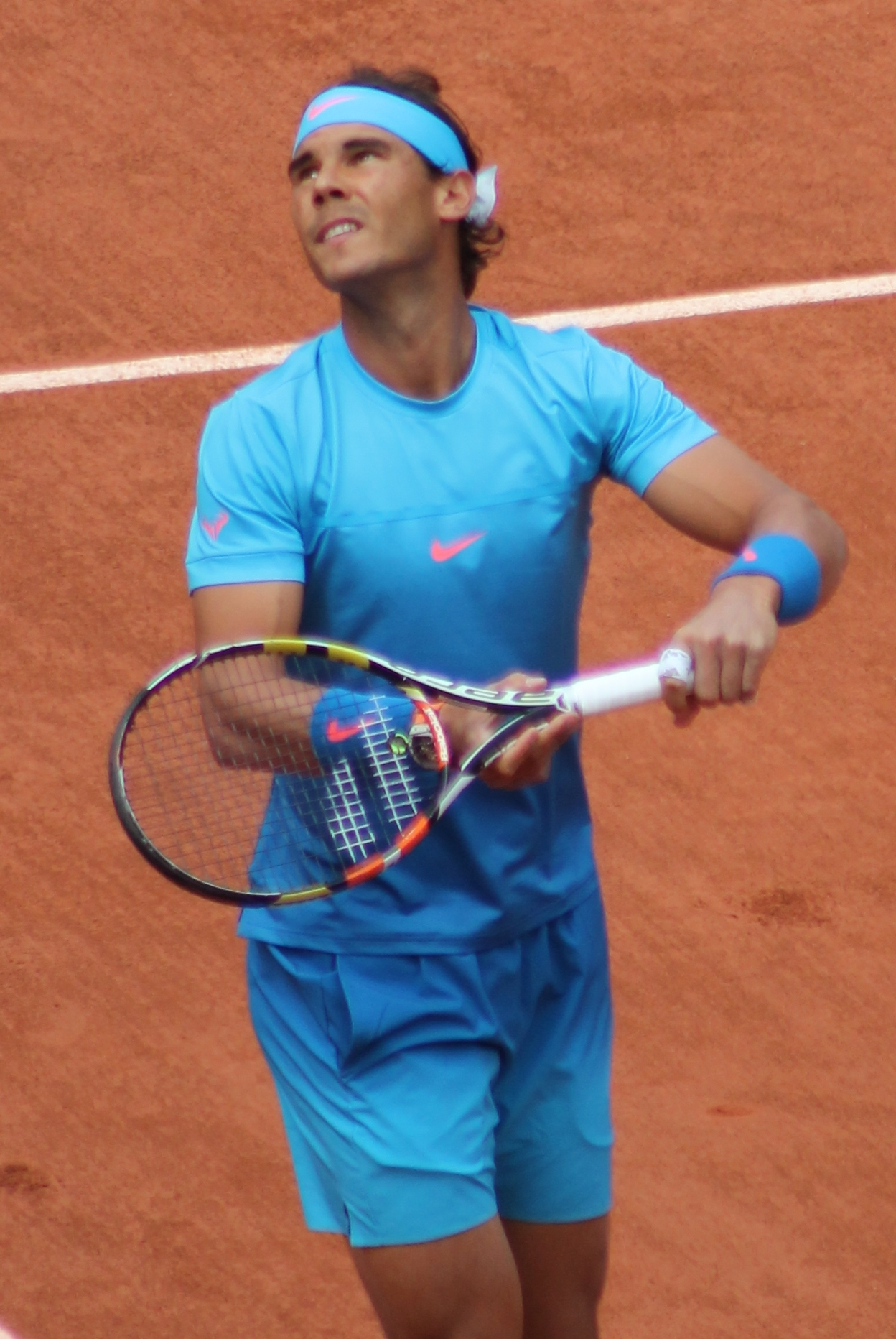
Nadal en Roland Garros 2015 sufrió su segunda derrota en 11 años en el Grand Slam parisino tras caer ante el mejor tenista de ese momento Novak Djokovic en sets corridos por 7-5, 6-3 y 6-1; de paso convirtiéndose el serbio en el segundo jugador en lograr derrotar al español en Roland Garros tras Robin Söderling en 2009 y también en el primer tenista que venció a Nadal en 3 sets en Roland Garros.

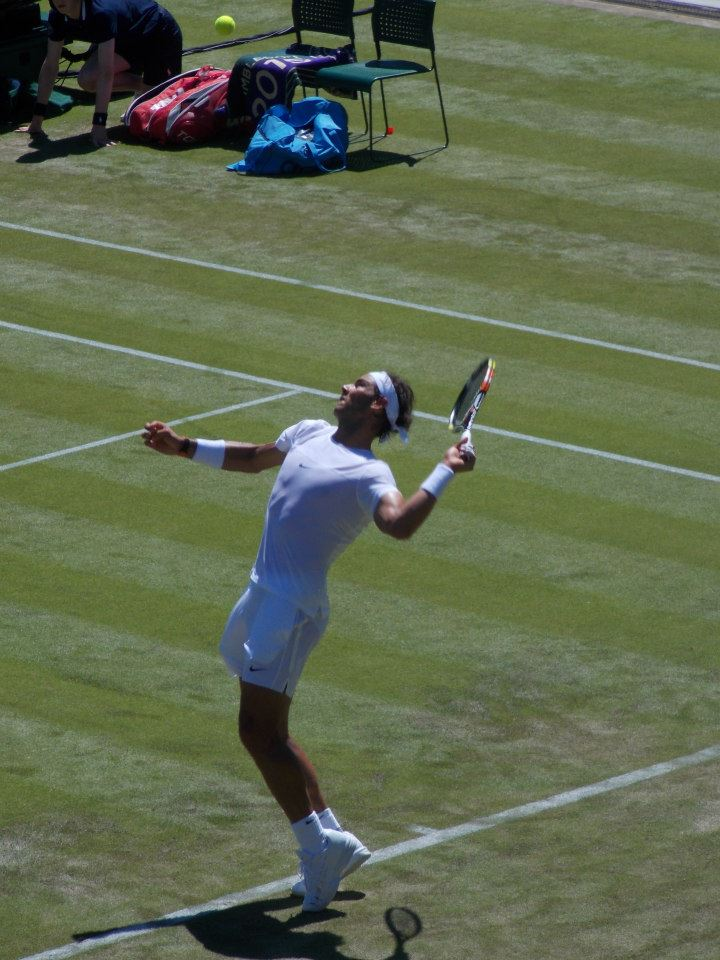
Nadal sumaria otra decepción más en Wimbledon 2015 tras caer ante Dustin Brown por 7-5, 3-6, 6-4 y 6-4.

El 24 de mayo arrancaba el segundo Grand Slam del año: Roland Garros. Nadal acudía como sexto cabeza de serie debido a la baja por lesión del canadiense Milos Raonic y también sin mucha confianza en su juego y por primera vez en 10 años sin ser el máximo favorito al título. Tras el sorteo, el español quedaría situado en la misma parte del cuadro que el serbio y número uno del mundo Novak Djokovic, de esta forma quedaría en el aire un más que posible duelo entre ambos en cuartos de final. Nadal debutaría en el torneo con victoria ante el francés Quentin Halys por 6-3, 6-3 y 6-4, en segunda ronda vencería a su compatriota Nicolás Almagro por 6-4, 6-3 y 6-1, en tercera ronda vencería al ruso Andrey Kuznetsov por 6-1, 6-3 y 6-2. En octavos de final se enfrentaría al estadounidense Jack Sock, al que derrotaría por 6-3, 6-1, 5-7 y 6-2, dejando hasta ese momento su marca en un histórico 70–1, convirtiéndose en el jugador con más victorias en toda la historia del torneo. En cuartos de final llegaría el ansiado duelo ante Novak Djokovic, el partido que para muchos era la final anticipada. Después de un primer set que duró un poco más de una hora, el serbio barrió al español en tres sets por 7-5, 6-3 y 6-1 en solo 2 horas y 27 minutos y para los últimos dos sets no hubo un suspenso dramático. Esta es solo la segunda derrota de Nadal en 72 partidos en Roland Garros después de su primera derrota contra el sueco Robin Söderling en 2009 y el final de una racha de 39 victorias consecutivas en la tierra parisina. Después de esta derrota, Nadal cae al noveno lugar del ranking, siendo esta la primera vez en 10 años que sale del Top 8.

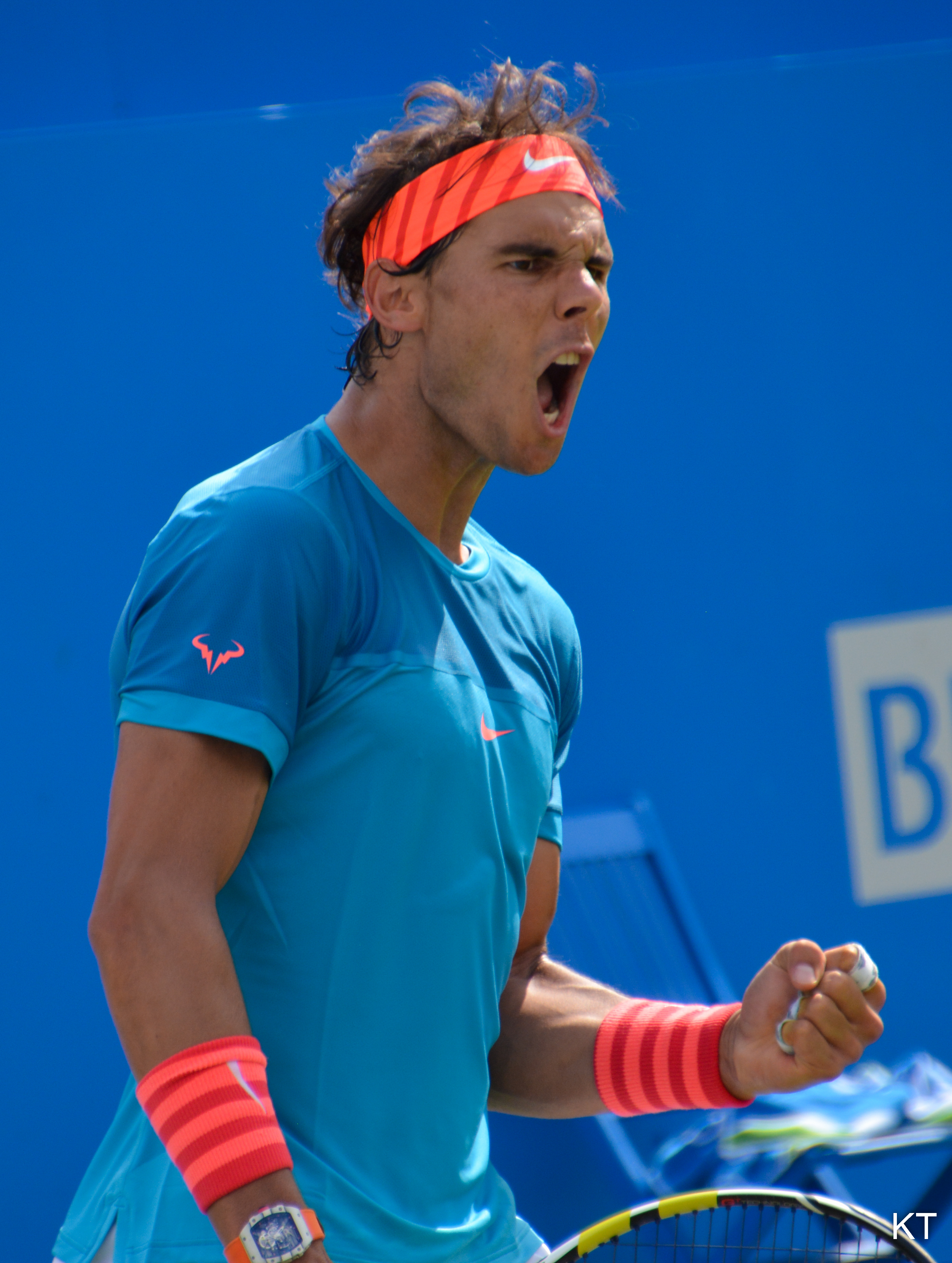
Rafael Nadal durante el Torneo de Queen's 2015 donde cayó en primera ronda ante Dolgopolov por un sorpresivo 6-3, 6-7 y 6-4.

Tras su segunda derrota en 11 años en el torneo parisino, Nadal caía hasta el puesto número diez del ranking ATP. De esta manera comenzaba la gira en césped acudiendo al ATP Tour 250 de Stuttgart, torneo que durante 36 años se disputó en tierra batida y por primera vez se jugaba en hierba. Nadal, que venció en Stuttgart en 2005 y 2007, alcanzó la final tras derrotar a Marcos Baghdatis, Bernard Tomic y Gaël Monfils, clasificándose a una final en césped después de cuatro años. En la final vencería al serbio Viktor Troicki por 7-6(3) y 6-3. Nadal alzaba así su título número 66, el segundo de la temporada y el cuarto en hierba en toda su carrera y además su primer título en esta superficie desde que ganó en Wimbledon en 2010. Inmediatamente después y sin apenas descanso, Nadal acudía al Torneo de Queen's, celebrado en Londres y de categoría ATP Tour 500, el cual no disputaba desde 2011 cayendo en cuartos de final ante el francés Jo-Wilfried Tsonga y que conquistó en 2008 ante Djokovic. Su debut se produciría en primera ronda ante el ucraniano Aleksandr Dolgopólov, contra quien cayó derrotado por 3-6, 7-6(6) y 4-6 en más de dos horas de juego.
Después de esta derrota, Nadal comenzaba su andadura en el tercer Grand Slam de la temporada: Wimbledon. El manacorí debutaba en primera ronda ante el brasileño Thomaz Bellucci al que derrotaba por 6-4, 6-2 y 6-4. En segunda ronda se enfrentaría al alemán Dustin Brown, con el que Nadal había perdido su primer y único enfrentamiento en la hierba de Halle el año anterior. Nadal, mostrando un pobre nivel durante todo el partido, caería derrotado por 7-5, 3-6, 6-4 y 6-4, despidiéndose prematuramente del torneo londinense sumando otra salida temprana a su irregular año y acrecentando las dudas en torno a su juego y su estado anímico, siendo esta también su primera derrota en Grand Slam contra un jugador proveniente de la clasificación y a la vez es el cuarto año consecutivo en el que no logra superar los octavos de final en el césped londinense.
Apenas un mes después de caer en Wimbledon, Nadal acudía al Torneo de Hamburgo, de categoría ATP Tour 500, torneo de tierra batida que ya venció en 2008 cuando era de categoría Masters 1000 con la necesidad de sumar puntos. Nadal alcanzaría la final tras derrotar a Fernando Verdasco, Jiří Veselý, Pablo Cuevas y Andreas Seppi. En la final se enfrentaría a su verdugo en el Torneo de Río y en el Conde de Godó: el italiano Fabio Fognini. Esta vez el español se tomaría la revancha y vencería por 7-5 y 7-5 en 2 horas y 34 minutos a pesar de mostrar un juego bastante irregular, levantando su tercer título de la temporada y número 67 en general, además también conquistaba su título número dieciséis en la categoría ATP Tour 500, empatando con el suizo Roger Federer. También alcanza los 47 títulos en tierra batida, quedándose a tan solo dos de los 49 del legendario Guillermo Vilas.
Con el comienzo de la gira americana, Nadal cambiaría a pista dura acudiendo al Masters 1000 de Montreal donde llega como número 9 del mundo. Tras derrotar a Sergui Stajovski y Mijaíl Yuzhny, caería eliminado en cuartos de final ante el japonés Kei Nishikori por un claro 6-2 y 6-4, al que había ganado siempre en sus 8 enfrentamientos anteriores. A pesar de la derrota Nadal ascendería un puesto en el ranking ATP, situándose como número 8 del mundo. Inmediatamente después de esta derrota, Nadal acudía al siguiente Masters 1000 de la gira veraniega: Cincinnati. Debutaría en segunda ronda ante el francés Jeremy Chardy, al que derrotaba por 6-3 y 6-4, pero en tercera ronda caería derrotado ante su compatriota Feliciano López por 7-5, 4-6 y 6-7(3) en un luchado partido de 2 horas y 25 minutos de juego, sumando así la segunda derrota consecutiva ante el jugador toledano. Nadal acrecentaba aún más las dudas en torno a su juego y su estado de forma antes de afrontar el último Grand Slam del año.
La primera semana de septiembre comenzaba el Abierto de Estados Unidos, el último Grand Slam de la temporada. Nadal acudía como octavo cabeza de serie y quedaba encuadrado en la misma sección que Milos Raonic, Novak Djokovic y Kei Nishikori. En primera ronda derrotaría al joven croata de 18 años Borna Ćorić por 6-3, 6-2, 4-6 y 6-4. En segunda ronda se enfrentaría al argentino Diego Schwartzman, venciendo 7-6(5), 6-3 y 7-5. En tercera ronda jugaría ante el italiano Fabio Fognini, con el que ya se había enfrentado 3 veces a lo largo de la temporada. Esta vez el duelo fue para el italiano tras vencer por 3-6, 4-6, 6-4, 6-3 y 6-4 en 3 horas y 55 minutos, siendo esta la primera vez que Nadal perdía un partido de Grand Slam después de ganar los dos primeros sets. Fognini se convertía en el tercer jugador capaz de vencer en una temporada al menos tres veces a Nadal, después de Novak Djokovic y Roger Federer. Por su parte, Nadal acababa con una histórica racha en la que levantó al menos un Grand Slam durante 10 años consecutivos (desde 2005), récord en la Era Abierta. De esta forma y con grandes dudas sobre su juego, Nadal terminaba su participación en los Grand Slam en 2015, siendo incapaz de superar la barrera de cuartos de final en cualquiera de ellos.
Después de su sorprendente derrota en el último Grand Slam del año y tras casi un mes de descanso, Nadal iniciaba la gira asiática en el mes de octubre. Acudía al Torneo de Pekín, donde alcanzó la final derrotando previamente al chino Wu Di 6-4, 6-4, al canadiense Vasek Pospisil 7-6(3), 6-4, al estadounidense Jack Sock 3-6, 6-4, 6-3 y al italiano Fabio Fognini por 7-5 y 6-3 quien le había derrotado en Nueva York. De esta forma Nadal alcanzaba la final de un torneo en pista dura por primera vez desde el Masters 1000 de Miami 2014. Sin embargo, y como también sucediera en Miami el año anterior, caería en la final ante el serbio y número uno del mundo Novak Djokovic por un contundente 6-2 y 6-2, dejando así el duelo particular entre ambos con un balance de 23-22, todavía favorable al español. La semana siguiente Nadal acudía al Masters 1000 de Shanghái. Desplegando un juego bastante superior al de semanas anteriores y mostrando mayor solidez mental, el español alcanzó las semifinales tras dejar por el camino al croata Ivo Karlović por 7-5, 6-7(4) y 7-6(4), al canadiense Milos Raonic por 6-3, 7-6(3) y al suizo Stanislas Wawrinka por un contundente 6-2 y 6-1 en cuartos de final, pero caería ante el francés Jo-Wilfried Tsonga por 4-6, 6-0 y 5-7, terminando así su participación en la gira asiática con sensaciones muy positivas por primera vez en mucho tiempo.
Con el comienzo de la temporada en pista cubierta, Nadal acudía al Torneo de Basilea, donde alcanzaría la final derrotando al checo Lukáš Rosol 1-6, 7-5 y 7-6(4), al búlgaro Grigor Dimitrov 6-4, 4-6 y 6-3, al croata Marin Čilić por 4-6, 6-3, 6-3 y al francés Richard Gasquet por 6-4 y 7-6(7). En ella, se enfrentaría al ídolo local y ex número uno del mundo Roger Federer, sumando así un nuevo duelo en la mayor rivalidad de la historia del tenis, después de un año y nueve meses de su último enfrentamiento en el Abierto de Australia 2014. Esta vez y después de tres años y siete meses (Indian Wells 2012), Federer conseguía vencer al español por 6-3, 5-7 y 6-3, dejando a Nadal a las puertas de sumar el tercer título de su carrera en un torneo en pista cubierta y estableciendo el 23-11 en sus duelos particulares. Inmediatamente después de esta derrota, Nadal acudía a París para disputar el último Masters 1000 de la temporada: París-Bercy. Después de derrotar al checo Lukáš Rosol 6-2, 6-2 y al sudafricano Kevin Anderson por 4-6, 7-6(6) y 6-2, el español caería en cuartos de final ante Stanislas Wawrinka por 7-6(8) y 7-6(7). Con esta derrota Nadal terminaba una racha de diez años seguidos ganando al menos un torneo Masters 1000, llegando a una final en Madrid, récord en la Era Open.
Nadal cerró la temporada participando en el último torneo del año: el ATP Finals. El español acudía como quinto cabeza de serie y quedó situado en el grupo Ilie Nastase, junto al escocés Andy Murray, el suizo Stanislas Wawrinka y su compatriota David Ferrer. Nadal clasificaría para semifinales del torneo por cuarta vez en su carrera, y lo haría como primero de grupo tras vencer a sus tres rivales: 6-3 y 6-2 a Wawrinka, 6-4 y 6-1 a Murray y 6-7(2), 6-4 y 6-3 a Ferrer. En semifinales se enfrentaría al número uno del mundo y defensor del título: Novak Djokovic. Nadal, impotente ante el juego ofensivo y sin fisuras del serbio, caería derrotado por doble 6-3 en sólo 1 hora y 20 minutos. De esta forma y por primera vez desde que empezaran a enfrentarse ambos, Djokovic igualaba el cara a cara particular, estableciéndolo en 23-23.
La temporada 2015 se cerraba para Nadal con un balance de 61 victorias y 20 derrotas, lo que significó un 75 % de éxito, siendo la primera vez en diez años en no ser capaz de superar el 80 % de victorias en toda la temporada. Disputó un total de 23 torneos, venciendo en tres de ellos: Buenos Aires, Stuttgart y Hamburgo. Y alcanzando la final en otros tres: Madrid, Pekín y Basilea. El español acabó en 2015 con una racha récord en la Era Open, dejó de ganar al menos un Grand Slam y un Masters 1000 por primera vez en diez años. Además, terminó el año en la quinta posición del ranking ATP, siendo esta la posición más baja para el español en el ranking desde el año 2004, cuando finalizó el año como número 51 del mundo. Cierra el año con un récord de 61-20.
Nadal termina el año con un historial 3-8 vs Top-5 y 7-11 vs Top-10.

### 2016: 28.º Masters 1000 y segunda medalla de oro Olímpica

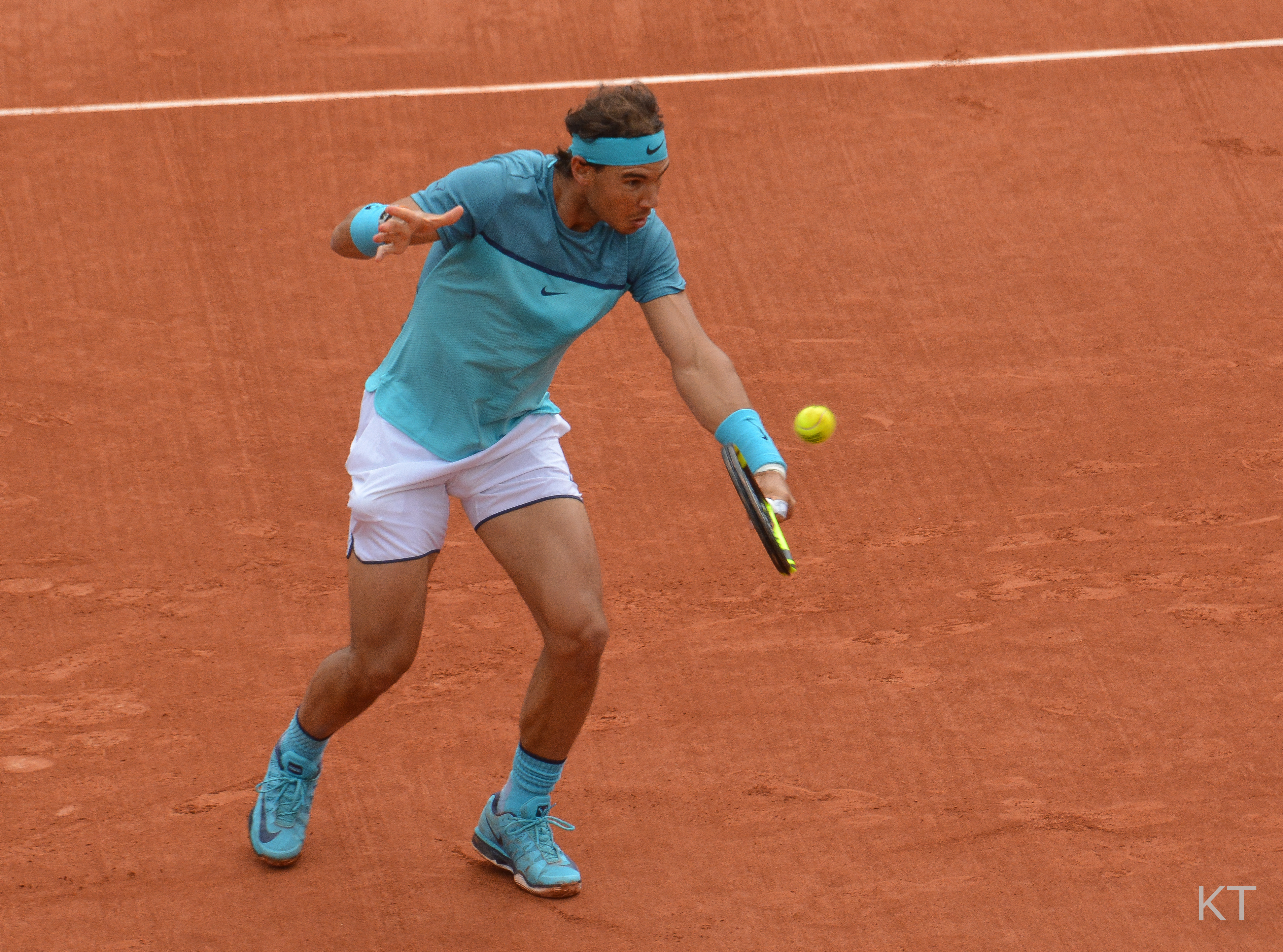
Nadal tendría un 2016 de dulce y agraz cosechando dos títulos (un Masters 1000) y un oro olímpico en dobles, pero una lesión en la muñeca frenaría su avance en Roland Garros, algo que poco a poco le fue quitando nivel hasta finalizar el año, terminar en el puesto 9, su ranking más bajo desde 2004.

Nadal comenzó el año 2016 participando en el torneo de exhibición que se disputa en Abu Dabi, el Mubadala World Tennisp Championship. Allí, derrotó en semifinales a su compatriota David Ferrer por 6-3, 6-7(4) y 6-3 y en la final al canadiense Milos Raonic por 7-6(2) y 6-3, alzándose con el título por tercera vez en su carrera (2010 y 2011). Siguiendo con la preparación de cara al primer Grand Slam del año, el Abierto de Australia, Nadal acudió al Torneo de Doha, primer torneo oficial de la temporada para él. En primera ronda derrotó a Pablo Carreño por 6-7(5), 6-3 y 6-1, en segunda ronda ganó a Robin Haase por 6-3, 6-2, en cuartos de final derrotó a Andréi Kuznetsov por 6-3, 5-7, 6-4 y en semifinales venció a Iliá Marchenko por 6-3 y 6-4, accediendo a la final sin haber vencido a un solo top 50, la número 99 de su carrera profesional, contra el serbio y número uno del mundo: Novak Djokovic, quien finalmente ganó de manera rápida por 6-1, 6-2 en 1 hora y 5 minutos. De esta forma y desde que se enfrentaran por primera vez en 2006, el serbio adelantaría a Nadal en su cara a cara particular por 24-23.
En el primer Grand Slam de la temporada, el Abierto de Australia, Nadal debutaría en primera ronda ante su amigo y compatriota Fernando Verdasco. En un partido que duró 4 horas y 42 minutos, sería Verdasco el que se llevaría la victoria por 7-6(6), 4-6, 3-6, 7-6(4) y 6-2. Nadal se despedía del primer grande del año cayendo a las primeras de cambio, circunstancia que solo le sucedió una vez a lo largo de su carrera: en Wimbledon 2013 ante el belga Steve Darcis. Posteriormente en rueda de prensa admitió que "es una derrota que duele mucho".
Tras la decepción del primer Grand Slam del año, Nadal iniciaba un año más la gira sudamericana en arcilla. Tras recibir un wild card, acudió al Torneo de Buenos Aires, de categoría ATP Tour 250, donde defendía el título logrado en 2015. Comenzó en segunda ronda venciendo al finalista del año pasado y su amigo Juan Mónaco por doble 6-4, en cuartos de final derrotó a Paolo Lorenzi por 7-6(3) y 6-2. En semifinales caería ante Dominic Thiem por 6-4, 4-6 y 7-6(4) en más de dos horas y media de juego. Sin apenas descanso Nadal acudió a Brasil para disputar el Torneo de Río, de nuevo alcanzaría las semifinales tras vencer en primera ronda a Pablo Carreño por un cómodo 6-1 y 6-4, en segunda derrotó a Nicolás Almagro por 7-5 y 6-3, en cuartos debía enfrentarse a Aleksandr Dolgopólov, pero este no se presentó, avanzando como walkover a semifinales donde caería ante el uruguayo y 45 del mundo Pablo Cuevas por 6-7(6), 7-6(3) y 6-3 en 3 horas y 38 minutos. El español terminaba la gira sudamericana con muchas dudas en torno a su bajo nivel tenístico y emocional.

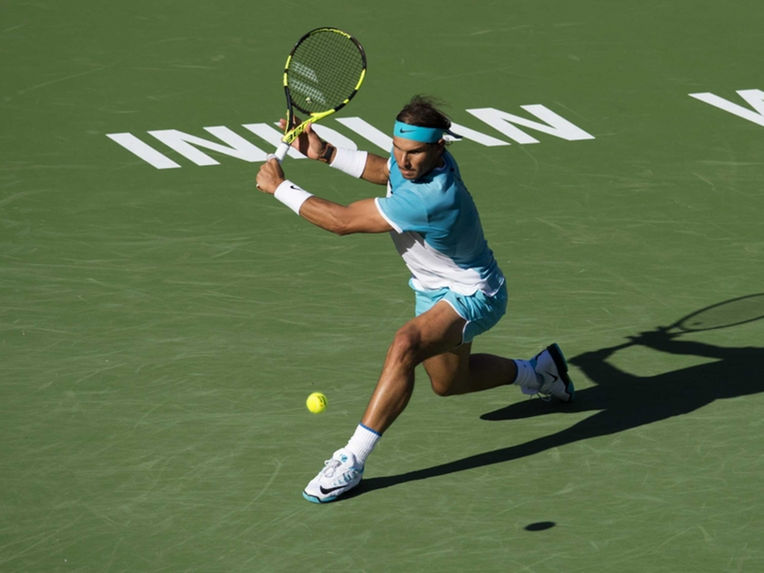
Rafael Nadal en el Masters de Indian Wells 2016 llegó a semifinales perdiendo contra Novak Djokovic por 7-6(5) y 6-2.

Tras la gira sudamericana llegaban los dos primeros Masters 1000 de la temporada: Indian Wells y Miami. En el primero de ellos, Nadal alcanzó las semifinales tras vencer a Gilles Muller por 6-2, 2-6 y 6-4, en segunda ronda, en tercera ronda derrotó a Fernando Verdasco por 6-0 y 7-6(9), en octavos de final se deshizo de la joven promesa alemana Alexander Zverev por 6-7(8), 6-0 y 7-5 tras salvar un macht point, en cuartos de final vencería al japonés Kei Nishikori por 6-4 y 6-3 en 1 hora y 33 minutos. A pesar de mostrar una notable mejoría en su juego con respecto a lo visto en Buenos Aires y Río, Nadal caería ante el serbio y número uno del mundo Novak Djokovic por 7-6(5) y 6-2 en dos horas de juego en semifinales tras un primer set muy disputado de 1 hora y 15 minutos. Este partido resultó ser muy alentador para el balear para el inicio de la gira de tierra batida europea. Inmediatamente sin descanso, Nadal acudió al Masters 1000 de Miami a la semana siguiente, la desgracia se cebaría con el manacorí en su partido de debut ante el bosnio Damir Džumhur en segunda ronda. Nadal tuvo que retirarse debido a las altas temperaturas en la pista, que le provocaron deshidratación y mareos, circunstancias que le impidieron continuar el partido cuando perdía por 2-6, 6-4 y 3-0.
A mediados de abril comenzaba la gira europea en tierra batida, el primer torneo: el Masters 1000 de Montecarlo. Tras un cuadro complicado enfrentándose a dos top 4 y desplegando el mejor juego de todo el año, Nadal alcanzaba su décima final en el principado, tras vencer a Aljaz Bedene por doble 6-3 en segunda ronda, en tercera venció a Dominic Thiem por un trabajado 7-5 y 6-3, incluyendo 15 puntos de quiebre salvados en la primera manga, en cuartos de final venció a Stanislas Wawrinka por un fácil 6-1 y 6-4 en solo 1 hora y 17 minutos. En semifinales enfrentó al número 2 del mundo Andy Murray, durante la primera manga el británico jugó a su máximo nivel y se la llevó por un fácil seis a dos, durante la segunda y tercera manga el balear aumenta su nivel de juego siendo más ofensivo para finalmente ganar en 3 sets por 2-6, 6-4 y 6-2 en 2 horas y 43 minutos, siendo la tercera vez que derrota al británico en Montecarlo después de 2009 y 2011. En la final N.º 100 de su carrera y décima en el principado enfrentó al francés Gaël Monfils, los dos primeros sets fueron un duelo desde la línea de base, muy exigente físicamente, ya en la tercera manga, Nadal supera definitivamente a Monfils para ganar su noveno Montecarlo por 7-5, 5-7 y 6-0 en 2 horas y 45 minutos, igualando de esta forma los 28 Masters 1000 del serbio Novak Djokovic. De esta forma Nadal acababa con una racha que duraba desde mayo de 2014 sin conseguir un título de Masters 1000.
Tras ganar en Montecarlo, acudía sin descanso al Torneo Conde de Godó. Debutó en la segunda ronda como cabeza de serie número uno venciendo a Marcel Granollers por 6-3, 6-2, en tercera ronda se deshizo de Albert Montañés por doble 6-2, en cuartos derrotó al italiano Fabio Fognini por 6-2, 7-6(1) y en semis al alemán Philipp Kohlschreiber por doble 6-3, Nadal alcanzaba su 101.ª final ATP y derrotaba en ella al japonés y defensor del título Kei Nishikori por un difícil 6-4 y 7-5. Con esta victoria, Nadal alcanza la histórica marca de nueve trofeos en el torneo además de sumar su título número 69 y conseguir igualar los 49 títulos en tierra batida del argentino Guillermo Vilas.

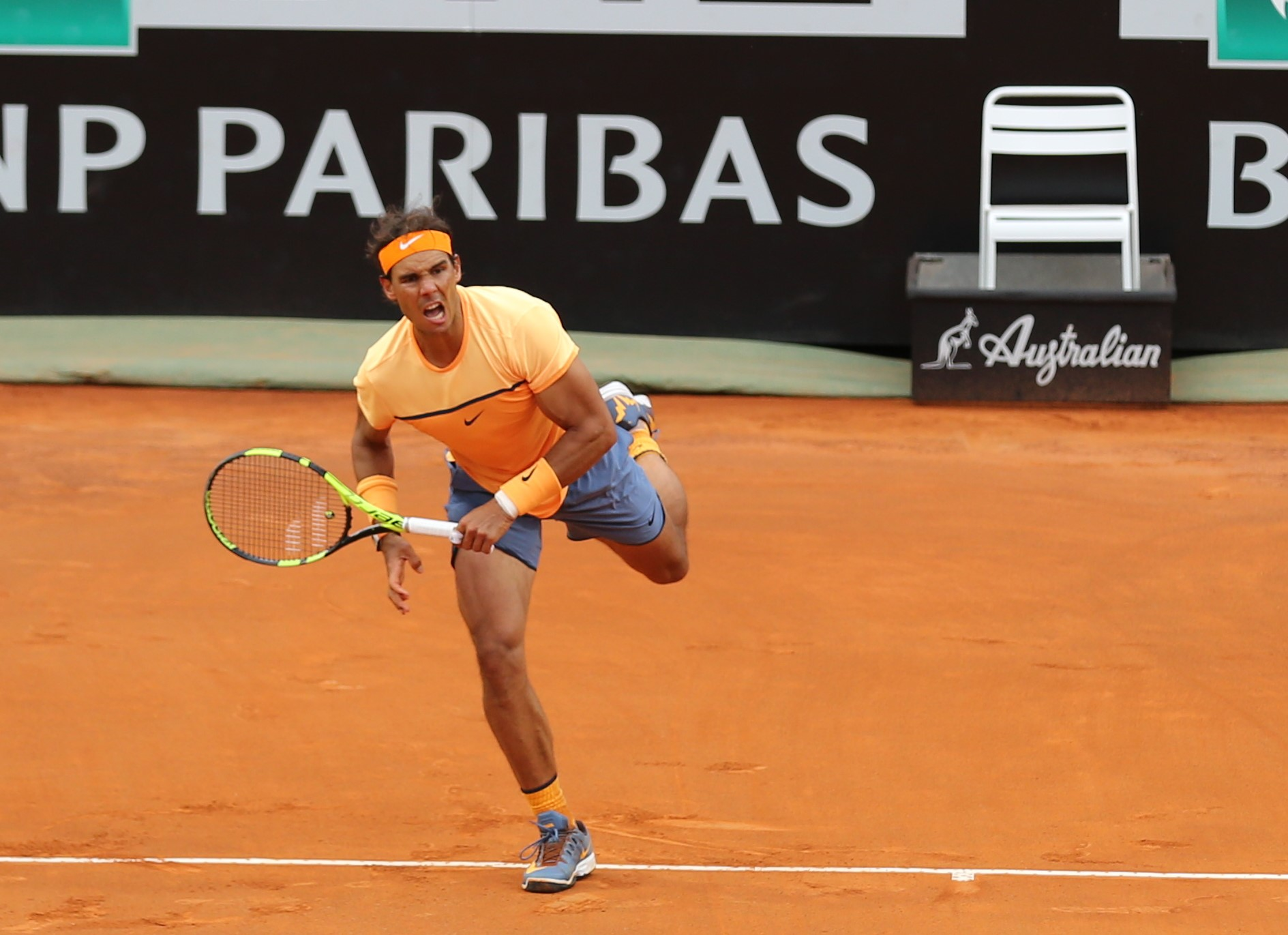
Nadal durante el Masters de Roma 2016.

Después de una semana de descanso comenzaba el segundo Masters 1000 de la gira europea de tierra batida: el Masters 1000 de Madrid. Debutó en segunda ronda venciendo a Andréi Kuznetsov por doble 6-3, luego venció al cañonero estadounidense Sam Querrey por un cómodo 6-2 y 6-2, en cuartos de final tendría algunas dificultades para vencer al portugués Joao Sousa por 6-0, 4-6 y 6-3, de esta forma Nadal alcanzaba las semifinales y se enfrentaría al escocés y número 2 del mundo: Andy Murray. El español acusó el desgaste físico de las semanas anteriores y se vio superado por la agresividad del británico y su solidez desde el fondo de la pista, cayendo derrotado por 7-5 y 6-4 en 2 horas y 11 minutos, dejando al mallorquín a las puertas de su octava final en el torneo madrileño. La semana siguiente Nadal participaría en el último Masters 1000 del año sobre tierra batida: Roma. Alcanzaría los cuartos de final después de vencer al alemán Philipp Kohlschreiber por doble 6-3 en segunda ronda y en tercera al australiano Nick Kyrgios por 6-7(3), 6-2 y 6-4 en 2 horas y 40 minutos, pero caería derrotado ante el serbio Novak Djokovic por un estrecho 7-5 y 7-6(4) en 2 horas y 25 minutos de ardua batalla, dejando el cara a cara particular entre ambos en 26-23 (favorable al serbio quien logró su séptima victoria seguida sobre el balear) y mostrando por primera vez en mucho tiempo un Nadal competitivo ante el número uno del mundo ya que fue el primero en quebrar en ambos sets y saco para set durante la segunda manga. De esta forma Nadal acudía a París con dos torneos ganados en su haber: Montecarlo y Barcelona y con mejores sensaciones en su juego que en 2015.
El domingo 22 de mayo comenzaba el segundo Grand Slam de la temporada: Roland Garros. Nadal acudía a París como cabeza de serie número 4, tras la baja por lesión del suizo Roger Federer. Tras quedar situado en el mismo lado que el serbio Novak Djokovic posibilitando un choque entre ambos en semifinales, Nadal comenzaba su andadura en el torneo venciendo al australiano Sam Groth por triple 6-1 en 1 hora y 20 minutos. Ya en segunda ronda vencería también al argentino Facundo Bagnis por 6-3, 6-0 y 6-3 en 1 hora y 44 minutos, convirtiéndose además con este triunfo en el quinto jugador de la historia en alcanzar las 200 victorias en Grand Slam. Sin embargo y de forma repentina, Nadal anunciaba un día después en rueda de prensa que debía retirarse del torneo debido a una lesión en la muñeca que arrastraba desde el Masters de Madrid. Siendo esta la primera vez en su carrera que se retira durante un Grand Slam, solo un retiro había hecho su carrera en Australia 2010. De esta forma Nadal terminaba su andadura en Roland Garros dejando su marca hasta el momento en 72–2 y sembrando muchas dudas sobre su participación en Wimbledon y, posteriormente, en los Juegos Olímpicos de Río de Janeiro.
Tras anunciar que no participaría en el Torneo de Queen's, el 9 de junio y después de pasar revisión médica, Nadal anunciaba que también causaba baja en el tercer Grand Slam del año: Wimbledon.

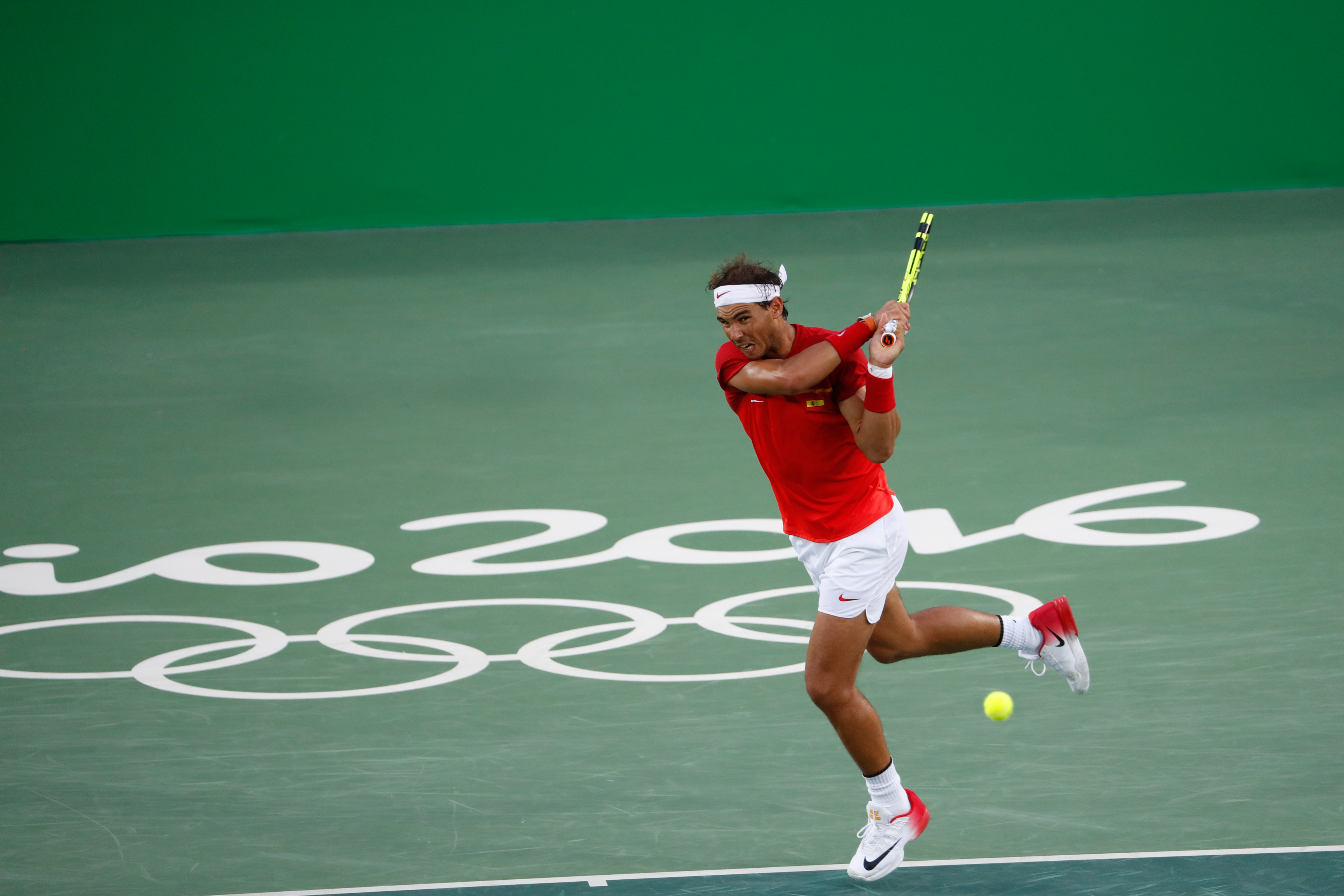
Nadal en los Juegos Olímpicos de Río 2016.

Después de dos meses de ausencia en la competición y causar baja también en el Masters 1000 de Montreal, Nadal confirmaba el 31 de julio, a pocos días del comienzo de los Juegos Olímpicos de Río de Janeiro, su participación en el cuadro de individuales, de dobles y de dobles mixtos. Tras causar baja en los Juegos Olímpicos de Londres 2012 por una lesión en la rodilla, Nadal encabezaba en Río la delegación española como abanderado, uniendo su nombre al de otros ilustres deportistas españoles como Pau Gasol, David Cal, Isabel Fernández o Manuel Estiarte.
En su participación en modalidad de individuales, Nadal debutaría contra el argentino Federico Delbonis ganando por un contundente 6-2 y 6-1, después vencería a Andreas Seppi por doble 6-3 en la segunda ronda, y en tercera ronda se desharía de Gilles Simon por 7-5 y 6-3, ya en cuartos de final se enfrentaría al local Thomaz Bellucci ganando en tres sets por 2-6, 6-4 y 6-2 con todo el público apoyando a su país, y a la vez alcanzó las 800 victorias en su carrera, en semifinales se enfrentaría al argentino, 141 del mundo y verdugo de Novak Djokovic en primera ronda, Juan Martín del Potro, quien le vencería en un partido de alto nivel por 5-7, 6-4 y 7-6(7) en más de tres horas de juego. En su partido por la medalla de bronce, el español acusando el cansancio de toda la semana no podría ante el japonés Kei Nishikori y caería derrotado por 6-2, 6-7(1) y 6-3 en casi tres horas de juego tras haber jugado 10 partidos en siete días. Tras anunciar que se retiraba de la modalidad de dobles mixtos por fatiga, donde formaba pareja con la hispano-venezolana Garbiñe Muguruza, Nadal se centraría en la modalidad de dobles, donde alcanzaría la victoria final junto con su compañero y amigo Marc López. Derrotando a la pareja neerlandesa formada por Robin Haase y Jean-Julien Rojer, a los argentinos Juan Martín Del Potro y Máximo González, a los austríacos Oliver Marach y Alexander Peya, a los canadienses Vasek Pospisil y Daniel Nestor, accedían a la final y vencían a los rumanos Florin Mergea y Horia Tecau por 6-2, 3-6 y 6-4. De esta forma Nadal y López conseguían la primera medalla de oro en la historia del tenis español en la modalidad de dobles y además el propio Nadal se convertía en el único jugador de la historia, junto con el chileno Nicolás Massú, en ostentar una medalla de oro en modalidad de individuales y de dobles.
Inmediatamente y sin apenas descanso, Nadal viajaba a Estados Unidos para disputar el Masters 1000 de Cincinnati, séptimo Masters 1000 del año y último torneo antes del comienzo del último Grand Slam de la temporada. El español vencería en su partido de segunda ronda al uruguayo Pablo Cuevas por 6-1 y 7-6(4) pero caería en tercera ronda ante el joven croata Borna Ćorić por 6-1 y 6-3.

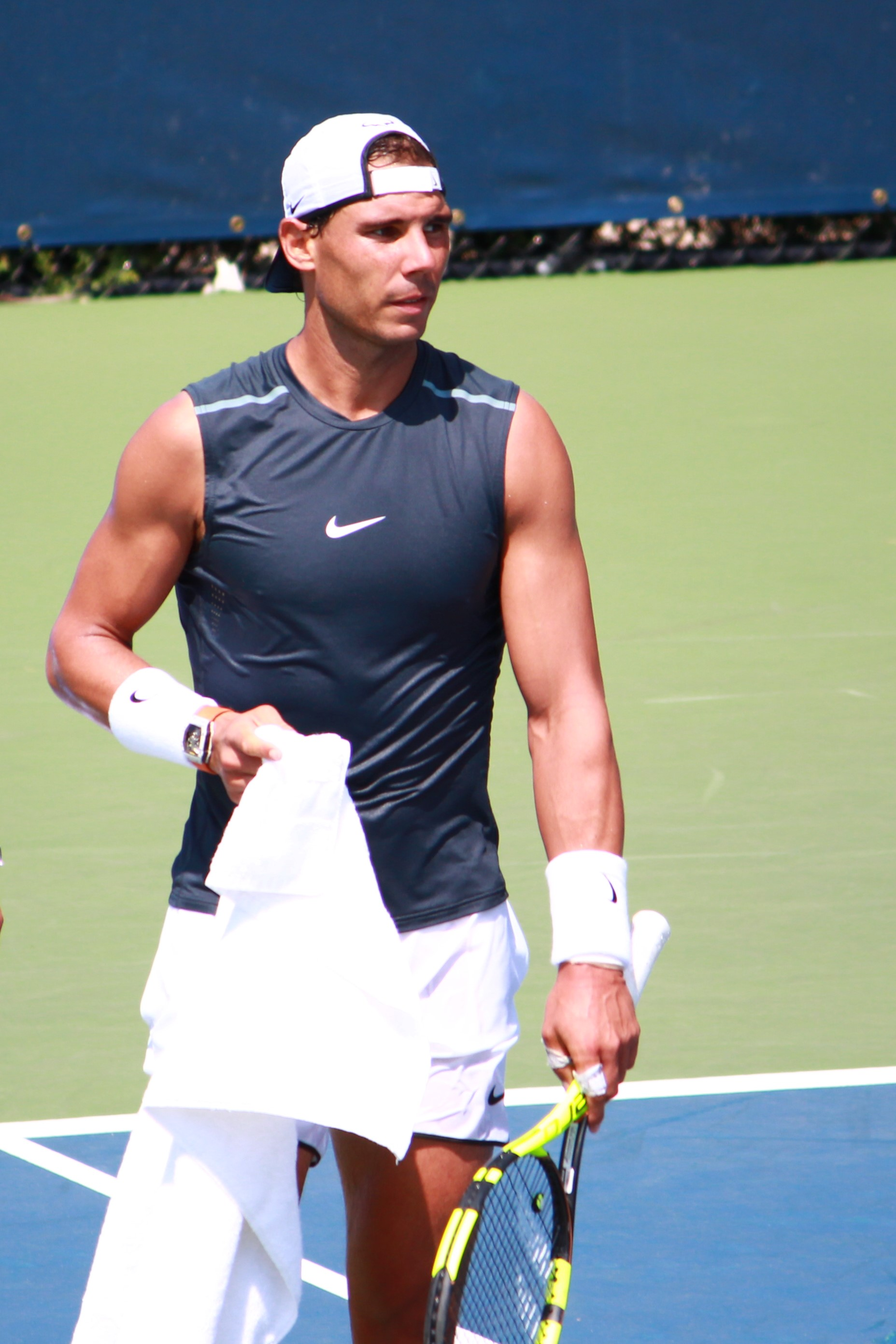
Nadal entrenando previo al US Open 2016.

Llegaba así el último Grand Slam del año: el Abierto de Estados Unidos. Nadal partía como cuarto cabeza de serie tras la baja por lesión del suizo Roger Federer y después del sorteo quedaría situado en el mismo lado del cuadro que el número uno del mundo Novak Djokovic, dejando en el aire un posible duelo en semifinales. En su partido de primera ronda vencería al uzbeko Denis Istomin por 6-4, 6-1 y 6-2, en segunda ronda vencería también al italiano Andreas Seppi por 6-0, 7-5 y 6-1, y en tercera ronda daría cuenta del ruso Andréi Kuznetsov por 6-1, 6-4 y 6-2. De esta forma, Nadal alcanzaba la segunda semana de un Grand Slam por primera vez desde Roland Garros en 2015. Ya en octavos de final, Nadal caería ante el francés Lucas Pouille por 6-1, 2-6, 6-4, 3-6 y 7-6(6) en 4 horas y 7 minutos, sufriendo su segunda derrota en Grand Slam ante un francés (la primera en el Abierto de Australia 2008), dejando al español a las puertas de los cuartos de final y completando así seis Grand Slam consecutivos sin alcanzar dicha ronda. Esta es también la primera vez que no alcanza los cuartos de final en ningún torneo de Grand Slam durante el año desde su debut en el circuito en 2004.
Una semana después de su derrota en el último grande de la temporada, Nadal acudía a la India para participar en la eliminatoria de Copa Davis de ascenso al Grupo Mundial. Tras no participar en el primer punto de la eliminatoria por problemas estomacales, Nadal jugaría al día siguiente el partido de dobles formando pareja con Marc López y derrotando a la pareja india formada por Leander Paes y Saketh Myneni por 4-6, 7-6(2), 6-4 y 6-4, dándole de esta forma el tercer y definitivo punto al equipo español y retornando así al Grupo Mundial después del descenso que se produjo en 2014. El mallorquín no volvería a competir hasta principios de octubre para realizar la gira asiática, que le llevaría a los torneos de Pekín y posteriormente a Shanghái. En el primero de ellos, Nadal alcanzaría los cuartos de final tras derrotar al italiano Paolo Lorenzi y al francés Adrian Mannarino, pero caería ante el búlgaro Grigor Dimitrov quien lo venció por primera vez en dicha ronda por 6-2 y 6-4. Sin embargo, la semana no sería del todo decepcionante ya que se alzaría con el título de dobles tras formar pareja con el español Pablo Carreño, derrotando en la final a la pareja formada por el estadounidense Jack Sock y el australiano Bernard Tomic por 6-7(6), 6-2 y 10-8. De esta manera Nadal sumaba el undécimo título de su carrera en modalidad de dobles. Apenas sin descanso, Nadal acudía al penúltimo Masters 1000 de la temporada: Shanghái. En su partido de debut en segunda ronda ante el serbio Victor Troicki caería por 6-3 y 7-6(3), quien también lo derrotó por el primera vez, mostrando muchas dudas en torno a su juego y a su estado físico. El propio Nadal confirmaría posteriormente en rueda de prensa la posibilidad de dar por finalizada la temporada al no verse en buenas condiciones para poder competir en los restantes torneos del año. Apenas una semana después de su derrota en Shanghái, el español anunciaba a través de su página de Facebook que daba por terminado el año, centrando su prematuro parón en la recuperación total de la muñeca izquierda cuyos dolores arrastra desde el mes de marzo.
Así cierra 2016 con dos títulos y el oro olímpico en dobles, terminando el año con un discreto récord de 39-14 y en el noveno lugar, siendo esta la primera vez desde 2004 que no termina el año en el top 5. Sin embargo, al terminar noveno, logra finalizar en el Top 10 por duodécimo año.
En diciembre decide contratar a Carlos Moyá para su equipo de trabajo.

### 2017: Décimo Roland Garros, tercer Abierto de EE.UU. y regreso al número uno
Después de dos meses y medio de recuperación y entrenamientos, Nadal iniciaba la nueva temporada acudiendo al Mubadala World Tennis, torneo de exhibición que se realiza anualmente en Abu Dabi y con el que da comienzo el año tenístico. El mallorquín se alzaría con el título tras vencer en la final al belga David Goffin por 6-4 y 7-6(5), tras dejar por el camino al checo Tomáš Berdych por un cómodo 6-0 y 6-4 en cuartos de final y al canadiense Milos Raonic en semifinales por 6-1, 3-6 y 6-3. Con buenas sensaciones en su juego, el español viajaba hacia Brisbane para disputar por primera vez en su carrera el torneo australiano de categoría ATP Tour 250. Nadal conseguiría llegar hasta los cuartos de final tras derrotar en primera ronda al ucraniano Aleksandr Dolgopólov por 6-3 y 6-3 y en segunda ronda al alemán Mischa Zverev por 6-1 y 6-1, ya en cuartos de final caería ante el canadiense Milos Raonic por 4-6, 6-3 y 6-4.

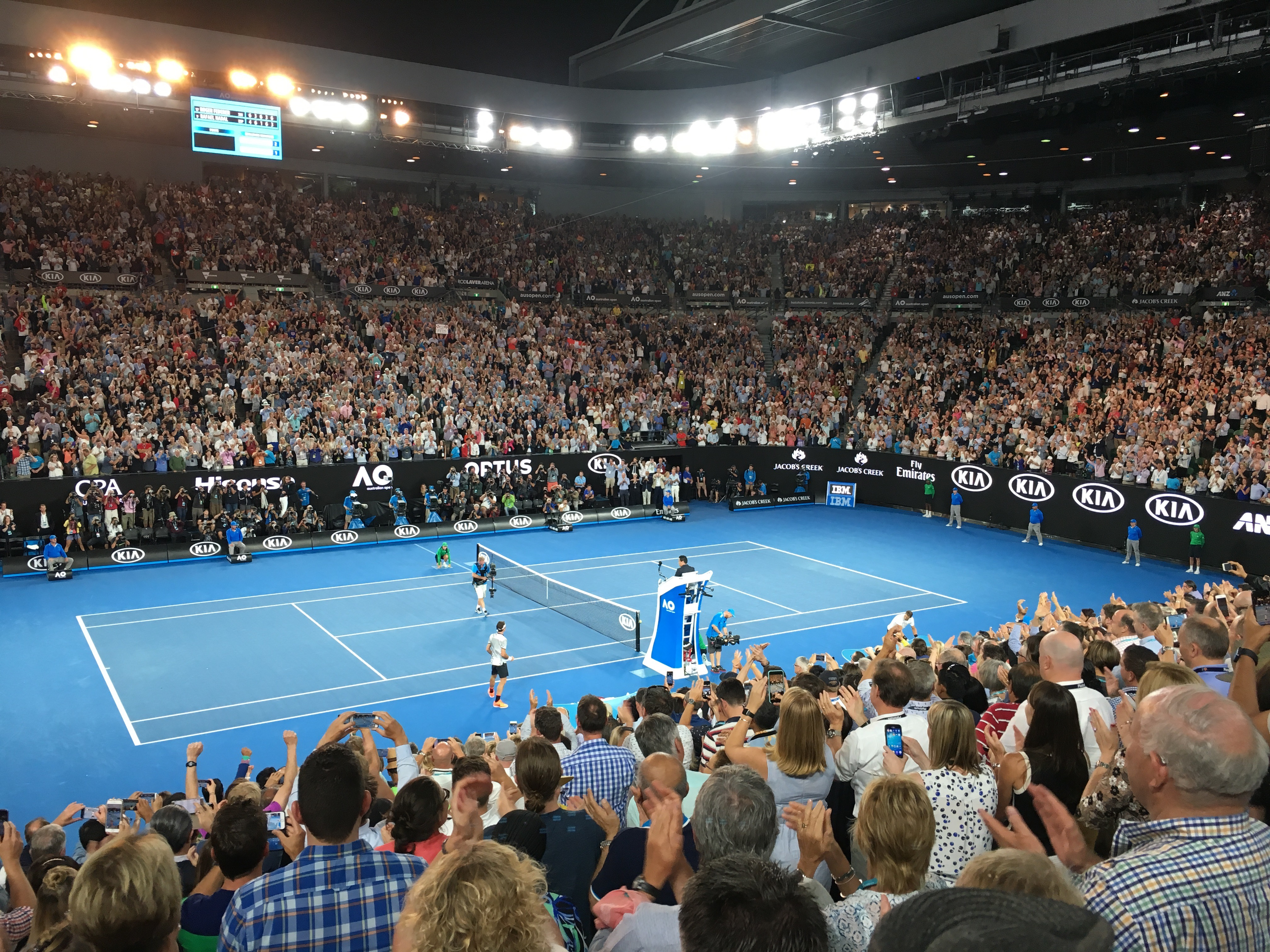
Final del Australian Open 2017 entre Roger Federer y Rafael Nadal, donde el helvético ganó por 6-4, 3-6, 6-1, 3-6 y 6-3 en 3 horas y 37 minutos, logrando su 18.º Grand Slam y volviendo a ganar un mayor después de cinco años.

El 16 de enero arrancaba el primer Grand Slam del año: el Abierto de Australia donde fue eliminado en la primera ronda en 2016 por Fernando Verdasco. Nadal partía como cabeza de serie número 9 y tras el sorteo del cuadro quedaría situado en el mismo lado que el canadiense Milos Raonic y el serbio Novak Djokovic entre otros. En su partido de debut en primera ronda vencería al alemán Florian Mayer por 6-3, 6-4 y 6-4, en segunda ronda daría cuenta del chipriota Marcos Baghdatis por 6-3, 6-1 y 6-3, y en tercera ronda superaría al joven alemán de 19 años Alexander Zverev, en un duro encuentro que se alargó hasta las 4 horas y 5 minutos por un marcador de 4-6, 6-3, 6-7(5), 6-3 y 6-2, remontando en dos ocasiones. Una vez alcanzada la segunda semana del torneo, Nadal enfrentaría al francés Gaël Monfils en octavos de final, venciéndole por 6-3, 6-3, 4-6 y 6-4 en 2 horas y 55 minutos. De esta forma, el español alcanzaba los cuartos de final de un Grand Slam por primera vez desde que lo lograra en el Abierto de Australia 2015, rompiendo una racha de dos años sin llegar a dicha ronda en un Grand Slam. Su rival sería el canadiense y número 3 del mundo Milos Raonic, al que vencería por 6-4, 7-6(7) y 6-4 salvando seis bolas de set en el segundo set. Mostrando un nivel muy sólido en su juego y un alto nivel físico, Nadal accedía a las semifinales del Abierto de Australia, ronda que no alcanzaba desde Roland Garros 2014, donde le esperaba el joven búlgaro Grigor Dimitrov. Tras disputar un partido marcado por la épica del quinto set, el español doblegaba al búlgaro por 6-3, 5-7, 7-6(5), 6-7(4) y 6-4 en 4 horas y 56 minutos tras remontar un 3-4 y 15-40 sacando en el quinto set. De esta forma y tras dos años y siete meses, Nadal alcanzaba de nuevo la final de un Grand Slam por vigésimo primera vez en su carrera, igualando así la marca del serbio Novak Djokovic y la cuarta en Melbourne. En ella, su rival sería el suizo y ex número uno del mundo Roger Federer, lo que significaría el enfrentamiento número trigésimo quinto entre ambos, con un balance a favor del español de 23-11 y también su novena final de Grand Slam entre ambos con balance favorable a Nadal 6-2, siendo su última final en Roland Garros 2011 con triunfo para el balear en cuatro mangas. Después de 3 horas y 37 minutos, el suizo vencería al español por un resultado de 6-4, 3-6, 6-1, 3-6 y 6-3, a pesar de ir liderando break arriba 3-1 la manga decisiva, en una final de suspenso con múltiples puntos espectaculares (35 golpes ganadores por 28 errores no forzados para el español). Esta fue su séptima derrota en la final de un torneo de Grand Slam, la tercera en Australia y también la primera vez que perdió ante Federer en Grand Slam desde Wimbledon 2007 (10 años). Sin embargo, en rueda de prensa, señala que llegar a la final en Melbourne es muy positivo para él y el resto de su temporada, después de dos temporadas arruinadas por las lesiones. Por su parte Federer logró el decimoctavo Grand Slam en su cuenta particular, ampliando a cuatro la ventaja que mantiene con el propio Nadal y el estadounidense Pete Sampras. A pesar de la derrota, Nadal ascendería del noveno al sexto puesto del ranking ATP, pero lo más importante sería lograr recuperar las buenas sensaciones en su juego, después de derrotar a dos jugadores del top 10 durante el torneo y alcanzar las rondas finales de un Grand Slam después de dos años.
Después de casi un mes de descanso y renunciar a disputar el Torneo de Róterdam, Nadal viajaba hasta Latinoamérica para disputar el Abierto de México, que tiene lugar en Acapulco y de categoría ATP Tour 500, torneo en el que se encontraba invicto y sin perder un solo set después de vencer en sus dos únicas participaciones en 2005 y 2013. Tras dejar por el camino al alemán Mischa Zverev por 6-4 y 6-3, al italiano Paolo Lorenzi por doble 6-1, al japonés Yoshihito Nishioka por 7-6(2), 6-3 y venciendo al croata y 7 del mundo Marin Čilić por un contundente 6-1 y 6-2 en las semifinales del torneo, el español accedía a la final del torneo, la 103.ª de su carrera profesional, en la que le esperaba el americano Sam Querrey. Después de hora y media de partido, Nadal cedía por 6-3 y 7-6(3), perdiendo su séptima final consecutiva en dura y quedándose a las puertas por segundo torneo consecutivo de alzarse con la victoria final.
Sin apenas descanso, el español ponía rumbo a Estados Unidos para disputar los dos primeros Masters 1000 del año: Indian Wells y Miami. En el primero de ellos, Nadal quedaría situado en el mismo lado del cuadro que el suizo Roger Federer, el serbio Novak Djokovic y el japonés Kei Nishikori, posibilitando un camino de infarto hacia la final. En su debut vencería al argentino Guido Pella por 6-3 y 6-2, en tercera ronda daría cuenta de su compatriota Fernando Verdasco por 6-3 y 7-5 y ya en cuarta ronda se enfrentaría a Roger Federer. Apenas mes y medio después de su encuentro en la final del Abierto de Australia, volvían a verse las caras por trigésimo sexta vez en su carrera. De nuevo y como ocurriera en Melbourne, la victoria sería para Federer por un contundente 6-2 y 6-3 en solo 68 minutos sin apenas darle opción alguna a Nadal. Tras esto, el manacorí descendería al séptimo puesto del ranking ATP debido a la victoria final del suizo ante Stanislas Wawrinka.
Inmediatamente después, llegaba el segundo Masters 1000 del año: Miami. Nadal vencería en segunda ronda al israelí Dudi Sela por 6-3 y 6-4, en tercera ronda al alemán Philipp Kohlschreiber remontando un 0-6 inicial siendo su decimocuarto rosco recibido en toda su carrera para ganar el encuentro por 0-6, 6-2 y 6-3 (partido que además significaba el número mil del español como profesional), en octavos de final al francés Nicolas Mahut por 6-4 y 7-6(4), en cuartos de final al estadounidense y 17 del mundo Jack Sock por 6-2, 6-3 y en semifinales al italiano Fabio Fognini por 6-1 y 7-5. De esta manera, Nadal alcanzaba la final del torneo por quinta vez (habiendo perdido las cuatro anteriores), la 43.ª en categoría Masters 1000 y la 104.ª como profesional en el circuito ATP. En ella, se enfrentaría de nuevo y por tercera vez desde que comenzara el año, al suizo y ex número uno del mundo Roger Federer, que volvería a vencer a Nadal por 6-3 y 6-4, perdiendo su octava final consecutiva en pista dura privando al español del título en Miami por quinta vez en su carrera y siendo esta la primera vez que el suizo vencía al manacorí cuatro veces consecutivas, dejando el cara a cara particular entre ambos en 23-14. A pesar de la derrota, Nadal ascendía al quinto puesto del ranking ATP y cerraba la gira americana con buenas sensaciones antes de comenzar la gira en tierra batida.
Nadal iniciaba la temporada en tierra batida acudiendo al Masters 1000 de Montecarlo, torneo fetiche donde ya había vencido en nueve ocasiones. Tras el sorteo quedaría situado por el mismo lado del cuadro que el serbio y número 2 del mundo Novak Djokovic, posibilitando un enfrentamiento en semifinales. El español iniciaba la defensa del título venciendo en segunda ronda al británico Kyle Edmund por 6-0, 5-7 y 6-3, en tercera ronda al alemán Alexander Zverev con relativa facilidad por doble 6-1 y en cuartos de final al argentino Diego Schwartzman por 6-4 y 6-4 en un partido luchado a pesar del marcador. Ya en semifinales vencería por un cómodo 6-3 y 6-1 al belga David Goffin, accediendo así a la undécima final en dicho torneo y la final número 105.ª de su carrera. En ella enfrentaría al también español Albert Ramos al que derrotaría por un cómodo 6-1 y 6-3, consiguiendo de esta forma el décimo título en el Principado, convirtiéndose de esta manera en el primer jugador en la historia del tenis en conquistar un mismo torneo diez veces. Además, Nadal lograba también el título número 70 de su carrera, 29.º Masters 1000 y conseguía consolidarse como el jugador con más títulos logrados en tierra batida, con 50, superando al argentino Guillermo Vilas.
Apenas sin descanso, el manacorí iniciaba la semana siguiente la defensa del título en el Torneo Conde de Godó en la cancha que ahora lleva su nombre. Mostrando un juego sólido y sin fisuras, aprovechando la inercia positiva de la semana anterior en Montecarlo, Nadal accedía a su décima final en el torneo barcelonés tras vencer al brasileño Rogerio Dutra Silva por 6-1 y 6-2, al sudafricano Kevin Anderson por 6-3 y 6-4, al coreano Hyeon Chung por 7-6(1) y 6-2 y al argentino Horacio Zeballos por 6-3 y 6-4 con la particularidad de no haber enfrentado a ningún top 50 en el curso. En la final se encontraría al joven austríaco y noveno mundial Dominic Thiem al que derrotaría por un fácil 6-4 y 6-1, alzándose con el título por décima vez en su carrera sin perder un set, logrando su décimo octavo ATP Tour 500 y también convirtiéndose en el único jugador de la historia en vencer diez veces en dos torneos: Montecarlo y Barcelona.

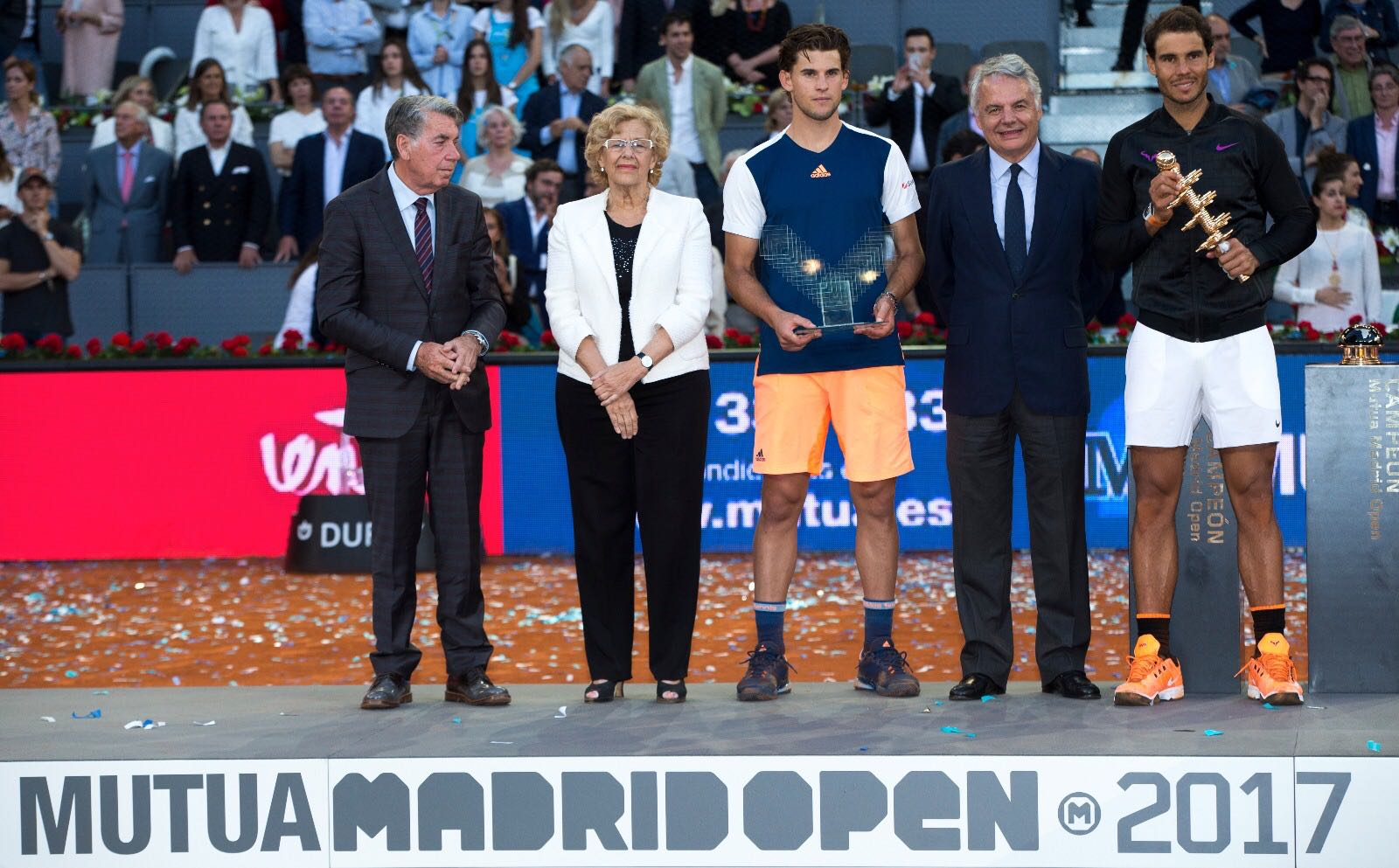
Nadal durante la entrega de premios del Masters de Madrid 2017 tras jugar la final con Dominic Thiem y ganarla.

Tras una semana de descanso, Nadal iniciaba su participación en el siguiente Masters 1000 de la temporada: Madrid. Después de derrotar al italiano Fabio Fognini por 7-6(3), 3-6 y 6-4 en 2 horas y 57 minutos de partido (jugando algo disminuido por una otitis), al australiano Nick Kyrgios por 6-3 y 6-1 y al belga David Goffin por 7-6(3) y 6-2, Rafa accedía a semifinales donde se enfrentaría al serbio Novak Djokovic por 50.ª vez en su carrera (un récord en la Era Open), al que no vencía desde 2014 en la final de Roland Garros. En un partido poco competido por el serbio y con un Nadal a un gran nivel, el mallorquín ganó por un claro 6-2 y 6-4 en 1 hora y 39 minutos, rompiendo de esta forma una racha de 7 derrotas consecutivas ante el serbio sin haber podido ganar ningún set y dejando el head-to-head particular entre ambos en 26-24 favorable al serbio. Nadal accedía a su séptima final en el torneo madrileño donde enfrentaría, como en Barcelona, al joven austríaco y 9 del mundo Dominic Thiem, al que vencería por 7-6(8) y 6-4 en 2 horas y 18 minutos en un partido muy físico e intenso. De esta manera, Nadal se alzaba con su Masters 1000 número 30, igualando al serbio Novak Djokovic en la primera posición histórica de títulos en esta categoría. Además sumaba su quinto título en Madrid, el número 72 de su carrera profesional, el número 52 en tierra batida y recuperaba con esta victoria la cuarta posición del ranking ATP. Con este triunfo, Nadal quedaba en el primer lugar en la Race to London (Carrera a Londres) con 4735 puntos, desplazando de esta forma al suizo Roger Federer al segundo lugar.
Inmediatamente después de vencer en Madrid, Nadal viajaba hasta Italia para disputar el último Masters 1000 sobre tierra batida previo a Roland Garros: el Masters 1000 de Roma. Nadal debutaba en segunda ronda venciendo a su compatriota Nicolás Almagro tras retirada de este por lesión cuando el manacorí vencía por 3-0 en el primer set, en tercera ronda vencería al estadounidense Jack Sock por 6-3 y 6-4 y en cuartos de final enfrentaría al austríaco Dominic Thiem por tercer torneo consecutivo. Esta vez y a diferencia de lo ocurrido en Barcelona y Madrid, sería Thiem quien se llevaría la victoria por 6-4 y 6-3 en 1 hora y 53 minutos y así concedió su primera derrota en tierra batida en 2017, tras 17 victorias consecutivas. De esta forma, Nadal cerraba la preparación de cara a Roland Garros con tres títulos conseguidos y dejando muy buenas sensaciones con el juego mostrado en los últimos torneos.

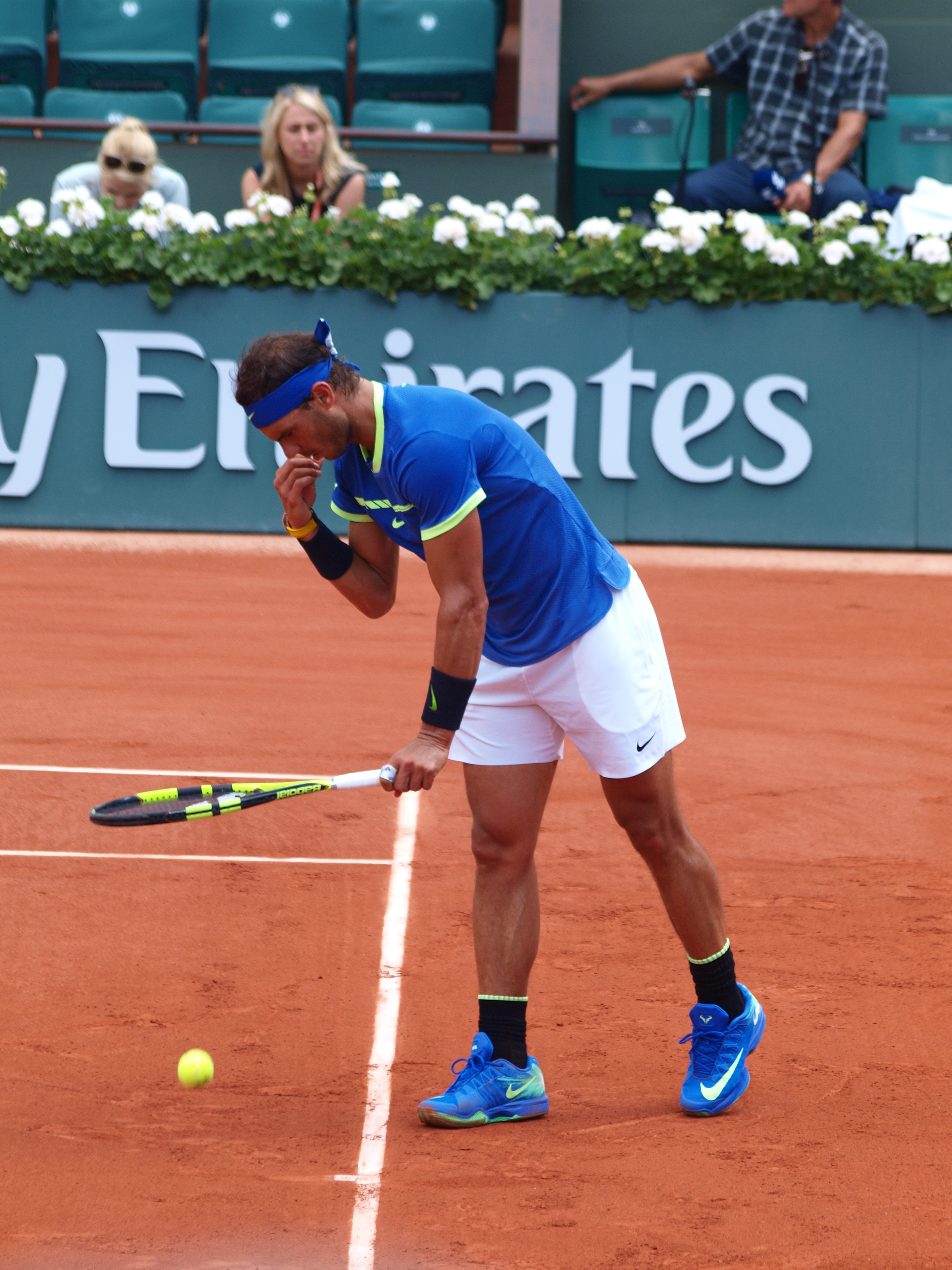
Nadal a punto de ejecutar su servicio en su duelo de tercera ronda contra Nikoloz Basilashvili en Roland Garros 2017, partido que ganó por un categórico 6-0, 6-1 y 6-0.

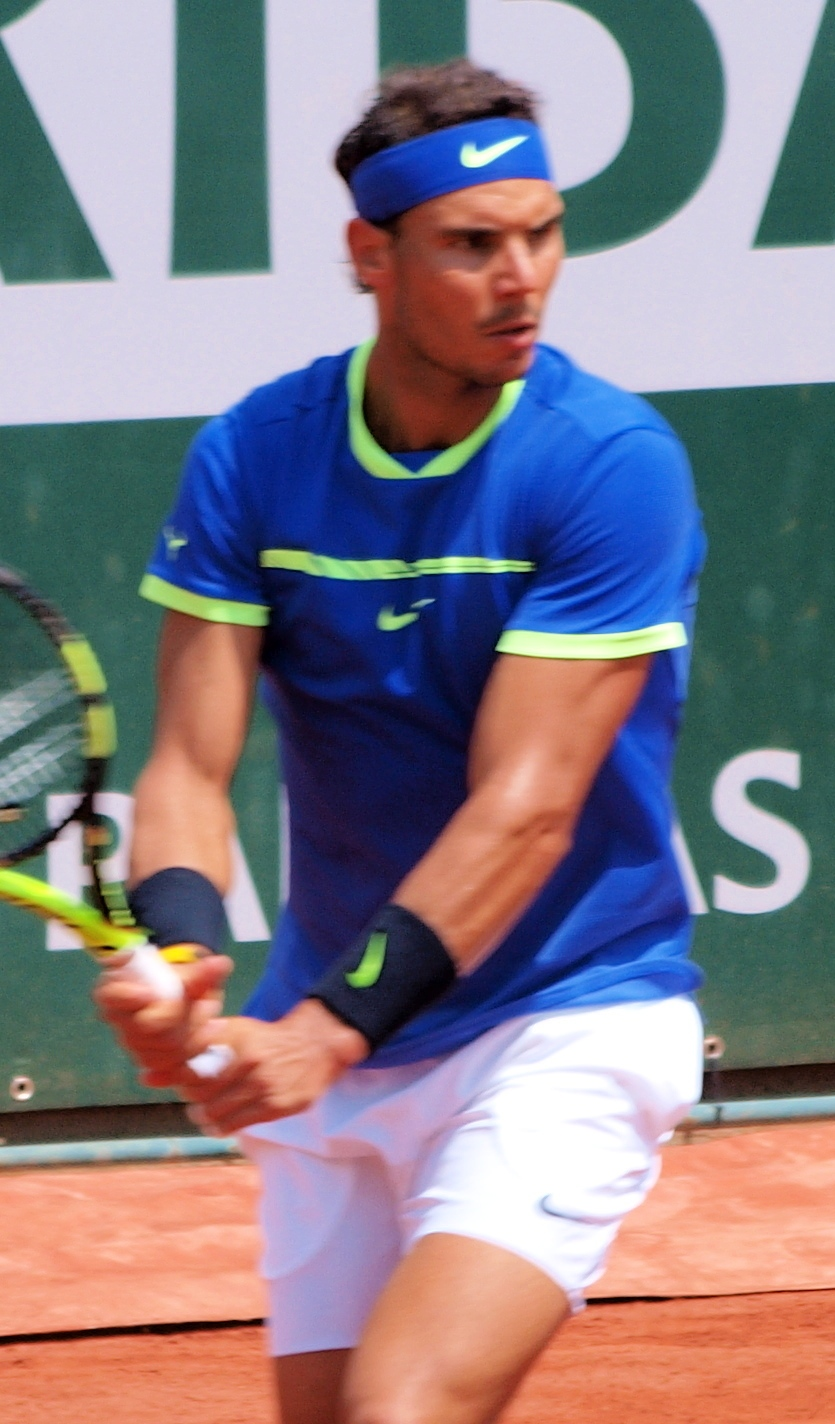
En Roland Garros 2017 volvería a ganar un Grand Slam después de tres años tras vencer a Stan Wawrinka en la final por un claro 6-2, 6-3 y 6-1 en una especie de revancha de la final de Australia 2014; además de jugar un buen tenis durante todo el torneo, el español no cedió sets.

El 22 de mayo arrancaba el segundo Grand Slam del año: Roland Garros. Tras el abandono en tercera ronda el año anterior, Nadal llegaba a la capital francesa buscando levantar de nuevo la Copa de los Mosqueteros por décima vez en su carrera. El español partía como cabeza de serie número 4 y quedaría situado en la parte baja del cuadro, compartiendo sección con el serbio Novak Djokovic y el austríaco Dominic Thiem. En primera ronda vencería al francés Benoît Paire por 6-1, 6-4 y 6-1, en segunda ronda al neerlandés Robin Haase por 6-1, 6-4 y 6-3 y en tercera ronda al georgiano Nikoloz Basilashvili por un lapidario 6-0, 6-1 y 6-0 en su partido número cien sobre tierra batida al mejor de 5 sets (98 victorias y solo 2 derrotas). Después de celebrar su cumpleaños 31 y ya en la segunda semana del torneo, se enfrentaría en octavos de final a su compatriota Roberto Bautista Agut al que derrotaría por 6-1, 6-2 y 6-2, y en cuartos de final al también español Pablo Carreño, al que vencería tras retirada por lesión de Carreño cuando Nadal dominaba en el marcador por 6-2 y 2-0. a Así, Nadal alcanzaba las semifinales de Roland Garros por décima vez en su carrera, habiendo vencido en las nueve anteriores. En ellas, se mediría al joven austríaco y séptimo del mundo Dominic Thiem, quien aplastó a Novak Djokovic en la ronda anterior y quién era el único jugador que lo derrotó en tierra batida desde el comienzo de la temporada, Nadal se cobraría revancha de lo ocurrido en Roma hace 2 semanas atrás y lo aplastaría por un cómodo 6-3, 6-4 y 6-0 en 2 horas y 7 minutos de partido consiguiendo el pase a la final del torneo, siendo esta la vigésimo segunda final de Grand Slam en su carrera (segunda marca histórica solo superada por el suizo Roger Federer con 28) y décima en Roland Garros. En la final enfrentaría al suizo, número 3 del mundo e invicto en finales de Grand Slam (3-0), Stan Wawrinka, verdugo de Nadal en la final del Abierto de Australia 2014. Esta vez y de manera incontestable, el manacorí vencería por un claro 6-2, 6-3 y 6-1 en solo 2 horas y 5 minutos, volviendo a reconquistar Roland Garros después de tres años (Desde 2014) y alzándose de esta forma con su décimo Roland Garros y su decimoquinto grande, rompiendo así el empate que mantenía con el estadounidense Pete Sampras con 14 títulos y situándose en segundo lugar en solitario del ranking histórico de ganadores de Grand Slam, únicamente superado por el suizo Roger Federer con dieciocho. Además, con esta victoria Nadal suma el título número 73 de su carrera, el número 53 en tierra batida y regresa al número 2 del ranking ATP casi tres años después de dejarlo, solo quedando detrás de Andy Murray, además este fue su tercer Grand Slam que gana sin ceder sets como en Roland Garros 2008 y Roland Garros 2010 y en el que menos juegos concedió, sólo 35 en sus siete partidos y con un promedio de 5 por partido, convirtiéndose en el segundo jugador que menos juegos concede para levantar un título de Grand Slam (únicamente superado por los 32 juegos cedidos por Björn Borg en Roland Garros 1978). Este título, llamado "La Décima", convirtió a Nadal en el primer hombre o mujer en la Era Abierta en ganar diez títulos en un torneo de Grand Slam, además aseguró su clasificación al ATP Finals con tan sólo 6 meses de competición disputada.
El 3 de julio comenzaba Wimbledon, el tercer Grand Slam de la temporada. Después de una temporada casi perfecta en tierra batida (24 victorias por 1 derrota), renunciar al Torneo de Queen's y tener casi tres semanas de descanso y recuperación, Nadal acudía al torneo londinense como cuarto cabeza de serie, quedando situado en el mismo lado del cuadro que el escocés y defensor del título Andy Murray y el croata Marin Čilić. En su debut, vencería al australiano John Millman por 6-1, 6-3 y 6-2, siendo este su primer partido oficial en césped en 2 años, en segunda ronda derrotaría al estadounidense Donald Young por 6-4, 6-2 y 7-5 y en tercera ronda (alcanzándola por primera vez desde 2014) al joven ruso de 21 años Karén Jachánov por 6-1, 6-4 y 7-6(3). De esta forma Nadal alcanzaba la segunda semana del torneo sin ceder un set y con buenas sensaciones en su juego. Su rival en octavos de final sería el luxemburgués y especialista en césped Gilles Müller, tras un partido que duró 4 horas y 47 minutos, el español cedería en la quinta manga después de una increíble remontada al comenzar perdiendo dos sets a cero, por un marcador de 6-3, 6-4, 3-6, 4-6 y 15–13, dejando a Nadal a las puertas de alcanzar los cuartos de final del torneo una vez más ya que también lo había eliminado en La Catedral en segunda ronda en 2005, siendo el quinto set de este partido, el más largo jugado por Rafael Nadal, 28 juegos y 2 horas 15 minutos de duración. A pesar de la derrota no todo serían malas noticias, tras la derrota del escocés Andy Murray en cuartos de final, el manacorí quedaría situado únicamente a 285 puntos de regresar al número uno del ranking ATP.
Después de casi un mes tras su derrota en el tercer Grand Slam del año, comenzaba la gira americana en pista rápida, y la primera parada para Nadal sería el Masters 1000 de Montreal, con la posibilidad de convertirse en número uno del mundo en caso de alcanzar las semifinales. En su partido de debut en segunda ronda, el español se enfrentaría al joven croata Borna Ćorić, siendo este uno de los pocos jugadores en activo que poseía hasta ese momento el head-to-head con Nadal con balance positivo (2-1). Nadal vencería por 6-1 y 6-2 y accedería a tercera ronda, donde se enfrentaría al joven canadiense de 18 años Denis Shapovalov (143.º del Ranking ATP), que daría la campanada del torneo derrotando al español por 3-6, 6-4 y 7-6(4) en un partido que duró 2 horas y 46 minutos. Esta derrota, que describirá como la peor del año, le impide volver a ser número uno del mundo. Sin embargo, saltaría la noticia de que antes de comenzar el Masters 1000 de Cincinnati, Roger Federer y Andy Murray se bajarían del séptimo Masters 1000 del año por lesión, por lo que permitía a Nadal, independientemente del resultado que obtuviera a lo largo del torneo, ascender al número uno del ranking ATP. El español debutaría en segunda ronda ante el francés Richard Gasquet al que vencería por 6-3 y 6-4 ganándole por 15.ª en misma cantidad de enfrentamientos y en tercera ronda vencería al también español Albert Ramos por 7-6(1) y 6-2 en dos días tras tener que suspenderse su duelo el primer día por lluvia, el mismo día en cuartos de final su rival sería el joven australiano Nick Kyrgios, que derrotaría a Nadal por 6-2 y 7-5. El manacorí cerraba así la preparación de cara al Abierto de Estados Unidos 2017 con 3 victorias y 2 derrotas en dos torneos, dejando serias dudas en torno a su juego, pero ya ocupando el número uno del ranking desde el 21 de agosto, 37 meses y medio después de su última aparición, el 6 de julio de 2014, posición en la que enfrentaría el último Grand Slam del año. Además batió un nuevo récord, al haber transcurrido nueve años desde la primera vez que se convirtió en el número uno del mundo, en agosto de 2008, y la última, en agosto de 2017, todo un récord en la Era Abierta.
El 22 de agosto comenzaba el cuarto y último Grand Slam de la temporada: el US Open, siendo primer cabeza de serie en Grand Slam por primera vez desde Wimbledon 2014. El sorteo del cuadro comenzaba con las ausencias por lesión del serbio Novak Djokovic, el suizo Stanislas Wawrinka y el japonés Kei Nishikori, a la que posteriormente se sumaba la del escocés Andy Murray, dejando el torneo con solo seis top 10 del ranking ATP: el suizo Roger Federer, el alemán Alexander Zverev, el austríaco Dominic Thiem, el croata Marin Čilić, el búlgaro Grigor Dimitrov y el propio Nadal. En primera ronda el español vencería al serbio Dušan Lajović por 7-6(6), 6-2 y 6-2, en segunda ronda remontaría ante el japonés Taro Daniel por 4-6, 6-3, 6-2 y 6-2 y en tercera ronda volvería a remontar un set abajo para ganar ante el argentino Leonardo Mayer por 6-7(3), 6-3, 6-1 y 6-4. En octavos de final, Nadal enfrentaría al ucraniano Alexander Dolgopolov al que derrotaría por 6-2, 6-4 y 6-1, ya en cuartos de final se cruzaría con el joven ruso de 19 años Andréi Rubliov al que también vencería por 6-1, 6-2 y 6-2. De esta forma, Nadal alcanzaba las semifinales del torneo por sexta vez en su carrera, por primera vez desde 2013, el año de su último título en Nueva York, y esto sin haberse enfrentado a un máximo favorito, ni siquiera a un top 50, y la número vigésimo sexta en su cuenta particular de Grand Slam. En demifinales, su adversario por una plaza en la final sería el argentino y N.º 28 del mundo Juan Martín del Potro, que previamente había derrotado al suizo Roger Federer. En un partido que duró 2 horas y 34 minutos, el español vencía al argentino por 4-6, 6-0, 6-3 y 6-2, logrando 15 victorias consecutivas en semifinales de Grand Slam, superando el récord histórico de 14 de Björn Borg, también accedió a su cuarta final en el torneo neoyorquino y la número 23 de Grand Slam, siendo esta la segunda marca histórica, solo superada por el propio Federer con 29. Su rival por el título sería el sudafricano y 32 del mundo Kevin Anderson, que es el jugador con el ranking más bajo en llegar a la final del US Open, al que Nadal vencería con facilidad por 6-3, 6-3 y 6-4 en 2 horas 27 minutos y sin afrontar un punto de quiebre, alzándose con su decimosexto Grand Slam, su tercer Abierto de Estados Unidos, segundo del año siendo la primera vez que logra un doblete de Grand Slam en un año desde 2013 y la segunda desde 2010 y también sumó su título número 74. Así, el español acababa con una racha que duraba desde enero de 2014, cuando venció el título en Doha, sin conseguir un título en pista rápida. Además también acababa con una racha de ocho finales seguidas cayendo derrotado en pista dura. Esta victoria le permitió terminar el torneo manteniendo el número uno del ranking ATP y, como curiosidad, al día siguiente aparecieron tanto el balear como la hispano-venezolana Garbiñe Muguruza liderando tanto el ranking ATP como el ranking WTA, hito histórico para el tenis español. De esta forma, el español se consolida como segundo jugador con más Grand Slam de la historia y se sitúa a tan solo tres de distancia del suizo Roger Federer, que ostenta el récord con diecinueve.
Previo a la gira asiática que daría comienzo a principios de octubre, se disputaría en la ciudad de Praga del 22 al 24 de septiembre la Laver Cup, torneo no puntuable para el ranking ATP y organizado como homenaje a la leyenda australiana del tenis Rod Laver. En ella, Nadal formaría parte del equipo de Europa donde compartiría equipo con el suizo Roger Federer, el alemán Alexander Zverev, el croata Marin Čilić, el austríaco Dominic Thiem y el local Tomáš Berdych, capitaneados además por el mítico exjugador sueco Björn Borg. El equipo rival estaría formado por jugadores del resto del mundo, entre ellos el australiano Nick Kyrgios, el canadiense Denis Shapovalov, y los estadounidenses John Isner, Sam Querrey, Jack Sock y Frances Tiafoe. Nadal debutó el primer día de competición en el encuentro de dobles, haciendo pareja junto a Berdych y enfrentándose a la pareja formada por Jack Sock y Nick Kyrgios. Estos últimos se quedarían con la victoria por 6-3, 6-7(7) y 10-7. El español volvería a jugar durante el segundo día por partida doble, en primer lugar enfrentándose al estadounidense Jack Sock al que derrotaría en un partido ajustado por 6-3, 3-6 y 11-9. Más tarde, y por primera vez en la carrera de ambos, Nadal formaría pareja en el partido de dobles con el suizo Roger Federer, teniendo como rivales a Jack Sock y Sam Querrey. En una verdadera exhibición, los número uno y dos del mundo se adjudicaban la victoria por 6-4, 1-6 y 10-5. El último día de torneo, Rafa disputó el tercer partido de la jornada, con la posibilidad de dar el título a su equipo con una victoria ante el estadounidense John Isner, sin embargo caería derrotado por 7-5 y 7-6(1). Más tarde sería el suizo Roger Federer quien daría la victoria final al combinado europeo al derrotar al australiano Nick Kyrgios por 4-6, 7-6(6) y 11-9, adjudicando así la primera edición del torneo al equipo de Europa por 15–9.
Tras una semana de descanso, comenzaba para Nadal la gira por Asia y la primera parada sería en el Torneo de Pekín, de categoría ATP Tour 500, donde tiene la oportunidad de ampliar la brecha de puntos en la parte superior del ranking ATP con el N.º 2 del mundo Roger Federer. En su debut enfrentaría al francés Lucas Pouille (quien le había vencido en su último duelo en el US Open 2016) al que vencía por un apretado 4-6, 7-6(6) y 7-5 en dos horas y media de partido en un choque muy ajustado en el que Nadal llegó a salvar dos bolas de partido en el segundo set. El español avanzaba a octavos de final donde vencería al joven ruso Karén Jachánov por 6-3 y 6-3. Ya en cuartos de final chocaría con el estadounidense John Isner al que también derrotaría por 6-4 y 7-6(0). Así, Nadal accedía a las semifinales del torneo, donde le esperaba el búlgaro Grigor Dimitrov al que vencería en un duro partido por 6-3, 4-6 y 6-1. Mostrando un nivel superlativo de tenis a lo largo de la semana, el manacorí sumaba la final 110.ª de su carrera, adelantando al estadounidense John McEnroe en el ranking histórico de finales jugadas y situándose en la cuarta posición. En ella se enfrentaría al australiano Nick Kyrgios al que vencería con facilidad por 6-2 y 6-1, volviendo a ganar en la capital china 12 años después de su primer título, cosechando de esta forma el título número 75 de su carrera, el segundo en la capital china y el número dieciocho en pista dura, su primer título en la Gira Asiática desde Tokio 2010, siendo además el número diecinueve en la categoría ATP Tour 500, lo que le coloca como jugador con más títulos en dicha modalidad, deshaciendo el empate que mantenía con el suizo Roger Federer y además convirtiéndose en el tenista más exitoso del año con 6 títulos.
Sin apenas poder descansar, el manacorí disputaba la siguiente semana el penúltimo Masters 1000 de la temporada: Shanghái. Tras dejar por el camino al estadounidense Jared Donaldson por 6-2 y 6-1 en apenas 54 minutos, al italiano Fabio Fognini por 6-3 y 6-1, al búlgaro Grigor Dimitrov por 6-4, 6-7(4) y 6-3 y al croata Marin Čilić por 7-5 y 7-6(3), Nadal accedía a la final del torneo por segunda vez en su carrera (siendo la primera en 2009 y cayendo ante el ruso Nikolái Davydenko), la número 46.ª en la categoría Masters 1000 (primera marca histórica compartida con el suizo Roger Federer) y la final número 111.ª de su carrera, donde se volvería a enfrentar por cuarta vez en 2017 al suizo Roger Federer, con quien estaba luchado por el primer lugar del ranking. De nuevo y como en las tres anteriores ocasiones vencería al español por 6-4 y 6-3, mostrando a un Nadal mermado físicamente y acusando el desgaste previo de las dos semanas anteriores, además el suizo cortó la racha de 16 victorias seguidas del español en pista dura. De esta forma el español cerraba la gira por Asia con un título y una final, pero sembrando dudas en torno a su estado físico tras jugar la final de Shanghái con un vendaje en la rodilla derecha, pero aún manteniendo 1960 puntos de ventaja con el suizo en la cima del ranking ATP.
El 17 de octubre, Nadal anunciaba a través de un comunicado que renunciaba a disputar el Torneo de Basilea debido a una "carga de estrés en la rodilla" provocada por la acumulación de partidos durante los torneos de Shanghái y Pekín. Después de varios rumores que daban por finalizada su temporada, el balear decidía participar una semana y media después en el último Masters 1000 del año: París-Bercy. En su primer partido, debutaba con victoria ante el coreano Hyeon Chung por 7-5 y 6-3, triunfo que además le aseguraba de forma matemática terminar el año como número uno por cuarta vez en su carrera, quedando empatado con Novak Djokovic, Ivan Lendl y John McEnroe, siendo superado por Roger Federer y Jimmy Connors con 5 y Pete Sampras con 6 (récord absoluto). Al asegurar acabar el año como n.º 1 del mundo, Nadal se convirtió en el primer jugador de más de 30 años en terminar como el n.º 1 de fin de año. En tercera ronda vencería también al uruguayo Pablo Cuevas por 6-3, 6-7(5) y 6-3 en 2 horas 20 minutos, aunque la noticia saltaría a lo largo del partido ya que el español acabaría el encuentro luciendo de nuevo un vendaje en la rodilla derecha, haciendo saltar las alarmas una vez más. Nadal anunciaba al día siguiente que se retiraba del torneo, concediéndole walkover a su rival en cuartos de final, el serbio Filip Krajinovic y dejando en el aire su participación en el último torneo del año: el ATP Finals.
Después de apenas semana y media de recuperación, Nadal confirmaba que disputaba el último torneo de la temporada: el ATP Finals, donde recibe su trofeo del número uno del mundo. Lo hacía quedando situado en el Grupo Pete Sampras, junto con el austríaco Dominic Thiem (N.º 4), el búlgaro Grigor Dimitrov (N.º 6) y el belga David Goffin (N.º 8). En su partido de debut ante el belga Goffin, el español caería por 7-6(5), 6-7(4) y 6-4 en 2 horas y 37 minutos, realizando una heroica presentación salvando cuatro puntos de partido en el segundo set, además de tomar en cuenta los síntomas de dolor en la rodilla derecha, algo que le hizo mostrarse muy limitado en sus golpes. Al finalizar el partido el propio Nadal confirmaba en rueda de prensa que se retiraba del torneo debido a sus molestias en la rodilla y daba así por finalizada su temporada.
Después de dos temporadas y media arruinadas por lesiones, Rafael Nadal logra un sorprendente regreso para firmar una de las temporadas más exitosas de su carrera, con seis títulos y numerosos récords. La hazaña más destacada es, por supuesto, su décimo Roland Garros después de casi tres años de su última victoria en París, también sumó un tercer título del Abierto de Estados Unidos a su palmarés, ampliando su lista personal hasta los 16 Grand Slam, siendo el segundo tenista que más Grand Slam ha ganado en la historia, siendo superado sólo por Roger Federer, con 19. También ganó dos Masters 1000 (Montecarlo y Madrid) quedando empatado en 30 con Novak Djokovic en la lista de los más ganadores, y también sumó 2 ATP Tour 500 (Barcelona y Pekín) que, unido al regreso al número uno del ranking ATP que logró en agosto y que consiguió mantener hasta final de año por cuarta vez en su carrera, hacen 2017 uno de los mejores regresos en la historia del tenis tras una lesión. A pesar de ello, la temporada terminó con un sabor agridulce debido a las molestias surgidas en la rodilla derecha que le impidieron competir de forma adecuada en los últimos torneos de la temporada y que arrojaron dudas de cara a la preparación del próximo año.
Al asegurar acabar el año número uno, rompió varios récords históricos:
- A la edad de treinta y un años, fue el tenista de mayor edad en terminar el año como número uno.
- Fue el primero de más de treinta años en terminar como el año como número uno.
- Se convirtió en el primer jugador en mantener, perder y recuperar el número uno de fin de año en tres ocasiones (nadie más lo había hecho dos veces).
- El primer jugador en terminar número uno cuatro veces en años no consecutivos.
- El primero en terminar en el primer puesto cuatro años desde la última vez que logró tal hazaña (2013 a 2017).
- La brecha de nueve años entre su primer año finalizado como #1 (2008) y su última (2017) también fue todo un récord.

De esta forma terminaba el año tenístico para Nadal con un balance de 67 victorias y 11 derrotas, lo que significa un 86 % de triunfos (uno de los más altos de su carrera). Del mismo modo el historial frente a Top-10 es de 12-6.

### 2018: Undécimo Roland Garros y final de año con lesiones
Nadal iniciaba el año arrastrando los problemas en la rodilla que le obligaron a acabar con la retirada prematura de los últimos torneos de 2017. Debido a ello, con una pretemporada más escasa de lo habitual, el balear se vería forzado a renunciar al torneo de exhibición en Abu Dhabi: el Capitala World Tennis, y al torneo de Brisbane, de categoría ATP Tour 250. Sin embargo participaría en el torneo de exhibición Kooyong Classic en Melbourne, Australia, jugando su primer partido del año el 9 de enero el cual perdió ante el francés Richard Gasquet por 6-4 y 7-5 mostrando a un Nadal falta de chispa y de ritmo. Al día siguiente, participa en el Tie Break Tens, un torneo amistoso donde los partidos se juegan en un solo tie-break al primero que llega a 10 puntos con diferencia de dos. Venció a Lucas Pouille 10–1, a Lleyton Hewitt 13–11 y caería ante Tomáš Berdych por 10–5 en la final, mostrándose más recuperado de sus dolencias físicas en la rodilla.
Cinco días después arrancaba el primer Grand Slam de la temporada: el Abierto de Australia sin haber jugado un partido oficial. Nadal, como primer cabeza de serie, debutaba en el torneo ante el dominicano de 37 años Víctor Estrella, con quien se enfrentó por primera vez, al que vencería por un cómodo triple 6-1, en segunda ronda vencería también al argentino Leonardo Mayer por 6-3, 6-4 y 7-6(4) y en tercera ronda al bosnio Damir Dzumhur por 6-1, 6-3 y 6-1 mostrando un gran nivel en sus primeros tres partidos sin ceder un set. En octavos de final se enfrentaría al argentino Diego Schwartzman al que derrotaría por 6-3, 6-7(4), 6-3 y 6-3 en 3 horas y 51 minutos para alcanzar a los cuartos de final por décima vez en 13 participaciones en Melbourne, lo que le garantizar retener el número uno una vez finalizado el torneo. Ya en cuartos de final, el español, acusando el desgaste de la primera semana y la poca preparación que tuvo de cara al torneo, se vio obligado a retirarse durante el transcurso del partido que disputaba ante el croata Marin Čilić debido a unas molestias físicas surgidas en la pierna derecha, específicamente en el psoas ilíaco, cuando el español perdía en el quinto set por 6-3, 3-6, 7-6(5), 2-6 y 0-2 en 3 horas y 47 minutos. Siendo este su segundo retiró en Grand Slam, y también en Australia, el año 2010 ante Andy Murray (cuartos de final, también). Al final del torneo, quedó solo 155 puntos por delante de Roger Federer que ganó el torneo, y su vigésimo título de Grand Slam. Tras las pruebas realizadas posteriormente, se anunciaba que Nadal debía permanecer entre 2 y 3 semanas de baja, mostrándose optimista sobre su participación en el Torneo de Acapulco que se disputaría a finales de febrero.
Tres semanas después, el 18 de febrero, Federer ganó el Torneo de Róterdam y le quitó el primer puesto a Nadal después de 26 semanas en la cima. Mientras tanto, el balear tenía planificado regresar a la competencia 1 semana después de esto en Acapulco sobre tierras mexicanas, donde defiende final y sin la posibilidad de recuperar el #1 incluso si ganase el torneo, aunque nada de esto pasaría ya que un día antes de su estreno en primera ronda ante su compatriota Feliciano López, sintió un pinchazo en la pierna derecha en un entrenamiento, ese mismo día Nadal anunció en rueda de prensa que debía retirarse del torneo debido a la molestia en la pierna derecha. Esa misma semana el español anunciaba a través de un comunicado en las redes sociales que tampoco se encontraba en condiciones de disputar los dos primeros Masters 1000 del año: Indian Wells y Miami. De esta forma, Nadal centraba sus objetivos en poder reaparecer durante el mes de abril para el inicio de la gira europea de tierra batida. Después de la eliminación temprana de Roger Federer en Miami, recuperó el primer lugar del ranking mundial el 2 de abril a pesar de no haber jugado durante más de dos meses.
Tras dos meses sin poder competir por los problemas físicos en su pierna derecha, Nadal reaparecía a comienzos de abril participando en la eliminatoria de cuartos de final de la Copa Davis que enfrentaba a España con Alemania en Valencia sobre tierra batida, volviendo a jugar la competición por primera vez desde septiembre de 2016. El balear vencía en sus dos partidos de individuales a Philipp Kohlschreiber por 6-2, 6-2 y 6-3 y al joven Alexander Zverev por 6-1, 6-4 y 6-4, para igualar 1-1 y luego 2-2, mostrándose totalmente recuperado de la lesión que arrastraba desde el inicio de la temporada. España finalmente clasifica por 3 a 2 tras el épico triunfo de David Ferrer sobre Kohlschreiber en cinco horas así consiguiendo el pase a semifinales donde enfrentarán a Francia. Gracias a esos dos triunfos, Nadal se convierte en el jugador con más victorias consecutivas en los 118 años de historia de la competencia, tanto individuales como dobles: 24, desde septiembre de 2005.

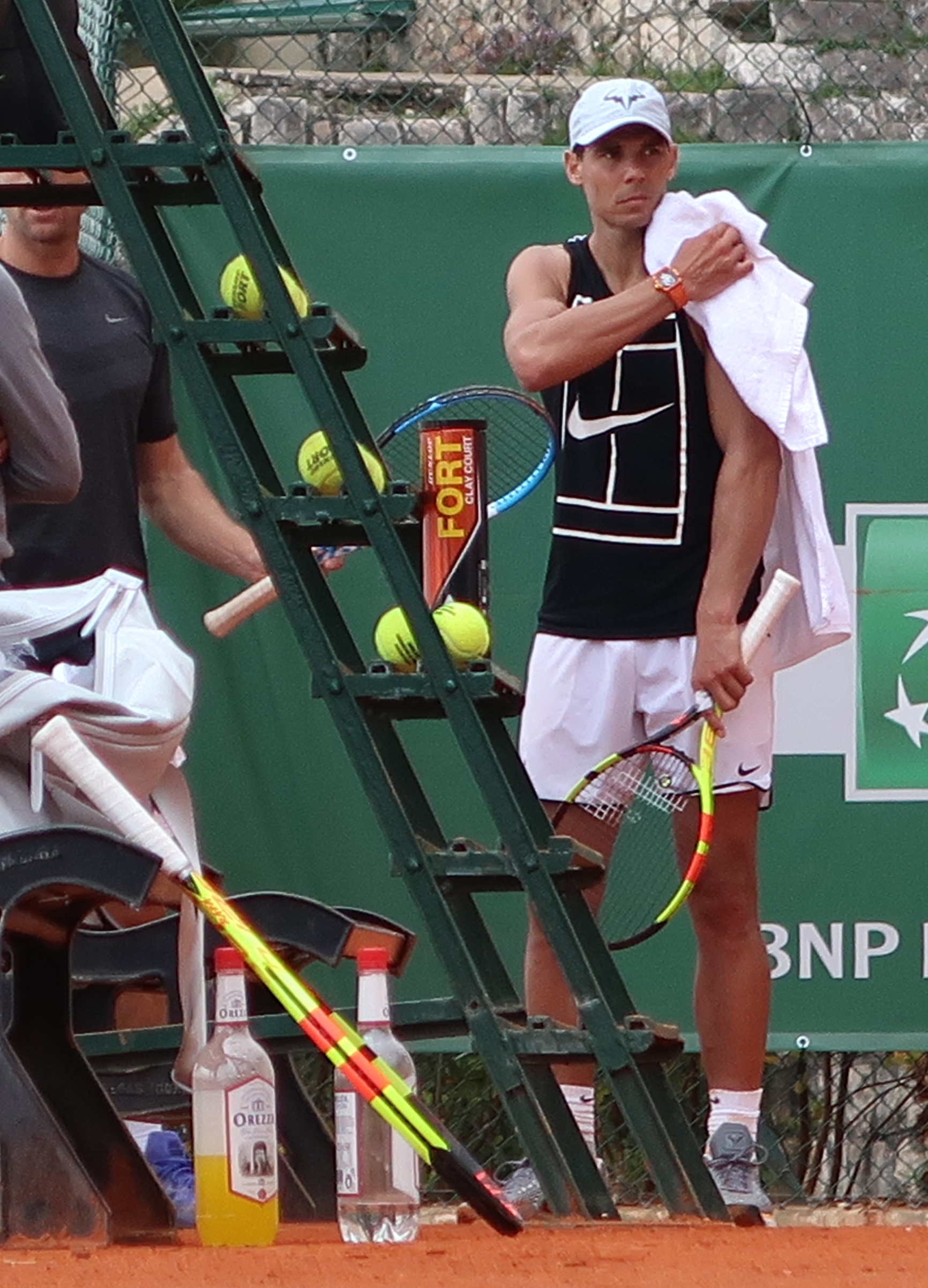
Nadal entrenando previo al Masters de Montecarlo 2018, donde conseguiría su undécimo título en la arcilla monegasca.

Una semana después, Nadal participaba en el primer Masters 1000 del año sobre tierra batida: Montecarlo, con la misión de defender el título ya que se encontraba solo 100 puntos arriba de Roger Federer en la cima del ranking, durante la gira de tierra batida Rafa tendría que defender la friolifera de 4680 puntos en la gira de arcilla por los 0 de Roger en la lucha por el 1, y defendería el trono de la mejor forma posible, alzándose con el título tras dejar por el camino al esloveno Aljaz Bedene por 6-1 y 6-3, al ruso Karén Jachánov por 6-3 y 6-2, en cuartos de final al austriaco Dominic Thiem por un contundente 6-0 y 6-2, el último jugador que lo venció en tierra batida (en Roma en mayo de 2017) y en semifinales al búlgaro Grigor Dimitrov por 6-4 y 6-1. En la final se enfrentaría al japonés Kei Nishikori al que derrotaría por 6-3 y 6-2 ganando el torneo sin ceder sets. El español conseguía su undécimo título en el torneo, ampliando el récord en la Era Abierta como máximo ganador de un solo torneo Masters 1000. Además se convertía de nuevo en el líder de máximos ganadores de dichos torneos, con 31, deshaciendo el empate que mantenía con el serbio Novak Djokovic. También supone el título número 54 en tierra batida y el número 76 en total (situándose a tan solo uno de distancia del estadounidense John McEnroe), también su título 74 en torneos al aire libre (outdoor), convirtiéndose en el tenista con más títulos en torneos jugados al aire libre, además esta victoria le garantizó retener una semana más el número uno del ranking ATP, lo que significaba deshacer el empate que mantenía con el propio McEnroe, sumando de esta forma 171 semanas como número uno del mundo (sexta marca de la historia).
Apenas sin descanso, Nadal acudía a Barcelona para defender título en el Torneo Conde de Godó. Tras derrotar a los españoles Roberto Carballés por 6-4, 6-4 y Guillermo García López por 6-1, 6-3, en cuartos de final al esloveno Martin Klizan por 6-0 y 7-5 después de salvar 3 set points en el segundo set, aumentado su racha de sets ganados consecutivamente sobre arcilla a 42, en semifinales al belga David Goffin por 6-4 y 6-0, convirtiéndose en el único jugador en la historia del tenis en ganar 400 partidos en tierra batida y pista dura, así el español accedía a la final del torneo, la número 113.ª de su carrera y la 11.ª en el torneo barcelonés. En ella se enfrentaría al joven griego de 19 años y revelación del torneo Stefanos Tsitsipas, al que vencería por un claro 6-2 y 6-1 consiguiendo además mantener la racha de 46 sets ganados de forma consecutiva sobre tierra batida, quedando a tan solo 3 sets de igualar la marca del estadounidense John McEnroe, no perdiendo un set en esta superficie desde su última derrota en arcilla en Roma 2017 contra el austríaco Dominic Thiem. De esta forma, el español sumaba su undécimo título en el torneo, siendo el número 20 en la categoría ATP Tour 500, igualando de esta forma al suizo Roger Federer como máximo ganador de dichos torneos. También fue su decimocuarta temporada consecutiva con al menos un título ATP 500. Además supone el número 55 en tierra batida y el número 77 de su carrera, lo que significaba igualar al estadounidense John McEnroe como cuarto jugador con más títulos en la historia de la ATP.
Tras una semana de descanso, el balear participaría en el siguiente Masters 1000 de la temporada: Madrid, donde defendía el título conseguido en 2017. Tras vencer al francés Gael Monfils por 6-3, 6-1 en segunda ronda y al argentino Diego Schwartzman por 6-3 y 6-4 en tercera ronda, (partido en el que Nadal alcanzó 50 sets consecutivos ganados sobre tierra batida, superando los 49 de McEnroe en pista dura que estaba vigente desde 1984 superándolo 34 años después), Nadal se enfrentaba en cuartos de final al joven austriaco y especialista en tierra batida, Dominic Thiem, último jugador capaz de vencer al manacorí en tierra batida en el Masters 1000 de Roma 2017. De nuevo sería Thiem el verdugo de Nadal sobre esta superficie, derrotándole por 7-5 y 6-3, terminando así la espectacular racha de 50 sets ganados de forma consecutiva en una misma superficie y también de 21 victorias seguidas sobre la misma. Además, con esta derrota el español perdería el número uno del ranking ATP en favor del suizo Roger Federer.
Inmediatamente después, Nadal participaba en el Masters 1000 de Roma, último torneo de preparación de cara al segundo Grand Slam de la temporada: Roland Garros. Nadal avanzó hasta la final tras vencer al bosnio Damir Dzumhur (6-0, 6-1), al canadiense Denis Shapovalov (6-4, 6-1) y al italiano Fabio Fognini por 4-6, 6-1 y 6-2, para alcanzar las semifinales en el Foro Itálico por primera vez desde 2014. En semifinales se enfrentaría al serbio Novak Djokovic, en el que significaba el partido número 51 entre ambos jugadores (récord en la Era Abierta). Nadal vencería por 7-6(4) y 6-3, permitiendo al español recortar el cara a cara particular entre ambos y establecerlo en 25-26 favorable todavía al serbio. En la final, enfrentaría al joven alemán Alexander Zverev, al que vencería por 6-1, 1-6 y 6-3, después de 3 horas y 5 minutos debido a dos suspensiones por la lluvia. El español alzaba el título de campeón en Roma por octava vez, y primera desde que lo hiciera en 2013. Por otra parte, supone el Masters 1000 número 32 y título número 78 en general, lo que le permite superar al estadounidense John McEnroe y situarse como cuarto jugador con más títulos en la historia de la ATP, siendo superado solo por Ivan Lendl (94), Roger Federer (97) y Jimmy Connors (109). Además el español con esta victoria regresa al número uno del ranking ATP, posición que cedió una semana antes tras caer derrotado en Madrid.
El 28 de mayo comenzaba en París el segundo Grand Slam de la temporada: Roland Garros, llegando con una marca de 3 títulos en 4 torneos y 17 victorias en 18 juegos en tierra batida esta temporada. Nadal partía como cabeza de serie número uno, quedando situado en el mismo lado del cuadro que jugadores como el sudafricano Kevin Anderson, el argentino Juan Martín Del Potro o el croata Marin Čilić, evitando así hasta la final a sus principales rivales por el título como el serbio Novak Djokovic, el alemán Alexander Zverev o el austriaco Dominic Thiem. El español debutaba en primera ronda venciendo al italiano Simone Bolelli por 6-4, 6-3 y 7-6(9) tras salvar 4 bolas de set en la muerte súbita del tercero y en 2 horas y 57 minutos en un partido de dos días tras la suspensión por lluvia en el primero, en segunda ronda vencía al argentino Guido Pella por 6-2, 6-1 y 6-1 y en tercera ronda se deshacía del francés Richard Gasquet por 6-3, 6-2 y 6-2. Ya en la segunda semana del torneo, Nadal se enfrentaba en octavos de final al joven alemán Maximilian Marterer, consiguiendo la victoria por 6-3, 6-2 y 7-6(4) en dos horas y media en el día después de su cumpleaños 32, alcanzando también las 900 victorias como profesional y solo 187 derrotas (con un récord de 82,8 % de victorias). Convirtiéndose en el quinto jugador en la Era Abierta en alcanzar 900 victorias, detrás de Guillermo Vilas (948), Ivan Lendl (1068), Roger Federer (1149, todavía en actividad) y Jimmy Connors con 1256. En cuartos de final su rival sería el argentino Diego Schwartzman, del que se desharía por 4-6, 6-3, 6-2 y 6-2 en 3 horas y 42 minutos en un partido disputado en dos días a causa de la lluvia, al perder el primer set, puso fin a su racha de 37 sets consecutivos en Roland Garros. En semifinales, se enfrentó por tercera vez a un jugador argentino en esta edición de Roland Garros, Juan Martín del Potro, y lo vence en tres sets por un claro 6-4, 6-1 y 6-2, convirtiéndose en el segundo jugador en la historia en jugar 11 finales en un mismo Grand Slam, empatando las 11 finales de Roger Federer en Wimbledon (8 victorias), siendo además la vigésimo cuarta final en la categoría de Grand Slam, segunda marca histórica solo superada por el suizo Roger Federer con 30. En ella, su rival sería el joven austriaco Dominic Thiem, único jugador en vencer a Nadal en los dos últimos años sobre tierra batida (Roma 2017 y Madrid 2018). Esta vez, el balear haría prevalecer su superioridad en el torneo parisino y conquistaba el título por un marcador de 6-4, 6-3 y 6-2 en 2 horas y 42 minutos, alzándose así con su Grand Slam número diecisiete, situándose a tan solo tres de distancia del suizo Roger Federer. De nuevo Nadal volvía a hacer historia, ampliando de esta forma su propio récord de trofeos en Roland Garros, con 11, marca absoluta en la categoría individual masculina, solo igualada por la australiana Margaret Court con 11 títulos en el Abierto de Australia, con el pequeño dato de que 7 fueron cuando el Abierto de Australia se llamaba Campeonatos Australianos. Además supone el título número 79 para el español y el número 57 en tierra batida. Además, Nadal se convirtió en el cuarto tenista en la Era Abierta en ganar tres o más títulos de Grand Slam después de cumplir los 30 años.
Tres semanas después de vencer en París y tras anunciar que no participaría en el Torneo de Queen's por la fatiga acumulada en los últimos dos meses, decidiendo participar en el torneo de exhibición en Hurlingham (Londres), ganó su primer partido de exhibición contra australiano Matthew Ebden por 7-6, 7-5 y perdió el segundo contra el francés Lucas Pouille 6-7, 5-7.
El 2 de julio comenzaba en Londres el tercer Grand Slam del año: Wimbledon. Nadal partía como cabeza de serie número 2, lo que posibilitaba unos potenciales cuartos de final ante el argentino Juan Martín Del Potro y unas semifinales ante el serbio Novak Djokovic. La andadura del español en hierba comenzaba con victorias sencillas en primera ronda ante el israelí Dudi Sela por 6-3, 6-2 y 6-2, en segunda ronda ante el kazajo Mijaíl Kukushkin por 6-4, 6-3 y 6-4 y en tercera ronda ante el joven australiano de 19 años Álex de Miñaur por 6-1, 6-2 y 6-4. Una vez pasada la primera semana del torneo, el español mostrando un buen nivel de juego, se enfrentaba en octavos de final al checo Jiri Vesely al que vencía por 6-3, 6-3 y 6-4, accediendo de esta forma y por primera vez desde 2011 (donde llegó a la final), accedía a los cuartos de final del torneo londinense. En dicha ronda su rival sería el argentino Juan Martín Del Potro, tras un partido de grandísimo nivel por ambas partes, el español se alzaba con la victoria después de 4 horas y 48 minutos por un marcador de 7-5, 6-7(7), 4-6, 6-4 y 6-4. En semifinales esperaba el serbio Novak Djokovic, al que Nadal había derrotado en sus dos enfrentamientos previos, debido a la extensa duración de la primera semifinal entre Kevin Anderson y John Isner de 6 horas y 36 minutos. El partido comienza alrededor de las 20 horas con el techo cerrado debido a la falta de luz y se juega hasta las 11 p. m. por el toque de queda en Wimbledon, después del tercer set. Los jugadores regresan al día siguiente con el techo aún cerrado desde que el partido comenzó de esta manera. Nadal perdió en un épico partido por 4-6, 6-3, 6-7(9), 6-3 y 8-10 en 5 horas y 15 minutos de juego (convirtiéndose en la segunda semifinal más larga de Wimbledon, solo superada por el Isner-Anderson), luego de perderse tres bolas de set en el desempate de la tercera entrada y tener break point en el 7-7 30-40 restando del quinto (de haber quebrado sacaba para partido). Así terminó una racha histórica de 16 victorias seguidas en semifinales de Grand Slam para el mallorquín (récord absoluto en la Era Abierta), y su primera derrota en las semifinales de Wimbledon y también el cara a cara entre ambos quedaría en 27-25 favorable a Djokovic, que a la postre levantaría el título ante el sudafricano Kevin Anderson. A pesar de la derrota, Nadal aumentaba su diferencia con el segundo clasificado del ranking ATP, el suizo Roger Federer a 2230 puntos, tras su derrota en cuartos de final.
A mediados de agosto comenzaba la gira norteamericana sobre pista dura. Nadal reaparecía en el primer Masters 1000 de la gira: Toronto. El balear debutaba en segunda ronda ante el francés Benoît Paire, al que vencía cómodamente por 6-2 y 6-3, en tercera ronda daría cuenta del suizo Stanislas Wawrinka por 7-5 y 7-6(4) y en cuartos de final haría lo mismo ante el croata Marin Čilić por 2-6, 6-4 y 6-4 en 2 horas 22 minutos y de esta forma se convirtió en el primer clasificado para las ATP Finals, siendo su decimocuarta clasificación consecutiva para el Masters y la mayor cantidad consecutiva, igualando así el récord de su rival Roger Federer la mayor cantidad consecutiva, establecido entre 2002 y 2015. Ya en semifinales, Nadal enfrentaría al joven ruso Karén Jachánov al que derrotaría por 7-6(3) y 6-4, accediendo de esta forma a su final número 49.ª de Masters 1000 (récord en la Era Abierta) y la cuarta en el Masters de Canadá, habiendo vencido en las tres anteriores. En ella se enfrentaría al joven griego de 20 años Stefanos Tsitsipas al que vencería por 6-2 y 7-6(4), consiguiendo de esta forma el título número 33 de dicha categoría, siendo además el primero en pista dura desde el que consiguiera en Cincinnati en 2013. El español suma también su título número 80 (cuarto jugador en la Era Abierta en conseguirlo), el número diecinueve en pista dura y el cuarto en el torneo canadiense y segundo en Toronto (después de 2008 y las dos restantes Montreal en 2005 y 2013). Aumentado su ventaja sobre el número 2 del mundo, Roger Federer, a 3740 puntos de distancia. Apenas unas horas después de la victoria, el balear anunciaba su renuncia a participar en el Masters 1000 de Cincinnati, alegando descanso necesario para poder estar en plenas facultades de cara al último Grand Slam de la temporada: el Abierto de Estados Unidos.

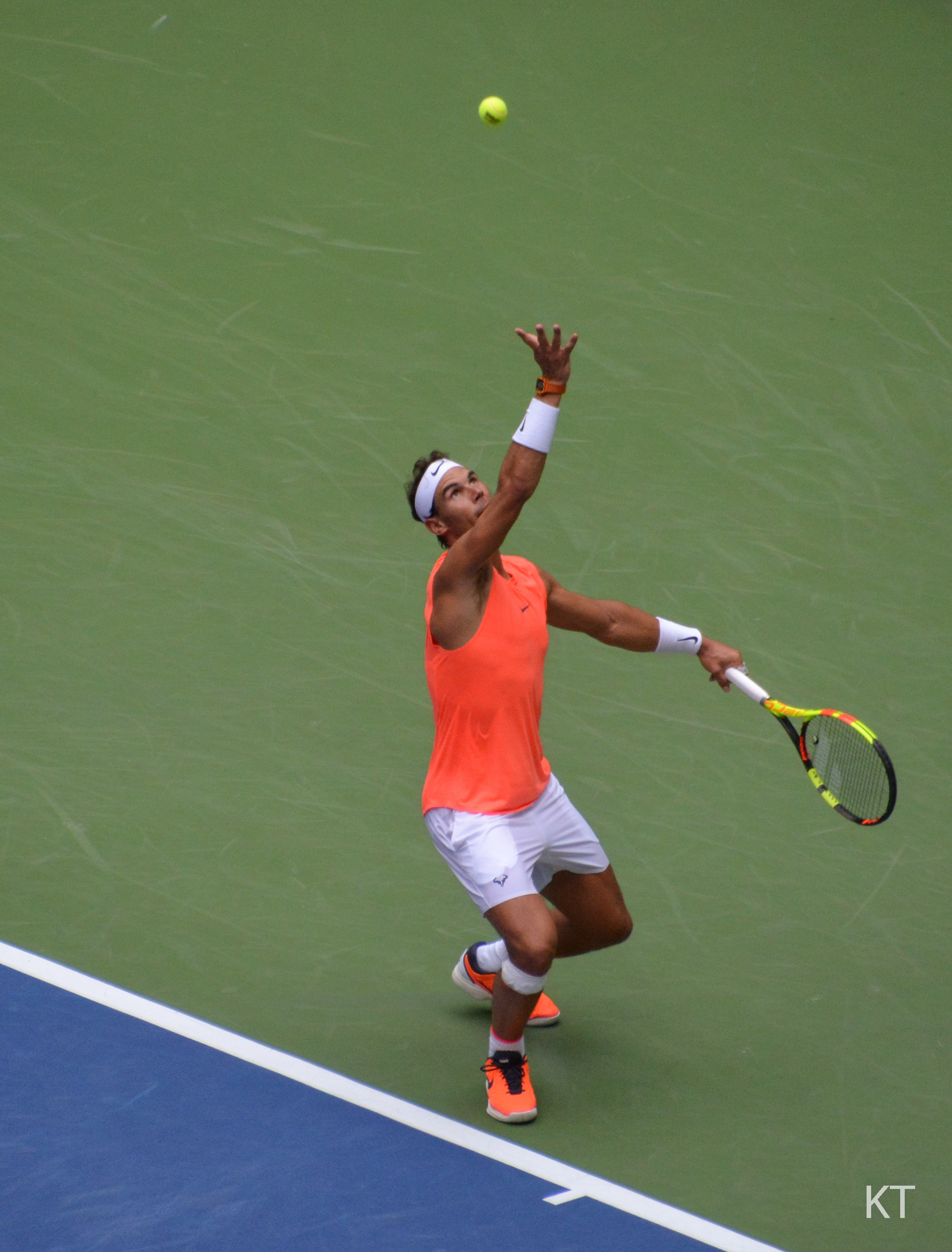
Nadal a punto de sacar en su duelo contra el ruso Karén Jachánov por la tercera ronda del US Open 2018, en un extenuante duelo de 4 horas y 23 minutos que el español acabó venciendo por 5-7, 7-5, 7-6(7) y 7-6(3) jugando con un vendaje en la rodilla derecha.

El 27 de agosto comenzaba en Nueva York el último Grand Slam de la temporada: el US Open. El español partía como cabeza de serie número uno, lo que le situaba en la parte alta del cuadro y posibilitaba unos enfrentamientos en cuartos de final ante el austriaco Dominic Thiem y unas semifinales ante el argentino Juan Martín Del Potro. Nadal debutaba en primera ronda ante su compatriota y amigo David Ferrer, partido que además significaba el último del alicantino de 36 años en Grand Slam. El balear vencería por 6-3, 3-4 y retirada de Ferrer por lesión en el tobillo izquierdo. En segunda ronda daría cuenta del canadiense Vasek Pospisil por 6-3, 6-4 y 6-2 y en tercera ronda se desharía del ruso Karén Jachánov por 5-7, 7-5, 7-6(7) y 7-6(3) en una intensa batalla de 4 horas y 23 minutos en el que se le vio a Rafa jugar con un vendaje de la rodilla derecha durante los últimos tres sets, en la cuarta manga el número uno del mundo salvo una pelota de set. En octavos de final se enfrentaría al georgiano Nikoloz Basilashvili al que vencería por 6-3, 6-3, 6-7(6) y 6-4 en 3 horas y 18 minutos en el que se vio a Nadal sin vendaje en la rodilla. El español accedía a la segunda semana del torneo mostrando un juego dubitativo y además arrastrando problemas físicos en la rodilla derecha. En cuartos de final, Nadal volvería a enfrentarse por cuarta vez en la temporada al austriaco Dominic Thiem, en lo que suponía el primer partido de los diez que habían disputado entre ellos hasta ahora, en pista dura. El balear se alzaba con la victoria después de 4 horas y 49 minutos en un partido con tintes épicos y que se resolvió en el quinto set por 0-6, 6-4, 7-5, 6-7(4) y 7-6(5) terminando el partido a las 2 a. m. (hora estadounidense). Nadal accedía a su séptima semifinal en el Abierto de Estados Unidos y la número 29 en categoría de Grand Slam (cuarta marca histórica superando las 28 de Ivan Lendl). En ellas, se enfrentaría por tercera vez en 2018 y al igual que el año anterior en la misma ronda, al argentino Juan Martín Del Potro, en su cuarto choque entre ambos en los últimos cinco Grand Slams. Al acabar el segundo set y yendo 7-6(3) y 6-2 abajo en el marcador, Nadal se veía obligado a retirarse del partido por las molestias surgidas en la rodilla derecha y que le estuvieron persiguiendo durante todo el torneo. De esta forma el español abandonaba un torneo de Grand Slam por segunda vez en la temporada y cuarta vez en toda su carrera, privándole de la posibilidad de defender el título y de participar durante la semana siguiente en las semifinales de la Copa Davis que España debía jugar ante Francia (la cual su país perdió por 3-2). Lo positivo es que a pesar de no defender el título, retuvo el primer lugar del ranking después del torneo, con una ventaja de 1,860 puntos sobre su más cercano perseguidor, Roger Federer.
Después de realizar las pruebas médicas pertinentes, se observó que Nadal sufría una pequeña rotura en el tendón rotuliano, lo que obligó al balear a renunciar a la gira asiática, tanto al torneo de Pekín como al Masters 1000 de Shanghái, donde había sido ganador y finalista el año anterior respectivamente. Después de permanecer casi dos meses alejado de la competición, el español volvía para disputar el último Masters 1000 del año: París-Bercy. Sin embargo, el mismo día en el que estaba previsto su debut, Nadal anunciaba en rueda de prensa que debía retirarse del torneo por precaución, debido a una sobrecarga abdominal que le surgió durante los entrenamientos. A lo largo de la semana siguiente el propio Nadal comunicaba a través de las redes sociales que daba por finalizada su temporada renunciando al último torneo del año: el ATP Finals. Además, también pasaría por el quirófano para ser sometido a una intervención en el tobillo derecho con el objetivo de remover un "cuerpo libre" que le provocaba molestias desde mediados de año, con el objetivo de poder comenzar 2019 en plenas condiciones.
De esta forma el español cedía el número uno del ranking ATP en detrimento del serbio Novak Djokovic y cerraba el año 2018 con un balance de 45 victorias por tan sólo 4 derrotas, logrando así un 95 % de efectividad. Sumó además un nuevo Grand Slam a su palmarés, Roland Garros, tres Masters 1000 (Montecarlo, Roma y Toronto) y un ATP Tour 500 (Barcelona).
Nadal finaliza el año con un historial 10-3 frente a Top-10.

### 2019: Duodécimo Roland Garros, cuarto Abierto de EE. UU. y regreso al número uno
Después de la operación en el tobillo a la que fue sometido a mediados de noviembre y su posterior recuperación, Nadal inició la temporada 2019 participando en el torneo de exhibición de Abu Dhabi: el Mubadala World Tennis, donde debutaría el 28 de diciembre de 2018 en semifinales ante el sudafricano Kevin Anderson perdiendo en tres sets por 4-6, 6-3 y 6-4, mostrando un Nadal todavía lejos de su mejor forma y con poco ritmo competitivo tras 112 días sin jugar en una pista de tenis. Posteriormente Nadal renunciaba al partido por el tercer puesto ante el ruso Karén Jachánov por precaución. Su siguiente parada sería el primer torneo oficial del año para él: Brisbane, de categoría ATP Tour 250. Sin embargo el mismo día de su debut el español anunciaba su retirada del torneo también por precaución debido a unas molestias en el muslo izquierdo.
Sin haber disputado ningún partido oficial, como el año anterior y con algo de dudas en torno a su estado físico, Nadal viajaba a Melbourne para disputar el primer Grand Slam del año: el Abierto de Australia. Tras el sorteo quedaría situado en la parte inferior del cuadro, posibilitando enfrentamientos ante el británico Kyle Edmund en octavos de final, el sudafricano Kevin Anderson en cuartos de final y en semifinales ante el suizo Roger Federer. En las primeras tres rondas, eliminó a los australianos James Duckworth (6-4, 6-3, 7-5), Matthew Ebden (6-3, 6-2, 6-2) y Álex de Miñaur (6-1, 6-2, 6-4), todos con facilidad y en sets corridos, habiendo pasado tan solo 6 horas y 33 minutos en pista. El español avanzaba hacia los octavos de final del torneo mostrándose firme en su juego y sin aparentes problemas físicos. En dicha ronda, se enfrentó al checo Tomáš Berdych, el español ganó fácilmente por 6-0, 6-1 y 7-6(4) alcanzando los cuartos de final del torneo por tercer año consecutivo, donde mediría fuerzas con el joven estadounidense Frances Tiafoe, al que vencería con suma facilidad por 6-3, 6-4 y 6-2. Nadal accedía así a su trigésima semifinal de Grand Slam (cuarta marca en la Era Open), sólo superado por el suizo Roger Federer (43), el serbio Novak Djokovic (34) y el estadounidense Jimmy Connors (31). Además se convertía en el tercer jugador en la Era Abierta en alcanzar al menos seis semifinales en los cuatro Grand Slams. En semifinales, se enfrentaría por un puesto en la final ante el joven griego, número catorce del mundo y revelación del torneo Stefanos Tsitsipas. Nadal, haciendo valer su experiencia y su juego demoledor ante rivales con revés a una mano, venció fácilmente por 6-2, 6-4 y 6-0, alcanzando así su vigésimo quinta final de Grand Slam (segunda marca en la Era Abierta) y la quinta en el Abierto de Australia, habiendo ganado todos sus partidos en 3 sets, cediendo tan sólo 48 juegos y perdiendo su servicio en apenas dos ocasiones. Su rival por el título sería el serbio y número uno del mundo Novak Djokovic, que vencería con total contundencia al español por 6-3, 6-2 y 6-3 (siendo ésta la primera vez en la que el español no fue capaz de ganar un solo set en una final de Grand Slam en 25 apariciones), dejando al balear a las puertas, una vez más, de su segundo título en tierras australianas, de su décimo octavo Grand Slam y estableciendo además el cara a cara particular entre ambos en 25-28 favorable al serbio.
Nadal reaparecía en el Torneo de Acapulco (ATP Tour 500) un mes después de su derrota en Australia. En su partido de debut vencería con facilidad al alemán Mischa Zverev por 6-3 y 6-3, pero caería derrotado en octavos de final ante el australiano Nick Kyrgios por 3-6, 7-6(2) y 7-6(6) en un partido tenso y polémico de 3 horas y 3 minutos, en el cual Nadal tuvo 3 puntos de partido durante el tiebreak del último set. Tras esta derrota, el español ponía rumbo a tierras norteamericanas para disputar el primer Masters 1000 de la temporada: Indian Wells. Nadal debutaría en el torneo californiano en segunda ronda ante el estadounidense Jared Donaldson al que vencería por 6-1 y 6-1, en tercera ronda venció al argentino Diego Schwartzman por 6-3 y 6-1, en octavos de final daría cuenta del serbio Filip Krajinovic por 6-3 y 6-4, y en cuartos de final derrotaría al ruso Karén Jachánov por 7-6(2) y 7-6(2). En semifinales se enfrentaría al suizo y ex número uno del mundo Roger Federer por primera vez en un año y medio, en el que supondría el trigésimo noveno enfrentamiento entre ellos, pero el mismo día del partido Nadal se veía obligado a conceder walkover a su rival debido a unas molestias surgidas en la rodilla derecha durante su partido de cuartos de final y que le forzaban a retirarse del torneo. Además el propio Nadal anunciaba en rueda de prensa que no disputaría el Masters 1000 de Miami y que su objetivo sería el de estar plenamente recuperado para el inicio de la gira en tierra batida.
El manacorí reaparecía apenas tres semanas después de su retirada en Indian Wells, y lo hacía participando en el primer Masters 1000 de la temporada en tierra batida: Montecarlo. Nadal debutaba ante su compatriota Roberto Bautista Agut venciendo por un claro 6-1 y 6-1 y en octavos de final hacía lo propio ante el búlgaro Grigor Dimitrov por 6-4 y 6-1. En cuartos de final, derrotaría al argentino Guido Pella por 7-6(2) y 6-3. En semifinales se enfrentaría al italiano Fabio Fognini, que vencería al balear con contundencia por 6-4 y 6-2, resultado que provocó muchas dudas en torno al estado físico y tenístico del español. Además esta derrota supuso su primera derrota en cuatro años y 18 partidos en el torneo, cortando una racha de 25 sets ganados de manera consecutiva.
Inmediatamente y sin apenas descanso, Rafa disputaría el ATP Tour 500 de Barcelona: el Conde de Godó. En primera ronda debutaría ante el argentino Leonardo Mayer, al que vencería por 6-7(7), 6-4 y 6-2, viéndose a un Nadal muy lejos de su mejor nivel. En la siguiente ronda se enfrentaría a su compatriota y amigo David Ferrer (en el que supuso el último enfrentamiento entre ambos en el circuito profesional), quien jugaría su penúltimo torneo como profesional, Nadal terminó ganando por 6-3 y 6-3. Ya en cuartos de final, venció al alemán Jan-Lennard Struff por 7-5 y 7-5, accediendo así a semifinales donde se encontraría con el austriaco Dominic Thiem y nuevamente perdería en dicha instancia por 6-4 y 6-4, con un Nadal que todavía no lograba encontrar buenas sensaciones en su juego. Thiem lograba de esta forma derrotar por cuarta vez en once enfrentamientos al español.
Después de una semana de descanso y con el objetivo de mejorar sus prestaciones, Nadal participaba en el siguiente Masters 1000 de la temporada: Madrid. Su debut se produciría ante el joven y prometedor canadiense de 18 años: Félix Auger-Aliassime, al que derrotaría por 6-3 y 6-3. En octavos de final daría cuenta del estadounidense Frances Tiafoe por 6-3 y 6-4 y en cuartos de final vencería al suizo Stanislas Wawrinka por 6-1 y 6-2, logrando, según él, su mejor partido sobre tierra batida de la temporada. En semifinales, de nuevo y por tercera vez consecutiva, Nadal se quedaría a las puertas de acceder a la final de un torneo tras perder ante el joven griego Stefanos Tsitsipas, que dio la campanada con un marcador de 6-4, 2-6 y 6-3.
A pesar de la mejoría en su juego, el español tomaba rumbo hacia el siguiente torneo del calendario: el Masters de Roma, el último torneo previo a Roland Garros, donde viajaba con la intención de defender el título conseguido el año anterior y seguir con las buenas sensaciones mostradas en Madrid. Debido al mal tiempo en la capital italiana, se vio obligado a jugar sus dos primeras rondas el mismo día, eliminando sin problemas en primera ronda al francés Jeremy Chardy por 6-0, 6-1 y en segunda ronda al georgiano Nikoloz Basilashvili por 6-1, 6-0. En los cuartos de final, vence a su compatriota Fernando Verdasco por 6-4 y 6-0. En semifinales se encontró con su verdugo de la semana anterior en Madrid, el griego Stefanos Tsitsipas, esta vez el balear conseguiría llevarse el gato al agua y vencería por 6-3 y 6-4, accediendo así a su undécima final en el Foro Itálico, y la quincuagésima de su carrera en torneos Masters 1000 (récord que ostenta junto al suizo Roger Federer), además de lograr su triunfo 60 en el torneo romano. En la final se enfrentaría al serbio y número uno del mundo: Novak Djokovic. El español vencería por un marcador de 6-0, 4-6 y 6-1. De esta forma, derrotaba al serbio en una final por primera vez desde Roland Garros 2014, logrando su primer título de la temporada, dejando además el cara a cara particular entre ambos en 26-28 favorable al serbio. Así, Nadal aumenta su propio palmarés en el Masters 1000 de Roma con nueve títulos, vuelve a situarse como líder en solitario como tenista con más títulos Masters 1000 de la Era Open con 34, y suma su título número 81 en total y el número 58 en tierra batida. También se convirtió en el tenista con más victorias (20) contra un número uno en la Era Abierta. Además, con este título el español deshace el empate que mantenía con el suizo Roger Federer como el tenista que consigue al menos un título durante más años consecutivos, con 16 (récord absoluto en la Era Abierta).
El domingo 26 de mayo arrancaba el segundo Grand Slam de la temporada: Roland Garros. Nadal partía como cabeza de serie número 2 y quedaba situado en la parte baja del cuadro, con posibles enfrentamientos en cuartos de final ante el japonés Kei Nishikori y en semifinales ante el suizo Roger Federer. En primera ronda debutaría con una victoria sencilla ante el alemán Yannick Hanfmann por 6-2, 6-1 y 6-3, en segunda ronda haría lo propio ante el también alemán Yannick Maden por 6-1, 6-2 y 6-4 y en tercera ronda vencería al belga David Goffin por 6-1, 6-3, 4-6 y 6-3, finalizando una racha de 17 sets ganados de forma consecutiva en la capital francesa. En octavos de final derrotaría al argentino Juan Ignacio Londero por 6-2, 6-3 y 6-3, accediendo a cuartos de final y citándose con el japonés Kei Nishikori, del que daría cuenta por 6-1, 6-1 y 6-3. Mostrando un juego sólido y eficaz, el manacorí accedía a las semifinales del torneo por decimosegunda vez en quince participaciones, donde se encontraba invicto en tales instancias y la trigésimo primera de Grand Slam (tercera marca histórica empatado con el estadounidense Jimmy Connors), en ella se encontraría ante el suizo y ex número uno del mundo Roger Federer, al que vencería con contundencia por 6-3, 6-4 y 6-2, en un partido marcado por las difíciles condiciones meteorológicas debidas al fuerte viento, cortando de esta forma la racha de 5 derrotas consecutivas ante el suizo entre noviembre de 2015 y octubre de 2017, siendo su último triunfo en el Abierto de Australia 2014, y estableciendo el head-to-head particular entre ambos en 24-15 favorable al español y 10-4 en Grand Slam. Nadal alcanzaba la final del torneo por decimosegunda vez habiendo cedido un solo set por el camino y mostrando un nivel de forma cercano a su mejor versión. En ella volvería a enfrentarse por segundo año consecutivo al austriaco Dominic Thiem, y al que volvería a derrotar por 6-3, 5-7, 6-1 y 6-1, logrando el triunfo 950 de su carrera, su número 260 en Grand Slam (93 en Roland Garros, récord absoluto), y alzándose de esta forma con su décimo octavo título de Grand Slam, ampliando las distancias con el serbio Novak Djokovic (15) y situándose por primera vez en su carrera a tan sólo dos títulos de empatar con el máximo ganador: el suizo Roger Federer (20). Este título además supone el décimo segundo en Roland Garros para el español (ampliando su propio récord y doblando al segundo jugador: Björn Borg, con 6 títulos), el número 59 en tierra batida y el 82 en total. También, con doce títulos deshace el empate que mantenía con la australiana Margaret Court convirtiéndose en el máximo ganador de un Grand Slam en categoría individual masculina y femenina.

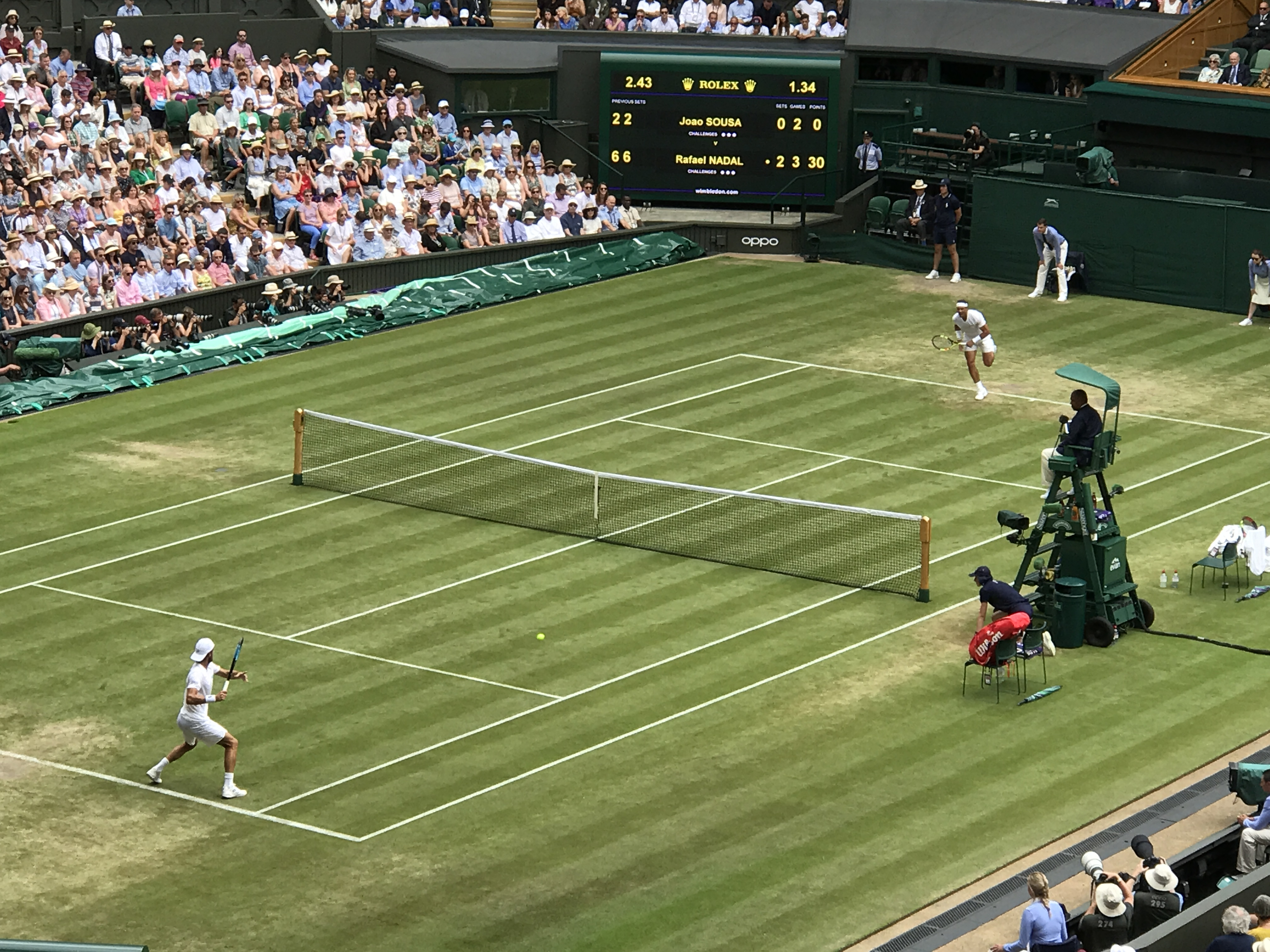
Nadal en su duelo contra Joao Sousa en la cuarta ronda de Wimbledon 2019.

El 1 de julio, empezó el tercer Grand Slam del año: Wimbledon. Después del sorteo, Nadal quedaba situado en la misma parte del cuadro que el croata Marin Čilić y el suizo Roger Federer, además de un posible enfrentamiento ante el joven australiano Nick Kyrgios en segunda ronda. Nadal debutaba en primera ronda ante el japonés Yuichi Sugita al que vencería con facilidad por 6-3, 6-1 y 6-3, accediendo a segunda ronda y protagonizando uno de los partidos más explosivos del torneo ante el australiano Nick Kyrgios. El español se tomaría la revancha por la derrota sufrida hacía cinco años precisamente en Wimbledon y vencería esta vez por 6-3, 3-6, 7-6(5) y 7-6(3), alcanzando la tercera ronda del torneo. Allí venció con más facilidad al francés Jo-Wilfried Tsonga por 6-2, 6-3 y 6-2. El español alcanzaba por tercer año consecutivo la segunda semana del torneo, enfrentándose en octavos de final al portugués Joao Sousa, al que vencería por 6-2, 6-2 y 6-2. Ya en cuartos de final y mostrando un nivel abrumador al resto, el español daba cuenta del estadounidense Sam Querrey, accediendo así a las semifinales del torneo por segundo año consecutivo y por séptima vez en su carrera, también sumaba la trigésimo segunda semifinal de Grand Slam particular, superando de esta forma al estadounidense Jimmy Connors (31), quedando tan solo por detrás del serbio Novak Djokovic (36) y del suizo Roger Federer. En ellas, se enfrentaría por segundo torneo consecutivo a Federer, que vencería al balear por 7-6(3), 1-6, 6-3 y 6-4, dejando a Nadal a las puertas una vez más de la final de Wimbledon. Además esta derrota suponía la decimosexta ante el suizo, estableciendo el cara a cara entre ambos en 24-16 favorable al español.
El español volvía a la competición durante la segunda semana de agosto participando en el Masters 1000 de Montreal. Partiendo como cabeza de serie número uno ante la baja del serbio y número uno del mundo Novak Djokovic, el balear debutaba ante el inglés Daniel Evans al que vencía por 7-6(6) y 6-4. En tercera ronda daría cuenta del argentino Guido Pella por 6-3 y 6-4. En cuartos de final se enfrentaría al italiano Fabio Fognini, su verdugo en Montecarlo, pero esta vez Nadal se tomaría la revancha y vencería por 2-6, 6-1 y 6-2, logrando con ésta la victoria 378 en Masters 1000, deshaciendo el empate que mantenía con el suizo Roger Federer y convirtiéndose en solitario como el tenista con más victorias en dicha categoría. El español debía verse las caras en semifinales con el francés Gaël Monfils, pero este le concedería walkover debido a unas molestias en el tobillo, con lo que Nadal accedía a la final del torneo sin jugar. Nadal conseguía de esta forma su quinta final en el torneo canadiense y la quincuagésimo primera en categoría Masters 1000, deshaciendo el empate que mantenía con el suizo Roger Federer y situándose como líder en solitario en esta faceta. En ella, vencería con facilidad al joven ruso Daniil Medvédev, por 6-3 y 6-0, alzándose con su quinto título en Canadá y el trigésimo quinto título en categoría Masters 1000, ampliando a dos la distancia con su inmediato perseguidor: el serbio Novak Djokovic. Además supone el vigésimo título de Nadal en pista dura y supone la primera vez en toda su carrera que el español consigue revalidar un título en dicha superficie.
Tras renunciar al Masters 1000 de Cincinnati, Nadal tomaba rumbo hacia Nueva York para disputar el último Grand Slam de 2019: el US Open. El balear partía como segundo cabeza de serie, lo que le situó en la parte baja del cuadro tras el sorteo posibilitando enfrentamientos ante el alemán Alexander Zverev en cuartos de final y ante el austriaco Dominic Thiem en semifinales. En primera ronda debutaría ante el australiano John Millman al que superaba por un claro 6-3, 6-2 y 6-2. En segunda ronda su rival sería el joven australiano Thanasi Kokkinakis, sin embargo, Nadal accedería a tercera ronda directamente tras el walkover del joven australiano aduciendo lesión en el hombro. En tercera ronda derrotaría al surcoreano Hyeon Chung por 6-3, 6-4 y 6-2, accediendo a octavos de final, donde daría cuenta del croata Marin Čilić por 6-3, 3-6, 6-1 y 6-2 para alcanzar los cuartos de final en Grand Slam por cuadragésima vez en su carrera. Nadal llegaba a la segunda semana del torneo por tercer año consecutivo citándose en cuartos de final ante el argentino Diego Schwartzman, al que derrotaría por 6-4, 7-5 y 6-2. El español sumaba una nueva semifinal de Grand Slam a su carrera: la número 33 (tercera marca histórica, solo por detrás del suizo Roger Federer y el serbio Novak Djokovic) y la octava en el US Open. Su rival por un puesto en la final sería el joven italiano Matteo Berrettini, al que Nadal vencería en un trabajado encuentro por 7-6(6), 6-4 y 6-1, consiguiendo de esta forma el pase a la final del torneo por quinta vez en su carrera y siendo ésta la número 27 de Grand Slam, situándose a sólo cuatro de distancia del récord del suizo Roger Federer, con 31. En ella se enfrentaría al joven ruso y número 5 del mundo Daniil Medvédev, al que Nadal ya había derrotado hacía apenas un mes en la final del Masters 1000 de Montreal. En un partido con tintes épicos que alcanzó las 4 horas y 51 minutos y después de cinco intensos sets, Nadal prevaleció tras una batalla tenística y mental, derrotando al ruso por 7-5, 6-3, 5-7, 4-6 y 6-4. El español se alzaba con su cuarto título en el Abierto de Estados Unidos, empatando en el palmarés con el estadounidense John McEnroe y quedando a tan sólo un título del récord de la Era Abierta que poseen el suizo Roger Federer y Pete Sampras y Jimmy Connors, con cinco títulos. Además suma su decimonoveno Grand Slam, situándose por primera vez en su carrera a tan sólo un título de distancia del récord histórico del suizo Roger Federer. Esta victoria supone también su título número 21 en pista dura y le convierte en el primer jugador que conquista cinco Grand Slams una vez cumplidos los 30 años, deshaciendo el empate que mantenía con otros ilustres jugadores como Roger Federer, Novak Djokovic, Ken Rosewall o Rod Laver.
Apenas con una semana de descanso, Nadal viajaba hasta la ciudad suiza de Ginebra para disputar la tercera edición de la Laver Cup, siendo integrante del equipo europeo capitaneado por el legendario Björn Borg y formado por el suizo Roger Federer, el alemán Alexander Zverev, el griego Stefanos Tsitsipas, el austriaco Dominic Thiem y el italiano Fabio Fognini. Su rival sería el equipo del resto del mundo, capitaneado por el estadounidense John McEnroe y cuyos integrantes fueron el australiano Nick Kyrgios, los estadounidenses John Isner, Taylor Fritz y Jack Sock y los canadienses Milos Raonic y Denis Shapovalov. Nadal debutaba el segundo día del torneo venciendo al canadiense Milos Raonic por 6-3 y 7-6(1) y perdiendo posteriormente el encuentro de dobles, donde formó pareja con el griego Stefanos Tsitsipas, cayendo ante el australiano Nick Kyrgios y el estadounidense Jack Sock por 4-6, 6-3 y 6-10. El último día de torneo el balear tenía previsto disputar encuentros ante el australiano Nick Kyrgios en individuales y junto con el suizo Roger Federer en dobles, pero anunciaría su retirada del torneo debido a unas molestias surgidas en su mano izquierda. Finalmente el equipo europeo se alzaría con la victoria por un marcador total de 13-11, sumando de esta forma el tercer título consecutivo para los europeos.
El 30 de octubre Nadal, tras no participar por precaución en el Masters 1000 de Shanghái, regresaba a la competición oficial para disputar el último Masters 1000 de la temporada: París-Bercy. El español regresaría al número uno del ranking ATP al finalizar el torneo, tras la derrota del serbio Novak Djokovic en cuartos de final del Masters 1000 de Shanghái ante el griego Stefanos Tsitsipas. El balear volvía a lo más alto del ranking después de 52 semanas e iniciaba su octava andadura como número uno. Debutaría en segunda ronda ante el francés Adrian Mannarino, al que derrotaría por 7-5 y 6-4. En octavos de final vencería al suizo Stanislas Wawrinka por 6-4 y 6-4 y en cuartos de final daría cuenta del también francés Jo-Wilfried Tsonga por 7-6(4) y 6-1. Ya en semifinales, el español debía enfrentarse al joven canadiense Denis Shapovalov, pero el mismo día del partido anunciaría su retirada del torneo debido a una distensión abdominal que sufrió durante un entrenamiento la misma mañana del encuentro. Nadal dejaba de esta forma su participación en el ATP Finals como dudosa, al apenas disponer de ocho días para recuperarse plenamente de la lesión y afrontar con garantías el último torneo ATP del año.
Después de las pruebas médicas pertinentes realizadas en Barcelona que mostraron una distensión abdominal que le incapacitaría para poder entrenar durante apenas tres días, el español viajaba hacia Londres. Nadal participaba por novena vez, y sin apenas poder entrenar en los días previos, en el último torneo ATP de la temporada: el ATP Finals. El español quedaría situado en el Grupo Agassi, junto al ruso Daniil Medvédev, el griego Stefanos Tsitsipas y el alemán Alexander Zverev. Por otra parte, el Grupo Borg estaría formado por el serbio Novak Djokovic, el suizo Roger Federer, el austriaco Dominic Thiem y el italiano Matteo Berrettini. Nadal debutaba en el torneo con derrota ante el alemán y defensor del título Alexander Zverev por un claro 6-2 y 6-4, evidenciando un Nadal lejos de su mejor nivel y jugando con precaución debido a la molestia abdominal. Sin embargo, vencería al ruso Daniil Medvédev por 6-7(3), 6-3 y 7-6(4). Nadal volvía a ganar un partido en el Round Robin del torneo por primera vez desde 2015. Con la necesidad de ganar en la última jornada para no quedar eliminado, Nadal vencía al griego Stefanos Tsitsipas por 6-7(4), 6-4 y 7-5. A pesar de sus 2 triunfos, el español quedaría eliminado del torneo tras la victoria de Zverev ante Medvedev. Pero no todo serían malas noticias para el español, el balear aseguró cerrar el año 2019 como número uno del mundo tras la derrota del serbio Novak Djokovic ante el suizo Roger Federer en la segunda jornada del Round Robin.
De esta forma el español cerraba su temporada con un bagaje de 53 victorias y 7 derrotas, con un 88 % de efectividad; y 9-5 frente a Top-10. Además sumaba a su palmarés dos Grand Slams: el decimosegundo Roland Garros y el cuarto US Open (quedando a uno solo de récord absoluto de Roger Federer con 20) y dos Masters 1000: Roma y Canadá y cerró el año como número uno del mundo por quinta vez en su carrera, igualando de esta forma los cinco años del estadounidense Jimmy Connors, el suizo Roger Federer y el serbio Novak Djokovic, quedando tan solo por detrás del récord de seis años que posee el estadounidense Pete Sampras.
Al terminar n.º 1, rompió varios récords que estableció en 2017:
- A la edad de treinta y tres años fue el tenista de mayor edad en terminar como número uno.
- Se convirtió en el primer jugador en mantener, perder y recuperar el fin de temporada como número uno en cuatro ocasiones.
- Se convirtió en el primer jugador en terminar el año como número uno del mundo cinco veces en años no consecutivos.
- La brecha de once años entre su primer año finalizado como 1 (2008) y el último (2019) también fue un nuevo récord.
- Es el único tenista en la historia que ha sido el número uno del mundo en tres décadas diferentes: 2000, 2010 y 2020.

### 2020: Decimotercer Roland Garros y vigésimo Grand Slam
Tras su histórico triunfo en la Copa Davis con España, Nadal comenzaba su pretemporada a finales de diciembre disputando el Mubadala World Tennis Championship, torneo de exhibición que se disputa anualmente en Abu Dabi. El balear vencía al ruso Karén Jachánov en semifinales y al griego Stefanos Tsitsipas en la final, alzándose con su quinto título en el torneo disputado en tierras árabes. Posteriormente viajaría hasta Australia para disputar la renovada ATP Cup, torneo que no se organizaba desde 2012 y que se llevaría a cabo en las ciudades de Brisbane, Perth y Sídney. Junto a Nadal, completarían el equipo español Roberto Bautista Agut, Pablo Carreño, Feliciano López y Albert Ramos. España quedó situada en el Grupo B, donde vencería a Georgia, Japón y Uruguay sus nueve partidos, cediendo tan sólo dos sets. En cuartos de final, el combinado español se enfrentaría a Bélgica, eliminatoria en la que Nadal no pudo sumar su punto de individuales al caer derrotado ante David Goffin por 6-4 y 7-6. A pesar de ello, el balear y Carreño vencerían en el partido de dobles dándole a España el pase a semifinales, donde se enfrentarían al combinado australiano. Nadal vencería al joven Álex de Miñaur por 4-6, 7-5 y 6-1 mientras Bautista hacía lo propio con Nick Kyrgios, dándole de esta forma el pase a la final al equipo español. El rival por el título sería la Serbia de Novak Djoković, que derrotaría a Nadal por 6-2 y 7-6 igualando de esta forma la final después de la victoria de Bautista ante Dušan Lajović. En el punto definitivo, la pareja serbia formada por Djoković y Troicki, vencería a la pareja española formada por Feliciano y Carreño, sumando el punto decisivo y otorgándole el título a Serbia.
Tras esta pequeña decepción, el balear volaba hacia Melbourne para preparar el primer Grand Slam de 2020: el Abierto de Australia. Nadal, como cabeza de serie número uno, quedaría situado en el mismo lado del cuadro que el australiano Nick Kyrgios, el austriaco Dominic Thiem y el ruso Daniil Medvédev. El español debutaría con una cómoda victoria ante el boliviano Hugo Dellien por 6-2, 6-3 y 6-0 y en segunda ronda daría cuenta del argentino Federico Delbonis por 6-3, 7-6 y 6-1. En tercera ronda se enfrentaría a su compatriota Pablo Carreño al que también derrotaría por 6-1, 6-2 y 6-4. De esta forma, Nadal alcanzaba los octavos de final del torneo, donde se volvería a enfrentar al joven australiano Nick Kyrgios por octava vez. En un duelo lleno de morbo, el balear prevalecía con un marcador de 6-3, 3-6, 7-6 y 7-6, sumando su quinta victoria particular ante el australiano. Nadal accedía a los cuartos de final del torneo por decimosegunda vez en su carrera y la número 41 en Grand Slam, empatando la tercera marca histórica en propiedad del estadounidense Jimmy Connors. Su rival por un puesto en semifinales sería el austriaco Dominic Thiem. Desplegando un juego brutal de potencia e intensidad, el joven austriaco se llevaría la victoria ante el español después de un duro encuentro de más de cuatro horas, por un marcador de 7-6, 7-6, 4-6 y 7-6. Además de quedarse a las puertas de una nueva semifinal en el torneo australiano, Nadal acabaría cediendo el número uno en detrimento del serbio Novak Djoković, que lo recuperó tras alzarse con el título derrotando al propio Thiem en la final.
El balear volvía a la competición a finales de febrero en el ATP Tour 500 de Acapulco, donde debutaría con victoria ante su compatriota Pablo Andújar por 6-3 y 6-2, en la siguiente ronda daría cuenta del serbio Miomir Kecmanović por 6-2 y 7-5 y en cuartos de final derrotaría al surcoreano Soon Woo Kwon por 6-2 y 6-1. Ya en semifinales, el español vencería con mucha facilidad al búlgaro Grigor Dimitrov por 6-3 y 6-2, consiguiendo por cuarta vez en su carrera acceder a la final del torneo, siendo además la número 122 en toda su carrera. En ella, derrotaría al estadounidense Taylor Fritz por 6-3 y 6-2, consiguiendo su tercer título en el torneo mexicano, el número 22 en pista dura y el número 85 en general. De esta forma, Nadal suma su título número 21 en la categoría ATP Tour 500, quedando a tan sólo tres de distancia del máximo ganador: el suizo Roger Federer. Además el balear aumentaba también su propio récord (y récord absoluto en la Era Abierta) con 17 años consecutivos ganando al menos un título cada temporada.
El 18 de marzo la ATP decidía suspender el circuito hasta el 7 de junio debido a la pandemia surgida a nivel mundial por el COVID-19. Nadal permaneció en su residencia de Manacor durante los casi dos meses de cuarentena impuesta por el gobierno español, volviendo a los entrenamientos el 22 de mayo en las pistas de su academia con la incertidumbre de saber si el circuito podrá reanudarse durante la gira norteamericana de verano.
El 17 de junio la ATP anunciaba la reanudación del circuito tras varios meses de suspensión, disputándose la gira norteamericana en pista dura con los torneos ATP Tour 500 de Washington, el Masters 1000 de Cincinnati y por último, el US Open. El balear anunciaba el 4 de agosto que renunciaba a todos ellos, incluido el US Open, donde defendía el título, excusándose en la complicada situación del país estadounidense debido al COVID-19. Tras varias semanas con la incertidumbre de saber si se disputaría algún torneo en tierra batida durante el mes de septiembre, la ATP confirmaba el Masters 1000 de Roma y la disputa de Roland Garros a finales de dicho mes, en unas condiciones totalmente atípicas.
Nadal anunciaba el 9 de septiembre que retornaba a la competición para disputar ambos torneos. Tras casi siete meses sin competir, desde el Torneo de Acapulco, el español disputaba el Masters 1000 de Roma donde debutaba con una victoria contundente ante su compatriota Pablo Carreño por un doble 6-1, mientras que en tercera ronda daba cuenta del serbio Dušan Lajović por 6-1 y 6-3. Ya en cuartos de final, el balear cedió ante el argentino Diego Schwartzman por 6-2 y 7-5, dando síntomas de una evidente falta de ritmo competitivo. Así, Nadal viajaba a París para disputar el último Grand Slam del año, disputándose en unas condiciones atípicas y con muchas dudas en torno al español por su falta de ritmo y su estado físico.
El 27 de septiembre arrancó el último Grand Slam de 2020: Roland Garros. Nadal partía como segundo cabeza de serie quedando situado tras el sorteo en el mismo lado del cuadro que el austriaco Dominic Thiem y el alemán Alexander Zverev. El balear comenzaba el torneo con buenas sensaciones, derrotando en primera ronda al bielorruso Yegor Guerásimov por 6-4, 6-4 y 6-2, en segunda ronda a Mackenzie McDonald por 6-1, 6-0 y 6-3 y en tercera ronda al italiano Stefano Travaglia por 6-1, 6-4 y 6-0. Ya en octavos de final, venció a Sebastian Korda por 6-1, 6-1 y 6-2, accediendo a los cuartos de final del torneo donde daría cuenta de la joven promesa del tenis italiano Jannik Sinner por 7-6, 6-4 y 6-1. Nadal se clasificaba para las semifinales del torneo por decimotercera vez en su carrera, siendo ésta la número 34 en Grand Slam. En ella se enfrentaría a su verdugo en Roma, Diego Schwartzman, al que esta vez Nadal derrotaría con contundencia por 6-3, 6-3 y 7-6. De esta forma el balear accedía a la final del torneo por decimotercera vez en su carrera, la vigésimo octava en Grand Slam (marca sólo superada por Roger Federer, con 31). En ella, se enfrentaría al serbio y número uno del mundo Novak Djokovic, siendo este el enfrentamiento número 56 entre ambos y el noveno en una final de Grand Slam. Nadal, mostrando un nivel de juego abrumador, desplegó el mejor tenis de todo el torneo para derrotar al serbio por un contundente 6-0, 6-1 y 7-5 en 2 horas y 41 minutos, venciendo así al serbio por primera vez en Grand Slam desde la final de Roland Garros en 2014. Nadal se alzaba con su decimotercer Roland Garros, consiguiendo además la victoria número cien en el torneo y ampliando su propio récord de títulos. Además se convierte en el primer jugador de la historia en conquistar cuatro Grand Slams sin ceder un solo set. De esta forma, el español accede a lo más alto del Olimpo tenístico al igualar los 20 Grand Slams de Roger Federer por primera vez en toda su carrera. También logra formar parte de un selecto club formado por la australiana Margaret Court, la estadounidense Serena Williams, la alemana Steffi Graf y el suizo Roger Federer, como únicos hombres y mujeres en conseguir 20 o más Grand Slams en toda la historia. El español consigue así su título número 60 en tierra batida, ampliando también su propio récord, el título número 86 de su carrera y se convierte en el primer tenista de la historia en ganar seis Grand Slams una vez cumplidos los 30 años, el primer tenista en conseguir 13 títulos en un solo torneo en la Era Abierta, alarga su propio récord como más años consecutivos ganando al menos dos títulos cada año, con 16 (2005-2020), y se convierte en el tenista con mayor diferencia de años entre su primer y su último Grand Slam, con 15 años y 4 meses.
Nadal volvería a la competición varias semanas después precisamente también en París para disputar el último Masters 1000 de la temporada: París-Bercy. El español caería en semifinales ante el alemán Alexander Zverev por 6-4 y 7-5, después de dejar por el camino a su compatriota Feliciano López en segunda ronda, al australiano Jordan Thompson en octavos de final y al también español Pablo Carreño en cuartos de final. Inmediatamente después de caer eliminado, el balear viajaba a Londres para participar en el último torneo del año: el ATP Finals. Nadal quedaba situado en el Grupo Londres, junto al austriaco Dominic Thiem, el griego Stefanos Tsitsipas y el ruso Andréi Rubliov. Rafa vencería al joven ruso en el primer partido del grupo por 6-3 y 6-4, sin embargo caería derrotado ante Thiem por 7-6 y 7-6 en la segunda jornada. En el último partido del grupo y jugándose la clasificación, Nadal vencía al griego Tsitsipas por 6-4, 4-6 y 6-2, clasificándose para las semifinales del torneo por sexta vez en su carrera. En ellas, caería ante el ruso Daniil Medvédev por 3-6, 7-6 y 6-3, dejando al español a las puertas de una nueva final en el ATP Finals.
Rafa cierra el año 2020 finalizando en segunda posición del ranking ATP, cediendo el número uno ante el serbio Novak Djokovic. Con un balance de 27 partidos ganados y 7 perdidos (79,4 % de efectividad) y sumando dos títulos a su palmarés: Acapulco y Roland Garros. Un año también marcado sobre todo por la consecución de su vigésimo Grand Slam, empatando por primera vez en su carrera con el suizo Roger Federer, y por la suspensión del circuito durante varios meses y la incertidumbre generada por la pandemia de COVID-19.

### 2021: 36.º Masters 1000 y problemas con las lesiones
Nadal daba comienzo a 2021 acudiendo a Melbourne para disputar la ATP Cup, formando equipo junto a sus compatriotas Roberto Bautista, Pablo Carreño y Marcel Granollers. Sin embargo, antes de disputar su primer encuentro ante el australiano Álex de Miñaur, Nadal anunciaba su baja debido a unas molestias en la espalda. Molestias que finalmente le privarían poder disputar el resto de partidos del torneo. El combinado español posteriormente caería en semifinales ante Italia.
Inmediatamente después de terminar la ATP Cup comenzaba el primer Grand Slam del año: el Abierto de Australia. Rafa partía como segundo cabeza de serie, debutando en primera ronda ante el serbio Laslo Djere al que vencería por 6-3, 6-4 y 6-1. En segunda ronda daría cuenta del estadounidense Michael Mmoh por 6-1, 6-4 y 6-2 y en tercera ronda vencería también sin dificultad al inglés Cameron Norrie por 7-5, 6-2 y 7-5. Ya en octavos de final, Rafa se cruzaría con el italiano Fabio Fognini, al que despacharía con facilidad por 6-3, 6-4 y 6-2. Nadal alcanzaba los cuartos de final del torneo australiano por decimotercera vez, y se jugaría el pase a semifinales con el griego Stefanos Tsitsipas. Después de liderar el marcador por un claro 6-3 y 6-2, el joven griego acabaría remontando al español en cuatro horas para terminar venciendo por 3-6, 2-6, 7-6, 6-4 y 7-5. Ésta supone la segunda vez en toda su carrera en la que Nadal pierde en un partido de Grand Slam tras ganar los dos primeros sets (siendo la primera ante el italiano Fabio Fognini en el US Open 2015). De esta forma, el español se marcha del primer Grand Slam del año viendo cómo el número uno del mundo, el serbio Novak Djokovic le recortaba las distancias en el palmarés de Grand Slam, tras imponerse en la final al ruso Daniil Medvédev y lograr su noveno título en tierras australianas.
Nadal renunció posteriormente al ATP Tour 500 de Acapulco y al Masters 1000 de Miami, centrándose en la recuperación total de su espalda para poder competir con garantías durante la gira de tierra batida. Así, el 11 de abril el español volvía a la competición en el Masters 1000 de Montecarlo, torneo fetiche para el balear después de haberlo ganado en once ocasiones a lo largo de su carrera. Rafa vencería con comodidad sus dos primeros partidos, al argentino Federico Delbonis y al búlgaro Grigor Dimitrov, sin embargo se vería sorprendido en cuartos de final por el joven ruso Andréi Rubliov que vencería a Nadal por 6-2, 4-6 y 6-2, dejando muy a las claras la falta de ritmo competitivo del español.
Rafa acudiría a Barcelona después de caer en Montecarlo para disputar el ATP Tour 500 de la ciudad: el Conde de Godó. En primera ronda derrotaría con dificultades al bielorruso Iliá Ivashka por 3-6, 6-2 y 6-4, en tercera ronda daría cuenta del japonés Kei Nishikori por 6-0, 2-6 y 6-2 y en cuartos de final derrotaría al inglés Cameron Norrie por 6-1 y 6-4. Ya en semifinales, Nadal vencería a su compatriota Pablo Carreño por 6-3 y 6-2, accediendo así a la final del torneo por decimosegunda vez en toda su carrera, donde mantiene un inmaculado récord de once victorias y cero derrotas. En ella enfrentaría al joven griego Stefanos Tsitsipas, al que derrotaría en una batalla histórica después de 3 horas y 38 minutos por 6-4, 6-7 y 7-5, convirtiéndose en el partido de tres sets más largo de la historia de la ATP. Nadal, mostrando un nivel de juego espectacular y despejando las dudas después de su derrota en Montecarlo, suma así el duodécimo título en el Godó, el número 61 en tierra batida y el número 87 en su palmarés total, situándose a sólo siete del checo Ivan Lendl. Además suma su decimoctavo año seguido conquistando al menos un título (récord ATP) y recupera el número dos del ranking ATP en detrimento del ruso Daniil Medvédev.
Tras conquistar el título en Barcelona, Rafa viajaba hasta la capital de España para disputar el tercer Masters 1000 del año: Madrid. En primera ronda se enfrentaría a la joven promesa del tenis español, Carlos Alcaraz, al que vencería cómodamente por 6-1 y 6-2. En tercera ronda daría cuenta del joven australiano Alexei Popyrin por 6-3 y 6-3, sin embargo caería de forma contundente en cuartos de final ante el alemán Alexander Zverev por 6-4 y 6-4. Después de caer en Madrid, Nadal viajaba hasta Italia para disputar el Masters 1000 de Roma. Dejando por el camino al italiano Jannik Sinner por 7-5 y 6-4, al canadiense Denis Shapovalov por 3-6, 6-4 y 7-6 (donde además salvó un punto de partido), al alemán Alexander Zverev por 6-3 y 6-4 (vengando así la derrota de la semana anterior en Madrid) y al estadounidense Reilly Opelka por 6-4 y 6-4, el español alcanzaba la final del torneo romano por decimosegunda vez en toda su carrera. En ella se encontraría al serbio y número uno del mundo: Novak Djokovic, lo que significaba el enfrentamiento número 57 entre ambos (récord en la Era Open). Tras una dura batalla de casi tres horas, el balear, mostrando un gran nivel de juego, vencería al serbio por 7-5, 1-6 y 6-3, alzándose así con el trigésimo sexto título de su carrera en categoría Masters 1000, igualando en la primera posición del palmarés al propio Djokovic. Además, logra su décimo título en el torneo, el número 62 en tierra batida y el número 88 de su palmarés. Nadal vencía a Djokovic por vigésimo octava vez, quedándose a tan sólo un partido de igualar el cara a cara entre ambos, que continúa dominando el serbio (28-29). Con este título, Rafa suma su decimoséptimo año consecutivo ganando al menos dos torneos (récord en la Era Open) y consigue ser el primer tenista de la historia en conseguir, al menos, diez títulos en cuatro torneos diferentes: Montecarlo (11), Barcelona (12), Roma (10) y Roland Garros (13).
El 30 de mayo arrancaba el segundo Grand Slam de 2021: Roland Garros. Nadal comenzaba el torneo partiendo como cabeza de serie número 3, lo que, después del sorteo, posibilitó un hipotético enfrentamiento en semifinales ante el serbio y número uno del mundo Novak Djokovic. El español debutaba en el torneo ante el joven australiano Alexei Popyrin al que vencería por 6-3, 6-2 y 7-6, en segunda ronda derrotaría cómodamente al francés Richard Gasquet por 6-0, 7-5 y 6-2 y en tercera ronda daría cuenta del inglés Cameron Norrie por 6-3, 6-3 y 6-3. Ya en octavos de final, el balear volvería a enfrentarse por segundo año consecutivo al joven italiano Jannik Sinner, al que volvería a vencer por 7-5, 6-3 y 6-0. Rafa alcanzaba los cuartos de final del torneo donde se cruzaría, de nuevo y también como en 2020, con el argentino Diego Schwartzman, al que vencería con más dificultades de las previstas por 6-3, 4-6, 6-4 y 6-0. Con algunas dudas en su juego, Nadal accedía a las semifinales del torneo parisino por decimocuarta vez, donde conservaba un récord de trece victorias y cero derrotas. En ellas se enfrentaría a Novak Djokovic, quien, tras cuatro horas y once minutos, en el mejor partido del torneo y que por momentos llegó a alcanzar tintes épicos, lograba derrotar a Nadal por 3-6, 6-3, 7-6 y 6-2. El serbio infligía de esta forma la tercera derrota en la carrera de Nadal en Roland Garros y la primera desde 2015 (cuando también cayó ante Djokovic), además consigue derrotar al español por trigésima vez, dejando el cara a cara entre ambos en 28-30 favorable al serbio. Nadal deja, por el momento, su marca personal en París con 105 victorias y 3 derrotas, quedando a las puertas de acceder a su decimocuarta final en el torneo parisino y la posibilidad de conquistar su vigésimo primer título de Grand Slam. A la postre, el serbio vencería en la final al griego Stefanos Tsitsipas, sumando su segundo título en Roland Garros y su decimonoveno Grand Slam, quedando por primera vez en su carrera a tan sólo un título del suizo Roger Federer y de Nadal.
El 17 de junio de 2021, Nadal anunció a través de las redes sociales su decisión de renunciar a participar en el tercer Grand Slam del año, Wimbledon, y en los Juegos Olímpicos de Tokio, con el fin de prevenir excesos que podrían perjudicar su salud. Tres semanas después el balear anunciaba su calendario para la gira norteamericana de verano, participando por primera vez en su carrera en el ATP Tour 500 de Washington, para posteriormente acudir a los Masters 1000 de Canadá y Cincinnati, y por último viajar hasta Nueva York para disputar el último Grand Slam de la temporada: el Abierto de Estados Unidos.
El 5 de agosto Nadal debutaba en el ATP Tour 500 de Washington en segunda ronda ante el local Jack Sock, al que derrotaría por 6-2, 4-6 y 7-6. Sin embargo, el balear caería en tercera ronda ante el sudafricano Lloyd Harris por 6-4, 1-6 y 6-4, evidenciando claros problemas físicos en su pierna izquierda. Apenas unos pocos días después, Nadal anunciaba su renuncia a participar en los Masters 1000 de Canadá y Cincinnati, debido a las molestias que viene sufriendo en su pie izquierdo desde el mes de junio tras la derrota sufrida en Roland Garros. Finalmente, el 20 de agosto, el español comunicaba a través de sus redes sociales que no sólo renunciaba a participar también en el Abierto de Estados Unidos, sino que causaría baja para lo que restaba de año, centrando sus esfuerzos en recuperarse de la lesión que sufre en el pie izquierdo.
Nadal finaliza el año 2021 con un balance de 24 victorias y 5 derrotas, sumando dos nuevos títulos a su palmarés: el Conde de Godó (ATP Tour 500) y el Masters 1000 de Roma, sin embargo, no fue capaz de sumar ningún nuevo título de Grand Slam en su cuenta particular, viendo además cómo el serbio Novak Djokovic le derrotaba en Roland Garros por segunda vez en su carrera e igualaba, posteriormente en Wimbledon, los 20 Majors del español y del suizo Roger Federer.

### 2022: Segundo Abierto de Australia y decimocuarto Roland Garros
Después de casi cuatro meses y medio sin competir y tras el proceso de rehabilitación en su pie izquierdo, Nadal regresaba a una cancha de tenis viajando hasta Abu Dhabi para participar en el Mubadala World Tennis Championship, torneo de exhibición que se disputa anualmente en la capital de los Emiratos Árabes Unidos. El español disputó dos partidos, ante el británico Andy Murray y ante el canadiense Denis Shapovalov, perdiendo ambos y mostrando una evidente falta de rodaje y ritmo competitivo. Tras su regreso a España, Nadal anunciaba el 20 de diciembre en sus redes sociales que había dado positivo en COVID-19, dejando en el aire su participación en el primer Grand Slam del año: el Abierto de Australia.
Varios días después y tras superar la enfermedad, el balear viajaba a tierras australianas anunciando su participación en el ATP Tour 250 de Melbourne, renunciando de esta forma a participar con el equipo español en la ATP Cup. Rafa debutó ante el lituano Ricardas Berankis derrotándole por 6-2 y 7-5, tras recibir un walkover de su siguiente rival, el neerlandés Tallon Griekspoor, el español accedía a semifinales donde derrotaría con comodidad al finlandés Emil Ruusuvuori por 6-4 y 7-5. Nadal accede a la final número 126 de su carrera, enfrentándose en ella al estadounidense Maxime Cressy, al que venció por 7-6 y 6-3, sumando así el título número 89 a su palmarés, el número 23 en pista dura y el décimo en la categoría ATP Tour 250. Además, el balear extiende su propio récord como más años consecutivos ganando al menos un título, con 19. Nadal finalizó el torneo yendo claramente de menos a más y terminando con mejores sensaciones, comenzando a recuperar ritmo competitivo antes de afrontar el primer Grand Slam de 2022.
El 17 de enero arrancaba el Abierto de Australia y lo hacía en medio de una gran polémica, tras la baja de última hora del favorito al título y número uno del mundo, el serbio Novak Djokovic, al serle denegada la entrada al país por no estar vacunado contra el COVID-19. Nadal quedaría situado en el mismo lado del cuadro que el alemán Alexander Zverev y el italiano Matteo Berrettini y debutaba con un cómodo triunfo en primera ronda ante el estadounidense Marcos Giron por 6-1, 6-4 y 6-2. En segunda ronda daría cuenta del alemán Yannick Hanfmann por 6-2, 6-3 y 6-4, y en tercera ronda vencería, en su primer partido exigente, al ruso Karén Jachánov por 6-3, 6-2, 3-6 y 6-1. Rafa alcanzaba los octavos de final del torneo, donde se mediría al francés Adrian Mannarino al que también vencería con facilidad por 7-6, 6-2 y 6-2. Nadal alcanzaba los cuartos de final del torneo por decimocuarta vez en su carrera (marca sólo superada por el suizo Roger Federer, con quince), donde se enfrentaría al joven canadiense Denis Shapovalov, y al que derrotaría por 6-3, 6-4, 4-6, 3-6 y 6-3, en un partido que se alargó más de cuatro horas y en el que el español sufrió un golpe de calor que lo tuvo al borde de la retirada. Tras esta victoria marcada por la épica, Nadal volvía a las semifinales del Abierto de Australia tres años después, la trigésimo sexta en su cuenta particular (tercera marca histórica). En ellas, se mediría al italiano Matteo Berrettini, al que vencería en apenas tres horas por 6-3, 6-2, 3-6 y 6-3. El español, mostrando un nivel de juego excelente y una confianza como hacía meses que no mostraba, lograba acceder a la final del primer Grand Slam del año por sexta vez en su carrera y la vigésimo novena en su cuenta particular (tercera marca histórica). Su rival sería el favorito al título y número dos del mundo, el ruso Daniil Medvédev, con el que Rafa mantenía un head to head de 3-1 favorable a él, y al que derrotó en sus dos únicos enfrentamientos en finales: tanto en el Masters 1000 de Canadá en 2019 como en la final del Abierto de Estados Unidos también en 2019.
En un partido absolutamente memorable y que pasará a la historia del tenis y del deporte en general, el español realizó la mayor proeza de su carrera, exhibiendo un despliegue de tenis, pundonor y coraje durante más de cinco horas y veinte minutos, remontando por primera vez en su carrera una desventaja de dos sets a cero en una final de Grand Slam para derrotar al ruso por 2-6, 6-7, 6-4, 6-4 y 7-5. De esta forma, trece años después y tras cuatro finales perdidas, Nadal hacía historia conquistando su segundo título en el Abierto de Australia y su vigésimo primer Grand Slam. Con este triunfo, el español se convierte en el primer tenista masculino que alcanza esta marca en toda la historia del tenis, colocándose por primera vez en su carrera en primera posición, deshaciendo el empate que mantenía con el suizo Roger Federer y el serbio Novak Djokovic. El balear se convierte en el primer jugador de la historia en remontar una desventaja de dos sets a cero en una final del Abierto de Australia y es el segundo jugador de la Era Abierta, junto al serbio Novak Djokovic, en conseguir el Doble Grand Slam en carrera, es decir, levantar al menos dos veces cada uno de los cuatro Grand Slams a lo largo de su carrera. Con esta inolvidable victoria, Nadal suma el título número 24 en pista dura en su palmarés y el 90 en general, además de alcanzar las 501 victorias en pista dura y alarga su propio récord de ganar al menos dos títulos durante 18 años consecutivos. El español, tras cinco meses de ausencia en el circuito y con gran cantidad de dudas sobre su estado físico, comienza 2022 de la mejor forma posible y por primera vez conquistando dos títulos consecutivos, con una marca de diez victorias y cero derrotas.
Tras casi un mes de descanso y después de lograr la hazaña de convertirse en el primer tenista de la Era Abierta en alcanzar los 21 Grand Slams, Nadal volvía a la competición en el ATP Tour 500 de Acapulco. El español, aprovechando la euforia y el gran momento de forma que atravesaba por el título logrado en Australia, derrotaba a los estadounidenses Denis Kudla por 6-3 y 6-2, Stefan Kozlov por 6-0 y 6-3 y Tommy Paul por 6-0 y 7-6 para acceder a las semifinales del torneo, donde volvía a verse las caras con el ruso Daniil Medvédev, al que, una vez más, Nadal derrotaba por 6-3 y 6-3, impidiendo al tenista ruso vengarse por lo sucedido hacía apenas un mes en tierras australianas. Rafa lograba el pase a la final número 128 de su carrera, donde se enfrentaría al británico Cameron Norrie y al que vencería por 6-4 y 6-4. Nadal lograba el título número 91 de su carrera y el 25 en pista dura, situándose a tan sólo tres del checo Ivan Lendl en el podio de jugadores con más títulos en toda la Era Abierta y a tan sólo uno de igualar los 24 títulos del suizo Roger Federer en los ATP Tour 500. El balear consigue de esta forma empezar el año con una marca de 15 victorias y ninguna derrota y alarga también su racha de victorias en finales, con once consecutivas, siendo el primer tenista de la historia que lo consigue pasados los 30 años. Además, con este título se convierte en el primer jugador en toda la Era Abierta en conquistar 30 títulos sin ceder ningún set.
Después de conquistar el título en tierras mexicanas, Nadal trasladaba su racha triunfal al primer Masters 1000 del año: Indian Wells. El balear debutaba en segunda ronda ante el estadounidense Sebastian Korda al que derrotaba por 6-2, 1-6 y 7-6 en un agónico partido donde el balear estuvo al borde de la derrota cuando el partido reflejaba un marcador de 5-2 en el tercer set. En tercera ronda daría cuenta del británico Daniel Evans por 7-5 y 6-3 y en octavos de final del estadounidense Reilly Opelka por 7-6 y 7-6. Ya en cuartos de final, vencería al australiano Nick Kyrgios por 7-6, 5-7 y 6-4, accediendo a las semifinales del torneo californiano por undécima vez, donde se enfrentaría a su joven compatriota Carlos Alcaraz, al que derrotaría tras un duro y emocionante encuentro de tres horas y doce minutos por 6-4, 4-6 y 6-3. Nadal alargaba su racha a 21 victorias consecutivas y cero derrotas, estableciendo así el tercer mejor inicio de temporada de toda la Era Abierta. En la quinta final que disputa en el torneo, su rival sería el local Taylor Fritz que, sorpresivamente, acabaría con la racha de victorias del español tras derrotarle por 6-3 y 7-6. De esta forma el balear queda a las puertas de un cuarto título en Indian Wells y, además, lo hacía finalizando el torneo sufriendo una lesión en el partido de semifinales que, posteriormente, confirmó el propio Nadal en redes sociales, anunciando que se trata de una "fisura de estrés del tercer arco costal izquierdo" y que le mantendrá de baja entre 4 y 6 semanas, dejando de esta forma en el aire su participación en los torneos de primavera en tierra batida.
Tras mes y medio sin competir y después de perderse el Masters 1000 de Montecarlo y el Torneo Conde de Godó, Nadal regresaba a la competición en el Masters 1000 de Madrid, donde debutaría y vencería en segunda ronda al serbio Miomir Kecmanovic por 6-1 y 7-6. En octavos de final daría cuenta del belga David Goffin por 6-3, 5-7 y 7-6, sin embargo, en cuartos de final caería derrotado ante la joven promesa del tenis español, Carlos Alcaraz, por 6-2, 1-6 y 6-3. El balear viajaría hasta Italia para disputar el Masters 1000 de Roma buscando mejorar sus sensaciones y seguir subiendo el nivel de cara a Roland Garros. Rafa vencería en su debut en segunda ronda al estadounidense John Isner por 6-3 y 6-1 pero, sorprendentemente, caería en octavos de final ante el canadiense Denis Shapovalov por 1-6, 7-5 y 6-2. El español evidenció a mediados del segundo set una fuerte cojera en su pie izquierdo y terminó el encuentro con gestos de mucho dolor, confirmando posteriormente en rueda de prensa que el dolor crónico que sufre en su pie le había regresado, sembrando muchas dudas sobre su participación en Roland Garros.
El 22 de mayo arrancaba Roland Garros y lo hacía con Nadal en el cuadro principal, partiendo como cabeza de serie número 5 y mostrándose optimista, a pesar de sus problemas en el pie izquierdo. El balear quedó situado en el mismo lado del cuadro que el número uno del mundo, el serbio Novak Djokovic y el alemán Alexander Zverev. El balear debutó con una cómoda victoria ante el australiano Jordan Thompson por 6-2, 6-2 y 6-2, en segunda ronda vencería al francés Corentin Moutet por 6-3, 6-1 y 6-4 y en tercera ronda daría cuenta del neerlandés Botic van de Zandschulp por 6-3, 6-2 y 6-4. En octavos de final, Nadal vencería al joven canadiense Félix Auger-Aliassime por 3-6, 6-3, 6-2, 3-6 y 6-3, en un emocionante encuentro de más de cuatro horas y que se convirtió en el tercer partido en la carrera del español en la que se veía forzado a jugar un quinto set en el torneo, después de los disputados ante el estadounidense John Isner en 2011 y ante el serbio Novak Djokovic en 2013. El español accedía a los cuartos de final del torneo por decimosexta vez donde se vería las caras, por tercer año consecutivo, con el serbio y número uno del mundo: Novak Djokovic. En el que suponía el encuentro número 59 entre ambos y después de más de cuatro horas, Nadal se cobró venganza de la derrota sufrida en 2021 y venció al serbio por 6-2, 4-6, 6-2 y 7-6, mostrando un nivel de tenis espectacular y despejando dudas acerca de su nivel de juego. Rafa dejaba el head-to-head entre ambos en 29-30 favorable al serbio y accedía a las semifinales del torneo por decimoquinta vez. En ellas, se midió con Alexander Zverev quien, al inicio del tie-break del segundo set y con el partido dominado por Nadal por 7-6 en el primer set, se torcía el tobillo viéndose forzado a retirarse del encuentro. El español accedía a la trigésima final de Grand Slam de su carrera (marca sólo superada por las 31 finales de Roger Federer y de Novak Djokovic) y su decimocuarta final en Roland Garros, donde se enfrentaría al joven noruego Casper Ruud, al que Rafa aplastaría en poco más de dos horas por 6-3, 6-3 y 6-0. Nadal lograba así su vigésimo segundo título de Grand Slam, ampliando aún más la diferencia que mantiene con el suizo Roger Federer y el serbio Novak Djokovic en el palmarés, sumando su decimocuarto título de Roland Garros y convirtiéndose en el ganador más longevo en la historia del torneo, superando el récord de su compatriota, el español Andrés Gimeno, que lo logró con 34 años de edad. Además se convierte en el tercer jugador de la Era Abierta en lograr conquistar los dos primeros Grand Slams del año: el Abierto de Australia y Roland Garros, y es el tercer jugador en lograr un Grand Slam venciendo a cuatro jugadores del top 10, tras el suizo Roger Federer y el sueco Mats Wilander. Este título supone el octavo Grand Slam de Nadal pasados los 30 años (récord compartido con el serbio Novak Djokovic), el título número 92 en su palmarés y el número 63 en tierra batida. Al finalizar el encuentro y debido a los rumores surgidos por una posible retirada del tenis, Nadal declaró en rueda de prensa que haría todo lo posible por seguir compitiendo y participar en Wimbledon, tras revelar que tuvo que recurrir a infiltraciones en su pie izquierdo durante las dos semanas del torneo, debido al fuerte dolor que sufre en el mismo.
Pocos días después de conquistar el título en París y tras someter a su pie izquierdo a un tratamiento consistente en radiofrecuencia pulsada, el balear anunciaba su intención de disputar, tres años después, el tercer Grand Slam de la temporada: Wimbledon. Antes de ello, Nadal participó en el Hurlingham Exhibition, torneo de exhibición previo a Wimbledon, donde disputó dos partidos ante el suizo Stanislas Wawrinka y el canadiense Félix Auger-Aliassime, ganando al primero de ellos y cayendo derrotado ante el segundo. El 27 de junio arrancaba el torneo londinense, Nadal debutaba en primera ronda ante el argentino Francisco Cerúndolo, al que derrotaría por 6-4, 6-3, 3-6 y 6-4, en segunda ronda derrotaría también al lituano Ricardas Berankis por 6-4, 6-4, 4-6 y 6-3 y en tercera ronda daría cuenta del italiano Lorenzo Sonego por 6-1, 6-2 y 6-4. Ya en octavos de final y mostrando un mejor nivel de juego, el balear se enfrentaría al neerlandés Botic van de Zandschulp, venciendo por 6-4, 6-2 y 7-6. Nadal accedía a los cuartos de final de Wimbledon por octava vez, encontrándose invicto en el torneo en esta ronda, donde se vería las caras con el estadounidense Taylor Fritz. Después de cuatro horas y veinte minutos, el español prevalecía por 3-6, 7-5, 3-6, 7-5 y 7-6, en un partido marcado por los problemas físicos del español tras lesionarse en el abdominal a mediados del primer set y que le dejaron ostensiblemente mermado durante el resto del encuentro. Rafa se clasificaba para las semifinales de Wimbledon por octava vez en su carrera, donde se enfrentaría al australiano Nick Kyrgios, sin embargo, el balear anunciaba su retirada del torneo al día siguiente de vencer a Fritz, concediendo al australiano walkover, por séptima vez en su carrera, tras realizarse las pertinentes pruebas en las que se confirmaba una pequeña rotura fibrilar en los abdominales de siete milímetros de tamaño y que le imposibilitaban participar en las semifinales. De esta forma terminaba la participación de Nadal en Wimbledon tras tres años sin participar, alcanzando las semifinales y demostrando que todavía es capaz de jugar a gran nivel en hierba. El balear se fijaba como objetivo recuperarse de la lesión en el abdominal y acudir a la gira norteamericana de verano, participando en el Masters 1000 de Cincinnati y, posteriormente, en el último Grand Slam de la temporada: el Abierto de Estados Unidos.
Después de recuperarse de la lesión abdominal y regresar a los entrenamientos, el balear volvía a la competición desde su retirada en las semifinales de Wimbledon, y lo hacía disputando el Masters 1000 de Cincinnati, donde, para sorpresa de todo el mundo, caería derrotado en su debut en el torneo ante el croata Borna Ćorić por 7-6, 4-6 y 6-3. El español, a falta de dos semanas para el comienzo del Abierto de Estados Unidos, sembraba muchas dudas acerca de su nivel de juego y su evidente falta de ritmo competitivo.
El 29 de agosto arrancaba el último Grand Slam del año: el Abierto de Estados Unidos. Nadal, ante las ausencias del serbio Novak Djokovic y el alemán Alexander Zverev, partía como segundo cabeza de serie en el sorteo, quedando situado en el mismo lado del cuadro que su joven compatriota, Carlos Alcaraz. El balear debutaba con victoria ante el australiano Rinky Hijikata por 4-6, 6-2, 6-3 y 6-3. En segunda ronda daría cuenta del italiano Fabio Fognini por 2-6, 6-4, 6-2 y 6-1 y en tercera ronda vencería, por decimoséptima vez consecutiva, al francés Richard Gasquet por 6-0, 6-1 y 7-5. En octavos de final se enfrentaría al joven local Frances Tiafoe, que protagonizaría la sorpresa del torneo al derrotar al español en un partido de 3 horas y 34 minutos, por 6-4, 4-6, 6-4 y 6-3. El balear quedaba fuera de los cuartos de final de un Grand Slam por primera vez desde Wimbledon 2017, y deja una marca de 22 victorias por tan sólo una derrota durante 2022 en estos torneos. Posteriormente en rueda de prensa Nadal anunciaba que no sabría cuándo volvería a competir debido al inminente nacimiento de su hijo, dejando en el aire su participación durante el mes de septiembre en la Laver Cup.
Ante el anuncio del suizo Roger Federer de su retirada del tenis profesional, Nadal viajaba hasta Londres para participar en la Laver Cup, disputando únicamente el primer encuentro de dobles junto al suizo. En el que suponía el último partido de Federer como tenista profesional, el suizo y el español caerían derrotados frente a la pareja formada por los estadounidenses Jack Sock y Frances Tiafoe por 4-6, 7-6 y 11-9. Tras una emotiva ceremonia de despedida en la que se ponía punto final a la carrera del suizo, Nadal regresaba a Manacor ante el próximo nacimiento de su hijo y sin tener todavía fecha de regreso a la competición.
Tras el nacimiento de su hijo y regresar a los entrenamientos, el español volvería a la acción para disputar el último Masters 1000 del año: París-Bercy. Después de casi dos meses sin competir, Nadal debutaba en el torneo parisino ante el estadounidense Tommy Paul, cayendo derrotado por 3-6, 7-6 y 6-1. El balear caía a las primeras de cambio mostrando una imagen de absoluto cansancio en el tercer set, sembrando muchas dudas en torno a su falta de forma física a una semana del último torneo del año: el ATP Finals.
A mediados de noviembre arrancaba en Turín el ATP Finals. El balear quedaría situado en el Grupo Verde, junto al estadounidense Taylor Fritz, el canadiense Félix Auger-Aliassime y el noruego Casper Ruud. Nadal caería derrotado en su debut ante el estadounidense Fritz por 7-6 y 6-1, mostrando una imagen muy pobre y dejando a las claras su mal estado de forma. En su segundo partido caería de nuevo, esta vez ante el joven canadiense Aliassime por 6-3 y 6-4, resultado que eliminaba al español del torneo. En su tercer y último encuentro, Nadal conseguía una inservible victoria ante el noruego Ruud por 7-5 y 7-5, cerrando el año con una imagen muy preocupante en torno a su mal estado de forma.
Nadal finalizó 2022 en el número 2 del ranking ATP, convirtiéndose en el tenista más longevo de la Era Abierta en finalizar el año en dicha posición, con un balance de 39 victorias y 8 derrotas, consiguiendo cuatro títulos, entre ellos dos Grand Slams: el Abierto de Australia, trece años después, y un nuevo título en Roland Garros, extendiendo su propio récord hasta los catorce títulos. Por primera vez en su carrera, el español, tras conseguir el Major australiano, se convirtió en el nuevo líder de ganadores de Grand Slam, conservando una mínima ventaja sobre el serbio Novak Djokovic. El balear terminaba el año con mal sabor de boca, habiendo disputado únicamente cuatro partidos desde su derrota en el Abierto de Estados Unidos, con un balance de tres derrotas por tan sólo una victoria. A pesar de ello, Nadal se mostraba optimista e ilusionado de cara a 2023.

### 2023: Lesión en Australia, temporada finalizada y retirada en 2024
En su vigésimo segunda temporada como tenista profesional, el español arrancaba el año 2023 participando durante el mes de enero con el equipo español en la United Cup, disputando dos partidos de individuales, cayendo ante el británico Cameron Norrie por 3-6, 6-3 y 6-4 y ante el australiano Álex de Miñaur por 3-6, 6-1 y 7-5. Nadal viajaba a Melbourne para disputar el primer Grand Slam del año: el Abierto de Australia. Lo hacía como primer cabeza de serie ante la ausencia del también español y número 1 del mundo, Carlos Alcaraz, y tras el sorteo, quedaría situado en el mismo lado del cuadro que el ruso Daniil Medvédev y el griego Stefanos Tsitsipas. El balear debutaría con victoria ante el británico Jack Draper por 7-5, 2-6, 6-4 y 6-1 pero, para sorpresa de todo el mundo, caería derrotado en segunda ronda ante el joven estadounidense Mackenzie McDonald por 6-4, 6-4 y 7-5, en un partido marcado por la lesión en la cadera que el español sufrió a mediados del segundo set y que le mermó durante el resto del encuentro. De esta forma, el español cede su corona en el primer Grand Slam del año y vuelve a caer, después de ocho años (Wimbledon 2015), en segunda ronda de un Grand Slam. Tras las pruebas médicas realizadas al día siguiente de su derrota, se confirmaba que Nadal deberá permanecer de baja entre seis y ocho semanas al sufrir una lesión de grado 2 en el psoas ilíaco de su pierna izquierda, fijando como objetivo regresar a la competición durante la gira europea de tierra batida.
Tras no poder recuperarse a tiempo de la lesión y renunciar al Masters 1000 de Montecarlo, al Torneo Conde de Godó y a los Masters 1000 de Madrid y Roma, el 18 de mayo, después de perderse prácticamente la totalidad de la gira europea de arcilla, y una semana antes del comienzo de Roland Garros, el español convocaba una rueda de prensa en la que comunicaba que tampoco disputaría el segundo Grand Slam del año. Además, el balear anunciaba que su intención era la de poner punto final a su carrera en 2024, dando por finalizada la presente temporada y centrando sus objetivos en recuperarse totalmente de la lesión para así poder regresar en plenas condiciones y despedirse del tenis en los torneos que más han marcado su carrera profesional. Por otro lado, Nadal dejaba una puerta abierta con la posibilidad de disputar la Copa Davis a finales de 2023 si la recuperación de la lesión avanzase mejor de lo previsto.
A comienzos de octubre, Nadal regresaba a los entrenamientos después de permanecer de baja casi tres meses tras la operación a la que se sometió durante el mes de junio. A principios de diciembre el español anunciaba a través de un vídeo en sus redes sociales que volvería al circuito en 2024, concretamente en el ATP Tour 250 de Brisbane, con el objetivo de recuperar ritmo competitivo de cara al primer Grand Slam del año: el Abierto de Australia.

### 2024: Retirada profesional
Nadal comenzaba su vigésimo tercera temporada como profesional disputando el ATP Tour 250 de Brisbane como preparación de cara al primer Grand Slam de la temporada. El español debutaría en la modalidad de dobles junto a su amigo y compatriota Marc López (retirado desde 2022) y cayendo a las primeras de cambio ante la pareja formada por los australianos Max Purcell y Jordan Thompson. Su andadura en individuales daba inicio ante el austriaco y campeón de Grand Slam, Dominic Thiem, al que Nadal, mostrando sorprendentemente un buen nivel de tenis, derrotaría por 7-5 y 6-1. Ya en segunda ronda el español seguiría mostrando un magnífico tenis y derrotaría también al australiano Jason Kubler por 6-1 y 6-2, accediendo a tercera ronda donde, esta vez, caería derrotado ante el australiano Jordan Thompson por 5-7, 7-6 y 6-3. La mala noticia para Nadal fue finalizar el partido con unas molestias que le surgieron al comienzo del tercer set, malas noticias que el propio Nadal confirmaba dos días después a través de sus redes sociales, en las que anunciaba que sufría una microrrotura en un músculo y que le impediría participar en el Abierto de Australia. El español veía como daba un paso atrás en su buen inicio de año, sin fijar por el momento una fecha de regreso a la competición.
El 23 de enero se daba a conocer la noticia de que el balear volvería a las pistas en el ATP Tour 250 de Doha, previsto para finales de febrero, sin embargo, el 14 de febrero el propio Nadal anunciaba a través de sus redes sociales que todavía no estaba totalmente recuperado de la lesión sufrida en Brisbane y posponía su regreso a la competición, fijado en el primer Masters 1000 del año: Indian Wells. Apenas un día antes de comenzar el torneo californiano, el español renunciaba de nuevo a participar en el torneo alegando que todavía no se encuentra al nivel adecuado para poder competir. El 4 de abril el balear renunciaba también al primer Masters 1000 del año en arcilla: Montecarlo, al no sentirse todavía preparado para competir al máximo nivel, fijando su regreso una semana después en el Torneo Conde de Godó. El 16 de abril el español reaparecía de nuevo en una pista de tenis y lo hacía disputando, casi dos años después un partido en arcilla, debutando en el torneo barcelonés en primera ronda ante el joven italiano Flavio Cobolli, al que derrotaría por 6-2 y 6-3. En segunda ronda el balear se enfrentaría al australiano Álex de Miñaur, que derrotaría a Nadal por 7-5 y 6-1. El español confirmaba en rueda de prensa al finalizar el partido que ésta era su última participación en el torneo y que centraría todas sus energías en Roland Garros.
El balear viajaba hasta la capital de España para participar, por última vez en su carrera, en el Masters 1000 de Madrid. Debutaría en primera ronda ante el joven estadounidense de 16 años Darwin Blanch, al que derrotaría con facilidad por 6-1 y 6-0. En segunda ronda se enfrentaría, por segundo torneo consecutivo, al australiano Álex de Miñaur, aunque esta vez el español se tomaría la revancha por la derrota sufrida dos semanas antes en el Godó y vencería por 7-6 y 6-3. En tercera ronda daba cuenta también del argentino Pedro Cachín después de más de tres horas por 6-1, 6-7 y 6-3 y en octavos de final se enfrentaría al joven checo Jiri Lehecka que, sorprendentemente, vencería 7-5 y 6-4 a un Nadal que dio muestras de cansancio tras el partido del día anterior. Tras una emotiva ceremonia de despedida en el que suponía el último partido del balear en el torneo madrileño, el propio Nadal anunciaba que viajaría a Roma para seguir confirmando las buenas sensaciones en su juego y comunicaría posteriormente si finalmente disputaría Roland Garros. Ya en la capital italiana, el español debutaría en el torneo romano ante el joven belga Zizou Bergs, al que derrotaría con más problemas de lo previsto por 4-6, 6-3 y 6-4. Sin embargo, el balear caería derrotado en segunda ronda ante el polaco Hubert Hurkacz por un contundente 6-1 y 6-3, sembrando dudas acerca del nivel de Nadal de cara a Roland Garros y todavía dejando en el aire su posible participación.
El 26 de mayo arrancaba el segundo Grand Slam del año: Roland Garros. Y lo hacía con Nadal en el cuadro ante la que, previsiblemente, sería la última participación del balear en el torneo parisino. Su debut sería en primera ronda ante el alemán y número 4 del mundo Alexander Zverev que derrotaría sin paliativos al español por 6-3, 7-6 y 6-3 en apenas tres horas de partido. El balear encajaba de esta forma la cuarta derrota de su carrera en Roland Garros, dejando su marca personal en 112-4 y se despide a las primeras de cambio de un Grand Slam por tercera vez en su carrera. Nadal declaraba posteriormente en rueda de prensa que su intención sería la de no participar en Wimbledon y preparar así los Juegos Olímpicos de París, dejando en el aire una posible retirada al finalizar la cita Olímpica.
El 13 de junio Nadal anunciaba que disputaría como preparación para los Juegos Olímpicos el ATP 250 de Bastad, torneo que ya disputó en 2005 y que ganó por aquel entonces. El balear debutaría ante el joven sueco Leo Borg, hijo de la mítica leyenda tenística Bjorn Borg, y al que derrotaría con facilidad por 6-3 y 6-4. En octavos de final vencería al británico Cameron Norrie por 6-4 y 6-4, en cuartos de final al argentino Mariano Navone por 6-7, 7-5 y 7-5 y en semifinales al joven croata Duje Ajduković por 4-6, 6-3 y 6-4. De esta forma el español alcanzaba la final número 131 de su carrera y la número 72 en arcilla, donde se enfrentaría al portugués Nuno Borges, que vencería por 6-3 y 6-2 a un Nadal que se mostró sin apenas energía, acusando la fatiga acumulada de una semana exigente en la que también disputó la modalidad de dobles junto al noruego Casper Ruud.
El 26 de julio arrancaban los Juegos Olímpicos de París 2024. Nadal participaba por cuarta y última vez en unos JJOO, disputando la modalidad de individuales y de dobles, formando pareja con el joven Carlos Alcaraz. En el cuadro de individuales, vencería en primera ronda al húngaro Marton Fucsovics por 6-1, 4-6 y 6-4, citándose en segunda ronda contra el serbio Novak Djokovic. En el que suponía el duelo número 60 entre ambos y presumiblemente el último, el serbio vencería con facilidad a Nadal por 6-1 y 6-4, colocando el 29-31 a su favor en el head-to-head y cerrando de esta forma la rivalidad entre los dos máximos ganadores de Grand Slam de la historia. En la modalidad de dobles, Nadal y Alcaraz vencerían en primera ronda a la pareja argentina formada por Máximo González y Andrés Molteni y en segunda ronda darían cuenta de los holandeses Tallon Griekspoor y Wesley Koolhof. Sin embargo, en cuartos de final caerían con contundencia ante la pareja estadounidense formada por Rajeev Ram y Austin Krajicek por 6-2 y 6-4. De esta forma, Nadal finalizaba su andadura en los Juegos Olímpicos habiendo participado en cuatro ediciones y habiendo conquistado dos Oros, tanto en la modalidad de individuales (Pekín 2008) como en la de dobles (Río 2016). El español confirmaba en rueda de prensa que se tomaría un descanso para pensar en su siguiente paso, dejando en el aire su participación en lo que restaba de año.
El 10 de octubre Nadal anunciaba en un emotivo vídeo publicado en sus redes sociales su retirada del tenis profesional al término de la final de la Copa Davis que se disputaría en Málaga, del 19 al 24 de noviembre. El balear confirmaba el punto final a su carrera disputando una última final de la Davis, junto a sus compatriotas Carlos Alcaraz, Roberto Bautista, Marcel Granollers y Pedro Martínez, y con la posibilidad de despedirse del tenis con una sexta y última Ensaladera para su palmarés.
El 19 de noviembre daban comienzo las Finales de la Copa Davis en Málaga, y lo hacía con Nadal en el equipo español en el que suponía el último torneo de la carrera profesional del español. El combinado español se enfrentaría a la selección de Países Bajos en los cuartos de final. Nadal disputaría el primer punto de la eliminatoria ante Botic van de Zandschulp, cayendo derrotado por 6-4 y 6-4, infligiendo la segunda derrota del balear en la competición, la primera desde que perdiera en su partido de debut en 2004 ante el checo Jiri Novak. España caería derrotada finalmente ante el combinado neerlandés tras la derrota de Carlos Alcaraz y Marcel Granollers en el punto de dobles. De esta forma terminaba la andadura de Nadal en la Copa Davis, dejando un récord personal de 29 victorias por tan sólo dos derrotas, habiendo conquistado cinco títulos en veinte años de carrera. Al finalizar el encuentro de dobles, el propio Nadal dio un emotivo discurso seguido de un vídeo que recogía los mejores momentos de su trayectoria profesional, acompañado de mensajes personales de deportistas como Roger Federer, Novak Djokovic, Serena Williams, Andy Murray, Andrés Iniesta, Iker Casillas, Raúl González, David Beckham o Sergio García.
Rafael Nadal pone así punto final a su carrera profesional como tenista con un récord de 1080 victorias y 228 derrotas, lo que supone un 82'5% de efectividad, habiendo conquistado 22 títulos de Grand Slam, cifra sólo superada por los 24 títulos del serbio Novak Djokovic, 36 títulos de Masters 1000, dos medallas de Oro Olímpicas, tanto en la modalidad de individuales como de dobles, cinco Copas Davis y un total de 92 títulos ATP. Además, consiguió sumar 209 semanas en el número 1 del ranking ATP y finalizó el año hasta en cinco ocasiones en dicha posición. Sus 63 títulos en tierra batida, unido a sus monstruosas cifras en torneos como Roland Garros, Montecarlo, Roma o Barcelona, le convierten en el indiscutiblemente mejor tenista que ha habido en dicha superficie. La rivalidad que mantuvo durante casi dos décadas tanto con el suizo Roger Federer como con el serbio Novak Djokovic han sido consideradas las dos mejores de la historia del tenis, llegando a disputar 40 partidos contra el suizo y 60 contra el serbio, protagonizando los mayores duelos que se hayan visto nunca y marcando a toda una generación de jóvenes tenistas y el mundo del deporte en general.

## Rivalidades

### Ante Novak Djokovic

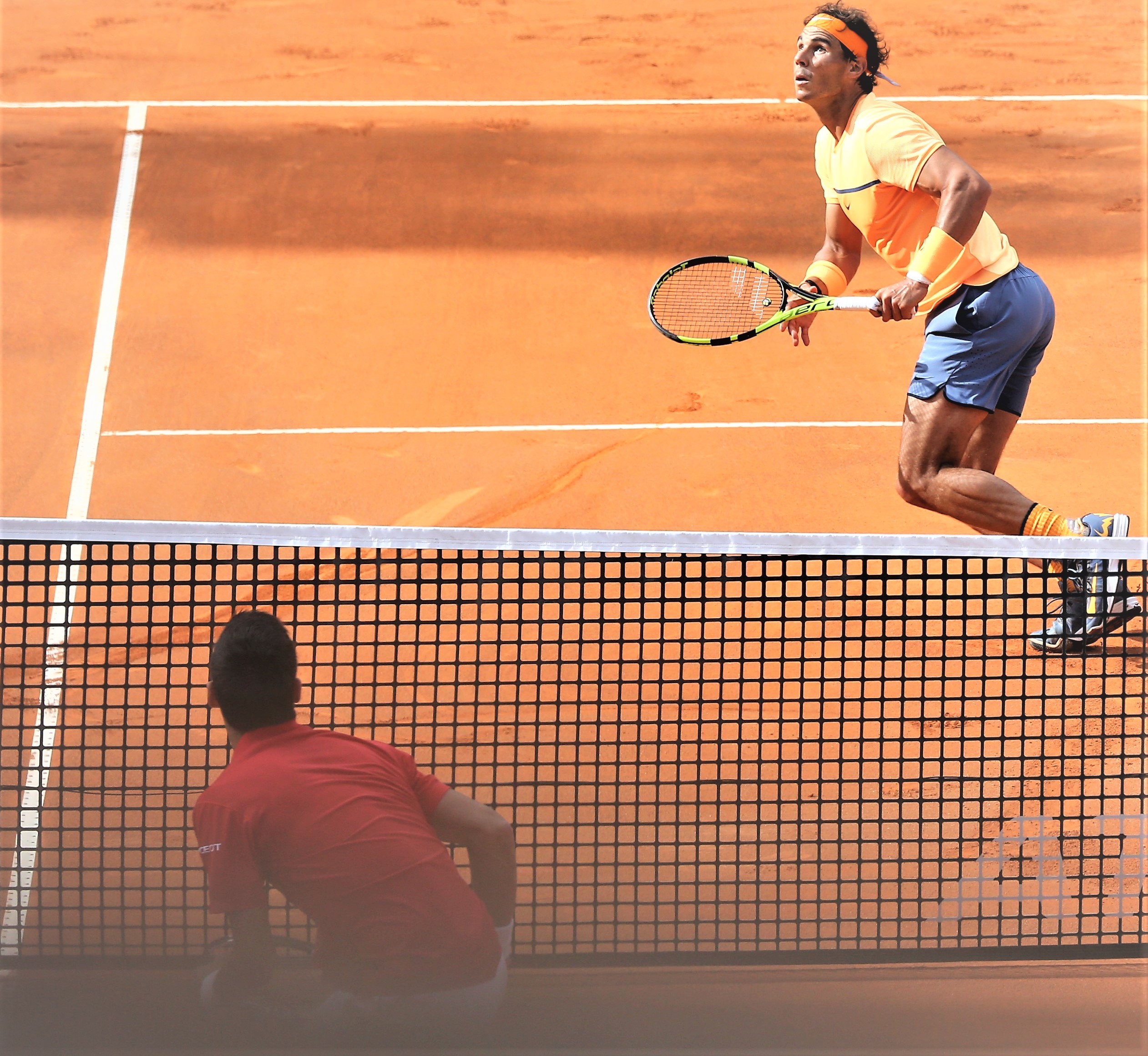
Nadal y Djokovic durante el partido de cuartos de final del Masters 1000 de Roma en 2016.

Novak Djokovic y Rafael Nadal se enfrentaron en 60 ocasiones (récord en la Era Abierta). El serbio dominó el cara a cara por 31-29, sin embargo el español lideró 11-7 en los enfrentamientos en Grand Slam. En cuanto a superficies, Djokovic lideró por 20-7 en pista dura, Nadal dominó en tierra batida por 20-9 y en hierba empataron 2-2. Djokovic fue el único tenista que venció al menos veinte partidos ante Nadal y el único tenista que derrotó al español en siete enfrentamientos consecutivos, incluyendo dos de ellos en tierra batida.
En Grand Slam, su primer enfrentamiento se remonta al año 2006, donde Nadal vencía al serbio en los cuartos de final de Roland Garros. Posteriormente, en 2007, se volverían a enfrentar de nuevo en las semifinales de Roland Garros y después también en las semifinales de Wimbledon, venciendo en ambas ocasiones el español. Ya en 2008 volverían a verse las caras en París, esta vez también en las semifinales, con otra victoria de Nadal sobre Djokovic. No volverían a encontrarse en Grand Slam hasta el año 2010, concretamente en la final del Abierto de Estados Unidos, en la que vencería Nadal en cuatro sets, logrando así completar el Grand Slam en la carrera. En 2011 se enfrentarían en dos ocasiones, la primera de ellas en la final de Wimbledon, donde Djokovic venció por primera vez a Nadal en Grand Slam, y conseguía su tercer título de esta categoría. Apenas dos meses después, de nuevo el serbio derrotaría al español en la final del Abierto de Estados Unidos, tomándose revancha de la derrota del año anterior. En 2012, el serbio encadenó la séptima victoria consecutiva ante Nadal, derrotándole en una maratónica final del Abierto de Australia en 5 sets, después de 5 horas y 53 minutos, convirtiéndose en la final de Grand Slam más larga de la Era Abierta. Ése mismo año, Nadal revirtió la tendencia de los enfrentamientos y fue capaz de derrotar al serbio en el Masters 1000 de Montecarlo, en el Masters 1000 de Roma y en la final de Roland Garros.
Ya en 2013, se enfrentarían en dos ocasiones también, en las semifinales de Roland Garros y en la final del Abierto de Estados Unidos. En ambas ocasiones, el español se alzó como vencedor, en la primera de ellas después de una épica batalla a cinco sets, ganando 9-7 en el quinto y último. En la segunda, el balear derrotaba al serbio en cuatro sets consiguiendo su segundo título en el Grand Slam neoyorquino y el número trece en su cuenta particular. En 2014 únicamente se verían las caras, de nuevo, en Roland Garros, esta vez en la final, donde Nadal prevaleció en cuatro sets para conseguir su décimo cuarto título de Grand Slam. A partir de éste enfrentamiento, el serbio encadenó entre los años 2015 y 2016 una racha de siete encuentros consecutivos venciendo al balear, incluyendo una victoria en tres sets en los cuartos de final de Roland Garros en 2015, siendo ésta la segunda derrota de Nadal en toda su carrera en el torneo y cortando así una racha de 39 victorias consecutivas en París.
No volvería a ser hasta las semifinales de Wimbledon en 2018 donde se verían las caras de nuevo en Grand Slam. En un emocionante partido que se resolvió en el quinto set por 10-8 y que duró más de cinco horas, alargándose durante dos días, el serbio derrotó a Nadal para acceder a la final del torneo. En 2019 se enfrentaron en la final del Abierto de Australia, con una contundente victoria para Djokovic en tres sets. Su siguiente enfrentamiento en Grand Slam sería en la final de Roland Garros en 2020, donde Nadal se cobraría revancha de la derrota en tierras australianas y vencería de forma aplastante al serbio por tres sets, incluyendo un 6-0 en el primer set, el primero que recibe Djokovic en una final de Grand Slam. En 2021, se volverían a cruzar en las semifinales de Roland Garros, donde esta vez sería el serbio quien vencería en cuatro sets, infligiendo al español su tercera derrota en toda su carrera en Roland Garros y accediendo así a su sexta final en el torneo parisino. De nuevo, y por tercer año consecutivo, en 2022 se volverían a ver las caras en los cuartos de final de Roland Garros, saliendo esta vez victorioso el español con una victoria sobre el serbio en cuatro sets en poco más de cuatro horas. El enfrentamiento entre ambos en Grand Slams terminó con un balance de 11-7 favorable al español. El serbio dominó en el Abierto de Australia por 2-0 y en Wimbledon por 2-1, mientras que el español lideró en Roland Garros por 8-2 y en el Abierto de Estados Unidos por 2-1.
En sus enfrentamientos en el ATP Finals, el cara a cara fue favorable por 3-2 al serbio, con victorias en los años 2009, 2013 y 2015, siendo la de 2013 en la final del torneo. Mientras que el balear venció al serbio en 2007 y 2010, ambas victorias en el Round Robin.
En torneos Masters 1000, se vieron las caras en 29 ocasiones. Poseen el récord de más finales jugadas entre dos jugadores en estos torneos, con 14. El cara a cara fue de 16-13 favorable al serbio y 7-7 en finales. De entre todos sus enfrentamientos cabe destacar las semifinales que disputaron en 2009 en el Masters 1000 de Madrid, partido que venció el balear después de cuatro horas y tres minutos, convirtiéndose en el partido más largo disputado en un torneo de esta categoría en la Era Abierta. En torneos ATP Tour 500, se enfrentaron en dos ocasiones, ambas en la final del Torneo de Pekín en 2013 y 2015, con sendas victorias del serbio. En torneos ATP Tour 250 se vieron las caras únicamente en dos ocasiones también, con una victoria para cada uno, por parte del español en el Torneo de Queen's en 2008 y por parte del serbio en el Torneo de Doha en 2014.
En competiciones por países, Nadal y Djokovic enfrentaron dos veces en los Juegos Olímpicos, primero en los Juegos Olímpicos de Pekín 2008, con una victoria en tres sets del español en semifinales y, dieciséis años después, en los Juegos Olímpicos de París 2024, con victoria del serbio en dos sets en segunda ronda. También se enfrentaron en la Copa Davis en 2009, en los octavos de final del torneo, donde prevaleció el balear con una contundente victoria en tres sets. Por último también se vieron las caras en la final de la ATP Cup en 2020, con una clara victoria en dos sets del serbio sobre el español.

### Ante Roger Federer

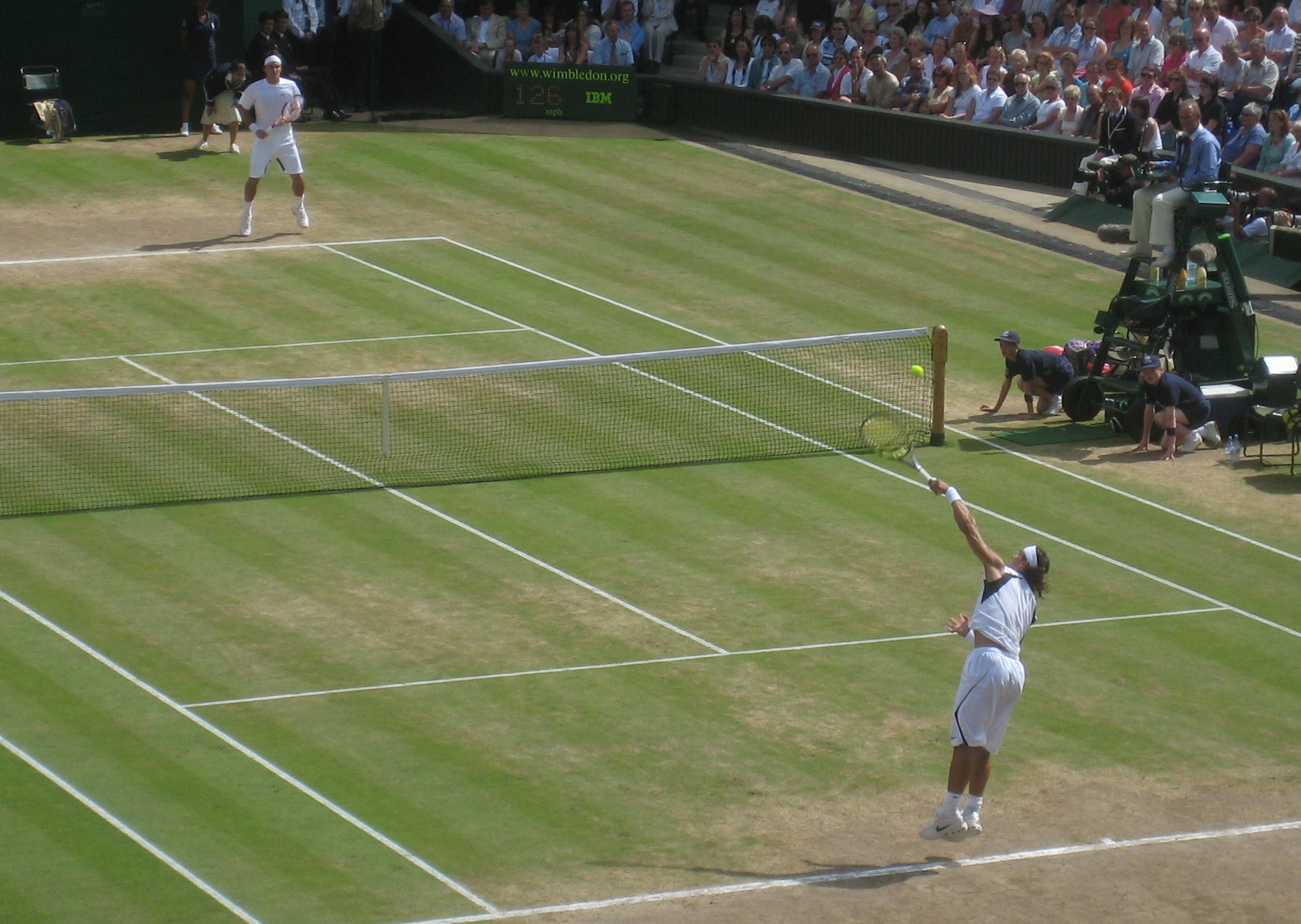
Rafael Nadal y Roger Federer en la final de Wimbledon 2006.

Roger Federer y Rafael Nadal, rivales y amigos, se enfrentaron el uno al otro desde el 28 de marzo de 2004 hasta el 12 de julio de 2019, y su rivalidad es una parte importante no sólo en la carrera de ambos tenistas, si no de la historia del deporte en general. Se mantuvieron como número uno y número dos en el ranking ATP desde el 25 de julio de 2005 hasta el 14 de agosto de 2009, cuando el español cayó al número 3, y nuevamente desde el 11 de septiembre de 2017 hasta el 11 de octubre de 2018. Son los únicos dos tenistas en toda la Era Abierta que, siendo ambos número uno y número dos, han terminado cuatro años consecutivos en la cima. Nadal ascendió al número 2 en julio de 2005 y ocupó este lugar durante 160 semanas consecutivas (récord en la Era Abierta), antes de superar a Federer y convertirse en número uno del ranking el 18 de agosto de 2008.
Se enfrentaron un total de 40 ocasiones siendo el español quien lidera el cara a cara por 24-16 (10-4 en Grand Slam). Nadal lidera los enfrentamientos en tierra batida por 14-2, mientras que el suizo lidera en pista dura por 11-9 y en hierba por 3-1.
De sus 40 enfrentamientos, 24 de ellos fueron en finales, incluyendo nueve en torneos de Grand Slam (récord en la Era Abierta junto a la rivalidad Nadal - Djokovic). Desde 2006 a 2008, se vieron las caras en todas las finales de Roland Garros y Wimbledon, también posteriormente en la final del Abierto de Australia en 2009, en Roland Garros en 2011 y en el Abierto de Australia en 2017. Nadal ganó seis de las nueve, perdiendo las dos primeras finales de Wimbledon (2006 y 2007). Cuatro de estos partidos alcanzaron el quinto set (Wimbledon 2007 y 2008, Australia 2009 y 2017). La final que disputaron en Wimbledon en 2008 ha sido considerada como el mejor partido de tenis de todos los tiempos, según muchos analistas y exjugadores. Nadal es el único jugador que ha enfrentado y vencido al suizo en una final de Grand Slam en las tres superficies existentes: pista dura, tierra batida, y hierba.

### Ante Andy Murray
Andy Murray y Rafael Nadal se enfrentaron en 24 ocasiones. El español encabeza el cara a cara por 17-7, liderando 7-5 en pista dura, 7-2 en tierra batida y 3-0 en hierba, sin embargo, el escocés dominó por 3-1 en enfrentamientos en finales. En Grand Slam se enfrentaron en nueve ocasiones, con un balance favorable de 7-2 para Nadal. De estos nueve partidos entre ambos, disputaron dos en el Abierto de Australia, con una victoria para cada uno: 2007 para Nadal y 2010 para Murray. En Roland Garros se enfrentaron dos veces, con sendas victorias para el español: en 2011 y 2014. En Wimbledon se vieron las caras en tres ocasiones, con tres victorias para el español: en 2008, 2010 y 2011. Mientras que en el Abierto de Estados Unidos el balance es de una victoria para cada uno: para el escocés en 2008 y para el español en 2011.
En sus enfrentamientos en el ATP Finals se vieron las caras en dos ocasiones, venciendo Nadal en ambas, tanto en semifinales en 2010 como en el Round Robin en 2015. En torneos Masters 1000 lidera el balear los enfrentamientos por 8-4, destacando entre todos ellos la final que disputaron en el Masters 1000 de Indian Wells en 2009 que venció Nadal, y la final disputada en el Masters 1000 de Madrid en 2015 que venció Murray. En torneos ATP Tour 500, el escocés venció en los dos enfrentamientos que tuvieron: tanto en 2011 en Tokio como en 2009 en Róterdam.

## Estilo de juego

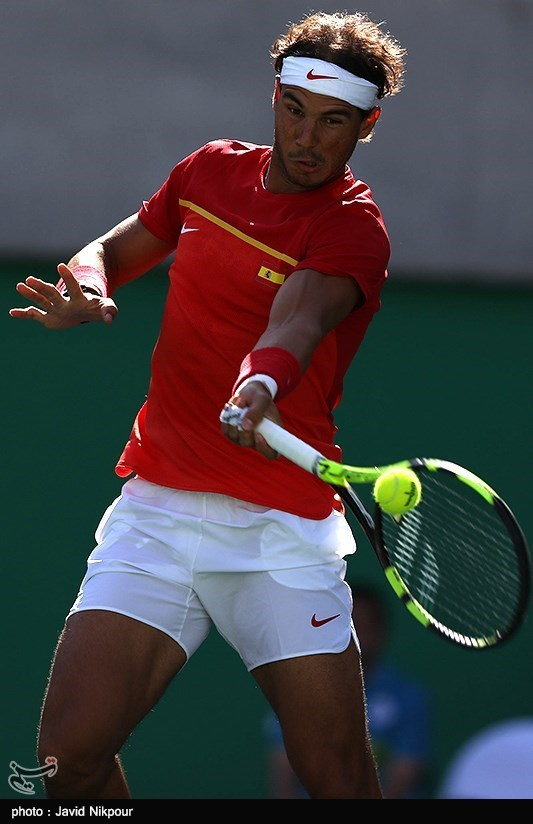
Nadal pegando con su drive.

El estilo de juego y la personalidad de Nadal se pueden resumir en una frase de Jimmy Connors: «Él se construyó a partir de un molde del que creo que yo también vine. Caminas, das todo lo que tienes desde el primer punto hasta el final sin importar el marcador y estás dispuesto a poner todo en juego y no tienes miedo de dejar que la gente vea eso».
Nadal generalmente utiliza un juego agresivo detrás de la línea de fondo, basado en fuertes golpes con topspin, consistencia, un rápido juego de pies y buena cobertura de toda la pista, lo que lo convierte en un jugador de contraataque. Conocido por su atletismo y su velocidad en la pista, Rafa es un excelente defensor que golpea bien en carrera, construyendo puntos ofensivos desde posiciones aparentemente defensivas. También suele utilizar dropshots muy sutiles que funcionan especialmente bien debido a que su topspin es muy pesado, lo que a menudo obliga a jugar a sus rivales desde el fondo de la pista.
Nadal utiliza un golpe de derecha semioccidental, seguido de un "látigo de lazo", en el que su brazo izquierdo golpea la pelota y termina sobre su hombro izquierdo, en oposición a un acabado más tradicional en todo el cuerpo o alrededor de su hombro opuesto. La forma del golpe de derecha de Nadal le permite imprimir tiros con topspin pesado, más que muchos de sus contemporáneos.
El investigador de tenis de San Francisco, John Yandell, usó una cámara de vídeo de alta velocidad y un software especial para contar la media de revoluciones que alcanza una pelota golpeada por Nadal. Yandell concluyó:

Los primeros jugadores que estudiamos fueron Sampras y Agassi. Estaban golpeando las derechas que, en general, giraban entre 1,800 y 1,900 revoluciones por minuto. Federer también golpea con una increíble cantidad de revoluciones, ¿verdad? 2,700 revoluciones por minuto. Bueno, medimos un golpe de Nadal de derecha en 4,900. Su promedio fue de 3,200.

Mientras que los golpes de Nadal tienden a quedar cortos respecto de la línea de fondo, los rebotes altos que logran sus derechas mitigan la ventaja que normalmente obtendría un rival al aprovechar una pelota corta. A pesar de que su golpe de derecha se basa en el topspin pesado, puede golpear la bola profunda y plana de forma más ortodoxa para conseguir un golpe ganador.
El saque de Nadal fue considerado inicialmente como un punto débil en su juego, aunque sus mejoras en los puntos de primer saque y los puntos de break salvados desde 2005 le han permitido competir consistentemente y ganar títulos importantes en superficies más rápidas. Nadal confía en la consistencia de su servicio para obtener una ventaja estratégica en puntos, en lugar de ir por servicios ganadores (aces).
Sin embargo, antes del Abierto de Estados Unidos de 2010, alteró su movimiento de servicio, llegando a la pose de trofeo antes y bajando la raqueta durante la pose del movimiento. Nadal modificó su agarre de servicio a uno más continental. Estos dos cambios en su servicio aumentaron su velocidad promedio en alrededor de 16 km/h durante el Abierto de Estados Unidos, con una velocidad máxima de 217 km/h, lo que le permitió ganar más puntos gratis durante su servicio. Después del Abierto de Estados Unidos de 2010, la velocidad del servicio de Nadal bajó a niveles anteriores y se postuló nuevamente como una necesidad de mejora. Sin embargo, desde 2019 en adelante, varios analistas elogiaron la mejora de Nadal en el servicio y observaron que la potencia de su saque había aumentado.
Después de firmar en diciembre de 2016 con su nuevo entrenador, Carlos Moyá, el estilo de juego de Rafa adquirió un enfoque más ofensivo. Bajo la dirección de Moyá, Nadal mejoró su saque, y también incorporó el saque y volea como sorpresa en algunos partidos.
Nadal ha triunfado especialmente en pistas de tierra batida. Desde 2005, ha ganado catorce veces en Roland Garros, once veces en Montecarlo, doce veces en Barcelona y diez en Roma. Aunque la tierra batida es su mejor superficie, ocho de sus Grand Slams han sido sobre superficies distintas a la tierra batida. Ganó cuatro títulos en hierba, dos de ellos en Wimbledon, ganó la medalla de oro olímpica en individuales y en dobles en pista dura, ha ganado diez títulos Masters 1000 en pista dura y ha disputado 16 de sus 30 finales de Grand Slam fuera de la tierra batida.

## Representación nacional

### Copa Davis
2004-2010
Rafa Nadal debutó en la Copa Davis en marzo de 2004 cuando tan sólo contaba con 17 años de edad. Lo hizo en la primera ronda de la competición ante la República Checa. Su debut supuso la primera y única derrota del balear en individuales, hasta la fecha, en esta competición, cayendo ante Jiri Novak por 7-6, 6-3 y 7-6. También participó en el punto de dobles, formando pareja con Tommy Robredo y cayendo ante los checos Radek Štěpánek y Jiri Novak por 6-4, 7-6 y 6-3. No sería hasta el quinto y último punto cuando Nadal conseguiría su primer triunfo en el torneo, al derrotar a Radek Štěpánek por 7-6, 7-6 y 6-3, dándole además de esta forma el triunfo definitivo al combinado español. Ya en cuartos de final, ante Países Bajos, Rafa disputaría únicamente el punto de dobles junto a Tommy Robredo, cayendo derrotados en el quinto set. A pesar de ello, España lograría vencer por 4-1 y acceder a las semifinales, donde se verían las caras con Francia. De nuevo el balear disputaría el partido de dobles junto a, una vez más, Tommy Robredo, venciendo a la pareja francesa en cinco sets. Nadal disputaría también el cuarto punto ante Arnaud Clement, al que vencería con facilidad por 6-4, 6-1 y 6-2, dándole a España el pase a la final del torneo por cuarta vez en su historia. La final se disputó en el Estadio de la Cartuja de Sevilla, y el rival fue el equipo de Estados Unidos. Rafa derrotó, ante el asombro de todo el planeta, al número 2 del mundo Andy Roddick por 6-7, 6-2, 7-6 y 6-2, otorgando el segundo punto de la final al combinado español tras la victoria anterior de Carlos Moyá ante Mardy Fish. Finalmente sería el propio Moyá, quien, tras vencer a Roddick, le daría la victoria final a España, alzándose así con la segunda Ensaladera de su historia, y la primera para Nadal.
En la Copa Davis de 2005, España perdió en primera ronda ante Eslovaquia, eliminatoria en la que no participó Nadal. Por ello, debió disputar la repesca como visitante ante Italia. Esta vez sí participó el balear, dándole el segundo y el cuarto punto a España, tras derrotar a Daniele Bracciali por 6-3, 6-2 y 6-1 y a Andreas Seppi por 6-1, 6-2, 5-7 y 6-4. A pesar de que cayó en el partido de dobles junto a Tommy Robredo, España venció por 3-2 y consiguió mantener la categoría.
En la Copa Davis de 2006, España nuevamente perdió en primera ronda ante Bielorrusia, por lo que de nuevo tuvo que disputar la repesca y lo haría enfrentando por segundo año consecutivo a Italia, aunque esta vez como local. Nadal disputaría tres partidos venciendo en todos ellos. El primero ante Andreas Seppi por 6-0, 6-4 y 6-3. El segundo formando pareja de dobles junto Fernando Verdasco y venciendo a los italianos Giorgio Galimberti y Daniele Bracciali por 6-2, 3-6, 6-3 y 7-6. Y el tercero de ellos ante Filippo Volandri por 3-6, 7-5, 6-3 y 6-3. De esta forma, España vencería por un global de 4-1 logrando mantener la categoría un año más.

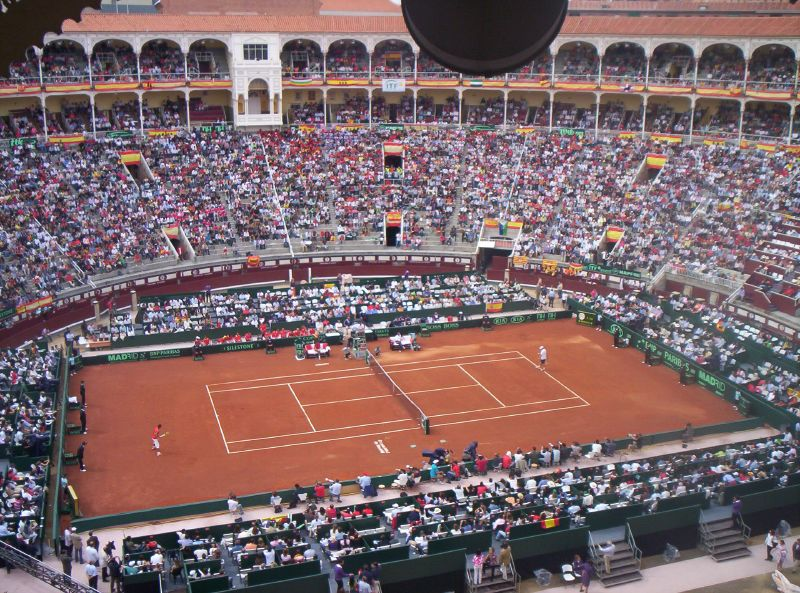
Partido de semifinales de la Copa Davis 2008 entre Rafa Nadal y Andy Roddick, en la Plaza de Toros de Las Ventas de Madrid.

En marzo de 2008 Nadal regresaba a la Copa Davis tras estar ausente durante todo el año 2007. España venció en octavos de final a Perú por 5-0, accediendo a cuartos de final donde se vería las caras con Alemania. Nadal disputó únicamente el primer punto de la eliminatoria, venciendo a Nicolas Kiefer por 7-6, 6-0 y 6-3. El combinado español vencería por 4-1 y accedería a las semifinales, donde le esperaba el equipo de Estados Unidos. Rafa disputó el primer punto de la eliminatoria venciendo a Sam Querrey por 6-7, 6-4, 6-3 y 6-4. Posteriormente derrotaba a Andy Roddick por 6-4, 6-0 y 6-4, dándole el cuarto y definitivo punto a España y clasificando de esta forma a una nueva final del torneo, la sexta para el combinado español y la segunda para Nadal. En ella, jugando como visitantes y además sin poder contar con la presencia de Rafa por lesión, España vencería a Argentina por 3-2, consiguiendo la tercera Ensaladera de su historia y, hasta la fecha, la única lograda como visitante. A pesar de no disputar la final, la ITF reconoce como campeones también a aquellos jugadores que hayan disputado al menos una serie del torneo durante la campaña del equipo ganador, con lo que Nadal sumaba así en su palmarés su segundo título de Copa Davis.
En la Copa Davis de 2009, Nadal participó en dos eliminatorias. La primera de ellas, en octavos de final ante Serbia y la segunda, en la final ante la República Checa. Ante los serbios, el balear disputó dos puntos de la eliminatoria, el primero ante Janko Tipsarević, venciendo por 6-1, 6-0 y 6-2, y el segundo ante Novak Djokovic, derrotándole por 6-4, 6-4 y 6-1. España vencía por 4-1 y accedía a cuartos de final, donde se vería las caras con Alemania. A pesar de que Rafa no disputó ningún partido, España venció por 3-2 y se clasificó para semifinales donde se enfrentaría a Israel, imponiéndose cómodamente por 4-1 también sin la presencia de Nadal. España lograba el pase a la final de la Copa Davis por séptima vez en su historia. La final se disputó en el Palau Sant Jordi de Barcelona, y Nadal abrió la serie con una contundente victoria ante Tomáš Berdych por 7-5, 6-0 y 6-2 para conseguir el primer punto. Tras la victoria de David Ferrer ante Radek Štěpánek en el segundo partido de la final, la pareja formada por Feliciano López y Fernando Verdasco derrotaban a la pareja checa y le daban el tercer y definitivo punto al combinado español, logrando de esta forma la cuarta Ensaladera de su historia y la tercera para Nadal.
En la Copa Davis de 2010, Nadal no participó en ninguna de las dos eliminatorias que disputó España, ni en los octavos de final ante Suiza, eliminatoria que venció España por 4-1, ni en los cuartos de final ante Francia, donde el equipo español cayó derrotado de forma contundente por 5-0.
2011-2024

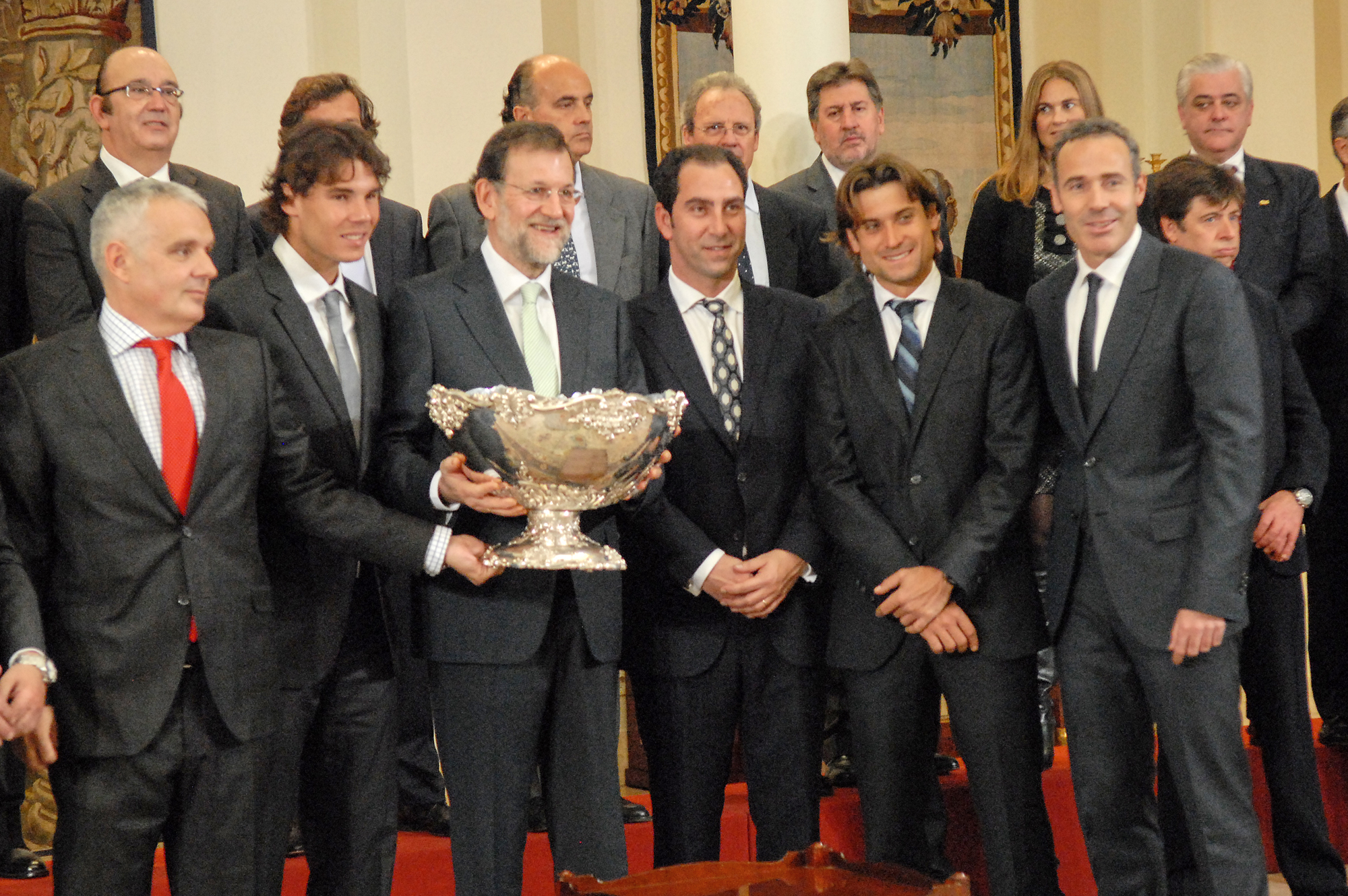
Nadal junto al equipo de Copa Davis de España con el título logrado en 2011 (el tercero en los últimos cuatro años), junto al presidente del Gobierno Mariano Rajoy.

La Copa Davis 2011 arrancó para el combinado español en el mes de marzo. Nadal fue convocado para disputar los octavos de final ante Bélgica en Charleroi. El balear le daría el segundo y cuarto punto al equipo español tras vencer a Ruben Bemelmans por 6-2, 6-4 y 6-2, y a Oliver Rochus por 6-4 y 6-2. España obtendría el pase a cuartos de final tras vencer por un total de 4-1 en la eliminatoria. Tras no participar en la eliminatoria de cuartos de final ante Estados Unidos en la que se impuso el equipo español por 3-1, Nadal regresaba a la competición en septiembre para disputar las semifinales ante el equipo de Francia, actuando como local en la ciudad de Córdoba. Nadal abriría la serie derrotando a Richard Gasquet por un contundente 6-3, 6-0 y 6-1, para después cerrar la eliminatoria derrotando en el cuarto punto a Jo-Wilfried Tsonga por 6-0, 6-2 y 6-4. De esta forma, España accedía a la final del torneo por octava vez en su historia. Final que se disputaría en el mes de diciembre ante Argentina. Actuando como equipo local en el Estadio Olímpico de La Cartuja de Sevilla, Rafa, una vez más, fue el hombre clave de la eliminatoria dándole el primer y cuarto punto al combinado español. Nadal abrió la final venciendo con facilidad a Juan Mónaco por 6-1, 6-1 y 6-2, sin embargo, David Ferrer caería ante Juan Martín del Potro en cinco sets para igualar la serie. Seguidamente España se pondría de nuevo por delante en la eliminatoria venciendo el encuentro de dobles. En el cuarto y definitivo punto, Nadal derrotaba a Juan Martín del Potro en el duelo de los dos número uno de ambos países por 1-6, 6-4, 6-1, 7-6, dándole de esta forma a España la quinta Copa Davis de su historia y la cuarta en el palmarés de Rafa.
En 2012 Nadal no pudo disputar ninguna eliminatoria de la Copa Davis. A pesar de ello, el equipo español logró acceder a la final, donde caería derrotado ante la República Checa por 3-2. Ya en 2013, Rafa volvería a la competición para disputar la repesca ante Ucrania, en el recinto de la Caja Mágica en Madrid. El balear le daría el segundo punto de la eliminatoria al combinado español tras aplastar a Sergui Stajovski por 6-0, 6-0 y 6-4. Rafa también participaría en el encuentro de dobles junto a Marc López, venciendo a la pareja ucraniana formada por Sergui Stajovski y Denis Molchanov por 6-2, 6-7, 6-3 y 6-4, dándole de esta forma la permanencia al combinado español.
Rafa volvió a disputar el torneo dos años después. Tras su ausencia en 2014, volvía para disputar otra serie, esta vez en la Zona Europea-Africana I, ya que el combinado español descendió tras perder ante Brasil en la repesca. España se enfrentaría a Dinamarca, a la que vencería por un total de 5-0 y donde Nadal contribuyó en el segundo punto, al vencer a Mikael Torpegaard por 6-4, 6-3 y 6-2, y, posteriormente, vencer en el dobles, junto a Fernando Verdasco, a la pareja danesa formada por Frederik Nielsen y Thomas Kroman por 6-4, 3-6, 7-6 y 6-4.
Nadal participó en la Copa Davis 2016 disputando la repesca del Grupo Mundial ante India en Nueva Delhi. Rafa no pudo disputar el primer punto debido a problemas estomacales, pero tras los triunfos de David Ferrer y Feliciano López en los dos primeros partidos, España se quedó a un paso de volver al Grupo Mundial. En el tercer punto de la eliminatoria, Rafa esta vez sí pudo participar en el partido de dobles junto a Marc López, venciendo a la pareja india formada por Saketh Myneni y Leander Paes por 4-6, 7-6, 6-4 y 6-4, asegurando de esta forma el ascenso de España al Grupo Mundial. Finalmente el combinado nacional cerraría la serie por un global de 5-0.
Tras no participar en 2017, Rafa volvió a la Copa Davis en 2018. El balear regresaba después de año y medio de ausencia para jugar los cuartos de final ante Alemania en la Plaza de toros de Valencia. Nadal volvía a la competición después de permanecer de baja durante febrero y marzo, tras lesionarse en el Abierto de Australia. A pesar de ello, Nadal batió con facilidad a Philipp Kohlschreiber por 6-2, 6-2, 6-3 en el segundo punto de la eliminatoria, igualando la serie tras la derrota de David Ferrer ante Alexander Zverev. En el punto de dobles, la pareja española formada por Feliciano López y Marc López cayó ante los alemanes Jan-Lennard Struff y Tim Puetz, por lo que España estaba obligada a ganar los dos puntos restantes. El cuarto punto lo disputó Nadal ante Alexander Zverev, en el duelo más atractivo de la serie, venciendo con comodidad por 6-1, 6-4 y 6-4, alargando la serie al quinto y último punto. David Ferrer le daba la victoria definitiva al combinado español tras derrotar en una auténtica batalla a Philipp Kohlschreiber por 7-6, 3-6, 7-6, 4-6 y 7-5 tras casi cinco horas de partido, consiguiendo de esta forma la clasificación para las semifinales. Posteriormente, el equipo español, sin poder contar con Nadal tras lesionarse en el Abierto de Estados Unidos, caería derrotado en semifinales ante Francia por 3-2.
En 2019 se produjo un cambio de formato en la Copa Davis. Esta vez, la fase final del torneo se disputaría en una sola semana y en una única sede. La primera sede de este nuevo formato fue la Caja Mágica de Madrid. El equipo español quedó situado en el Grupo B, junto a Rusia y Croacia. España vencería al combinado ruso por 2-1 y al croata por 3-0. Nadal participó en ambas eliminatorias, venciendo al ruso Karén Jachánov por 6-3 y 7-6 y al croata Borna Gojo por 6-4 y 6-3, también disputó el encuentro de dobles ante Croacia, junto a Marcel Granollers, derrotando a la pareja croata por 6-3 y 6-4. De esta forma España se clasificaba para los cuartos de final del torneo como primera de grupo. En ellos, se enfrentaría a Argentina. Después de la derrota de Pablo Carreño ante Guido Pella, Nadal se erigía como hombre clave de la eliminatoria venciendo a Diego Schwartzman por 6-1 y 6-2, y, posteriormente, formando pareja junto a Marcel Granollers en el dobles, logrando el punto definitivo para España al vencer a la pareja argentina por 6-4, 4-6 y 6-3. En semifinales, España se enfrentó a Gran Bretaña. De nuevo, y tras empezar perdiendo el primer punto por la derrota de Feliciano López ante Kyle Edmund, Rafa volvía a ser el protagonista igualando la serie al vencer a Daniel Evans por 6-4 y 6-0, para más tarde, darle en el punto de dobles, junto a Feliciano López, la victoria definitiva al combinado español al vencer a la pareja británica por 7-6 y 7-6. España accedía a una nueva final de la Copa Davis siete años después. El rival en la final sería Canadá, un equipo con gran talento pero demasiado joven e inexperto. Roberto Bautista le daría el primer punto al equipo español tras derrotar a Félix Auger-Aliassime, y Rafa, tras hacer lo propio ante Denis Shapovalov por 6-3 y 7-6, le daban a España la sexta Ensaladera de su historia. Nadal conseguía la quinta Copa Davis de su carrera y, hasta la fecha, deja su récord en la competición con una marca en individuales de 29 victorias por tan sólo una derrota.
La Copa Davis de 2020 no pudo disputarse debido a la pandemia surgida a nivel mundial por COVID-19. Volvió para disputarse en 2021, también en Madrid, pero esta vez Nadal no pudo participar en las finales tras dar por finalizada su temporada en el mes de julio debido a una lesión en el pie izquierdo. Tampoco participó en la edición de 2022, en la que España quedó eliminada en cuartos de final ante Croacia por 2-0, ni en la edición de 2023, en la que España no pudo participar en las Finales al caer previamente en la fase de grupos ante la República Checa y Serbia. No sería hasta 2024, el año de su retirada, cuando Nadal volvería a participar en la competición por última vez. España caería derrotada en cuartos de final ante Países Bajos por 2-1, eliminatoria en la que Nadal disputaría el primer punto ante Botic van de Zandschulp, que derrotaría al balear por 6-4 y 6-4. Nadal ponía punto final a su andadura en la competición y finalizaba su trayectoria profesional como tenista habiendo conquistado cinco títulos y dejando una marca personal de 29 victorias por tan sólo dos derrotas.

### Juegos Olímpicos
Atenas 2004
Nadal participó en sus primeros Juegos Olímpicos en los Juegos Olímpicos de Atenas 2004 cuando apenas contaba con 18 años de edad. Disputó únicamente la modalidad de dobles junto a Carlos Moyá, cayendo derrotados en primera ronda ante la pareja brasileña formada por André Sá y Flávio Saretta por 7-6 y 6-1.
Pekín 2008
Los Juegos Olímpicos de Pekín 2008 fueron los segundos Juegos Olímpicos de Nadal después de su participación en los Juegos Olímpicos de Atenas 2004. En Pekín, Nadal estuvo presente tanto en individuales como en dobles (formando pareja con Tommy Robredo). En individuales, venció en primera ronda al italiano Potito Starace por 6-2, 3-6 y 6-2, en segunda ronda vencería al australiano Lleyton Hewitt por 6-1 y 6-2 y en tercera ronda daría cuenta del ruso Igor Andreev por 6-4 y 6-2. Ya en cuartos de final, derrotaría al austriaco Jurgen Melzer por 6-0 y 6-4, accediendo a las semifinales, donde se enfrentaría al serbio y número 3 del mundo Novak Djokovic, al que vencería después de un apretado partido por 6-4, 1-6 y 6-4. Nadal disputó el partido por el oro olímpico ante el chileno Fernando González, al que derrotaría en tres contundentes sets por 6-3, 7-6 y 6-3. De esta forma el español se alzaba con la medalla de oro, la primera de la historia para el tenis español. Y no sólo eso, sino que además, el balear aparecía al día siguiente y por primera vez en su carrera como número uno del ranking ATP, cortando la asombrosa racha del suizo Roger Federer de 237 semanas consecutivas al frente del ranking.
En la modalidad de dobles, Nadal y Tommy Robredo vencerían en primera ronda a los suecos Jonas Björkman y Robin Söderling por 6-3 y 6-3, sin embargo, caerían en segunda ronda ante la pareja australiana formada por Chris Guccione y Lleyton Hewitt por 6-2 y 7-6.
Río 2016

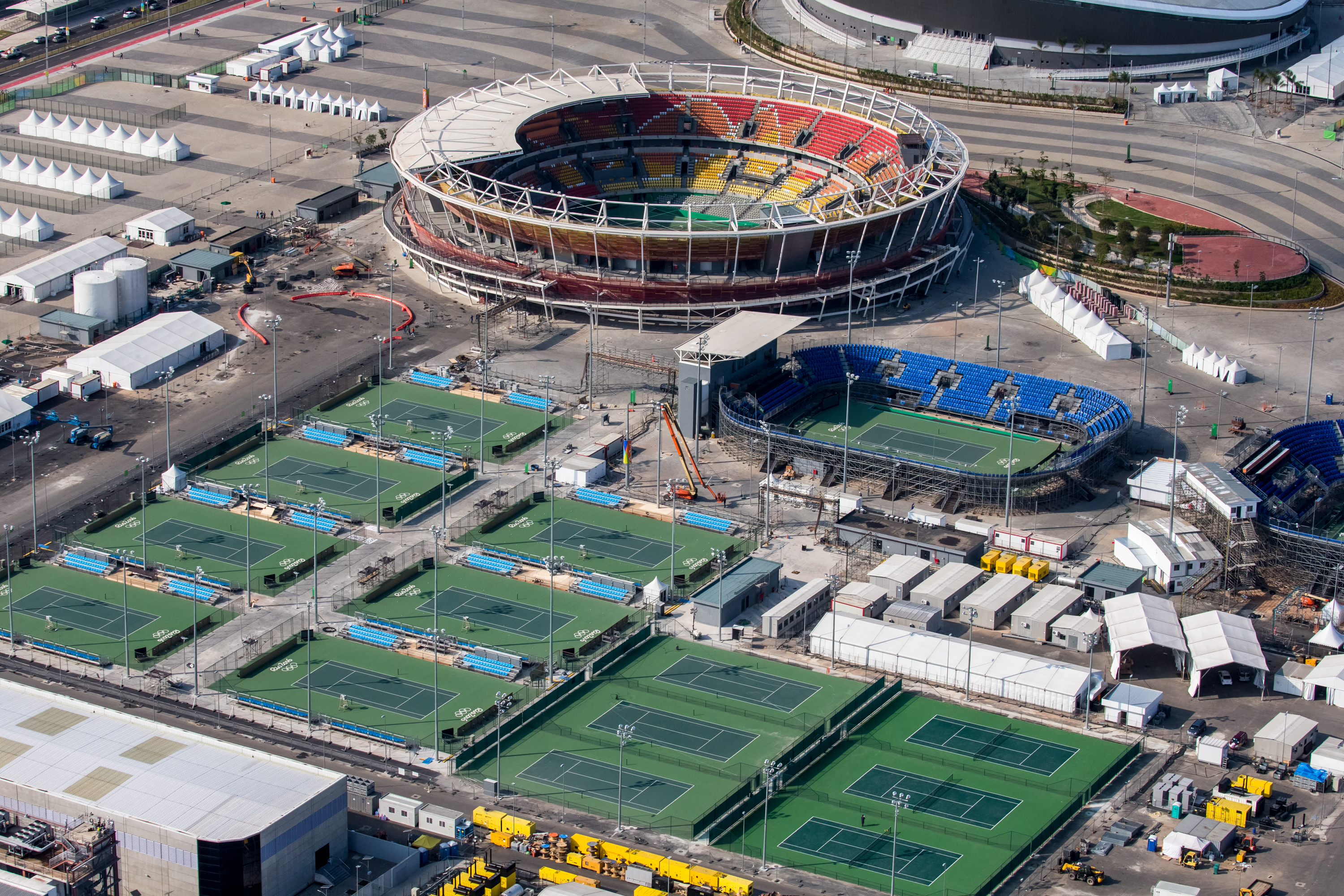
El Centro Olímpico de Río de Janeiro, recinto donde se jugó el tenis en todas sus categorías.

Tras ausentarse por lesión en los Juegos Olímpicos de Londres 2012, el español regresó a los Juegos Olímpicos por tercera vez en su carrera participando en los Juegos Olímpicos de Río 2016. Nadal disputaría las tres modalidades: individuales, dobles (formando pareja con Marc López) y dobles mixto (formando pareja con Garbiñe Muguruza, aunque acabarían retirándose debido a la fatiga acumulada del balear).
En individuales, debutaría en primera ronda con un sólido triunfo ante el argentino Federico Delbonis por 6-2, 6-1. En segunda ronda vencería al italiano Andreas Seppi por 6-3 y 6-3 mientras que en tercera ronda daría cuenta del francés Gilles Simon por 7-5 y 6-3. Ya en cuartos de final, en un partido muy apretado, vencería al tenista local Thomaz Bellucci en tres sets por 2-6, 6-4 y 6-2. En semifinales se mediría ante el argentino Juan Martín del Potro, verdugo en primera ronda del serbio y número uno del mundo Novak Djokovic. Tras tres horas de un partido vibrante y de mucha tensión, el argentino derrotó a Nadal por 5-7, 6-4 y 7-6. El español disputaría al día siguiente el partido por la medalla de bronce ante el japonés Kei Nishikori, pero dando evidentes muestras de absoluta fatiga por la carga de partidos a lo largo de la semana, el balear terminaría cediendo en tres sets por 6-2, 6-7 y 6-3.
Sin embargo, en el dobles, el español y Marc López se alzarían con la medalla de oro, tras dejar por el camino en primera ronda a los neerlandeses Robin Haase y Jean-Julien Rojer, en segunda ronda a los argentinos Juan Martín del Potro y Máximo González, en cuartos de final a los austriacos Oliver Marach y Alexander Peya, en semifinales a los canadienses Daniel Nestor y Vasek Pospisil y derrotar en la final a los rumanos Horia Tecau y Florin Mergea por 6-2, 3-6 y 6-4, dándole la primera medalla de oro al tenis español en modalidad de dobles masculino. De esta forma, Nadal se convertía en el segundo jugador de la historia, tras el chileno Nicolas Massú, en poseer la medalla de oro tanto en individuales como en dobles.
París 2024
Después de no participar en los Juegos Olímpicos de Tokio 2021, Nadal acudía a París para disputar sus últimos Juegos Olímpicos. Ocho años después de su participación en Río, el balear competiría de nuevo en la modalidad de individuales y en la de dobles, formando pareja con el joven Carlos Alcaraz. En individuales debutaría en primera ronda ante el húngaro Marton Fucsovics, al que derrotaría por 6-1, 4-6 y 6-4. En segunda ronda se enfrentaría, por sexagésima vez, al serbio Novak Djokovic, cayendo derrotado por un contundente 6-1 y 6-4. En la modalidad de dobles, Alcaraz y Nadal debutarían venciendo a la pareja argentina formada por Máximo González y Andrés Molteni por 6-4 y 7-6 y en segunda ronda darían cuenta de los holandeses Tallon Griekspoor y Wesley Koolhof por 6-4, 6-7 y 10-2. Sin embargo, caerían derrotados en cuartos de final por la pareja norteamericana formada por Rajeev Ram y Austin Krajicek por un claro 6-2 y 6-4. De esta forma terminaba la trayectoria del balear en los Juegos Olímpicos, habiendo cosechado en cuatro ediciones, dos medallas de oro, tanto en individuales como en dobles.

## Equipamiento y ropa de vestir
Nadal utiliza raquetas de la marca francesa Babolat desde 1998, cuando tenía 13 años de edad. Está patrocinado por la marca de ropa Nike y por la marca de relojes deportivos Richard Mille. Desde el inicio de su carrera y hasta 2008 jugó con camisetas sin mangas y pantalones pirata, incluyendo torneos como Wimbledon. Posteriormente, volvería a usar camisetas sin mangas en el Abierto de Australia de 2018 y 2019 y en el Abierto de Estados Unidos de 2018 y 2019. Además, también suele utilizar un par de muñequeras de doble ancho y calzado deportivo de la marca Nike, modelo Air Zoom Cage 3.

### Indumentaria y raquetas
| Período     | Proveedor |
| ----------- | --------- |
| 2001 - Act. | Nike      |

| Período     | Patrocinador |
| ----------- | ------------ |
| 1998 - Act. | Babolat      |

## Clasificación histórica
| Torneo | 2002                     | 2003                     | 2004                     | 2005                     | 2006                     | 2007                     | 2008                     | 2009                     | 2010                     | 2011                     | 2012                     | 2013         | 2014         | 2015         | 2016         | 2017         | 2018         | 2019         | 2020         | 2021         | 2022         | 2023         | 2024         | Títulos       | G-P           | %             |
| --- | ------------------------ | ------------------------ | ------------------------ | ------------------------ | ------------------------ | ------------------------ | ------------------------ | ------------------------ | ------------------------ | ------------------------ | ------------------------ | ------------ | ------------ | ------------ | ------------ | ------------ | ------------ | ------------ | ------------ | ------------ | ------------ | ------------ | ------------ | ------------- | ------------- | ------------- |
| Torneos de Grand Slam |                          |                          |                          |                          |                          |                          |                          |                          |                          |                          |                          |              |              |              |              |              |              |              |              |              |              |              |              |               |               |               |
| Abierto de Australia | A                        | A                        | 3R                       | 4R                       | A                        | CF                       | SF                       | G                        | CF                       | CF                       | F                        | A            | F            | CF           | 1R           | F            | CF           | F            | CF           | CF           | G            | 2R           | A            | 2 / 18        | 77-16         | 83 %          |
| Roland Garros | A                        | A                        | A                        | G                        | G                        | G                        | G                        | 4R                       | G                        | G                        | G                        | G            | G            | CF           | 3R           | G            | G            | G            | G            | SF           | G            | A            | 1R           | 14 / 19       | 112-4         | 97 %          |
| Wimbledon | A                        | 3R                       | A                        | 2R                       | F                        | F                        | G                        | A                        | G                        | F                        | 2R                       | 1R           | 4R           | 2R           | A            | 4R           | SF           | SF           | ND           | A            | SF           | A            | A            | 2 / 15        | 58-12         | 82 %          |
| Abierto de EE. UU. | A                        | 2R                       | 2R                       | 3R                       | CF                       | 4R                       | SF                       | SF                       | G                        | F                        | A                        | G            | A            | 3R           | 4R           | G            | SF           | G            | A            | A            | 4R           | A            | A            | 4 / 16        | 67-12         | 85 %          |
| Títulos | 0                        | 0                        | 0                        | 1                        | 1                        | 1                        | 2                        | 1                        | 3                        | 1                        | 1                        | 2            | 1            | 0            | 0            | 2            | 1            | 2            | 1            | 0            | 2            | 0            | 0            | 22 / 68       | 314-44        | 88 %          |
| Ganados-Perdidos | 0-0                      | 3-2                      | 3-2                      | 13-3                     | 17-2                     | 20-3                     | 24-2                     | 15-2                     | 25-1                     | 23-3                     | 14-2                     | 14-1         | 16-2         | 11-4         | 5-2          | 23-2         | 21-3         | 24-2         | 11-1         | 9-2          | 22-1         | 1-1          | 0-1          | 22 / 68       | 314-44        | 88 %          |
| ATP World Tour Finals |                          |                          |                          |                          |                          |                          |                          |                          |                          |                          |                          |              |              |              |              |              |              |              |              |              |              |              |              |               |               |               |
| / ATP Finals | No clasificó             | A                        | SF                       | SF                       | A                        | RR                       | F                        | RR                       | A                        | F                        | A                        | SF           | A            | RR           | A            | RR           | SF           | A            | RR           | A            | A            | 0 / 11       | 21-18        | 54 %          |               |               |
| Títulos | 0                        | 0                        | 0                        | 0                        | 0                        | 0                        | 0                        | 0                        | 0                        | 0                        | 0                        | 0            | 0            | 0            | 0            | 0            | 0            | 0            | 0            | 0            | 0            | 0 / 11       | 21-18        | 54 %          | 0             | 0             |
| Ganados-Perdidos | 0-0                      | 0-0                      | 0-0                      | 0-0                      | 2-2                      | 2-2                      | 0-0                      | 0-3                      | 4-1                      | 1-2                      | 0-0                      | 4-1          | 0-0          | 3-1          | 0-0          | 0-1          | 0-0          | 2-1          | 2-2          | 0-0          | 1-2          | 0 / 11       | 21-18        | 54 %          | 0-0           | 0-0           |
| ATP Tour Masters 1000 |                          |                          |                          |                          |                          |                          |                          |                          |                          |                          |                          |              |              |              |              |              |              |              |              |              |              |              |              |               |               |               |
| Indian Wells | A                        | A                        | 3R                       | A                        | SF                       | G                        | SF                       | G                        | SF                       | F                        | SF                       | G            | 3R           | CF           | SF           | 4R           | A            | SF           | ND           | A            | F            | A            | A            | 3 / 15        | 59-11         | 85 %          |
| Miami | A                        | A                        | 4R                       | F                        | 2R                       | CF                       | F                        | CF                       | SF                       | F                        | SF                       | A            | F            | 3R           | 2R           | F            | A            | A            | ND           | A            | A            | A            | A            | 0 / 13        | 40-12         | 77 %          |
| Montecarlo | A                        | 3R                       | A                        | G                        | G                        | G                        | G                        | G                        | G                        | G                        | G                        | F            | CF           | SF           | G            | G            | G            | SF           | ND           | CF           | A            | A            | A            | 11 / 17       | 73-6          | 92 %          |
| Hamburgo | A                        | 3R                       | A                        | A                        | A                        | F                        | G                        | Madrid (tierra batida)   | 1 / 3                    | 11-2                     | 85 %                     |              |              |              |              |              |              |              |              |              |              |              |              |               |               |               |
| Madrid (T. batida) | Hamburgo                 | F                        | G                        | F                        | 3R                       | G                        | G                        | F                        | SF                       | G                        | CF                       | SF           | ND           | CF           | CF           | A            | 4R           | 4 / 14       | 46-10        | 82 %         |              |              |              |               |               |               |
| Roma | A                        | A                        | A                        | G                        | G                        | G                        | 2R                       | G                        | G                        | F                        | G                        | G            | F            | CF           | CF           | CF           | G            | G            | CF           | G            | 3R           | A            | 2R           | 10 / 19       | 70-9          | 88 %          |
| Canadá | A                        | A                        | 1R                       | G                        | 3R                       | SF                       | G                        | CF                       | SF                       | 2R                       | A                        | G            | A            | CF           | A            | 3R           | G            | G            | ND           | A            | A            | A            | A            | 5 / 13        | 38-8          | 83 %          |
| Cincinnati | A                        | A                        | 1R                       | 1R                       | CF                       | 2R                       | SF                       | SF                       | CF                       | CF                       | A                        | G            | A            | 3R           | 3R           | CF           | A            | A            | A            | A            | 2R           | A            | A            | 1 / 13        | 22-12         | 65 %          |
| Madrid (Dura) | A                        | 1R                       | 2R                       | G                        | CF                       | CF                       | SF                       | Shanghái                 | 1 / 6                    | 13-5                     | 72 %                     |              |              |              |              |              |              |              |              |              |              |              |              |               |               |               |
| Shanghái | Madrid (dura)            | F                        | 3R                       | 3R                       | A                        | SF                       | 2R                       | SF                       | 2R                       | F                        | A                        | A            | No disputado | No disputado | No disputado | A            | A            | 0 / 8        | 16-8         | 66 %         |              |              |              |               |               |               |
| París | A                        | Q1                       | A                        | A                        | A                        | F                        | CF                       | SF                       | A                        | A                        | A                        | SF           | A            | CF           | A            | CF           | A            | SF           | SF           | A            | 2R           | A            | A            | 0 / 9         | 22-7          | 76 %          |
| Títulos | 0                        | 0                        | 0                        | 4                        | 2                        | 3                        | 3                        | 3                        | 3                        | 1                        | 2                        | 5            | 1            | 0            | 1            | 2            | 3            | 2            | 0            | 1            | 0            | 0            | 0            | 36 / 130      | 410-90        | 82 %          |
| Ganados-Perdidos | 0-0                      | 4-3                      | 5-5                      | 28-2                     | 23-5                     | 31-6                     | 32-6                     | 34-6                     | 29-5                     | 25-7                     | 19-2                     | 35-3         | 16-5         | 21-9         | 15-6         | 28-6         | 17-1         | 22-2         | 5-2          | 9-2          | 8-5          | 0-0          | 4-2          | 36 / 130      | 410-90        | 82 %          |
| ATP Tour 500 |                          |                          |                          |                          |                          |                          |                          |                          |                          |                          |                          |              |              |              |              |              |              |              |              |              |              |              |              |               |               |               |
| Róterdam | A                        | A                        | A                        | A                        | A                        | A                        | 2R                       | F                        | A                        | A                        | A                        | A            | A            | A            | A            | A            | A            | A            | A            | A            | A            | A            | A            | 0 / 2         | 5-2           | 71 %          |
| Río de Janeiro | No disputado             | No disputado             | No disputado             | No disputado             | No disputado             | No disputado             | No disputado             | No disputado             | No disputado             | No disputado             | No disputado             | No disputado | G            | SF           | SF           | A            | A            | A            | A            | ND           | A            | A            | A            | 1 / 3         | 10-2          | 83 %          |
| Acapulco | A                        | A                        | A                        | G                        | A                        | A                        | A                        | A                        | A                        | A                        | A                        | G            | A            | A            | A            | F            | A            | 2R           | G            | A            | G            | A            | A            | 4 / 6         | 25-2          | 92 %          |
| Dubái | A                        | A                        | CF                       | A                        | G                        | CF                       | CF                       | A                        | A                        | A                        | A                        | A            | A            | A            | A            | A            | A            | A            | A            | A            | A            | A            | A            | 1 / 4         | 10-3          | 77 %          |
| Barcelona | Q1                       | 2R                       | A                        | G                        | G                        | G                        | G                        | G                        | A                        | G                        | G                        | G            | CF           | 3R           | G            | G            | G            | SF           | ND           | G            | A            | A            | 2R           | 12 / 17       | 67-5          | 93 %          |
| Stuttgart | A                        | 2R                       | CF                       | G                        | A                        | G                        | A                        | ATP 250                  | ATP 250                  | ATP 250                  | ATP 250                  | ATP 250      | ATP 250      | ATP 250      | ATP 250      | ATP 250      | ATP 250      | ATP 250      | ATP 250      | ATP 250      | ATP 250      | ATP 250      | ATP 250      | 2 / 4         | 13-2          | 87 %          |
| Halle | ATP 250                  | ATP 250                  | ATP 250                  | ATP 250                  | ATP 250                  | ATP 250                  | ATP 250                  | ATP 250                  | ATP 250                  | ATP 250                  | ATP 250                  | ATP 250      | ATP 250      | A            | A            | A            | A            | A            | ND           | A            | A            | A            | A            | 0 / 0         | 0-0           | -             |
| Queen's Club | ATP 250                  | ATP 250                  | ATP 250                  | ATP 250                  | ATP 250                  | ATP 250                  | ATP 250                  | ATP 250                  | ATP 250                  | ATP 250                  | ATP 250                  | ATP 250      | ATP 250      | 1R           | A            | A            | A            | A            | ND           | A            | A            | A            | A            | 0 / 1         | 0-1           | 0 %           |
| Hamburgo | Master 1000              | Master 1000              | Master 1000              | Master 1000              | Master 1000              | Master 1000              | Master 1000              | A                        | A                        | A                        | A                        | A            | A            | G            | A            | A            | A            | A            | A            | A            | A            | A            | A            | 1 / 1         | 5-0           | 100 %         |
| Washington | ATP 250                  | ATP 250                  | ATP 250                  | ATP 250                  | ATP 250                  | ATP 250                  | ATP 250                  | A                        | A                        | A                        | A                        | A            | A            | A            | A            | A            | A            | A            | ND           | 3R           | A            | A            | A            | 0 / 1         | 1-1           | 50 %          |
| Pekín | ND                       | ND                       | ATP 250                  | ATP 250                  | ATP 250                  | ATP 250                  | ATP 250                  | SF                       | A                        | A                        | A                        | F            | CF           | F            | CF           | G            | A            | A            | No disputado | No disputado | No disputado | A            | A            | 1 / 6         | 20-5          | 80 %          |
| Tokio | A                        | A                        | A                        | A                        | A                        | A                        | A                        | A                        | G                        | F                        | A                        | A            | A            | A            | A            | A            | A            | A            | ND           | ND           | A            | A            | A            | 1 / 2         | 9-1           | 90 %          |
| Viena | A                        | A                        | A                        | A                        | A                        | A                        | A                        | ATP 250                  | ATP 250                  | ATP 250                  | ATP 250                  | ATP 250      | ATP 250      | A            | A            | A            | A            | A            | A            | A            | A            | A            | A            | 0 / 0         | 0-0           | -             |
| Basilea | ATP 250                  | ATP 250                  | ATP 250                  | ATP 250                  | ATP 250                  | ATP 250                  | ATP 250                  | A                        | A                        | A                        | A                        | A            | CF           | F            | A            | A            | A            | A            | ND           | ND           | A            | A            | A            | 0 / 2         | 6-2           | 75 %          |
| Títulos | 0                        | 0                        | 0                        | 3                        | 2                        | 2                        | 1                        | 1                        | 1                        | 1                        | 1                        | 2            | 1            | 1            | 1            | 2            | 1            | 0            | 1            | 1            | 1            | 0            | 0            | 23 / 49       | 171-26        | 87 %          |
| Ganados-Perdidos | 0-0                      | 2-2                      | 4-2                      | 15-0                     | 9-0                      | 12-1                     | 8-2                      | 11-2                     | 5-0                      | 9-1                      | 5-0                      | 14-1         | 11-3         | 17-5         | 9-2          | 14-1         | 5-0          | 4-2          | 5-0          | 6-1          | 5-0          | 0-0          | 1-1          | 23 / 49       | 171-26        | 87 %          |
| ATP Tour 250 |                          |                          |                          |                          |                          |                          |                          |                          |                          |                          |                          |              |              |              |              |              |              |              |              |              |              |              |              |               |               |               |
| Chennai | A                        | A                        | 1R                       | A                        | A                        | SF                       | F                        | A                        | A                        | A                        | A                        | A            | A            | A            | A            | A            | Pune         | Pune         | Pune         | Pune         | Pune         | Pune         | Pune         | 0 / 3         | 7-3           | 70 %          |
| Doha | A                        | A                        | A                        | CF                       | A                        | A                        | A                        | CF                       | F                        | SF                       | SF                       | A            | G            | 1R           | F            | A            | A            | A            | A            | A            | A            | A            | A            | 1 / 8         | 23-7          | 77 %          |
| Auckland | A                        | A                        | F                        | 1R                       | A                        | A                        | A                        | A                        | A                        | A                        | A                        | A            | A            | A            | A            | A            | A            | A            | A            | ND           | ND           | A            | A            | 0 / 2         | 4-2           | 66 %          |
| Sídney | A                        | A                        | A                        | A                        | A                        | 1R                       | A                        | A                        | A                        | A                        | A                        | A            | A            | A            | A            | A            | A            | A            | ND           | ND           | A            | ND           | ND           | 0 / 1         | 0-1           | 0 %           |
| Brisbane | No disputado             | No disputado             | No disputado             | No disputado             | No disputado             | No disputado             | No disputado             | A                        | A                        | A                        | A                        | A            | A            | A            | A            | CF           | A            | A            | No disputado | No disputado | No disputado | No disputado | CF           | 0 / 2         | 4-2           | 66 %          |
| Melbourne | No disputado             | No disputado             | No disputado             | No disputado             | No disputado             | No disputado             | No disputado             | No disputado             | No disputado             | No disputado             | No disputado             | No disputado | No disputado | No disputado | No disputado | No disputado | No disputado | No disputado | No disputado | A            | G            | ND           | ND           | 1 / 1         | 3-0           | 100 %         |
| Buenos Aires | A                        | A                        | A                        | CF                       | A                        | A                        | A                        | A                        | A                        | A                        | A                        | A            | A            | G            | SF           | A            | A            | A            | A            | A            | A            | A            | A            | 1 / 3         | 8-2           | 80 %          |
| Viña del Mar | A                        | A                        | A                        | A                        | A                        | A                        | A                        | A                        | A                        | A                        | A                        | F            | A            | No disputado | No disputado | No disputado | No disputado | No disputado | A            | A            | A            | A            | A            | 0 / 1         | 3-1           | 75 %          |
| Brasil | A                        | A                        | A                        | G                        | A                        | A                        | A                        | A                        | A                        | A                        | A                        | G            | A            | A            | A            | A            | A            | A            | No disputado | No disputado | No disputado | No disputado | No disputado | 2 / 2         | 9-0           | 100 %         |
| Marsella | A                        | A                        | A                        | A                        | SF                       | A                        | A                        | A                        | A                        | A                        | A                        | A            | A            | A            | A            | A            | A            | A            | A            | A            | A            | A            | A            | 0 / 1         | 3-1           | 75 %          |
| Milán | A                        | A                        | 2R                       | A                        | Zagreb                   | Zagreb                   | Zagreb                   | Zagreb                   | Zagreb                   | Zagreb                   | Zagreb                   | Zagreb       | Zagreb       | Zagreb       | No disputado | No disputado | No disputado | No disputado | No disputado | No disputado | No disputado | No disputado | No disputado | 0 / 1         | 1-1           | 50 %          |
| Estoril | A                        | A                        | CF                       | A                        | A                        | A                        | A                        | A                        | A                        | A                        | A                        | A            | A            | No disputado | No disputado | No disputado | No disputado | No disputado | No disputado | No disputado | No disputado | No disputado | No disputado | 0 / 1         | 2-0           | 100 %         |
| Mallorca / Valencia | 2R                       | A                        | A                        | CF                       | A                        | A                        | A                        | ATP 500                  | ATP 500                  | ATP 500                  | ATP 500                  | ATP 500      | ATP 500      | A            | No disputado | No disputado | No disputado | No disputado | No disputado | A            | A            | A            | A            | 0 / 2         | 3-2           | 60 %          |
| Stuttgart | ATP 500                  | ATP 500                  | ATP 500                  | ATP 500                  | ATP 500                  | ATP 500                  | ATP 500                  | A                        | A                        | A                        | A                        | A            | A            | G            | A            | A            | A            | A            | ND           | A            | A            | A            | A            | 1 / 1         | 4-0           | 100 %         |
| Halle | A                        | A                        | A                        | 1R                       | A                        | A                        | A                        | A                        | A                        | A                        | CF                       | A            | 2R           | ATP 500      | ATP 500      | ATP 500      | ATP 500      | ATP 500      | ATP 500      | ATP 500      | ATP 500      | ATP 500      | ATP 500      | 0 / 3         | 1-3           | 25 %          |
| Queen's Club | A                        | A                        | A                        | A                        | CF                       | CF                       | G                        | A                        | CF                       | CF                       | A                        | A            | A            | ATP 500      | ATP 500      | ATP 500      | ATP 500      | ATP 500      | ATP 500      | ATP 500      | ATP 500      | ATP 500      | ATP 500      | 1 / 5         | 13-4          | 76 %          |
| Båstad | A                        | CF                       | CF                       | G                        | A                        | A                        | A                        | A                        | A                        | A                        | A                        | A            | A            | A            | A            | A            | A            | A            | ND           | A            | A            | A            | F            | 1 / 4         | 13-3          | 81 %          |
| Umag | A                        | SF                       | A                        | A                        | A                        | A                        | A                        | A                        | A                        | A                        | A                        | A            | A            | A            | A            | A            | A            | A            | ND           | A            | A            | A            | A            | 0 / 1         | 3-1           | 75 %          |
| Sopot | A                        | A                        | G                        | A                        | A                        | A                        | A                        | No disputado             | No disputado             | No disputado             | No disputado             | No disputado | No disputado | No disputado | No disputado | No disputado | No disputado | No disputado | No disputado | No disputado | No disputado | No disputado | No disputado | 1 / 1         | 5-0           | 100 %         |
| Palermo | A                        | A                        | 2R                       | A                        | A                        | No disputado             | No disputado             | No disputado             | No disputado             | No disputado             | No disputado             | No disputado | No disputado | No disputado | No disputado | No disputado | No disputado | No disputado | No disputado | No disputado | No disputado | No disputado | No disputado | 0 / 1         | 1-1           | 50 %          |
| Bangkok | ND                       | A                        | A                        | A                        | A                        | A                        | A                        | A                        | SF                       | A                        | A                        | A            | No disputado | No disputado | No disputado | No disputado | No disputado | No disputado | No disputado | No disputado | No disputado | No disputado | No disputado | 0 / 1         | 2-1           | 66 %          |
| Pekín | ND                       | ND                       | A                        | G                        | A                        | A                        | A                        | ATP 500                  | ATP 500                  | ATP 500                  | ATP 500                  | ATP 500      | ATP 500      | ATP 500      | ATP 500      | ATP 500      | ATP 500      | ATP 500      | ATP 500      | ATP 500      | ATP 500      | ATP 500      | ATP 500      | 1 / 1         | 5-0           | 100 %         |
| Estocolmo | A                        | A                        | A                        | A                        | 2R                       | A                        | A                        | A                        | A                        | A                        | A                        | A            | A            | A            | A            | A            | A            | A            | ND           | A            | A            | A            | A            | 0 / 1         | 1-1           | 50 %          |
| Lyon | A                        | 1R                       | 1R                       | A                        | A                        | A                        | A                        | A                        | A                        | ND                       | A                        | A            | A            | A            | A            | A            | A            | A            | A            | A            | A            | A            | A            | 0 / 2         | 0-2           | 0 %           |
| Basilea | A                        | 1R                       | 1R                       | A                        | A                        | A                        | A                        | ATP 500                  | ATP 500                  | ATP 500                  | ATP 500                  | ATP 500      | ATP 500      | ATP 500      | ATP 500      | ATP 500      | ATP 500      | ATP 500      | ATP 500      | ATP 500      | ATP 500      | ATP 500      | ATP 500      | 0 / 2         | 0-2           | 0 %           |
| Títulos | 0                        | 0                        | 1                        | 3                        | 0                        | 0                        | 1                        | 0                        | 0                        | 0                        | 0                        | 1            | 1            | 2            | 0            | 0            | 0            | 0            | 0            | 0            | 1            | 0            | 0            | 10 / 51       | 118-40        | 75 %          |
| Ganados-Perdidos | 1-1                      | 5-4                      | 15-7                     | 21-5                     | 6-3                      | 5-3                      | 9-1                      | 2-1                      | 8-3                      | 5-2                      | 4-2                      | 7-1          | 5-1          | 8-1          | 6-2          | 2-1          | 0-0          | 0-0          | 0-0          | 0-0          | 3-0          | 0-0          | 6-2          | 10 / 51       | 118-40        | 75 %          |
| Representación nacional |                          |                          |                          |                          |                          |                          |                          |                          |                          |                          |                          |              |              |              |              |              |              |              |              |              |              |              |              |               |               |               |
| Copa Davis | A                        | A                        | G                        | PO                       | PO                       | A                        | G                        | G                        | A                        | G                        | A                        | PO           | A            | Z1           | A            | A            | SF           | G            | ND           | A            | A            | A            | CF           | 5 / 10        | 29-2          | 93 %          |
| Copa ATP | Copa Mundial por Equipos | Copa Mundial por Equipos | Copa Mundial por Equipos | Copa Mundial por Equipos | Copa Mundial por Equipos | Copa Mundial por Equipos | Copa Mundial por Equipos | Copa Mundial por Equipos | Copa Mundial por Equipos | Copa Mundial por Equipos | Copa Mundial por Equipos | No disputado | No disputado | No disputado | No disputado | No disputado | No disputado | No disputado | F            | A            | A            | ND           | ND           | 0 / 1         | 4-2           | 67 %          |
| United Cup | No disputado             | No disputado             | No disputado             | No disputado             | No disputado             | No disputado             | No disputado             | No disputado             | No disputado             | No disputado             | No disputado             | No disputado | No disputado | No disputado | No disputado | No disputado | No disputado | No disputado | No disputado | No disputado | No disputado | RR           | A            | 0 / 1         | 0-2           | 0 %           |
| Juegos Olímpicos | ND                       | ND                       | A                        | No disputado             | No disputado             | No disputado             | G                        | No disputado             | No disputado             | No disputado             | A                        | No disputado | No disputado | No disputado | 4.º          | No disputado | No disputado | No disputado | No disputado | A            | ND           | ND           | 2R           | 1 / 3         | 11-3          | 79 %          |
| Títulos | 0                        | 0                        | 1                        | 0                        | 0                        | 0                        | 2                        | 1                        | 0                        | 1                        | 0                        | 0            | 0            | 0            | 0            | 0            | 0            | 1            | 0            | 0            | 0            | 0            | 0            | 6 / 15        | 44-9          | 83 %          |
| Ganados-Perdidos | 0-0                      | 0-0                      | 3-1                      | 2-0                      | 2-0                      | 0-0                      | 9-0                      | 4-0                      | 0-0                      | 6-0                      | 0-0                      | 1-0          | 0-0          | 1-0          | 4-2          | 0-0          | 2-0          | 5-0          | 4-2          | 0-0          | 0-0          | 0-2          | 1-2          | 6 / 15        | 44-9          | 83 %          |
| LAVER CUP |                          |                          |                          |                          |                          |                          |                          |                          |                          |                          |                          |              |              |              |              |              |              |              |              |              |              |              |              |               |               |               |
| Copa Laver | No disputado             | No disputado             | No disputado             | No disputado             | No disputado             | No disputado             | No disputado             | No disputado             | No disputado             | No disputado             | No disputado             | No disputado | No disputado | No disputado | No disputado | G            | A            | G            | ND           | A            | A            | A            | A            | 2 / 2         | 2-1           | 67 %          |
| Ganados-Perdidos | 0-0                      | 0-0                      | 0-0                      | 0-0                      | 0-0                      | 0-0                      | 0-0                      | 0-0                      | 0-0                      | 0-0                      | 0-0                      | 0-0          | 0-0          | 0-0          | 0-0          | 1-1          | 0-0          | 1-0          | 0-0          | 0-0          | 0-0          | 0-0          | 0-0          | 2 / 2         | 2-1           | 67 %          |
| Estadísticas |                          |                          |                          |                          |                          |                          |                          |                          |                          |                          |                          |              |              |              |              |              |              |              |              |              |              |              |              |               |               |               |
| | 2002                     | 2003                     | 2004                     | 2005                     | 2006                     | 2007                     | 2008                     | 2009                     | 2010                     | 2011                     | 2012                     | 2013         | 2014         | 2015         | 2016         | 2017         | 2018         | 2019         | 2020         | 2021         | 2022         | 2023         | 2024         | Totales       | Totales       | Totales       |
| Torneos ATP jugados | 1                        | 11                       | 18                       | 21                       | 16                       | 20                       | 19                       | 17                       | 17                       | 17                       | 11                       | 17           | 15           | 23           | 16           | 18           | 9            | 13           | 6            | 7            | 12           | 1            | 7            | 312           | 312           | 312           |
| Finales ATP disputadas | 0                        | 0                        | 2                        | 12                       | 6                        | 9                        | 10                       | 8                        | 9                        | 10                       | 5                        | 14           | 7            | 6            | 3            | 10           | 5            | 5            | 2            | 2            | 5            | 0            | 1            | 131           | 131           | 131           |
| Torneos ATP ganados | 0                        | 0                        | 1                        | 11                       | 5                        | 6                        | 8                        | 5                        | 7                        | 3                        | 4                        | 10           | 4            | 3            | 2            | 6            | 5            | 4            | 2            | 2            | 4            | 0            | 0            | 92            | 92            | 92            |
| Dura G-P | 0-0                      | 1-2                      | 14-10                    | 28-6                     | 25-10                    | 31-12                    | 46-10                    | 42-12                    | 40-9                     | 33-11                    | 17-3                     | 36-4         | 20-6         | 30-12        | 18-10        | 41-10        | 14-2         | 32-3         | 18-6         | 5-2          | 24-6         | 1-3          | 2-2          | 25 / 166      | 518-151       | 77 %          |
| Tierra batida G-P | 1-1                      | 11-6                     | 14-3                     | 50-2                     | 26-0                     | 31-1                     | 24-1                     | 24-2                     | 22-0                     | 28-2                     | 23-1                     | 39-2         | 25-3         | 26-6         | 21-4         | 24-1         | 26-1         | 21-3         | 9-1          | 19-3         | 10-2         | 0-0          | 10-6         | 63 / 116      | 484-51        | 90 %          |
| Hierba G-P | 0-0                      | 2-1                      | 0-0                      | 1-2                      | 8-2                      | 8-2                      | 12-0                     | 0-0                      | 9-1                      | 8-2                      | 2-2                      | 0-1          | 3-2          | 5-2          | 0-0          | 3-1          | 5-1          | 5-1          | 0-0          | 0-0          | 5-0          | 0-0          | 0-0          | 4 / 25        | 76-20         | 79 %          |
| Moqueta G-P | 0-0                      | 0–2                      | 2–4                      | 0–0                      | 0–0                      | 0–0                      | 0–0                      | Prohibida                | 0 / 5                    | 2–6                      | 25 %                     |              |              |              |              |              |              |              |              |              |              |              |              |               |               |               |
| Outdoor G-P | 1–1                      | 14–8                     | 26–12                    | 74–10                    | 51–7                     | 62–11                    | 75–8                     | 57–9                     | 65–8                     | 64–13                    | 42–6                     | 64–5         | 46–10        | 51–17        | 39–14        | 65–10        | 45–4         | 47–6         | 22-4         | 24-5         | 38-5         | 1-3          | 12-7         | 90 / 273      | 985–183       | 85 %          |
| Indoor G-P | 0-0                      | 0–3                      | 4–5                      | 5–0                      | 8–5                      | 8–4                      | 7–3                      | 9–5                      | 6–2                      | 5–2                      | 0–0                      | 11–2         | 2–1          | 10–3         | 0–0          | 3–2          | 0–0          | 11–1         | 5–3          | 0-0          | 1-3          | 0-0          | 0-1          | 2 / 39        | 95–45         | 68 %          |
| Ganados-Perdidos | 1-1                      | 14-11                    | 30-17                    | 79-10                    | 59-12                    | 70-15                    | 82-11                    | 66-14                    | 71-10                    | 69-15                    | 42-6                     | 75-7         | 48-11        | 61-20        | 39-14        | 68-12        | 45-4         | 58-7         | 27-7         | 24-5         | 39-8         | 1-3          | 12-8         | 92 / 312      | 1080-228      | 83 %          |
| Victorias (%) | 50%                      | 56%                      | 64%                      | 89%                      | 83%                      | 82%                      | 88%                      | 83%                      | 88%                      | 82%                      | 88%                      | 91%          | 81%          | 75%          | 74%          | 85%          | 92%          | 89%          | 79%          | 82%          | 83%          | 25%          | 60%          | 82,57 %       | 82,57 %       | 82,57 %       |
| Ranking | 200                      | 49                       | 51                       | 2                        | 2                        | 2                        | 1                        | 2                        | 1                        | 2                        | 4                        | 1            | 3            | 5            | 9            | 1            | 2            | 1            | 2            | 6            | 2            | 662          | 154          | $ 134,946,100 | $ 134,946,100 | $ 134,946,100 |
| Leyenda: G: Torneo ganado; F: Finalista; SF: Semifinalista; CF: Cuartos de final; R: Rondas previas; RR: Round Robin; PO: Repesca; A: Ausente; ND: No disputado; G-P: Ganados-Perdidos. |                          |                          |                          |                          |                          |                          |                          |                          |                          |                          |                          |              |              |              |              |              |              |              |              |              |              |              |              |               |               |               |

Notas:
1. Se retiró antes de la tercera ronda de Roland Garros 2016 debido a una lesión en la muñeca, lo que no cuenta como derrota.
2. Recibió un walkover en la segunda ronda del Abierto de Estados Unidos 2019, lo que no cuenta como victoria.
3. Se retiró antes de la semifinal de Wimbledon 2022 debido a una lesión abdominal, lo que no cuenta como derrota.
4. Participó en la Laver Cup 2022 pero solamente disputó un partido de dobles, ese es el motivo por el cual no aparece el resultado en esta tabla de individuales.

## Ranking ATP al final de la temporada
| Año                     | 2001 | 2002 | 2003 | 2004 | 2005 | 2006 | 2007 | 2008 | 2009 | 2010 | 2011 | 2012 | 2013 | 2014 | 2015 | 2016 | 2017 | 2018 | 2019 | 2020 | 2021 | 2022 | 2023 |
| Ranking en individuales | 811  | 200  | 49   | 51   | 2    | 2    | 2    | 1    | 2    | 1    | 2    | 4    | 1    | 3    | 5    | 9    | 1    | 2    | 1    | 2    | 6    | 2    | 670  |

## E1 Series
Desde 2024 participa en las E1 Series como jefe del Team Rafa, categoría mundial de competición de lanchas eléctricas basada en tecnologías limpias para proteger las aguas y áreas costeras.
El 22 de febrero de 2025 resultó campeón del Gran Premio de Doha.

## Condecoraciones y distinciones
| Distinción nacional                                            | Año              |
| -------------------------------------------------------------- | ---------------- |
| Medalla de Oro – Real Orden del Mérito Deportivo               | 2006             |
| Medalla de Oro al Mérito en el Trabajo                         | 2014             |
| Cruz de Plata - Orden del Mérito de la Guardia Civil           | 2019             |
| Gran Cruz – Real Orden del Mérito Deportivo                    | 2020             |
| Cruz Blanca - Orden del Mérito Policial                        | 2021             |
| Gran Cruz- Orden del Mérito Naval                              | 2022             |
| Distinción municipal                                           | Año              |
| Medalla de Oro de Madrid Hijo Adoptivo de Madrid               | 2007 2014        |
| Hijo Predilecto de Manacor                                     | 2010             |
| Medalla «Grand Vermeil» de París                               | 2015             |
| Gran Cruz de la Orden del Dos de Mayo                          | 2020             |
| Galardón                                                       | Año              |
| Premio Nacional del Deporte «Mejor deportista español del año» | 2006, 2008, 2017 |
| Doctor honoris causa por la UEM                                | 2015             |
| Premio Príncipe de Asturias de los Deportes                    | 2008             |
| Doctor honoris causa por la UPM                                | 2022             |
| Galardón Camino Real por la UAH                                | 2022             |
| Doctor honoris causa por la USAL                               | 2025             |

En 2006 recibió la Medalla de Oro de la Real Orden del Mérito Deportivo y el Premio Laureus World Sports a la Mejor Promesa Mundial del Año. En 2008 recibió el Premio Príncipe de Asturias de los Deportes, el Marca Leyenda, y el Observatorio Astronómico de Mallorca anunció que nombraba (128036) Rafaelnadal a un asteroide descubierto en 2003. En 2009 recibió el Gran Premio de la Academia del Deporte Francesa a la Mayor Gesta Deportiva del Mundo en el año 2008. En 2010 recibió el Premio As del deporte, otorgado por el Diario As como Mejor Deportista del Año y el título Campeón de Campeones, premio entregado por el diario deportivo francés L'Equipe como mejor deportista del mundo. En 2011 fue galardonado con el Premio Laureus World Sports como Mejor Deportista Masculino Internacional del Año por los méritos contraídos durante el año anterior.
El 26 de noviembre de 2013 recibió el premio Marca Leyenda al Mejor Deportista Español de la Historia, en el 75.º aniversario del diario deportivo Marca, y el título Campeón de Campeones, premio entregado por el diario deportivo francés L'Equipe como mejor deportista del mundo, por segunda vez en su carrera. También, tras ser nombrado número uno al final de temporada por tercera vez en su carrera, recibió el Comeback Player of the Year, galardón otorgado por la ATP como mejor regreso del año tras la lesión sufrida en 2012 y su posterior recuperación. En 2014 fue nombrado Mejor Deportista Español por el diario Mundo Deportivo y recibió el Premio Laureus World Sports a la Mejor Reaparición del Año (2013). El 1 de mayo de 2015 recibió la Medalla de Oro al Mérito en el Trabajo, aprobada el 23 de junio de 2014, por su conducta ejemplar, su esfuerzo y su dedicación. Esta condecoración premia y destaca el mérito de una conducta socialmente útil y ejemplar en el desempeño de los deberes que impone el ejercicio de cualquier trabajo, profesión o servicio. En 2016 fue elegido como abanderado de la delegación española para los Juegos Olímpicos de Río de Janeiro, circunstancia que se dio de nuevo tras haber sido elegido abanderado cuatro años antes para los Juegos Olímpicos de Londres en 2012, donde no pudo acudir debido a una lesión en la rodilla. En abril de 2017, durante el transcurso del 65.º Trofeo Conde de Godó, el Real Club de Tenis Barcelona toma la decisión de renombrar su pista central con el nombre de "pista Rafa Nadal".
En diciembre de 2017 recibe el Premio As 50 Aniversario al Mejor Deportista Masculino, otorgado por el diario deportivo Diario As, y el premio Campeón de Campeones, otorgado por el prestigioso diario deportivo francés L'Equipe que compartió con el suizo Roger Federer, reconociendo a ambos como los dos mejores deportistas del mundo en 2017. En diciembre de 2019 de nuevo vuelve a ser galardonado con el premio Campeón de Campeones, el cuarto a título personal, empatando en el palmarés con el suizo Roger Federer y quedándose a tan sólo uno del récord absoluto que posee el atleta jamaicano Usain Bolt. El 1 de junio de 2017 se anunció que Rafa Nadal tendría una estatua en su honor en Roland Garros. A finales de 2019 se confirmaba dicha decisión y la que sería la localización de la estatua, al lado de la pista Philippe-Chatrier. Dicha estatua fue inaugurada el 27 de mayo de 2021, y su estructura, además de reproducir el rectángulo áureo, permite visualizar el golpe de Nadal. En mayo de 2021 fue galardonado por segunda vez en su carrera con el Premio Laureus World Sports como Mejor Deportista Masculino Internacional del Año por los méritos contraídos durante el año anterior. Fue clasificado como el 4.º mejor deportista de mundo para el año 2020 en la publicación Sportspedia 100. En 2024 ganó el Campeonato de Baleares de golf amateur.
En la Copa Davis 2019, recibió el trofeo MVP al mejor jugador del torneo.
En los Premios ATP World Tour, tiene 5 galardones como mejor jugador del año (2008, 2010, 2013, 2017 y 2019), un galardón a la irrupción del año en 2003, un galardón al tenista más mejorado en 2005, un galardón al regreso del año en 2013, un galardón Fans' Favourite en 2022, 5 galardones a la deportividad (2010, 2018, 2019, 2020 y 2021) y un galardón humanitario en 2011.
| Predecesor: · Michael Schumacher · Alemania | 22.º Premio Príncipe de Asturias de los Deportes 2008             | Sucesora: · Yelena Isinbáyeva · Rusia                  |
| Predecesor: Pau Gasol Londres 2012          | Abanderado de España en los JJ. OO. de verano Río de Janeiro 2016 | Sucesores: Saúl Craviotto y Mireia Belmonte Tokio 2020 |

## Palmarés, logros y reconocimientos

### Selección española de tenis
- Medalla de Oro en los Juegos Olímpicos de Pekín 2008
- Medalla de Oro en los Juegos Olímpicos de Río 2016
- Medalla de Oro en la Copa Davis 2004
- Medalla de Oro en la Copa Davis 2008
- Medalla de Oro en la Copa Davis 2009
- Medalla de Oro en la Copa Davis 2011
- Medalla de Oro en la Copa Davis 2019

- Medalla de Oro en la Copa Mundial de Tenis Juvenil 2000
- Medalla de Oro en la Copa Davis Juvenil 2002

### Tenis individual
- 14x  Abierto de Francia
- 12x  Abierto de Barcelona
- 11x  Abierto de Mónaco
- 10x  Abierto de Italia
- 5x  Abierto de Canadá
- 5x  Abierto de Madrid
- 4x  Abierto de Estados Unidos
- 4x  Abierto de México
- 3x  Abierto de Indian Wells
- 3x  Abierto de Stuttgart
- 2x  Campeonato de Wimbledon
- 2x  Abierto de Australia
- 2x  Abierto de Alemania
- 2x  Abierto de China
- 2x  Abierto de Brasil
- 1x  Abierto de Doha
- 1x  Abierto de Japón
- 1x  Abierto de Polonia
- 1x  Abierto de Argentina
- 1x  Abierto de Río de Janeiro
- 1x  Abierto de Dubái
- 1x  Abierto de Suecia
- 1x  Trofeo de Queen's Club
- 1x  Abierto de Cincinnati
- 1x  Melbourne Summer Set
- 1x  Juegos Olímpicos

### Tenis en dobles
- 4x  Abierto de Doha
- 2x  Abierto de Indian Wells
- 1x  Abierto de Mónaco
- 1x  Abierto de Croacia
- 1x  Abierto de India
- 1x  Abierto de China
- 1x  Juegos Olímpicos

### Golf
- 1x  Campeonato de Golf de Baleares

### Récords mundiales Guinness
- 1. Mayor número de títulos en un torneo de tenis individual de Grand Slam: 14 en el Abierto de Francia
- 2. Mayor cantidad de títulos individuales de Roland Garros ganados por un hombre: 14
- 3. Mayor cantidad de victorias en un torneo de tenis individual de Grand Slam (Era Abierta): 14 en el Abierto de Francia
- 4. Mayor cantidad de victorias en un torneo de tenis individual de Grand Slam (Era Abierta, masculino): 14 en el Abierto de Francia
- 5. Mayor cantidad de finales individuales jugadas en un torneo de tenis Grand Slam (Era Abierta): 14 en el Abierto de Francia
- 6. Mayor cantidad de victorias en un torneo de tenis individual (Era Abierta): 14 en el Abierto de Francia

- 7. Más títulos de tenis individuales consecutivos del Abierto de Francia ganados por un hombre: 5
- 8. Primer jugador en ganar 10 títulos individuales en el mismo Grand Slam (Era Abierta)
- 9. Primer jugador en ganar 10 títulos individuales en el mismo evento ATP World Tour (Era Abierta): 11 en el Masters de Montecarlo
- 10. Más títulos ATP masculinos ganados al aire libre: 90
- 11. Mayor cantidad de años ganando un título ATP: 19
- 12. Más años consecutivos ganando un título ATP: 19
- 13. Más títulos individuales en tierra batida (Era Abierta): 63
- 14. Más partidos individuales de tenis en arcilla ganados consecutivamente (masculino): 81
- 15. Más sets consecutivos ganados en una sola superficie: 50 en arcilla
- 16. La final de tenis de Grand Slam más larga: con Novak Djokovic en el Abierto de Australia de 2012
- 17. Más partidos individuales del ATP Tour entre dos jugadores (Era Abierta): 59 con Novak Djokovic
- 18. Más enfrentamientos de Grand Slam de tenis (individuales): 18 con Novak Djokovic

### 15xAsociación de Tenistas Profesionales
- 5x Jugador del Año ATP

- 5x Premio a la deportividad Stefan Edberg

- Premio Arthur Ashe Humanitario del Año

- El favorito de los aficionados de la ATP

- Revelación del año ATP

- Regreso del año

- Jugador con mayor progreso de la ATP

Rafael Nadal es el único tenista ganador de todos los galardones de la ATP.
x6 Premio Laureus
- 2x Premio Laureus al deportista del año

- Premio Laureus a la revelación del año

- Premio Laureus al regreso del año

- Premio Laureus al icono deportivo

- Premio Laureus for Good Society

6x Federación Internacional de Tenis
- 5x Campeón del Mundo de la Federación Internacional de Tenis

- Jugador Más Valioso de la Copa Davis

Prensa internacional
- 4x L'Équipe Campeón de Campeones
- 2x Deportista europeo del año por la PAP
- 1x BBC Estrella deportiva mundial del año
- Premio ESPY al mejor atleta masculino
- Premio ESPY al mejor tenista masculino
- Las 100 personas más influyentes de la revista Time
- Lista Forbes de los 10 deportistas mejor pagados del mundo
- Atleta más dominante del siglo XXI para los aficionados de ESPN
- El hombre del año 2022 para Esquire

Distinciones
- Premio Princesa de Asturias
- Medalla de la Ciudad de París
- Medalla de Oro al Mérito en el Trabajo
- Medalla de Plata al Mérito de la Guardia Civil
- Gran Cruz de la Real Orden del Mérito Deportivo
- Gran Cruz de la Orden del Segundo de Mayo
- Gran Cruz del Mérito Naval

Distinciones académicas
- Premio Instituto Franklin-UAH Camino Real
- Doctor honoris causa por la USAL

Varios
- 3x Premios Nacionales del Deporte
- Marca Leyenda
- Mejor deportista español de la historia para Mundo Deportivo: 2025

## Filantropía y compromiso social

### Partido por África 2020
El 7 de febrero de 2020, Rafa Nadal y Roger Federer celebraron el mayor evento benéfico de la historia del tenis en Ciudad del Cabo, Sudáfrica. Al evento asistieron 51.954 personas (la mayor asistencia de la historia en un partido de tenis) y se recaudaron más de 54 millones de dólares sudafricanos en ayuda a la educación y transporte de los niños en África.

### Ayuda humanitaria a Ucrania durante la invasión
Junto a Iga Swiatek y Coco Gauff realizó un partido benéfico en Estados Unidos para beneficiar los esfuerzos humanitarios en Ucrania el 25 de agosto de 2022, y se recaudaron más de 1,2 millones de dólares.
En 2023, participó junto a la tenista ucraniana Marta Kostyuk en el Tennis Plays for Peace of Ukraine celebrado en Australia, recaudando 2 millones de dólares.

### Inundaciones en Mallorca
Tras las catastróficas inundaciones del 9 de octubre de 2018 en Mallorca, que dejaron 13 muertos en la isla, Rafael Nadal abrió su academia de tenis para acoger a las víctimas, y tanto él como sus estudiantes manifestaron su solidaridad con los afectados. Al día siguiente de las inundaciones, trabajó personalmente junto a algunos amigos en las labores de limpieza de la ciudad más afectada, a pesar de que en esos momentos se estaba recuperando de la lesión que le había obligado a retirarse muy recientemente de las semifinales del Abierto de Estados Unidos.
Poco después, Nadal donó un millón de euros a los afectados por las inundaciones. El Ayuntamiento de San Lorenzo del Cardezar, el pueblo arrasado por las inundaciones, expresó su agradecimiento al tenista.

### Premio Arthur Ashe Humanitario
En 2011, fue galardonado con el Premio Arthur Ashe Humanitario por sus obras de caridad y humanitarias en todo el mundo.

## Controversias

### Domiciliación de sus sociedades
En junio de 2011, la Diputación Foral de Guipúzcoa pasó de estar gobernada por Markel Alano, del PNV, a estarlo por Martín Garitano, de Bildu. Tras la llegada del nuevo Diputado General, se anunció un cambio en el régimen de Sociedades de Promoción de Empresas que existía en Guipúzcoa, que incentivaba la residencia fiscal de sociedades holding en esta provincia, y la Inspección de la Hacienda Foral de Guipúzcoa abrió una investigación al grupo de sociedades que Rafa Nadal tuvo domiciliadas en el País Vasco desde 2006 (cuando Nadal cumplió 20 años) hasta finales de 2011, poniendo sobre aviso a la Agencia Tributaria. Durante dicho periodo de tiempo, Rafa Nadal operó con varias sociedades radicadas en Guipúzcoa, aprovechando el beneficioso marco fiscal que existía en ese momento en ese territorio foral. Una de la sociedades era Aspemir, la cual declaró desde 2005 hasta 2009 unos beneficios de 47,37 millones de euros, habiendo pagado en impuestos sólo algo más de 11 058 euros durante ese periodo, según las cuentas remitidas por Nadal al Registro Mercantil, lo que supone un tipo efectivo del 0,2% en el impuesto de sociedades durante todo ese periodo. Aspermir controlaba el 100% de otra sociedad llamada Goramendi Siglo XXI, en la que Rafa Nadal tenía cedidos sus derechos de imagen, y a su vez otra sociedad llamada Debamina controlaba el 100% de Aspemir, teniendo el tenista el 99,35% de la sociedad y siendo su padre, Sebastián Nadal, el administrador único.
Después de publicada la noticia sobre el entramado societario de Nadal, este concedió una entrevista en TVE en la que afirmó que "yo no he controlado estos temas durante todos estos años" y que "la situación real dista mucho de las informaciones que han salido". También afirmó que "tenemos relación con gente de San Sebastián desde hace muchísimos años, tanto a nivel personal como a nivel empresarial", añadiendo después que "mal aconsejados, las sociedades se domicializaron allí", que "yo, Rafael Nadal, siempre ha tenido su domicilio fiscal en Mallorca, con lo cual siempre he tributado en España. Después, las sociedades, como te he dicho antes, sí que han estado durante varios años en Guipúzcoa, que nos ofre... en teoría, se ofrecieron unos beneficios que no han sido tales" y que "estas sociedades, durante este periodo de años que han estado ahí, han pagado más de 20 millones de euros", desmintiendo los datos publicados basados en las declaraciones del tenista en el Registro Mercantil.
Las críticas a Rafael Nadal surgieron porque, aun siendo legal en España en ese momento, Nadal buscó pagar menos impuestos poniendo el domicilio social de su conglomerado societario en una provincia con baja fiscalidad y donde no residía, ya que su residencia estaba en Manacor, todo ello en un contexto económico en el que la sociedad española estaba sufriendo las consecuencias de la Gran Recesión española.
En vísperas de las navidades de 2011, Aspemir y Debamina cambiaron el domicilio social y se domiciliaron fiscalmente en Manacor, confirmando en 2013 el entonces director financiero de la Hacienda Foral de Guipúzcoa, Xavier Olano, que las sociedades de Rafa Nadal se habían ido de Guipúzcoa.

### Urbanismo a la carta
En mayo de 2018, la familia Nadal se vio implicada en una polémica operación urbanística por la que la Rafa Nadal Academy de Manacor y sus terrenos se convertirían en un hotel, auspiciado por una iniciativa del Partido Popular. Se criticó que la ley fue hecha «a medida» para que la familia Nadal pudiera ahorrarse la burocracia, los estudios de impacto ambiental y el pago de los impuestos que una decisión así llevaría normalmente. Además, el coste de las infraestructuras que requerirá la instalación correrá a cargo del Ayuntamiento de Manacor.

### Embajador de Arabia Saudita
El 16 de enero de 2024, Rafa Nadal anunció que se convertiría en el embajador de tenis de Arabia Saudita, monarquía absoluta dirigida por el príncipe heredero y primer ministro Mohamed bin Salmán, quien ha sido criticado, entre otros, por arrestar y encarcelar a activistas de los derechos humanos o por haber ordenado el asesinato y desaparición del periodista saudí y crítico del régimen saudí Jamal Khashoggi, entre otras controversias, todo ello unido a la denunciada existencia de violaciones de los derechos humanos en Arabia Saudita.

## Filmografía
- Documental Movistar+ (01/01/2016), «Informe Robinson - Rafa Nadal» en YouTube[525]
- Documental "El partido del siglo" - ("Strokes of Genius") (01/07/2018),[526][527]